# フェラーリ
フェラーリ (Ferrari N.V. ) は、イタリアのエミリア＝ロマーニャ州モデナ県マラネッロに本社を置く自動車メーカーである。
元レーシングドライバー兼レーシングチームオーナーのエンツォ・フェラーリによって、イタリア北部のモデナ近郊に1947年に設立されて以来、主にレーシングカーと高性能スポーツカーのみを製造している。

## 概要

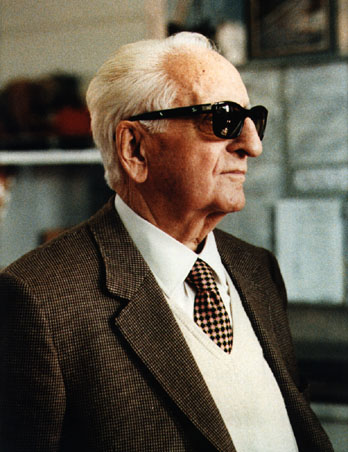
創業者エンツォ・フェラーリ

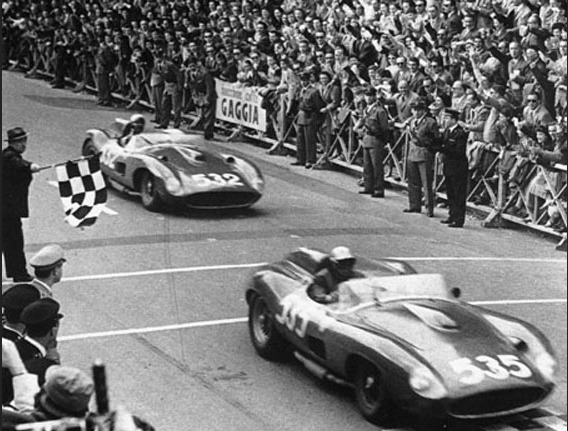
1957年のミッレミリアでワンツーフィニッシュを果たした2台のフェラーリ・315S。このレースの模様は2023年に『フェラーリ』のタイトルでハリウッド映画化された。

レーシングカーと高級スポーツカーのみを少量生産するという創業当時からの一貫した哲学に加え、優れたパフォーマンスと芸術的なサウンドを生み出す卓越したエンジニアリング、ピニンファリーナやスカリエッティなどのカロッツェリアとともに創り上げてきたエンジンルームにまで及ぶ美しいデザイン、さらにはF1をはじめ、ミッレミリアやタルガ・フローリオ、ル・マン24時間レースなど数々のレースで活躍し、幾多の伝説を残していることから、イタリアのみならず世界的にも極めて高い人気とプレステージなブランドイメージを持つ。その存在はときに神格化・神聖視され、「イタリアの至宝」とも称されるほか、創業者エンツォ・フェラーリもそのカリスマ性から生前は「北の教皇」とまで讃えられた。世界中に熱狂的な愛好家が存在し、そうしたフェラーリを所有するオーナーのことを、「フェラリスタ」（Ferrarista、フェラーリスタ）と呼称する。
F1選手権で唯一1950年の開幕より参戦を続けるなど、レースに出場する車両を開発・製造するモータースポーツコンストラクターとしての活動、すなわち「レーシングスピリッツ」を創業以来ブランド理念の核としており、創業者エンツォ・フェラーリは「他社は車を売るためにレースをするが、私はレースをするために車を売る」と語ったとも伝えられている。なお、現在フェラーリ社内で市販車部門とレーシングカー部門は別部門とされているが、両部門はマーケティングや人的交流などで密接に繋がっている。
設立以来独立した運営を続けていたが、1969年にアニェッリ家率いるフィアット・グループの事実上の傘下に入り、1988年のエンツォの死により大規模な株式の移動があり、さらに2016年にはフィアット・クライスラー・オートモービルズ（FCA、現：ステランティス）から離脱独立した。
年間生産台数は1万台程度にもかかわらず、その時価総額は自動車メーカーの中で常に上位にランクインしており、ブルームバーグによれば2024年におけるフェラーリの時価総額は850億ドル（約12兆7500億円）を超え、これは年間数百万台を生産するフォードやゼネラルモーターズの時価総額の約2倍に相当し、テスラやトヨタに次ぐ地位にあった。また同社のF1チームであるスクーデリア・フェラーリについても、フォーブスによれば2023年におけるその推定企業価値は39億ドルで、全F1チームの中で最も高い評価額が与えられた。

## 前史
ソチェタ・アノーニマ・スクーデリア・フェラーリ設立

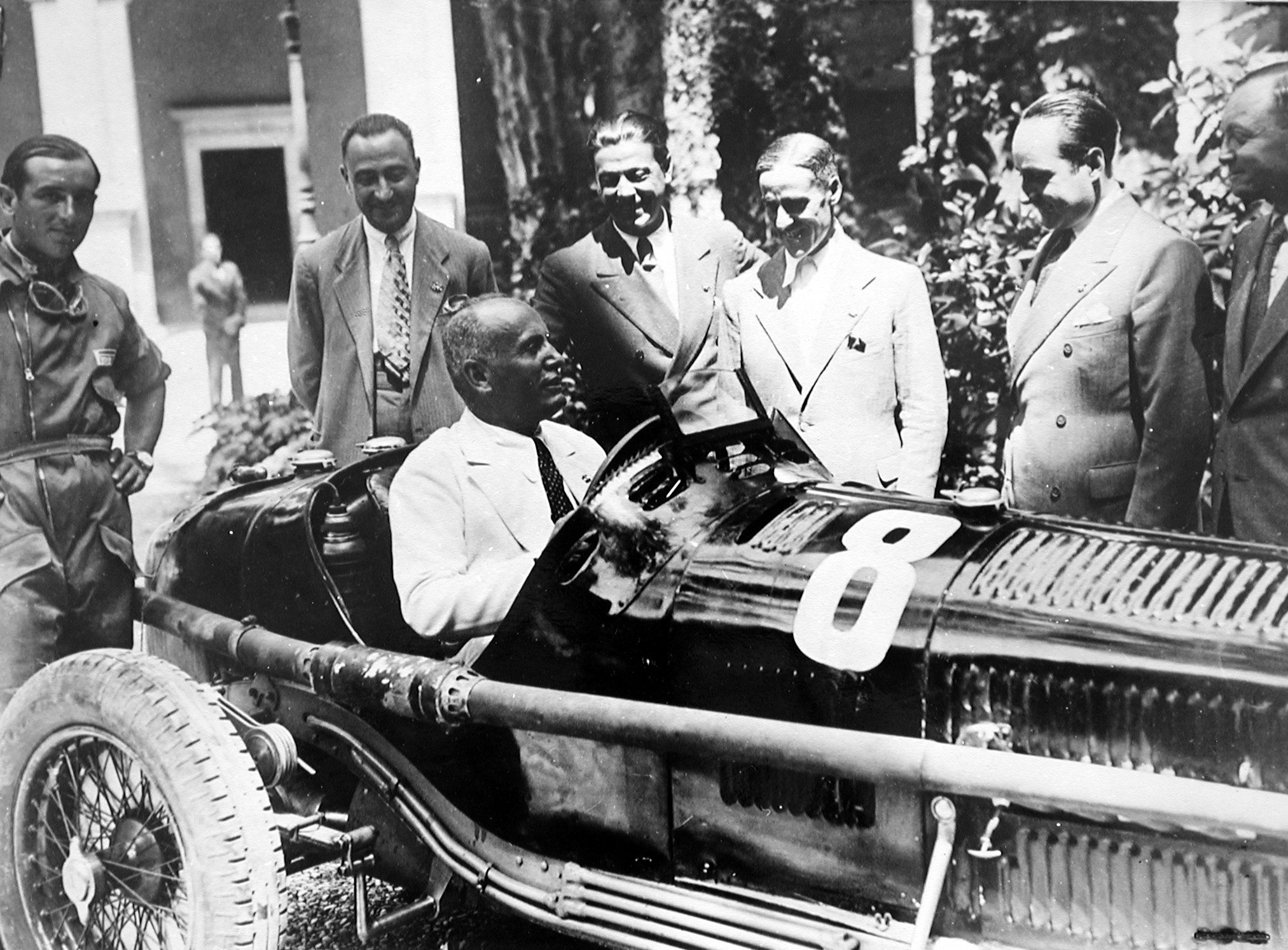
スクーデリア・フェラーリのアルファロメオとベニート・ムッソリーニ（車内）、エンツォ（左から2番目）、タツィオ・ヌヴォラーリ（右から3番目）、ルドルフ・カラツィオラらと

1929年12月に、アルファロメオのレーシングドライバーで、その後アルファロメオのディーラー「カロッツェリア・エミリア・エンツォ・フェラーリ」の経営をしていたエンツォ・フェラーリがレース仲間と共に「ソチェタ・アノーニマ・スクーデリア・フェラーリ (Società Anonima Scuderia Ferrari)」」を創設した。当初は裕福なモータースポーツ愛好家をサポートする、アルファロメオのディーラーチームであり、4輪の他にオートバイ部門もあった。
1932年に息子のアルフレードが生まれたことで、エンツォはドライバーを引退してチーム運営とアルファロメオの正規代理店に専念し、1933年にアルファロメオがワークス活動を休止するとマシンを借り受け、セミワークスチームとしてイタリア政府のサポートも受け、タツィオ・ヌヴォラーリなどの強力なドライバーを擁して数々の勝利を記した。
その後チームは1938年にアルファ・コルセへ吸収合併されるが、翌年エンツォが経営陣と対立し、「フェラーリの名では4年間レース活動を行わない」という誓約を残して退社した。
アウト・アヴィオ・コストゥルツィオーニ設立

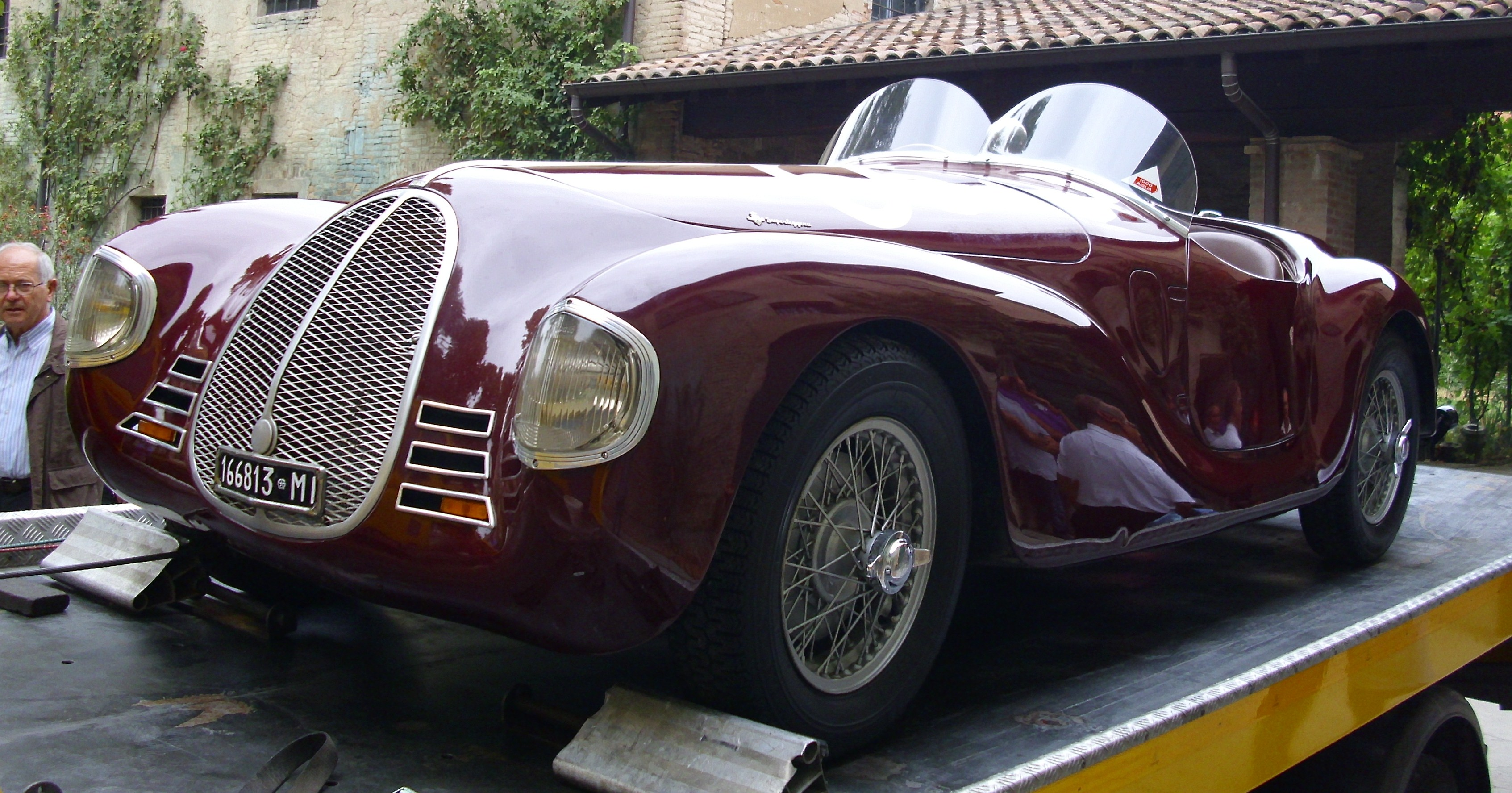
アウト・アヴィオ・コストゥルツィオーニ 815（1940年）

1940年にエンツォは、アルファロメオとの誓約項目を避けるために、退職金で「アウト・アヴィオ・コストゥルツィオーニ（Auto Avio Costruzioni）」という自動車製造会社をモデナに設立し、最初の自らの手によるモデル「815」を生産し、4月28日から行われたミッレ・ミリアに参戦し好成績を上げた。
しかしその直後の6月10日に、イタリアがイギリスとフランスに宣戦布告し、第二次世界大戦に参戦した。このためイタリアにおけるモータースポーツ活動が全面的に禁止され、「アウト・アヴィオ・コストゥルツィオーニ」も「815」の製造を中止し、兵器製造のための粉砕機などの工作機械製造を行うようになった。
その後1943年8月にイタリアが連合国に降伏したものの、その直後にイタリア北部はイタリア社会共和国の占領下になったこともあり、モデナが連合国の空襲を受け多くの工場が破壊された上に、自動車製造やモータースポーツ活動は引き続き禁止された。しかしエンツォは、戦後のモータースポーツ解禁に備えて自前の自動車工場をモデナ近郊のマラネッロに移設した。

## 沿革
フェラーリ設立

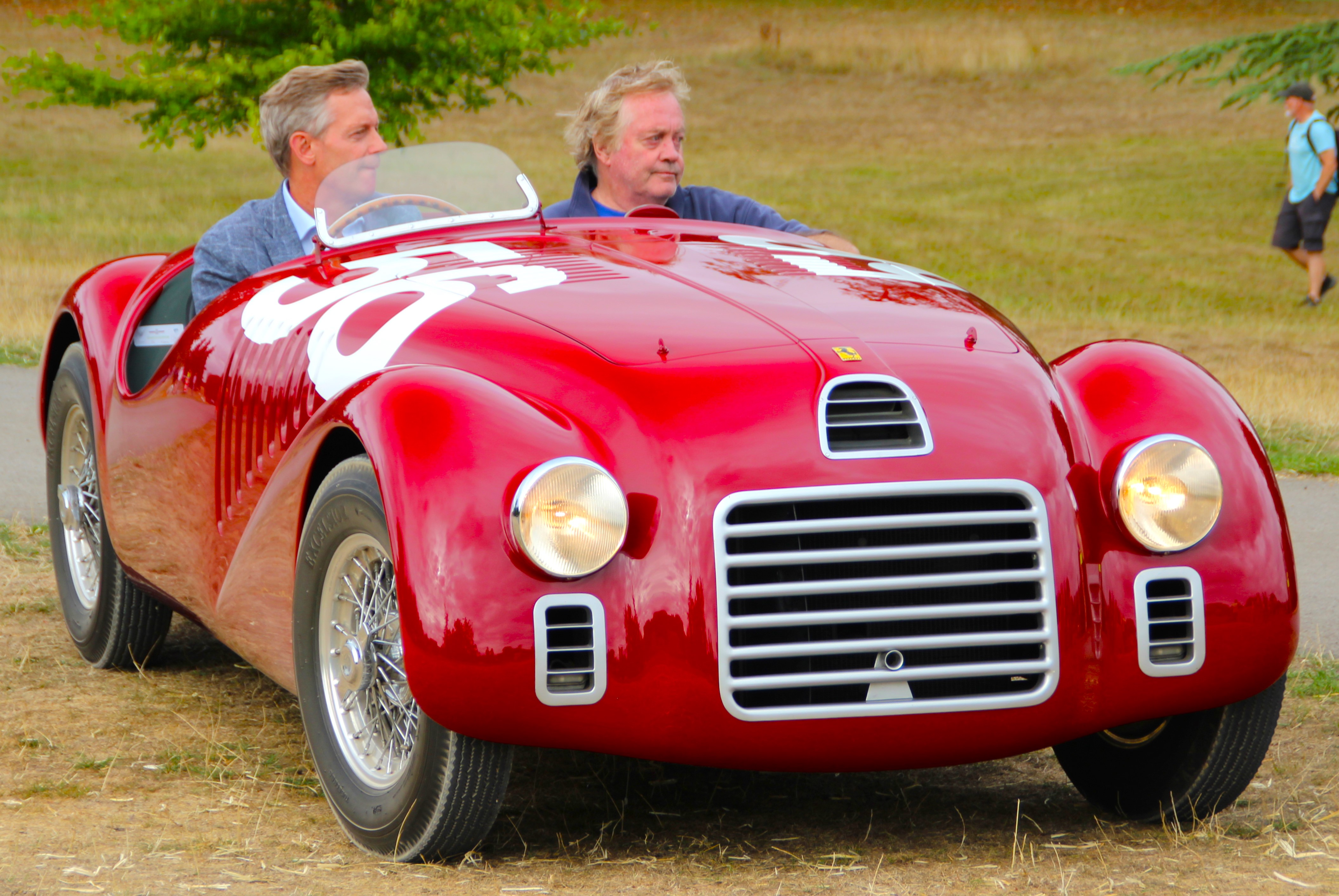
125S（1947年）

1945年5月にヨーロッパにおいて第二次世界大戦が終結すると、この後しばらくの間フェラーリのエンジンを設計することになったジョアッキーノ・コロンボらを擁して、1946年より自前のレーシングカーを開発するようになった。
なお1945年には、エンツォと愛人のリーナ・ラルディ・デリ・アデラルディとの間に、現在フェラーリの副会長を務めるピエロが生まれた。
1947年には晴れて自らの名を冠した「フェラーリ」を設立した。処女作は創業初年度に製造したレーシングスポーツ「125S」であった。「125S」は、フェラーリの手で同年開催されたローマグランプリに参戦し、いきなり優勝をあげることでフェラーリの名を一躍有名にした。なお生産台数は2台のみであった。
また「125S」は、エンツォが懇意にしていたタツィオ・ヌヴォラーリが、フォルリとパルマのレースで連勝するなど、フェラーリのみならず、戦後におけるチャンピオンの復活も印象付けることになった。
生産開始とF1制覇

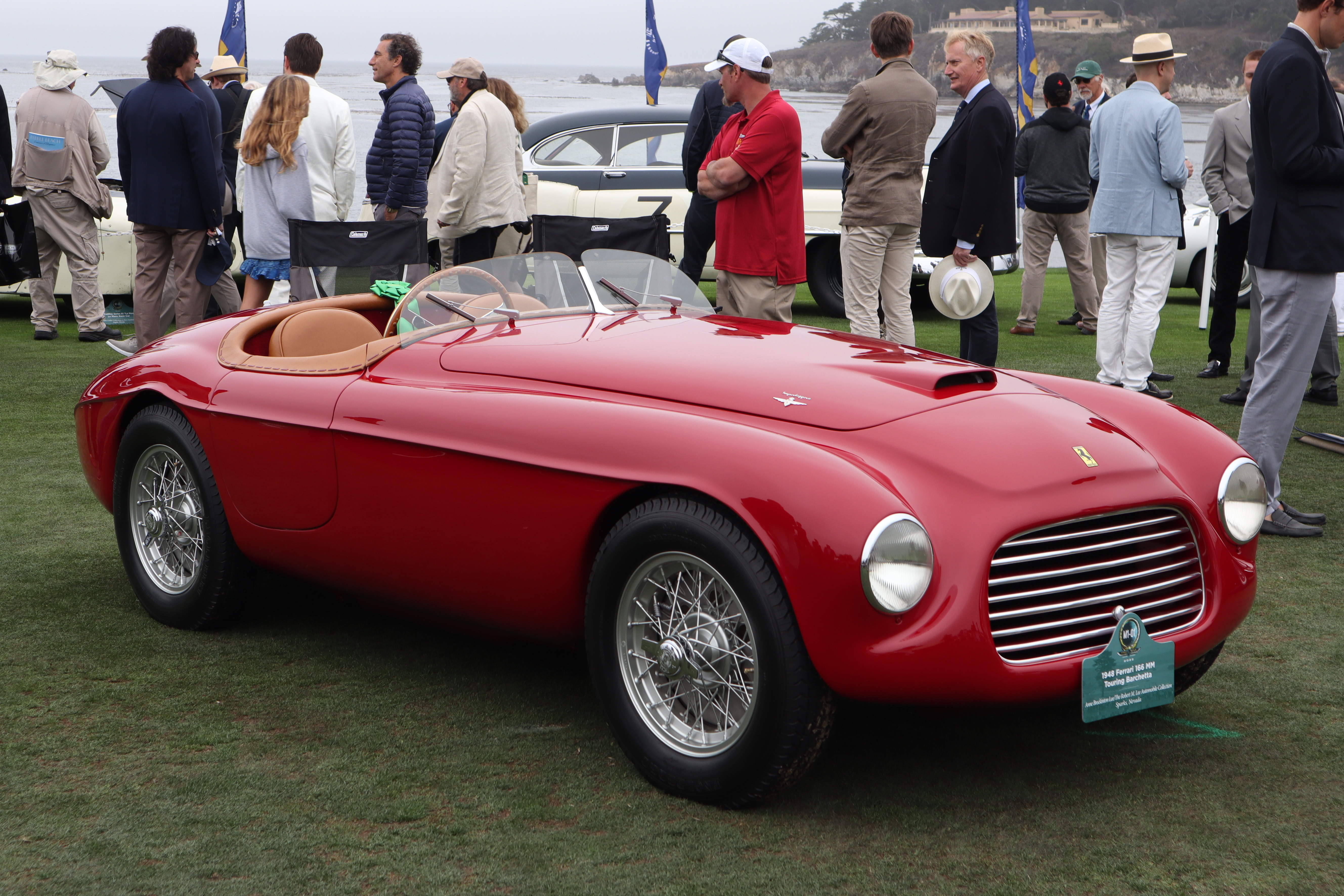
166MM（1948年）

その後2台のみ生産された「195」を経て、早くも1948年にトリノ・モーターショーで発表した「166MM」で、1949年の「ミッレミリア」と「ル・マン24時間」の2つの名高いレースを制覇し名声を高めた（しかもこれは同一のシャシー「0008M」を持つ単体であった）。
この「166」シリーズよりレーシングカーを兼ねたGTカーの少数受注生産を開始し、ヴィットリオとジャンニーノ・マルゾット伯爵らの4兄弟が率いる「スクーデリア・マルゾット」や、アルフォンソ・デ・ポルターゴ侯爵、ブルーノ・ステルツィ伯爵などのモータースポーツに参戦するイタリアの裕福な貴族などに販売するとともに、ワークスとして「ミッレミリア」や「タルガ・フローリオ」、「ル・マン24時間」や「ツール・ド・フランス」などのヨーロッパの著名なレースに参戦し、その多くで優勝を飾った。
さらに1950年には、同年より開始されたフォーミュラ1（F1）世界選手権への参戦を開始し、1951年のイギリスグランプリでアルゼンチン人ドライバーのホセ・フロイラン・ゴンザレスが初勝利を挙げた。なおフェラーリは、同選手権が開始されてから現在まで参戦している唯一のレーシングチーム及び自動車メーカーである。
キネッティの貢献

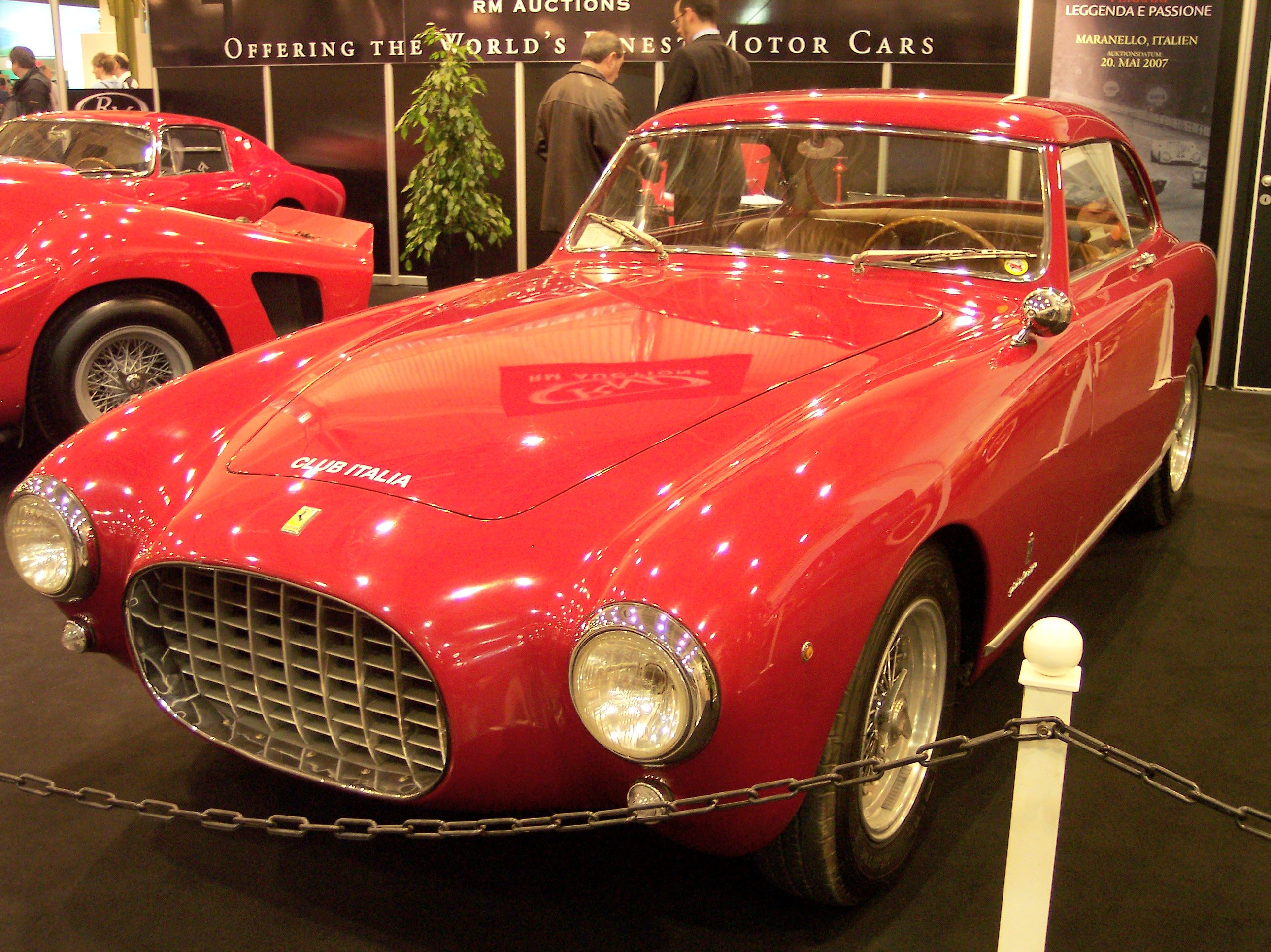
212インター（1953年）

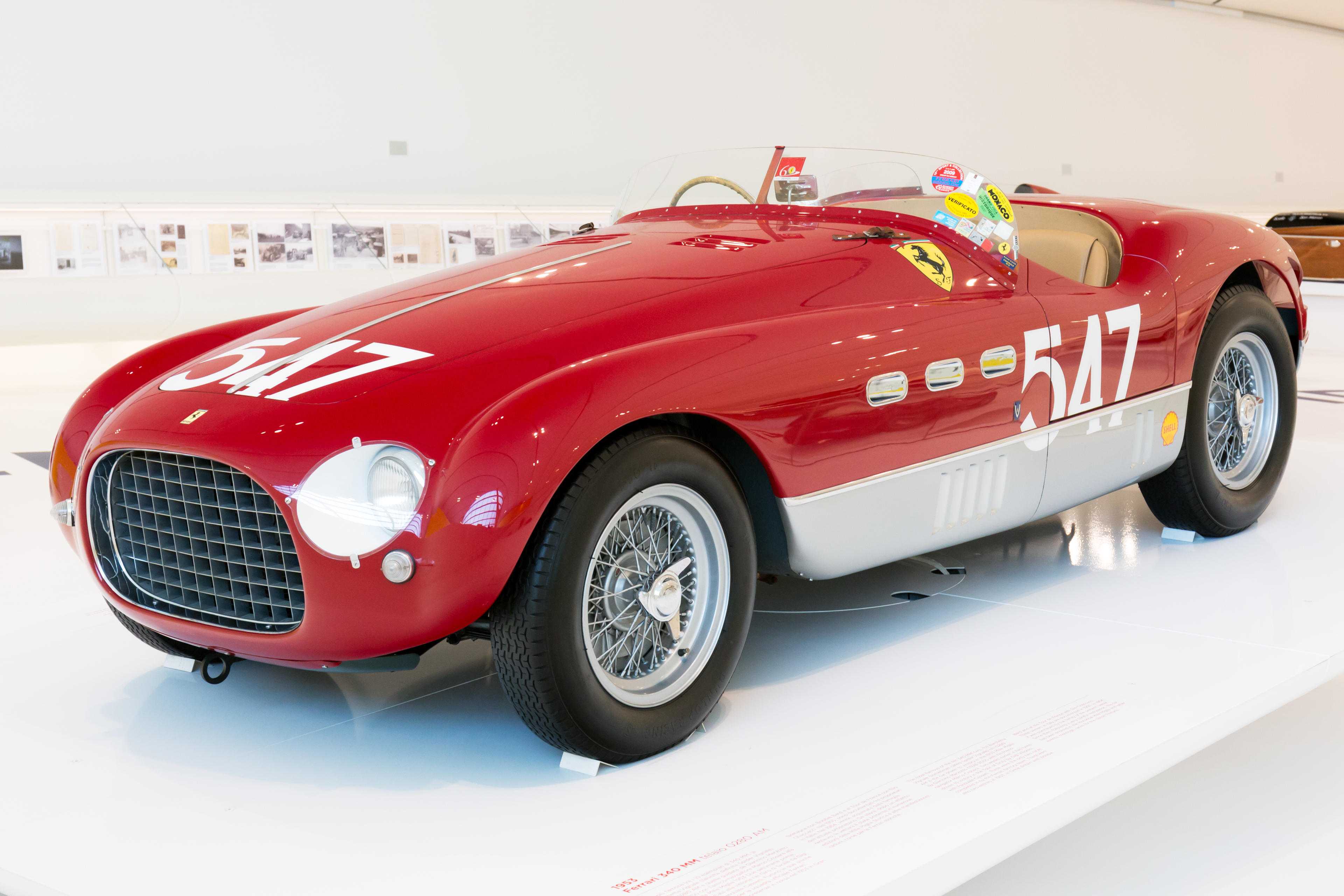
340MM（1953年）

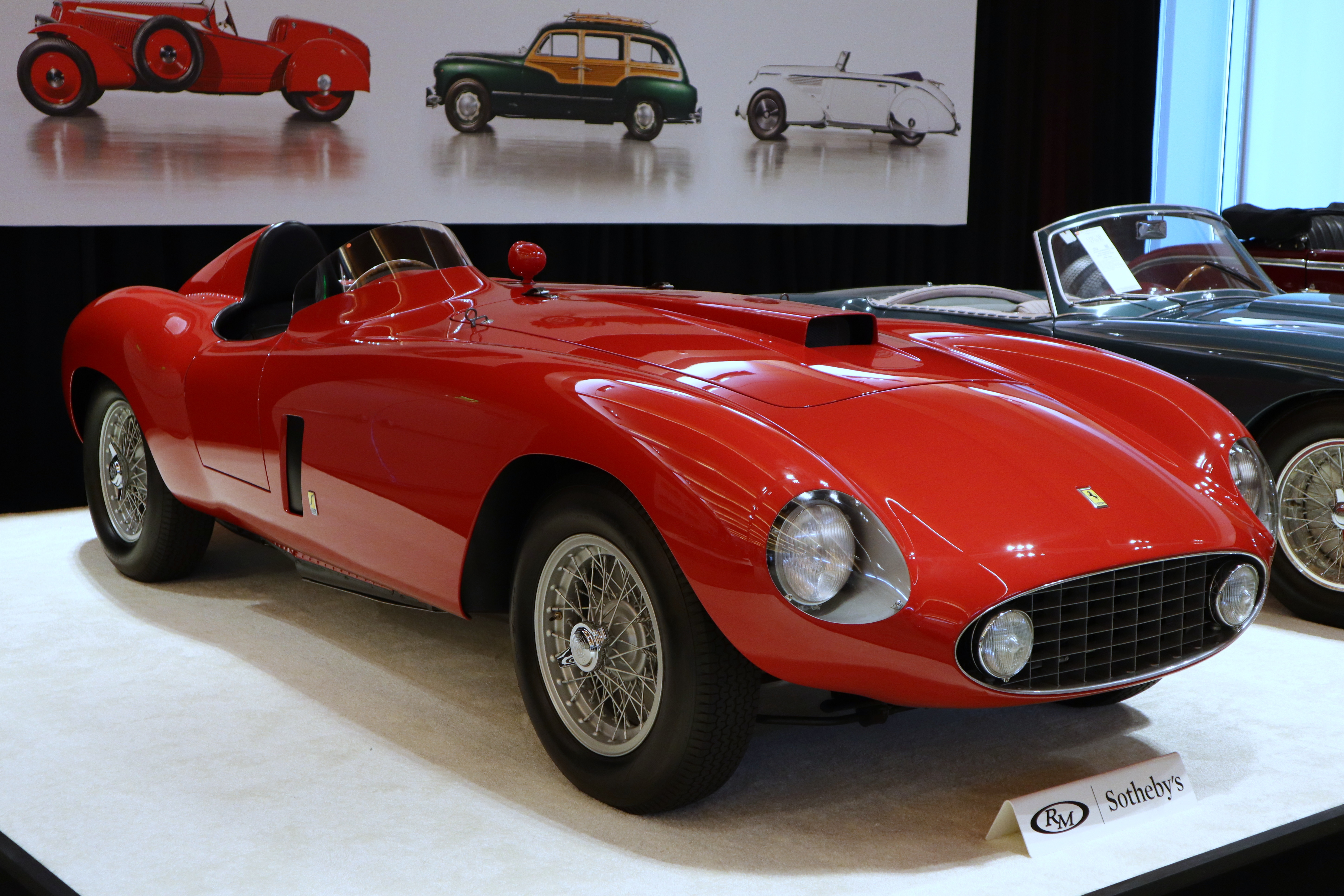
375MM（1953年）

エンツォの友人で、1949年のル・マン24時間とスパ・フランコルシャン24時間をフェラーリ・166MMで勝利（パートナーはイギリスの2代目セルスドン男爵）し、その後アメリカの東海岸で、フェラーリの正規輸入販売代理店を経営することになるルイジ・キネッティの勧めにより、当時の世界最大の自動車市場であるアメリカ向けの「212ヴィニャーレ」（1950年）や「340アメリカ」 （1951年）、「340メキシコ」（1952年）など、次第に車種と販路を拡げていった。
いずれも旧モデルとなったレーシングカーをデチューンして市販車に仕立て上げ、欧米の王侯貴族や大富豪、アメリカの映画スターなどの非常に限られた層を中心に販売していたものであった。なお当時のフェラーリは車体（シャシーとエンジン）のみを製作し、またボディはツーリングやヴィニャーレ、スカリエッティやピニンファリーナ、ボアノなどのカロッツェリアに委託していた。その後2010年代まで60年以上続くピニンファリーナとの関係は「212インター・カブリオレ」（1952年）より始まる。
またイタリアやフランス、アメリカ向けに作られたものであっても、そのほとんどが右ハンドルであった。この右ハンドルというフェラーリの伝統は1950年半ばまで続くこととなり、その後も右ハンドルのフェラーリは、イギリスや日本、オーストラリアや香港向けとして現在まで続く。
市販車製造

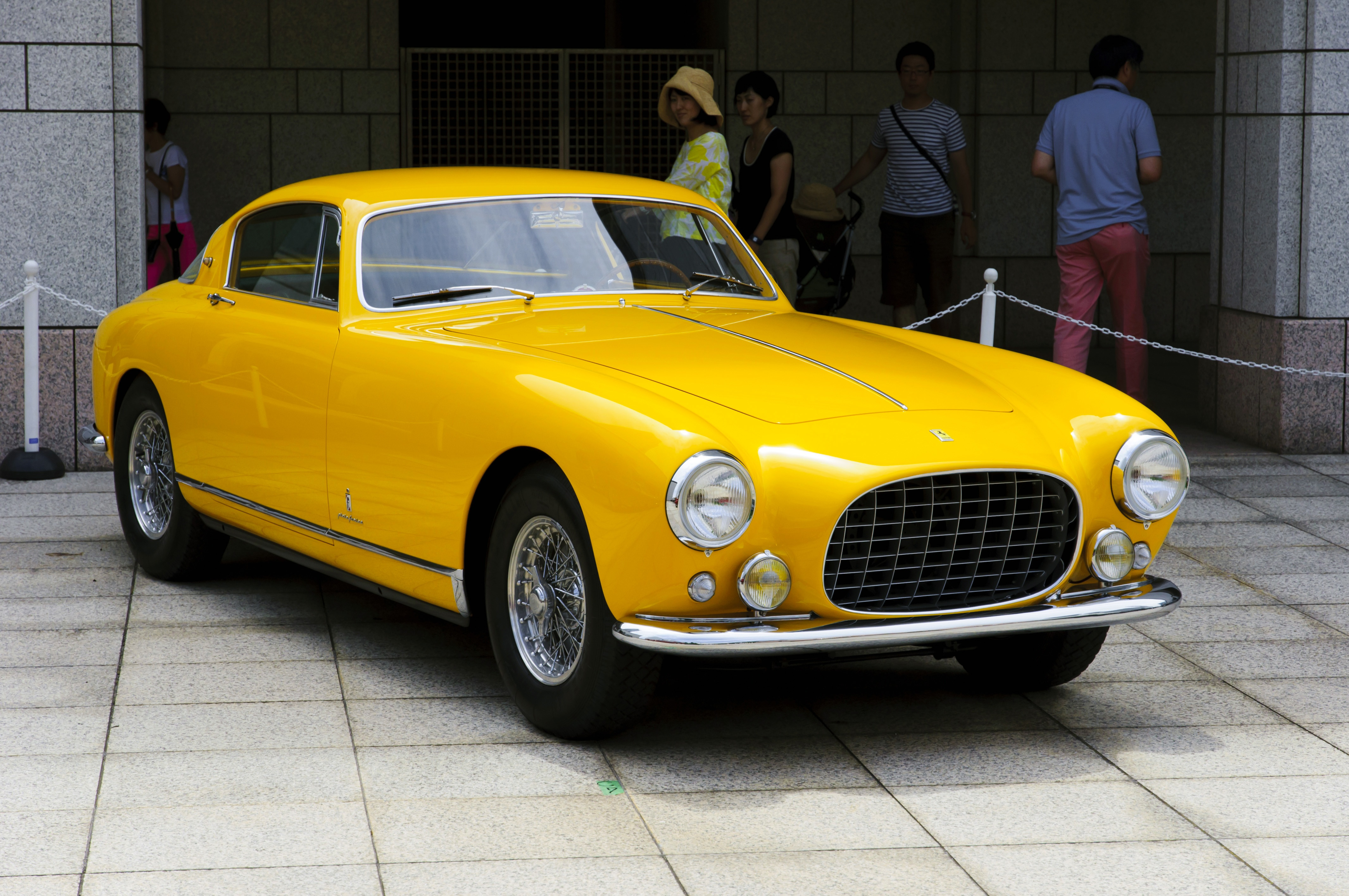
250ヨーロッパ（1954年）

好調なセールスに支えられたフェラーリは、その後「250」シリーズで初めてレーシングカーを基にしない純粋な「市販車」の製造を開始した。「250」は、「暑い」、「うるさい」、「乗り心地が悪い」、「故障が多い」などオーナーからの不評も多かったが、シリーズを重ねるごとに改良は進み操作性や快適性は増して行き、「世界最速の2+2」と称された「250GTE」などいくつかのモデルは、その実用性と快適性が高い評価を受けた。
なお故障の多さをめぐるエンツォとフェルッチオ・ランボルギーニのやり取り、その結果の「アウトモービリ・ランボルギーニ」の設立は、今も真実であるかは置いておき語り草になっている。

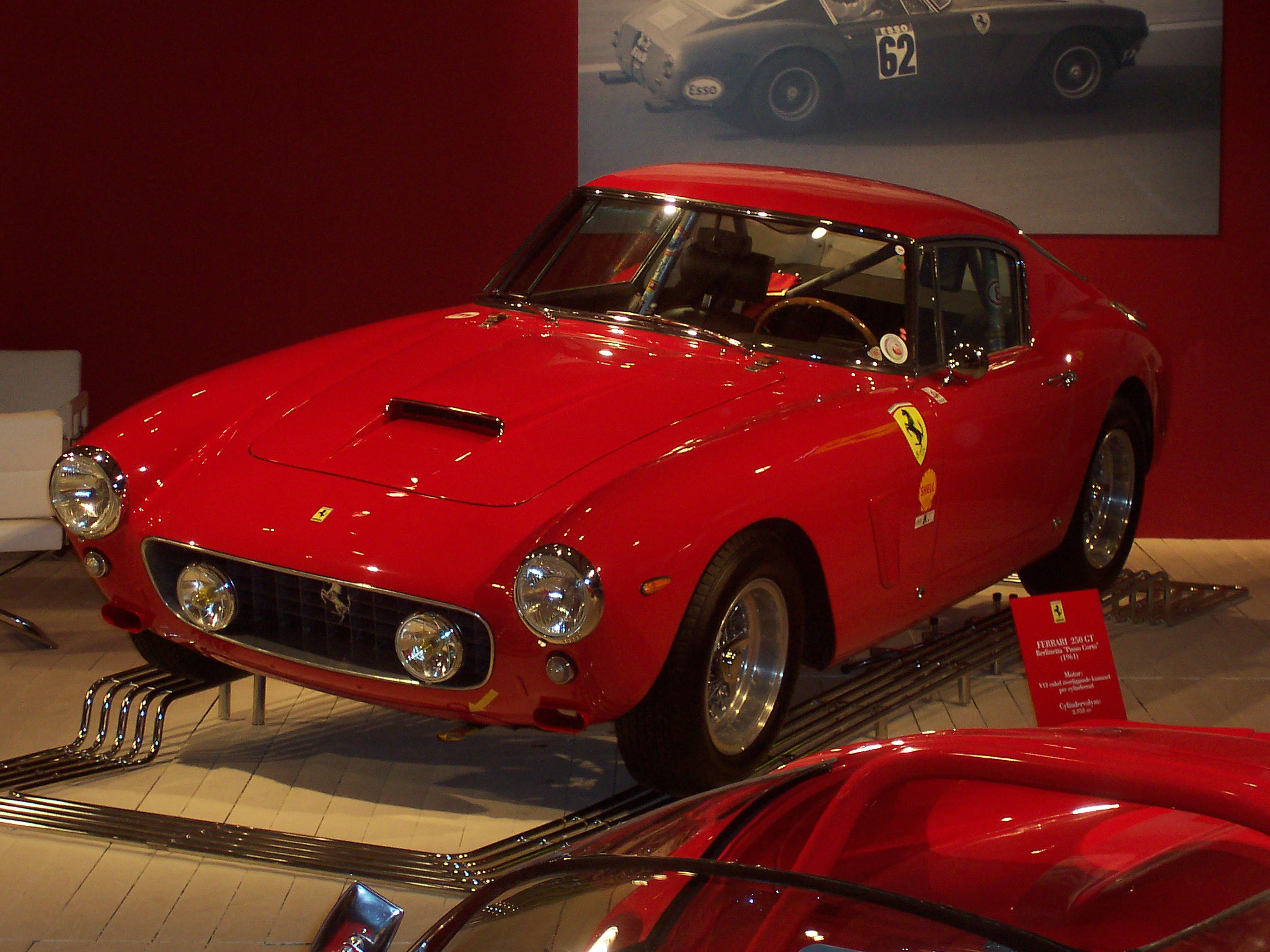
250GT・パッソ・コルト

その一方で、「250MM」や「250GT TdF」などの2シーターモデルは、モータースポーツへの参戦のためのホモロゲーション取得を目的としたもの、もしくは多少のモディファイをすることで各種レースへの参戦も可能とした「ロードゴーイング・レーサー」であった。実際に、エンツォは自社の市販車に「スポーツカー」という、軟弱かつ公道での使用を強くイメージさせるような言葉は用いなかったばかりか、公道での乗り心地や快適性を求める購入者を蔑んでさえいた。
12気筒エンジンの「逸話」

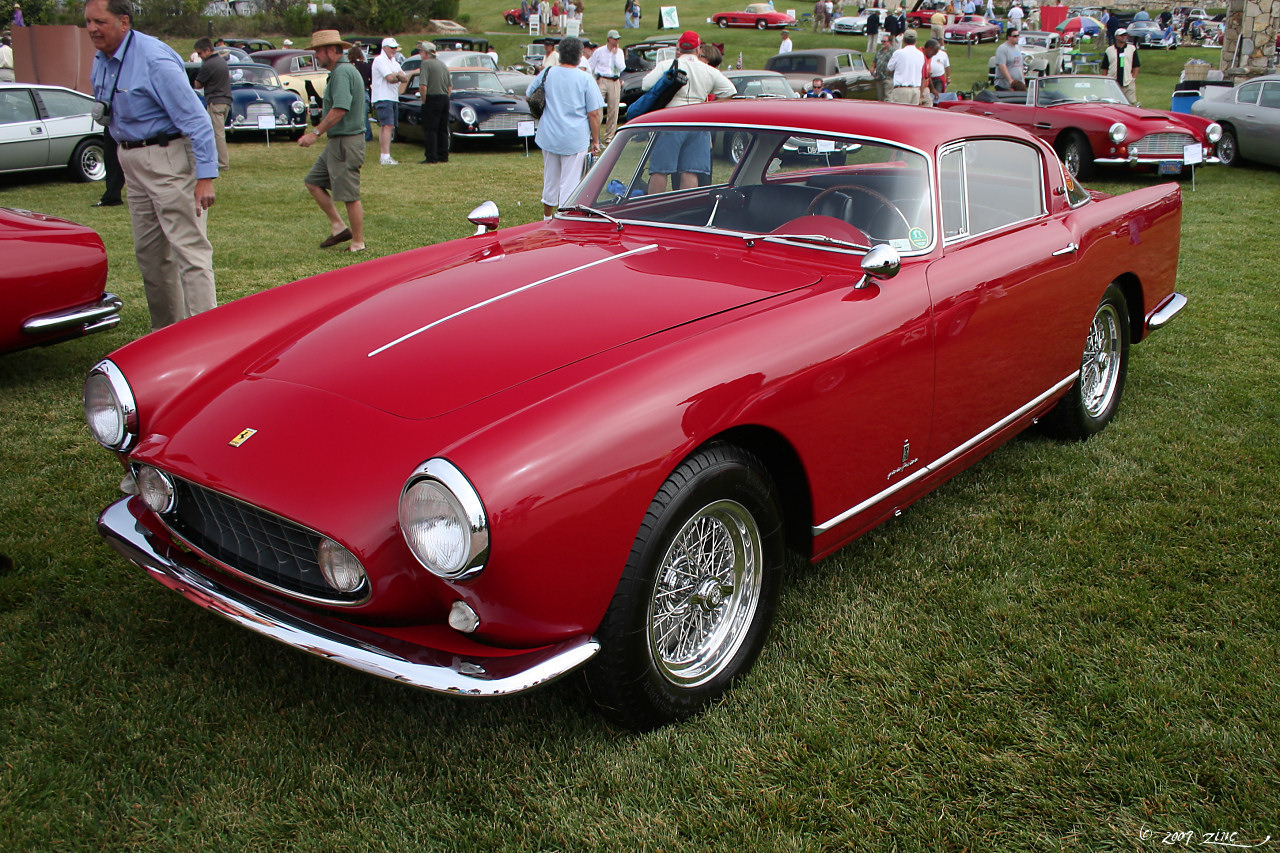
250GTボアノ（1956年）

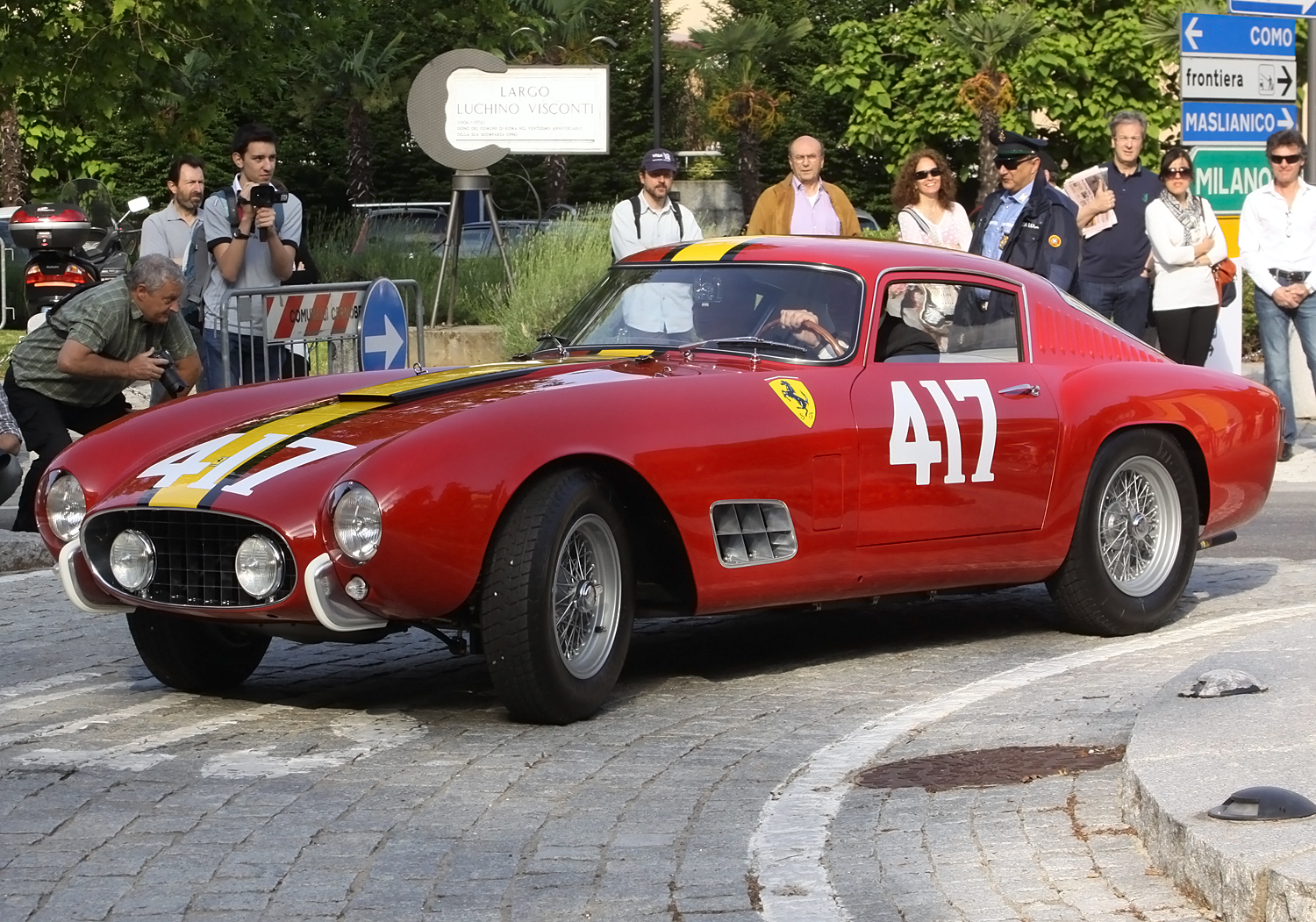
250GTtdf（1957年）

さらにエンツォは「12気筒エンジン以外のストラダーレ（市販車）はフェラーリと呼ばない」と公言していたという逸話が残っており、実際にこの逸話通りに、この頃生産されていたすべての市販車はコロンボやアウレリオ・ランプレディが設計したV型12気筒エンジンを搭載していた。
ただし、1950年代のフェラーリの市販車にはV型12気筒エンジン搭載車しか無かったにもかかわらず、レース専用モデルにはレギュレーション合致や高性能化、軽量化による性能向上の観点から、当時のF1マシンや「500モンディアル」のように、ランプレディの設計した優秀な4気筒や6気筒エンジン搭載モデルが多数存在していたため、この発言は当時の市販車のマーケティング効果を意識したものと取られている。
なお、「250GTルッソ」や「275GTB/4」をはじめとして、1973年にデビューした「365GT4BB」から1995年に生産を中止した「512TR」までの期間を除き、現在の旗艦モデルの「812スーパーファスト」に至るまで、限定生産車を除く市販車のトップレンジを担っているのはフロントエンジン（FR）、V型12気筒のモデルである。
指揮者のヘルベルト・フォン・カラヤンは、1960年代に12気筒フェラーリの250GTルッソと275GTBを所有していた際、エンツォ・フェラーリへの手紙に"When I hear your twelve cylinders, I hear a burst of harmony no conductor could ever recreate. (あなたの12気筒エンジンが発するサウンドは、どんな指揮者も再現することが叶わない爆発的なハーモニーである。) "と綴った。またクラシック音楽ピアニストのアルトゥーロ・ベネデッティ・ミケランジェリも、250GT TdFや330GT 2+2といった12気筒フェラーリを好んでいたことで知られる。
高い評価

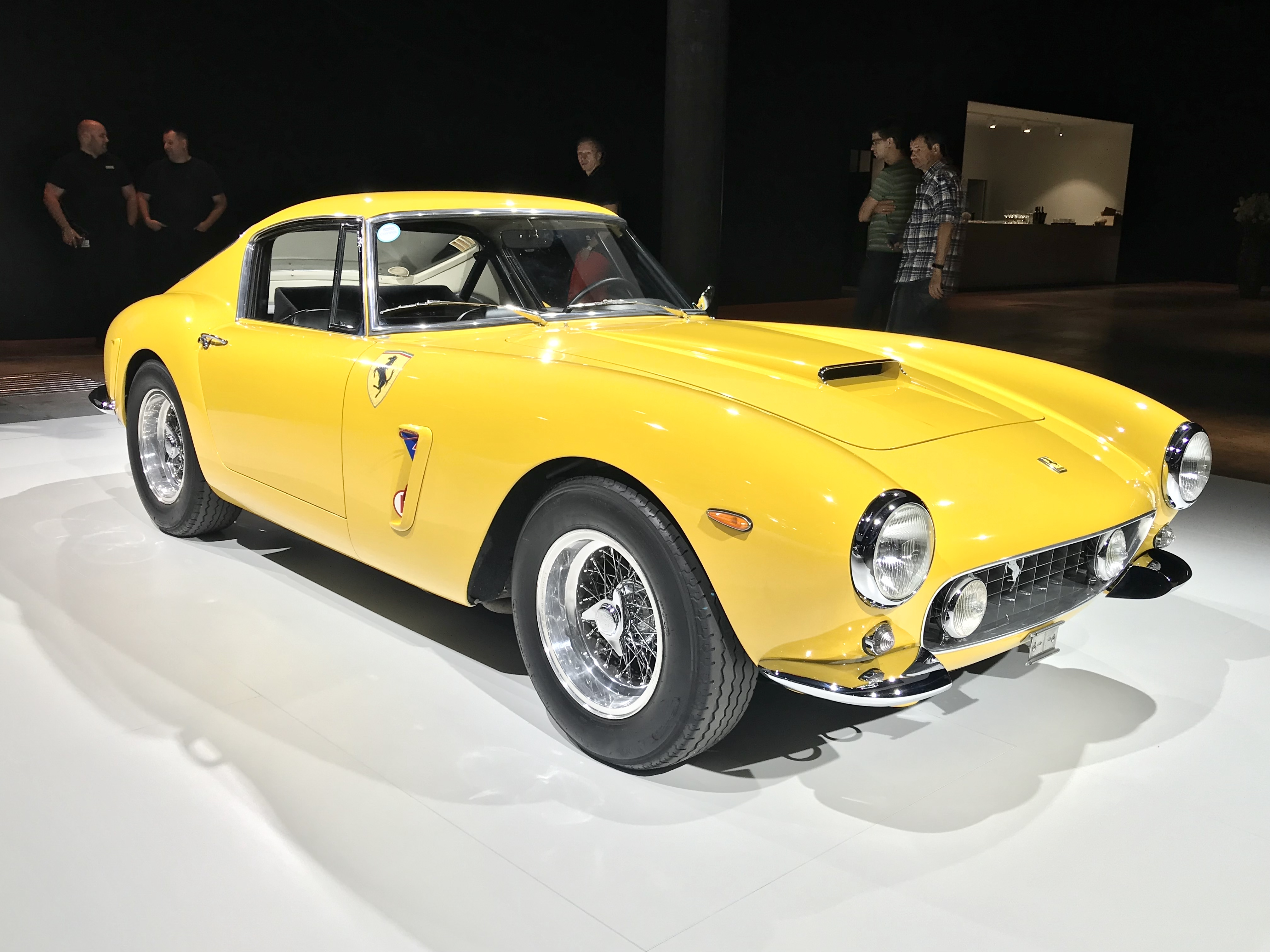
250GT ベルリネッタ・パッソ・コルト（1960年）

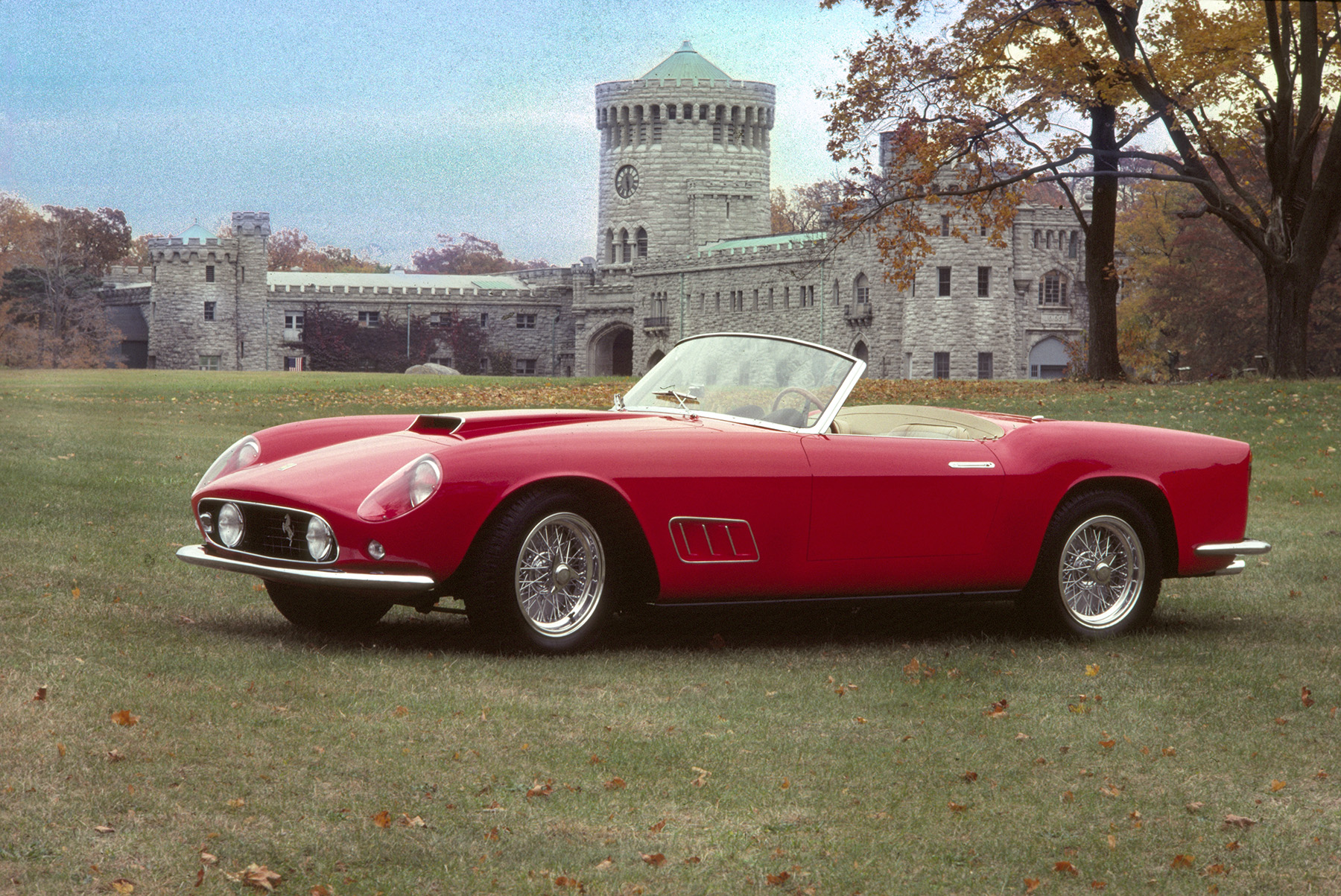
250カリフォルニア・スパイダー（1959年）

その後フェラーリの市販車は品質や機能性、生産効率を高めて行き、1957年にはピニンファリーナと高級スポーツカーカテゴリーにおけるデザイン及びボディ製造の独占契約を結び、デザイン面と生産効率面における優位性を獲得することで生産台数を順調に増やして行ったものの、その価格は依然として高価なものであり、その購買層は非常に限られていた。
しかし、これらのフェラーリの市販車は、F1世界選手権や「ミッレミリア」、「ル・マン24時間レース」や「カレラ・パナメリカーナ・メヒコ」をはじめとするレースにおける活躍によるブランドイメージの向上や性能の高さ、デザインの美しさが高い評価を受けて、1950年代にはヨーロッパや北米を中心に高性能市販車としての地位を確固たるものとしていった。
この頃には各国での販路の拡大も進め、当時から現在において主要市場の1つであるイギリスでは、自社のワークスドライバーでかつイギリスにおける正規輸入販売代理店を経営していたマイク・ホーソーンの死後はロナルド・ホーア大佐率いる「マラネロ・コンセッショネアーズ」に正規輸入販売代理店を委託するとともに、同名のレーシングチームも24回の優勝を飾るなど大いに活躍した。さらに、エンツォとホーア大佐は引きつづき、右ハンドル仕様をほとんどのモデルに用意した（さらに同社は1970年代には日本への輸出にも関わることとなる）。
またアメリカにおいても、キネッティの手により西海岸にも販路を広げるとともに、フェラーリのアメリカにおけるセミワークスチーム的存在の「ノース・アメリカン・レーシング・チーム」が創設され、「セブリング12時間レース」や「ワトキンス・グレン耐久レース」、「ル・マン24時間レース」をはじめとする様々なレースに参戦し好成績を上げることでその名声を高めることになる。
また、欧米においてはスウェーデンのグスタフ6世国王やイランのモハンマド・レザー・パフラヴィー国王などの王族や貴族、アーガー・ハーン4世やポルフィリオ・ルビロサなどの大富豪やジェット族、ロベルト・ロッセリーニやその妻のイングリッド・バーグマンなどのアーティストや映画俳優などといったセレブリティが愛用し、その姿が世界各国のニュース映画や雑誌の紙面を飾ったこともそのブランドイメージを押し上げる結果となった。なお、フェラーリは、現在に至るまで自社製品の広告を全く行わないことでも知られている。
経営危機

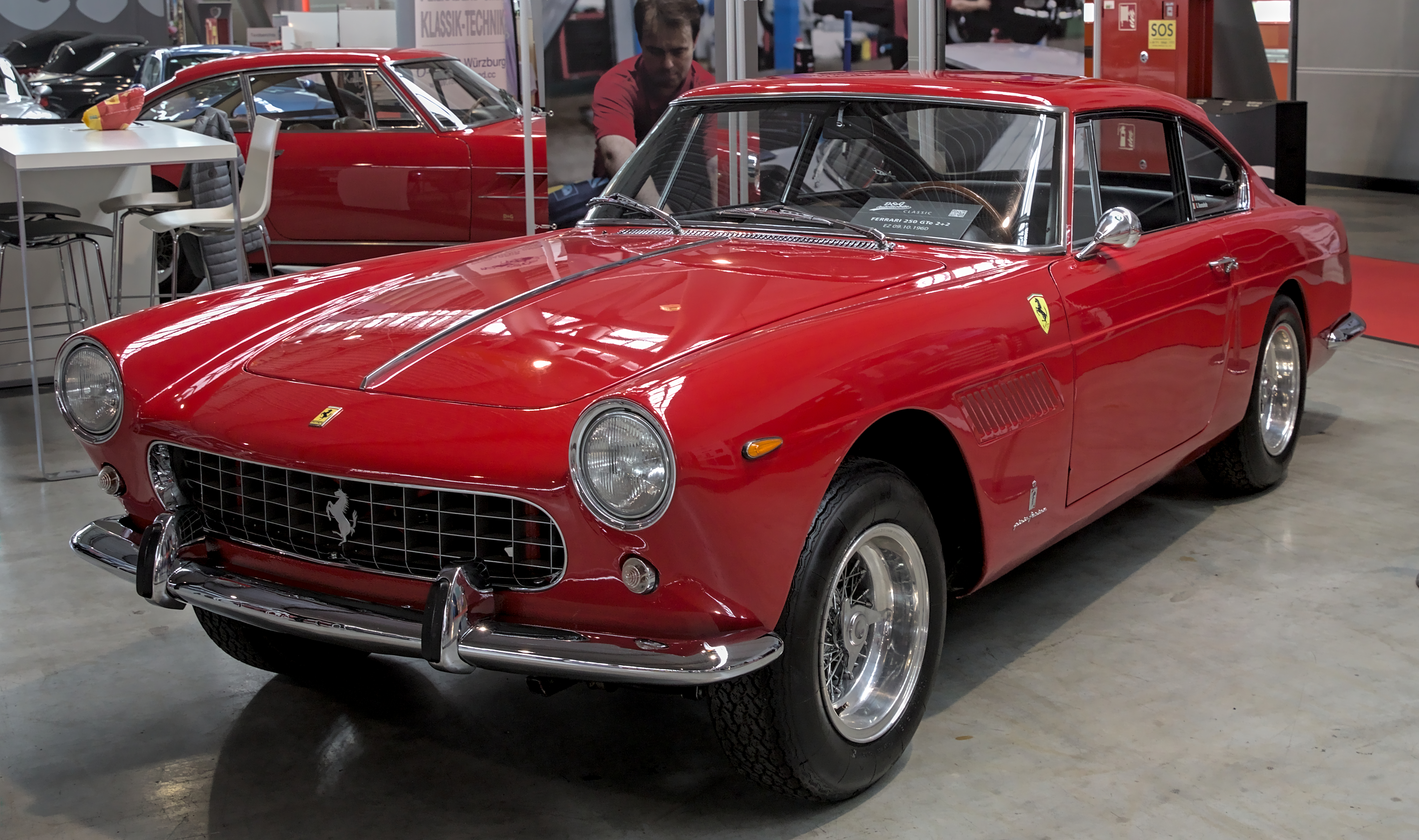
250GTE（1960年）

このようにフェラーリは世界各国で高い名声を勝ち取り、イタリアの「奇跡の経済」と呼ばれた高度経済成長にも助けられその生産台数も順調に増加を続けたものの、エンツォの個人的な好き嫌いによる人事、そして過剰なモータースポーツへの投資や、手作業が多い旧態依然とした生産設備による生産コストの高さが、もはや中小企業という企業規模を超えるようになったフェラーリの収益を圧迫しはじめていた。
さらに、1956年6月には正妻のラウラとの息子のアルフレード「ディーノ」（エンツォの後継ぎとされ、実際にV6エンジン開発担当のフェラーリ社員でもあった）が筋ジストロフィーで死去し、さらに翌1957年にはエンツォが「ミッレミリア」におけるアルフォンソ・デ・ポルターゴ侯爵と観客死傷事故の責任を問われ起訴されからくも後無罪となるなど、つぎつぎと災難に見舞われた。
また、労使紛争と度重なるストライキなどが経営に悪影響を与え、1959年のF1イギリスグランプリでは、メカニックのストライキによりマシンの整備ができずに出走を取りやめ、トニー・ブルックスが僅差で年間チャンピオンを逃すこととなった。
ASAの失敗

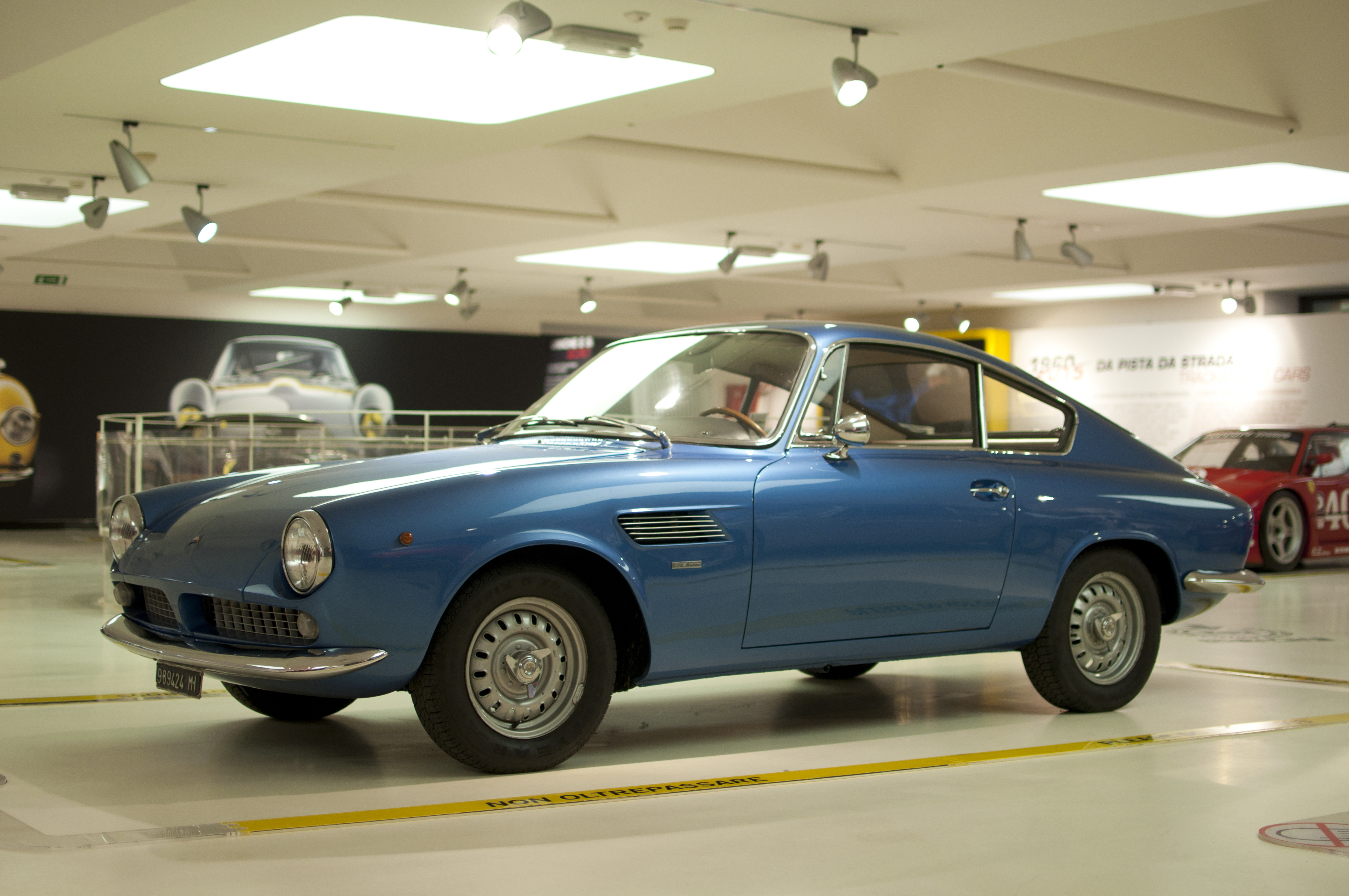
ASA 1000GT（1961年）

エンツォは安価な小型スポーツカーを投入することで収益構造を改善することを企画し、1959年に試作車である2ドアモデル「854」を完成させ、フォーミュラ1ドライバーたちをテストドライバーに採用した。その後ジョアッキーノ・コロンボが開発した高性能な4気筒エンジンとジョルジェット・ジウジアーロがデザインしたスタイリッシュなボディを、ジオット・ビッサリーニが設計したシャシーに搭載した小型2ドアクーペ「ASA 1000 GT」を1961年のトリノ・モーターショーにて発表した。
当初は「フェラリーナ」と呼ばれフェラーリの廉価版として販売、生産することが検討されたが、社内の反対によりフェラーリのブランドは与えられず、エンツォの友人であるオロンツィオ・ディ・ノーラ率いる「ディ・ノーラ」内に本拠を置いた「ASA（Autocostruzioni Società per Azioni）」ブランドで販売されることになった。しかし発表時にはエンツォ自らプレゼンテーションを行ったほか、フェラーリのディーラー網を通じて販売されるなど、フェラーリの影響が色濃くみられるモデルとなった。
そのスタイリングと操縦性、エンジンは高い評判を得たものの、1000cc級の4気筒エンジンを搭載した小型クーペとしては高価であった上に、フェラーリのブランドが与えられなかったこともあり販売は芳しくなく、1963年にはスパイダーモデルが追加されたほか、1800ccにパワーアップしたモデルがルイジ・キネッティの手によりアメリカでも販売されたものの、1962年から1967年にかけてクーペとスパイダー併せて120台程度が生産されたのみで、エンツォが意図したフェラーリの経営と収益構造の改善には貢献しなかった。
「宮廷の反逆」

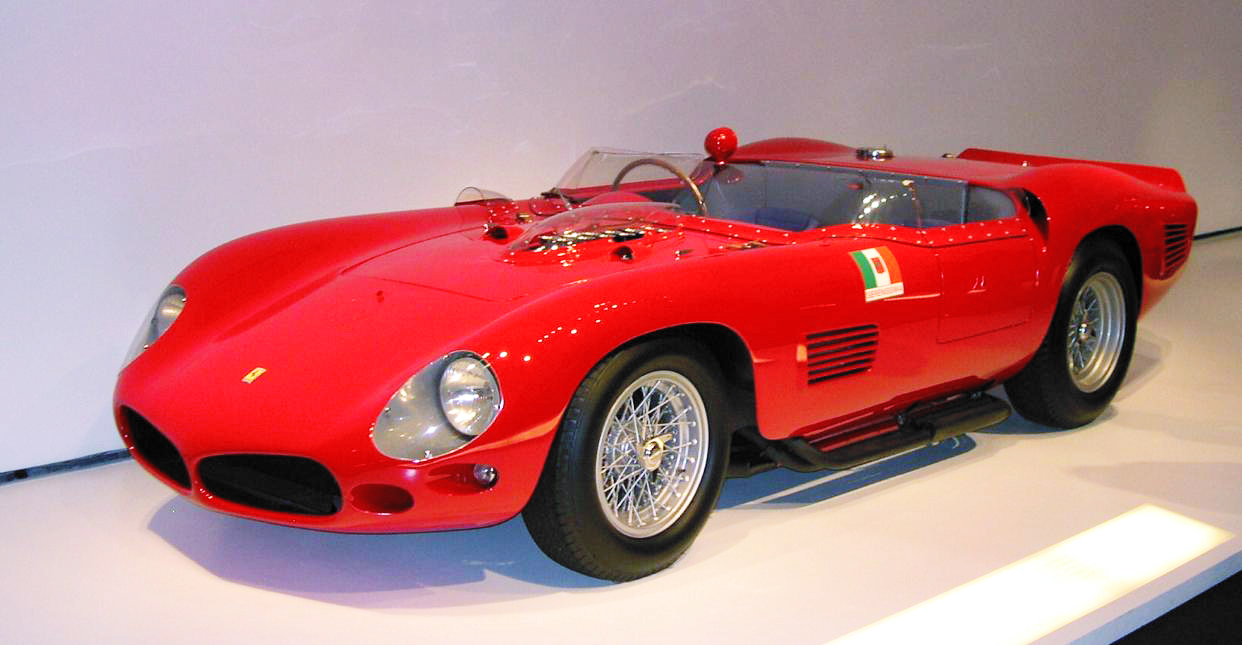
250TR（1961年）

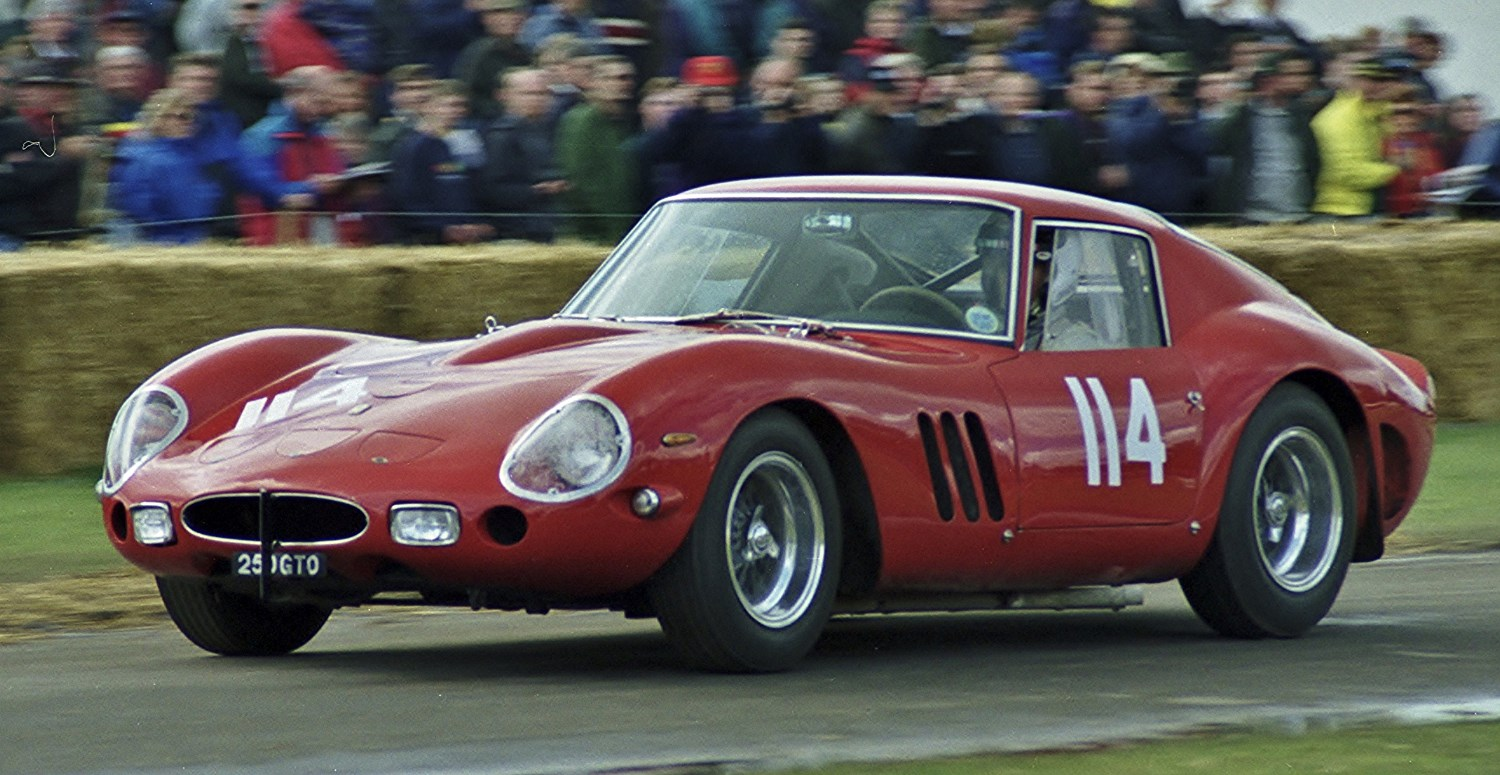
250GTO（1962年）

また1961年10月には、息子ディーノの死後精神的不安定となった妻のラウラによる製造及び開発現場、モータースポーツの現場までに至る過剰な介入に反対して、カルロ・キティやジオット・ビッザリーニ、ロモロ・タヴォーニ、エルマーノ・デ・ラ・カーサ、ファウスト・ガラッソ、ジローラモ・ガルディーニ、フェデリコ・ジヴェルディ、エンツォ・セルミら、まさにフェラーリとスクーデリア・フェラーリの黄金期を支えた「中興の祖」とも言える8人の部署長級のメンバーが、弁護士を経由してエンツォに抗議を申し出た手紙を送付した。
しかし、この弁護士を通じて手紙を送るという手打ちに怒ったエンツォに、フェラーリの定例会議の場で全員が解雇される事件「宮廷の反逆」が起きたことも影響して社内が混乱し、1962年には経営が苦境に陥り、アメリカ人のジョン・ミーコムにより株式の一部を買い取る話があったが成功しなかった。
なお8人のうち、元エンツォの秘書でスクーデリア・フェラーリの監督のタヴォーニをはじめ、その後フェラーリに戻るようオファーを受けた者もいたが、そのようなエンツォからのオファーを受けたものはデ・ラ・カーサのみで、残りの7人に再びフェラーリの敷居をまたぐものはいなかった。
フォードの買収騒動

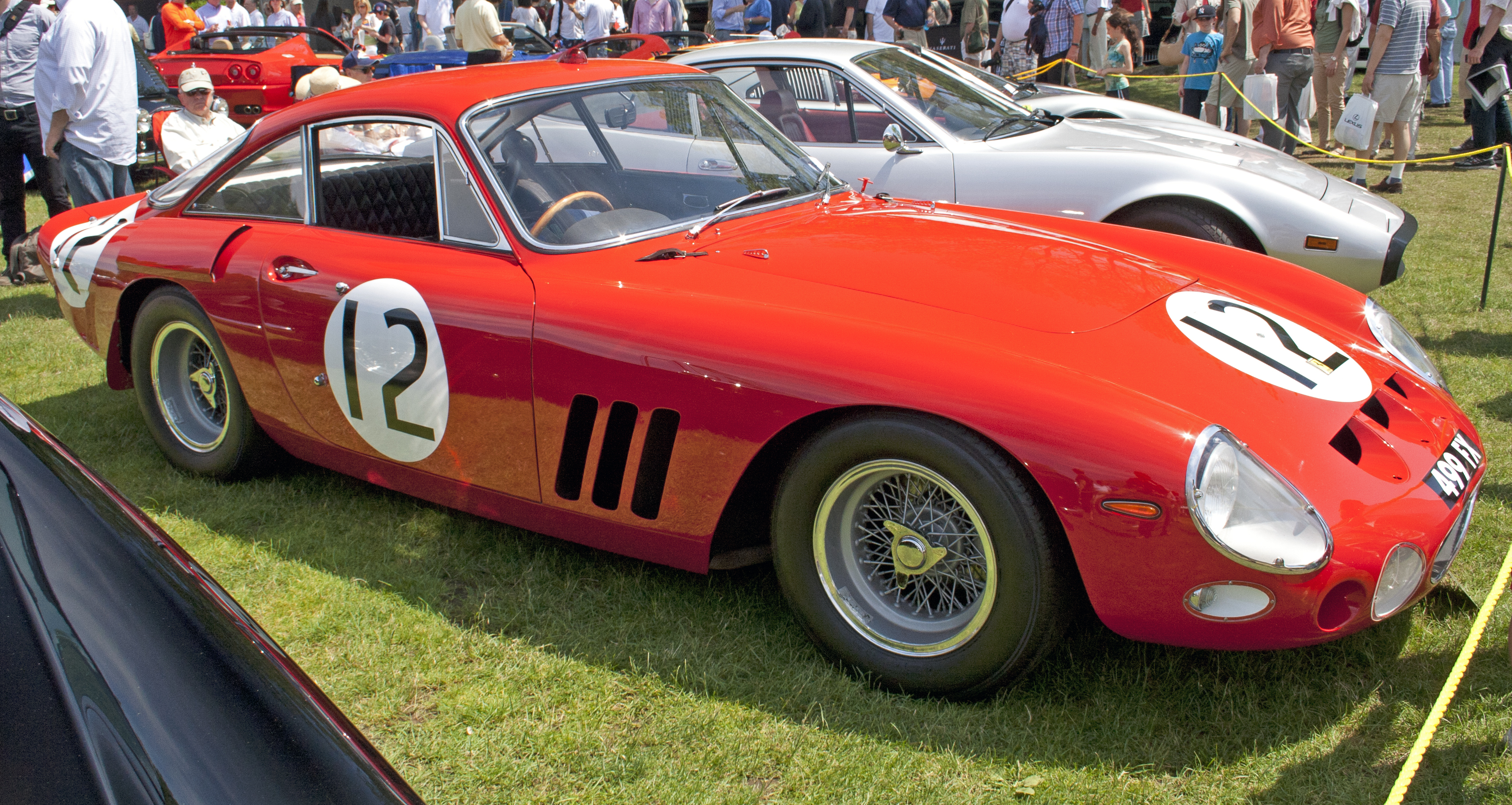
330 LMB（1963年）

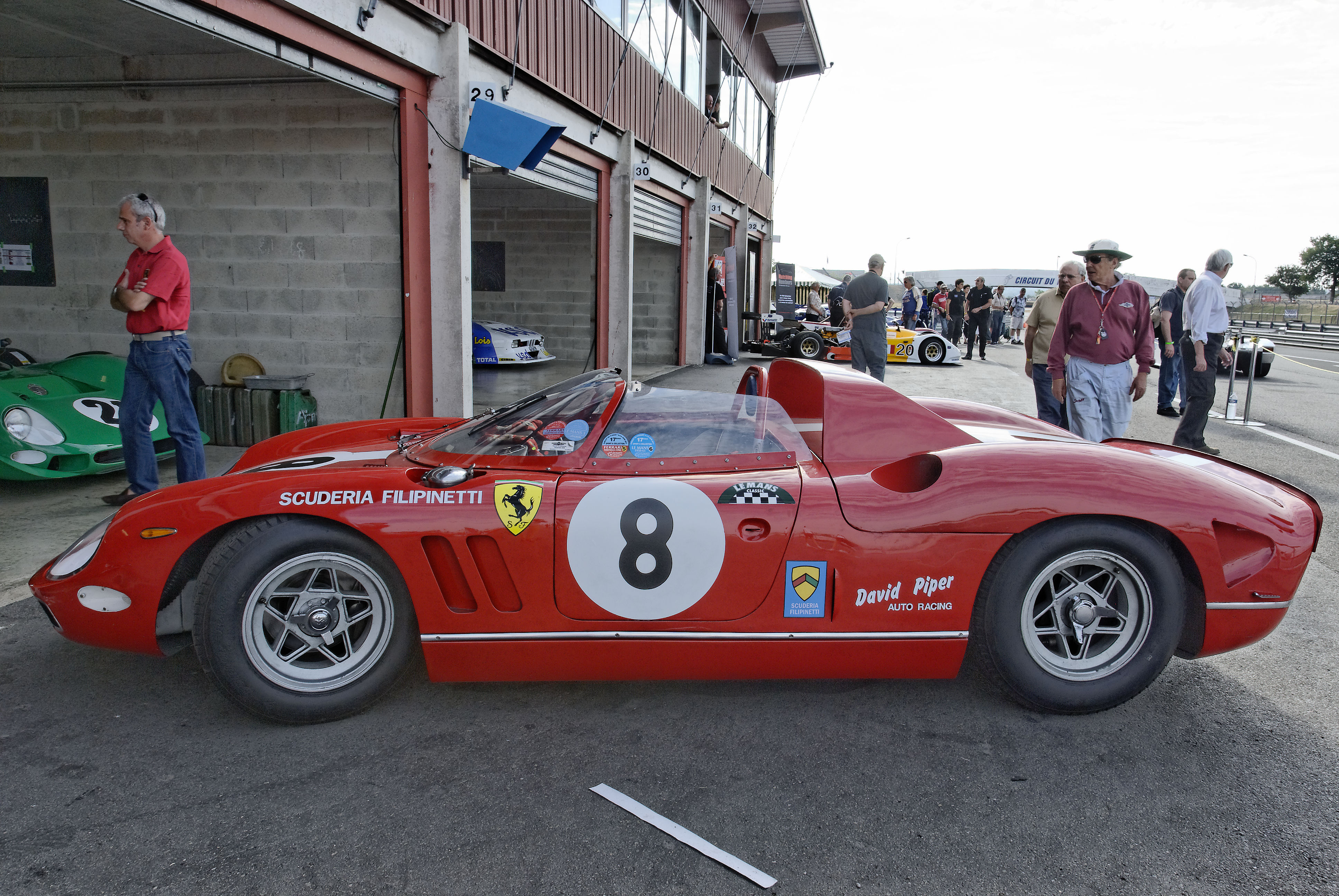
365P2（1963年）

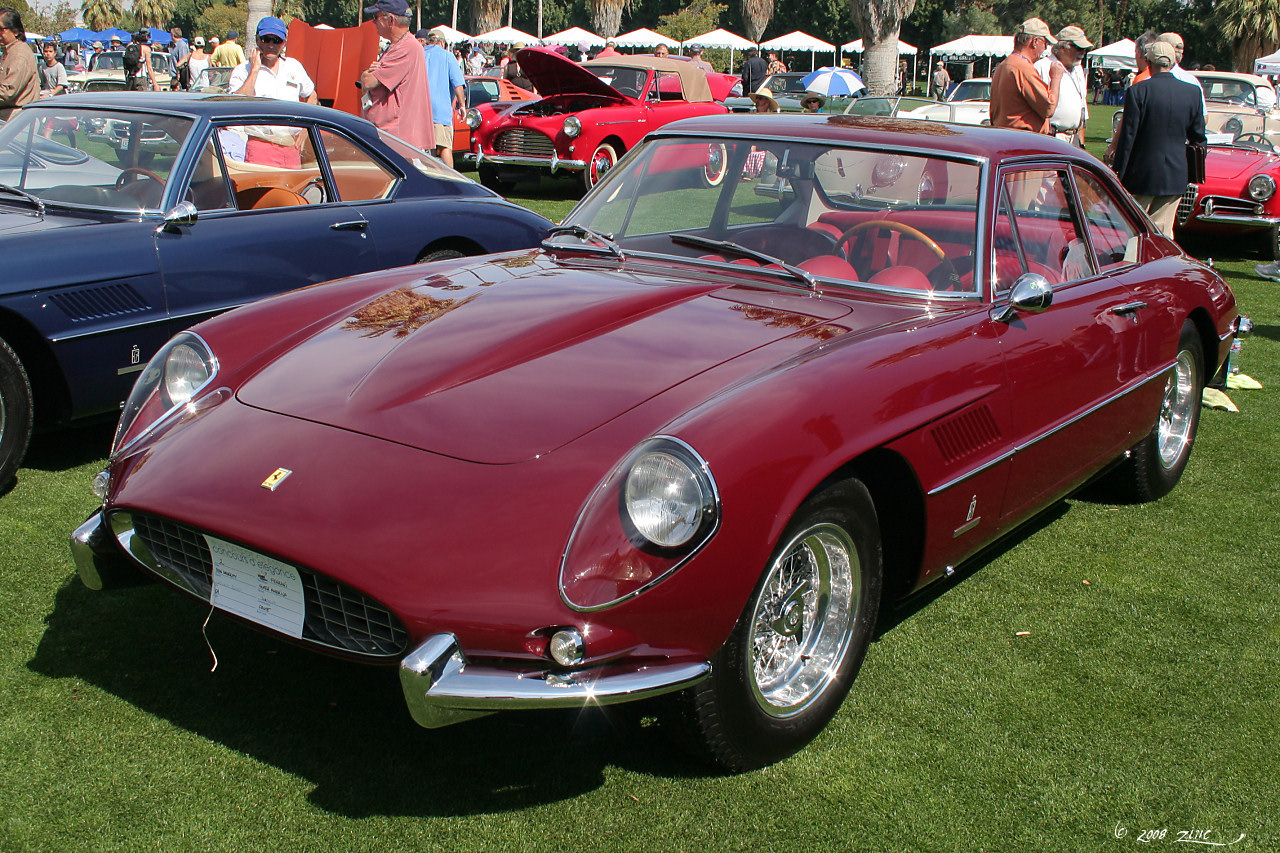
400スーパーアメリカ（1963年）

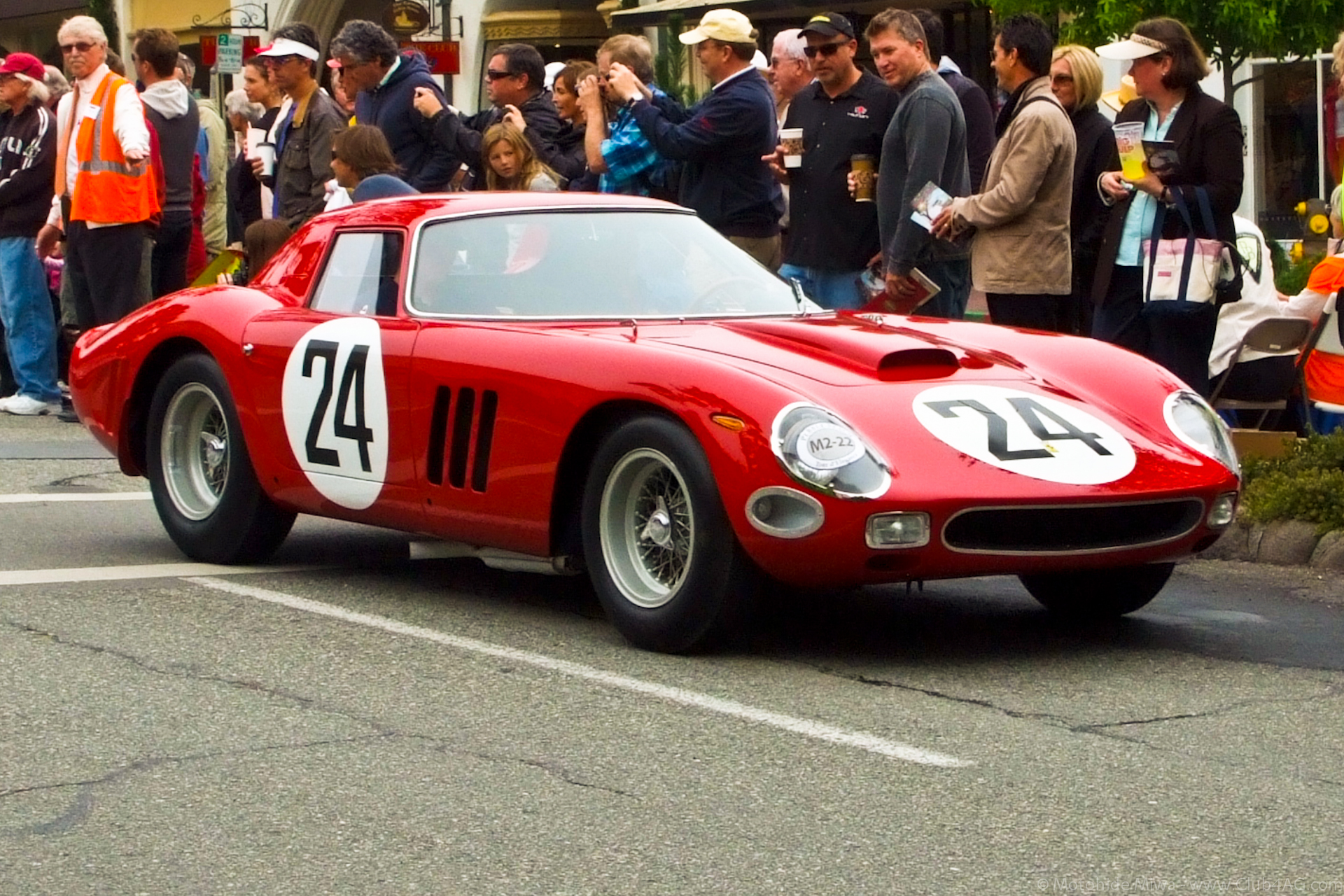
250GTO（1964年）

このような状況を受けて1963年には、ヘンリー・フォード2世会長率いるフォードが「アメリカにおけるベビーブーム世代の顧客へのアピールを狙い、モータースポーツ部門の拡大を考えていた」ことを理由に（この「理由」には、後述のような「本当の理由」を隠すためという説がある）、取締役のドン・フレイ率いるチームを使いフェラーリの買収交渉を進めていることが明らかになった。いずれにしても、このことはマセラティやオスカ、イソなど、まだ民族資本系メーカーが殆どのイタリア自動車メーカーと、イタリアのマスコミの間に大きな驚きをもって受け止められた。
1964年4月にはフォードによるデューデリジェンスも終わり、買収価格などの条件も双方で合意し、5月にマラネッロにフォード首脳部一同を招いて買収契約調印するかと思ったが、その場でエンツォが突如買収交渉を止めたことで、この話は最終的に決裂した。
エンツォはのちに「私の権利と品位の観点から、また、メーカーとして、起業家として、そしてフェラーリ従業員のリーダーとして、息のつまる官僚体制が巣くうフォード・モーター・カンパニーのような巨大な機械の下で働くことは不可能だ」と語った。
交渉決裂の理由は明らかにされていないが、フェラーリのモータースポーツ部門における決定権の委譲をエンツォが嫌ったという説、直前にフォードが大幅に価格を値切った買収金額の不一致という説、さらに「166バルケッタ」以来の著名なフェラーリの顧客で、そのフェラーリを外国の企業に渡したくなかったフィアット・グループのトップのジャンニ・アニェッリ社長の意向が働いたなど、複数の理由が影響していたという説がある。
ル・マンでの戦い

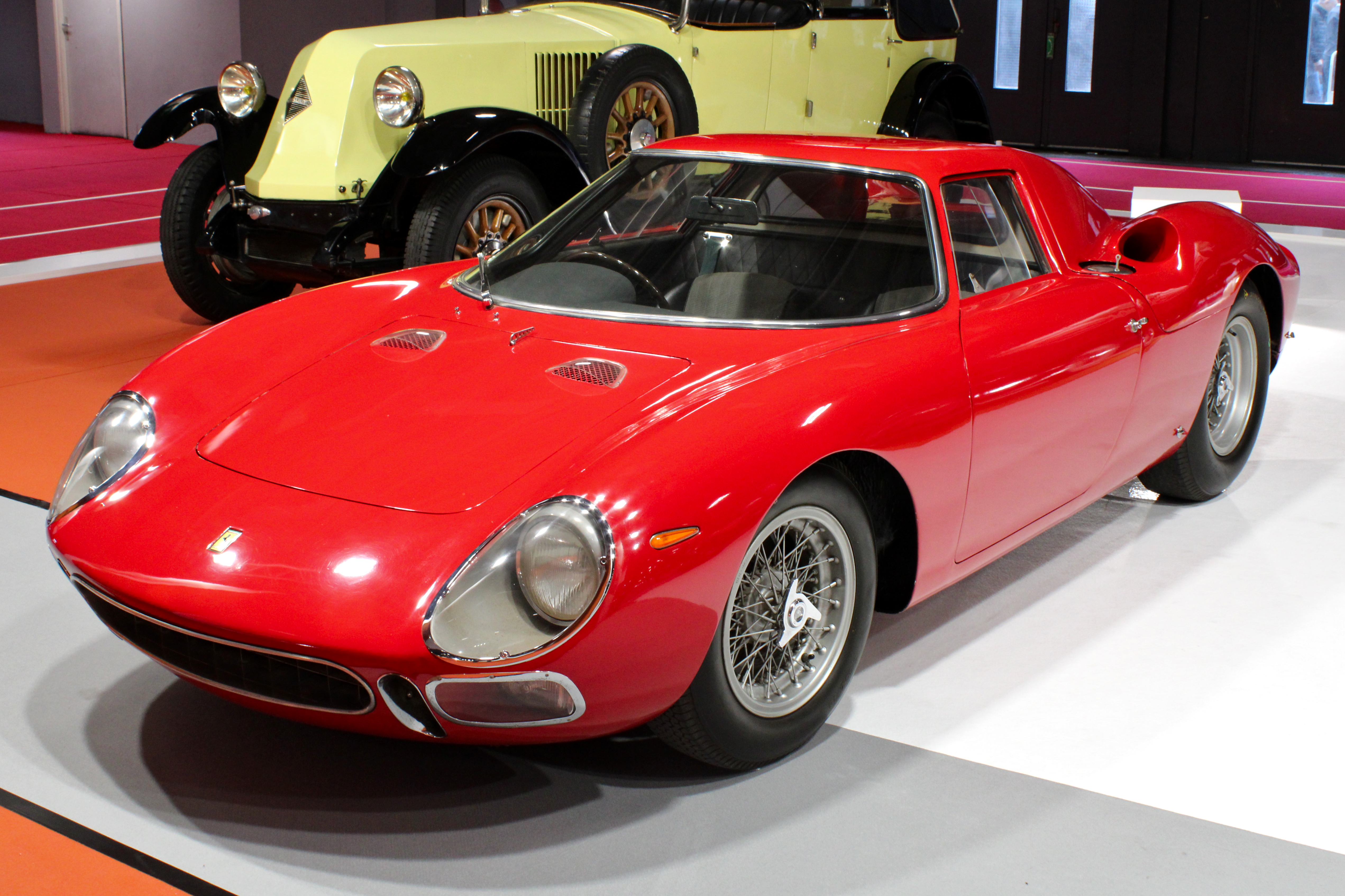
275LM（1965年）

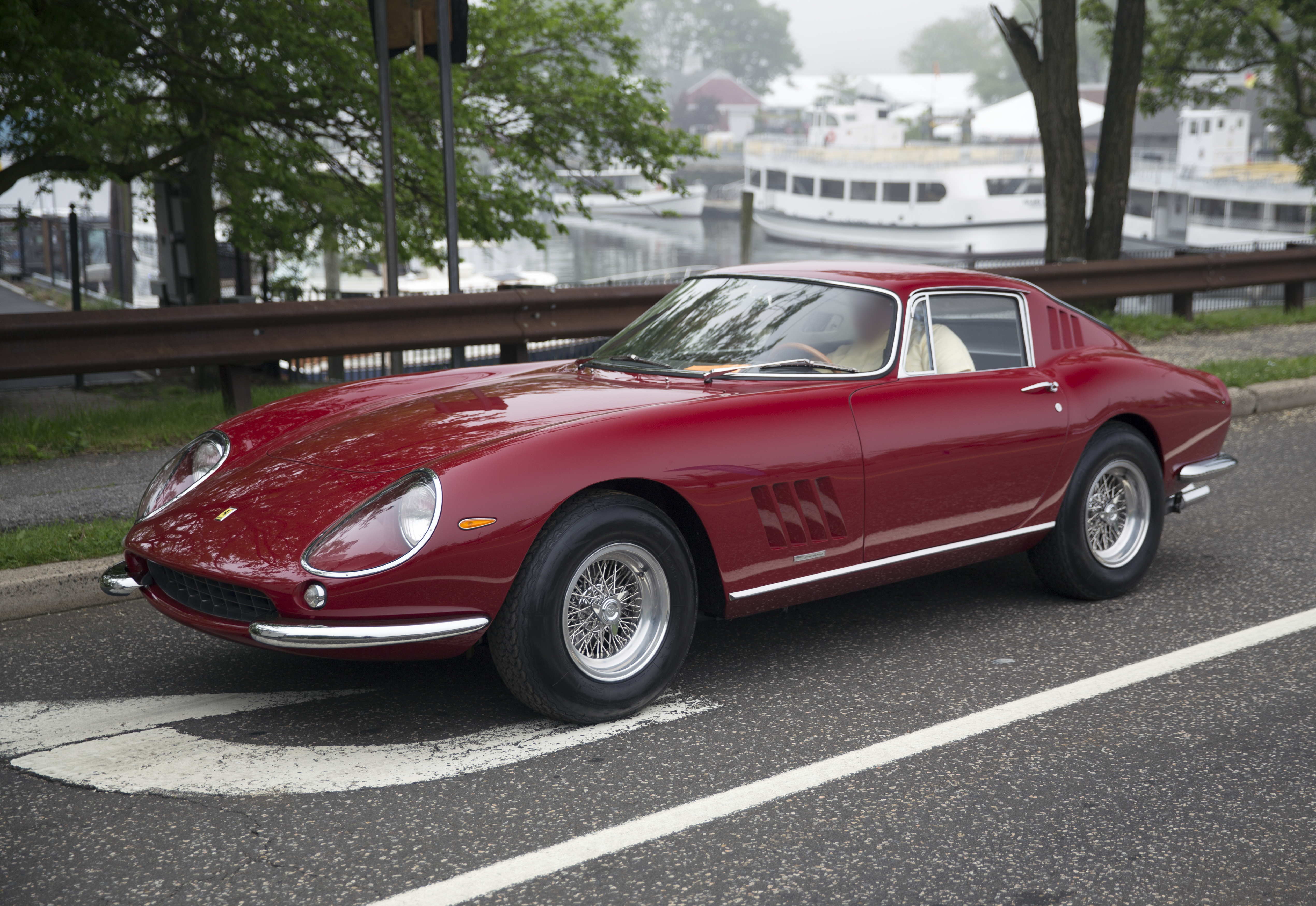
275GTB（1966年）

これに不快感を持ったヘンリー・フォード2世は、「250LM」などのマシンで連勝を続けていたフェラーリをル・マン24時間レースで破るべく、すぐさま数か月の間に膨大な資金を投入してイギリスのスラウにモータースポーツ開発専門部署の「フォード・アドバンスド・ビークル」部門を設立し、ヨーロッパのレースを戦う基地を作った。
さらにジョン・ワイヤーを監督に招き、1963年のル・マン24時間レースに参戦していたイギリスのエリック・ブロードレィ率いるローラ・カーズの車両を買い取って、自社製V型8気筒エンジンを載せたイギリスとの混血車のフォード・GT40を製作し、1964年のル・マン24時間レースに3台を持ち込んだものの、つぎはぎのマシンの実戦経験の不足と性急な開発はすぐに実を結ばず、1964年は勝利はおろか完走すらできなかった。
その後も1965年にかけてル・マン24時間レースやスパ・フランコルシャン、モンツア、さらにデイトナやセブリング、ワトキンス・グレンなどでも数多くの敗北を経た上に、ジオット・ビッザリーニの後任としてフェラーリのレース部門の開発責任者となったマウロ・フォルギエーリに対し、多額な契約金と給与、家と車、さらに将来の学費まで用意して引き抜きさえ画策しているが、エンツォに恩義を感じているフォルギエーリの引き抜きには失敗した。これに対してエンツォは、フォードの若手ドライバーのボブ・ボンデュラントの引き抜きに成功している。
フォルギエーリの引き抜きには失敗したものの、フォードはキャロル・シェルビーやその部下のフィル・レミントン、また「ホルマン・ムーディ」や「アラン・マン・レーシング」など、イギリスのモータースポーツの技術にアメリカのレース業界総動員といえる技術的提供も受け、なりふり構わず莫大な資金をかけてマシンの開発を進めた。
さらに、トランス・ワールド航空のボーイング707の貨物機でマシンやパーツを大量空輸し、1966年のル・マン24時間レースに新型「フォード・GT40・マーク2」8台をエントリーし、メインドライバーのジョン・サーティーズが政治的理由により突然シートを奪われるなどのフェラーリ内部のゴタゴタもあって、最終的にル・マンでフェラーリを破ることになる。
フォード2世の「こだわり」
なお、ここまでヘンリー・フォード2世がル・マンでフェラーリを破ることにこだわったのは、エンツォに買収交渉を袖にされたことだけではなく、愛人マリア・クリスティナ・ベットーレ・オースティン が、フォードではなく、フェラーリの大ファンであったことが影響していると言われている（実際にその姿が徳大寺有恒によってル・マンで目撃されている）。
またフォード2世がマリア・クリスティナにいいところを見せるため、「イタリアの至宝」と言われたフェラーリを買収しようとしたという噂もあった。
2019年にこの騒動がアメリカで『フォードvsフェラーリ』として映画化されたが、ヨーロッパではその題名では受け入れられず、主要なヨーロッパ諸国では『ル・マン66』と作品名が変わっている上に、これらの国では（日本でも）興行成績も芳しくなく終わった。
デイトナでの勝利と経営悪化

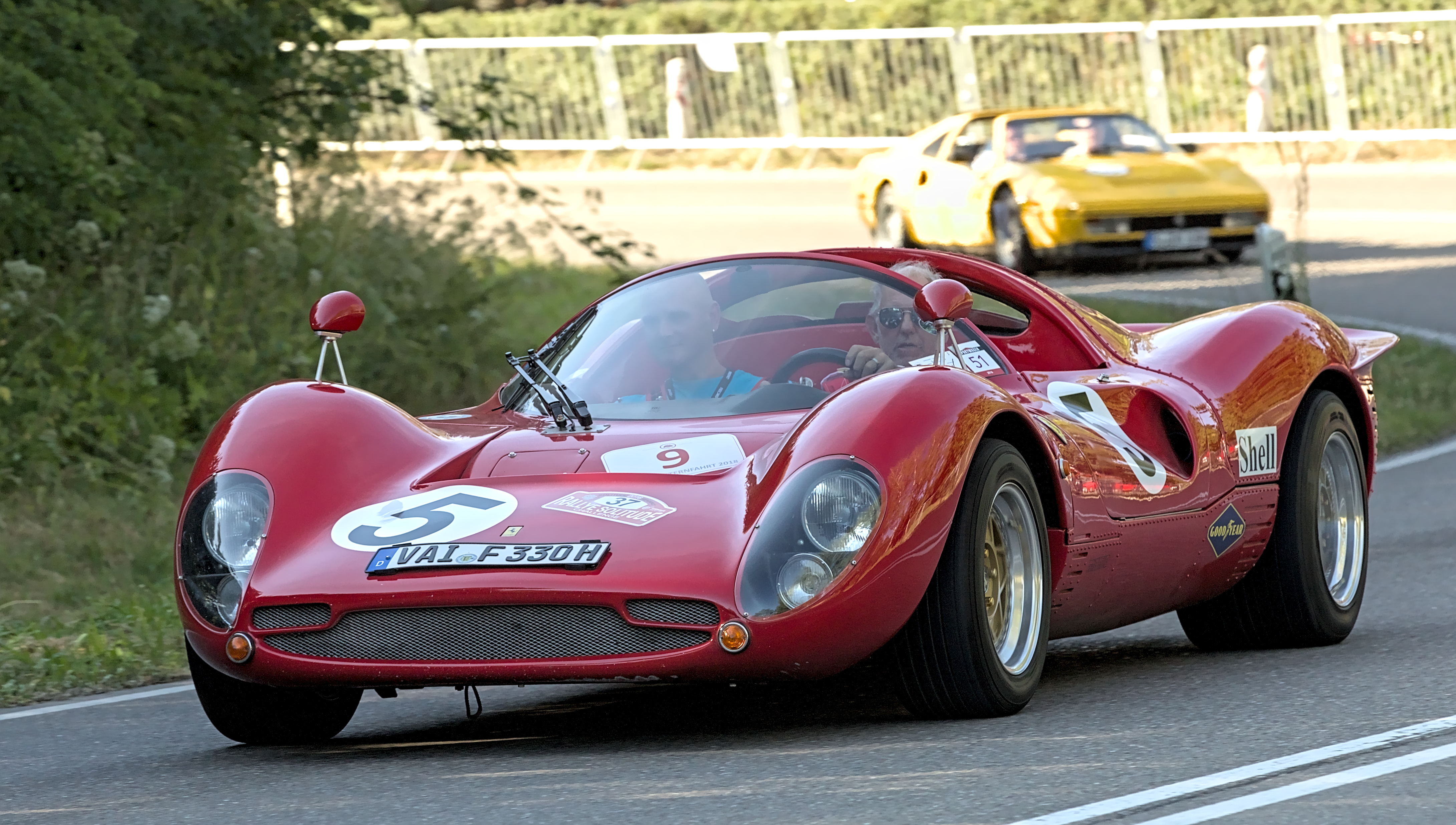
330P4（1967年）

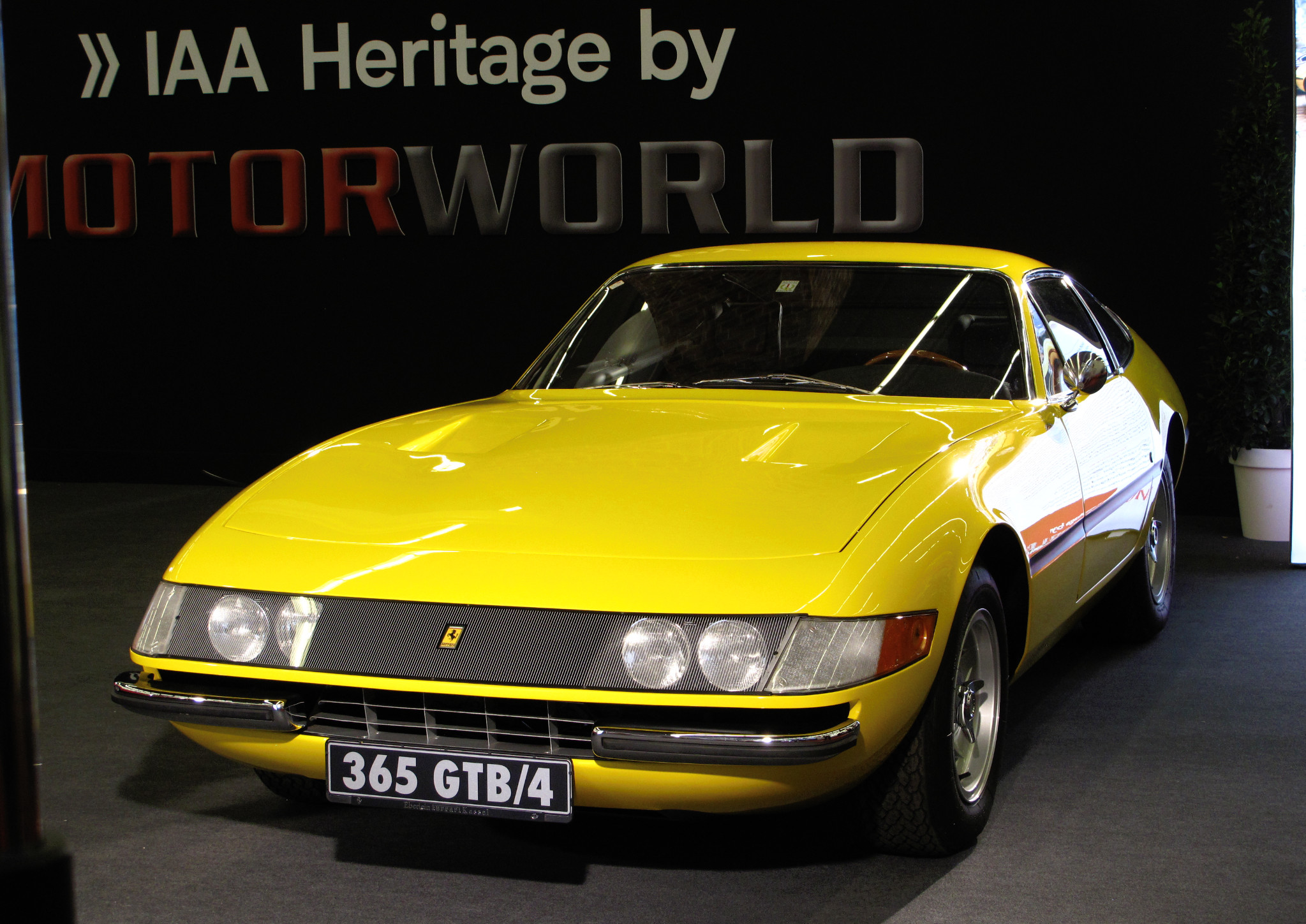
365GTB/4デイトナ（1968年）

1966年のル・マンで敗れはしたものの、フェラーリは1967年のデイトナ24時間レースには、ル・マンで走った「P3」をアップデートした「330P4」で参戦し1位-3位を独占し完全勝利し、一矢を報いることになる。
さらにフェラーリは、ピニンファリーナのレオナルド・フィオラヴァンティがデザインし翌年に発表したフラッグシップモデル「365GTB/4」に「デイトナ」の愛称をつけ、さらに現在もシートのオプションの名に「デイトナ」の愛称をつけるなど、この勝利を存分に利用している。
しかしスクーデリア・フェラーリは、もはや莫大な資金がかかるようになったル・マン24時間レースを1967年で撤退し、またF1でも同年から1969年まで1勝しか挙げられなかった。さらに労働争議が経営を混乱させ、ただでさえ悪化したフェラーリの業績をさらに悪化させた。
もはやエンツォの手によるいかにも中小企業的な、旧態依然とした組織のフェラーリが単独で市販車（ASAという別会社もあった）を手掛けながら、F1とプロトタイプを戦うのには限界が来ていた。
フィアットとの提携とディーノ

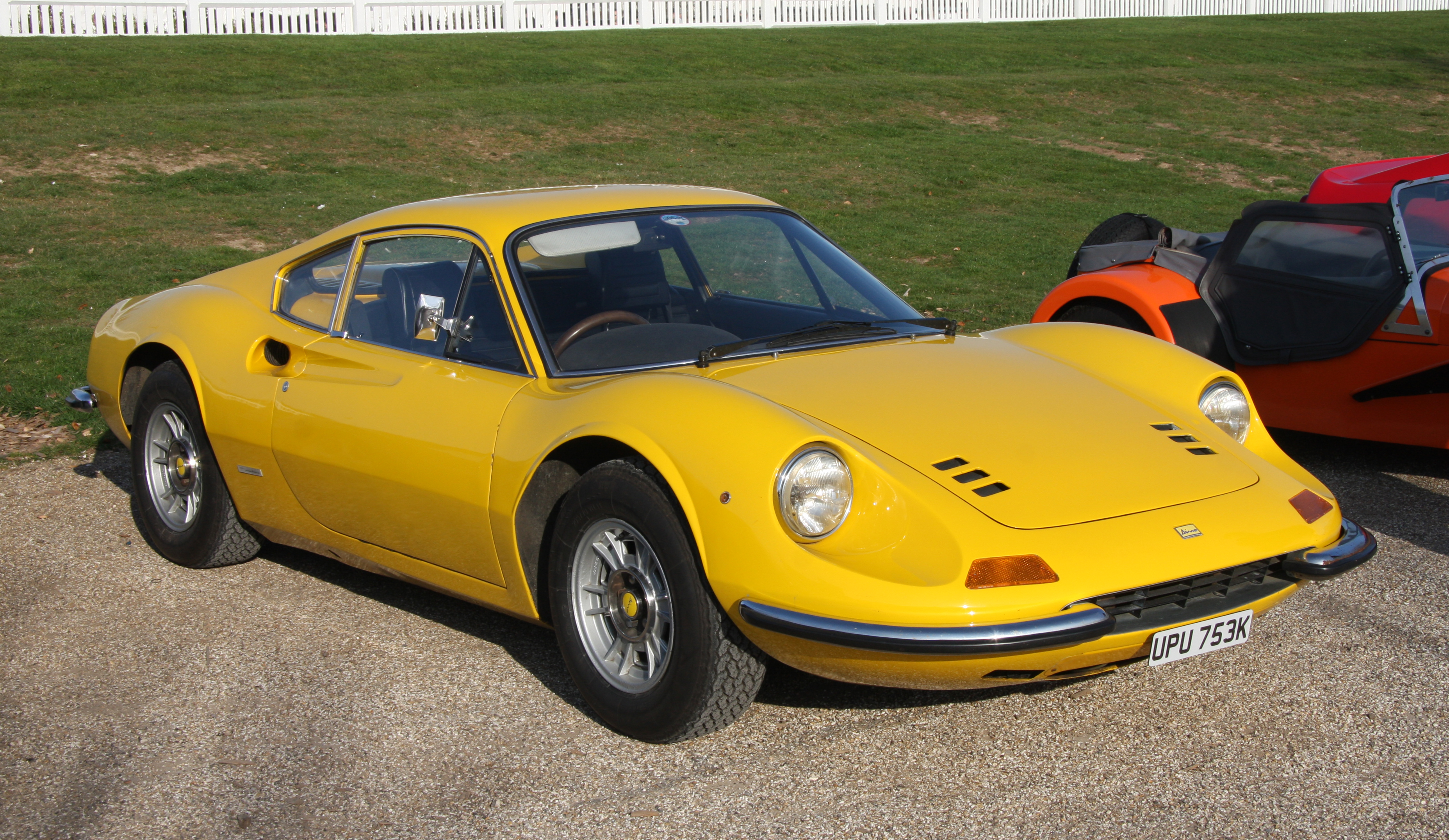
ディーノ・246GT（1971年）

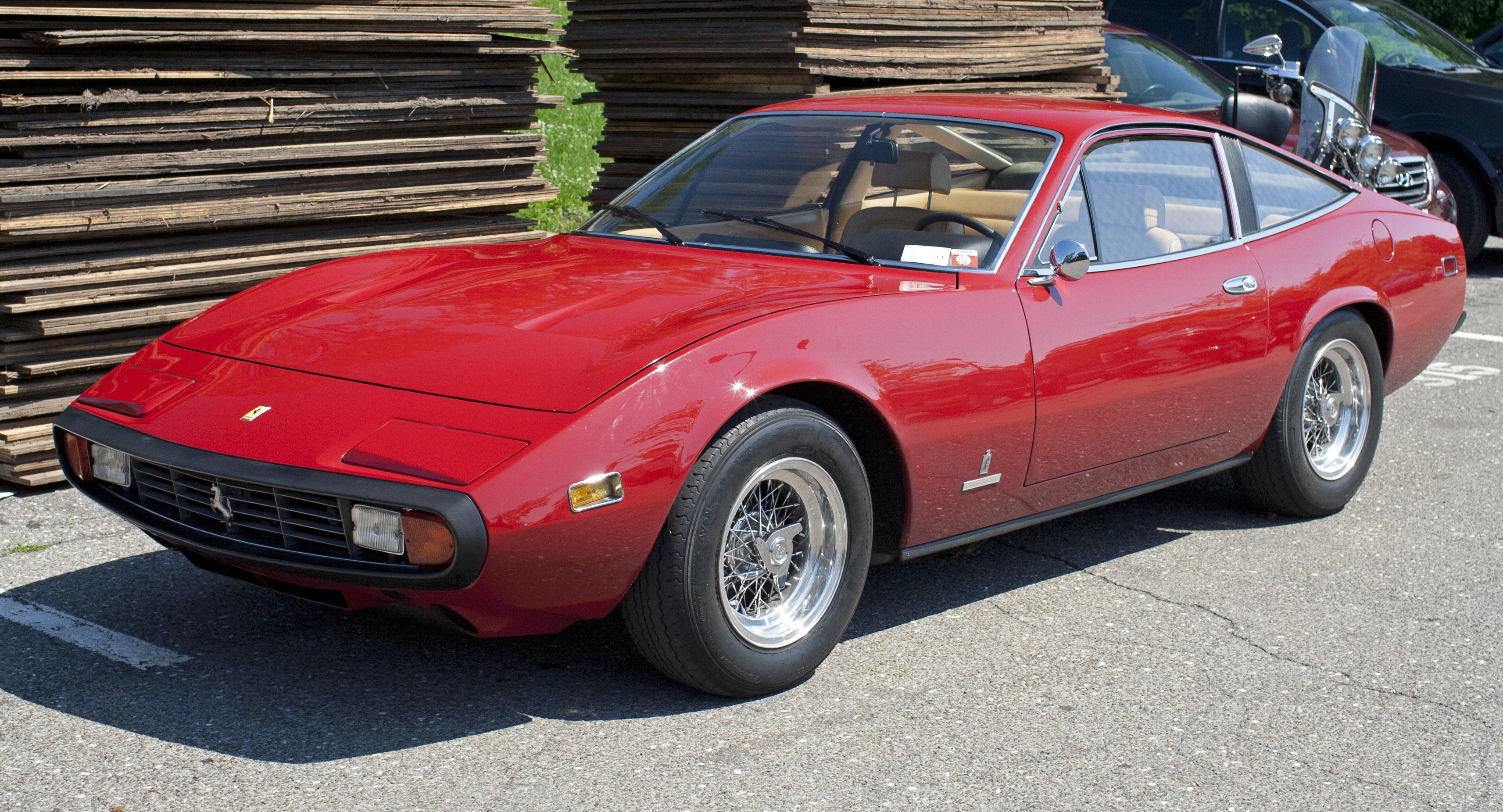
365GTC/4（1971年）

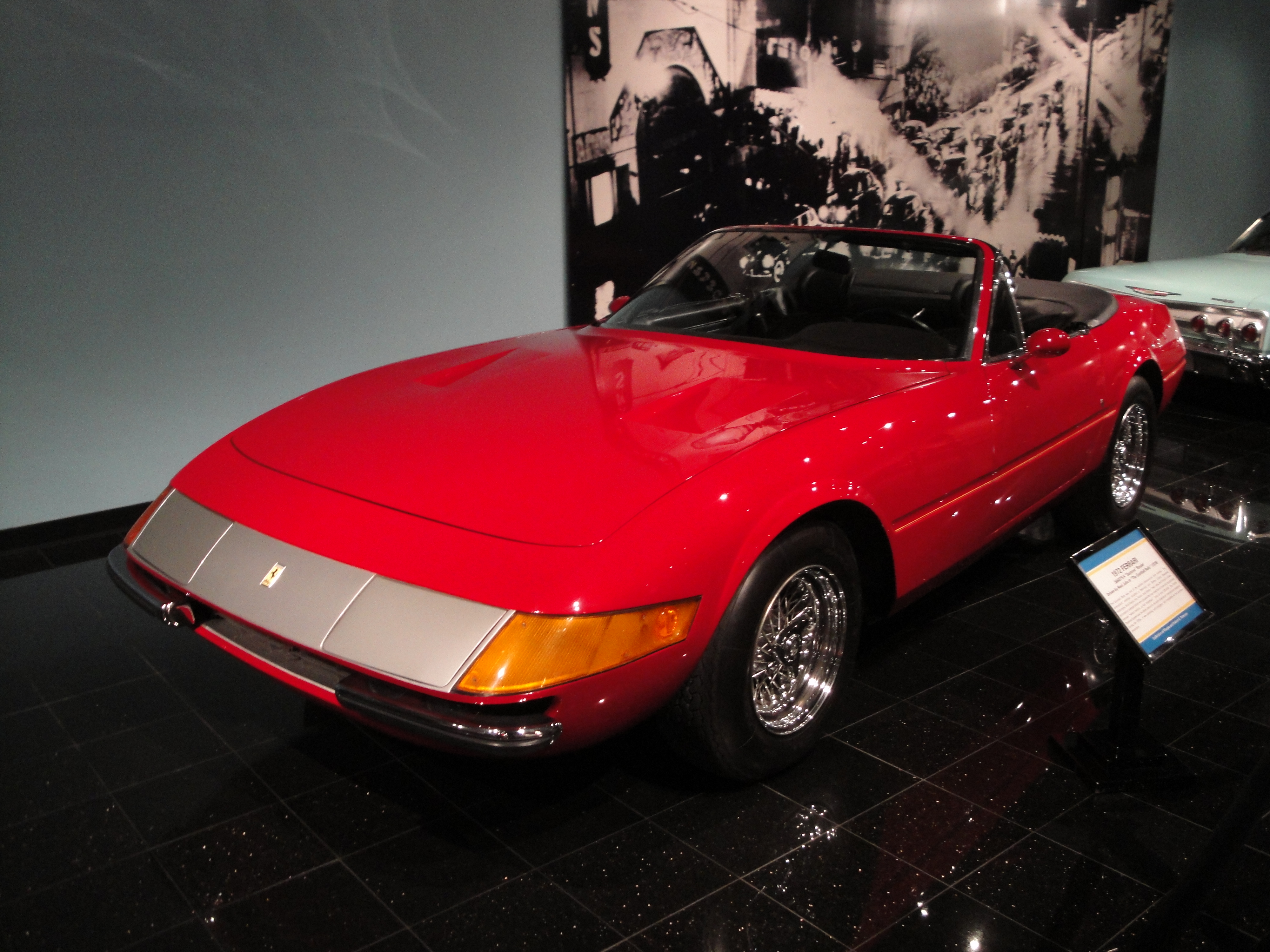
365GTB/4デイトナ・スパイダー（1972年）

このような状況下で、イタリア最大の自動車メーカーであり、かつフェラーリの愛好家でもあったジャンニ・アニエッリ率いるフィアット・グループとの提携が、F2用エンジンのホモロゲーション取得のため、新たに開発された軽量かつ高性能なV型6気筒エンジンを通じて始まった。1956年に亡くなったエンツォの息子であるアルフレード「ディーノ」の名を冠したV型6気筒エンジンは、1967年に公開されたプロトタイプの「208SP」と市販車の「206/246」、後継の2+2モデルである「208GT4/308GT4」に搭載された。
これらのV型6気筒エンジン搭載車は、当初は前述の「12気筒エンジン以外のストラダーレ（市販車）はフェラーリと呼ばない」というエンツォの言葉通り。かわりに愛息「ディーノ」の名が冠せられた（しかし後に「246」のアメリカ市場向けモデルの後期型に、販売戦略上フェラーリのロゴが付けられることとなった） 他、「208GT4/308GT4」の後期型には正式にフェラーリの名が冠され、間もなくして「ディーノ」ブランドは廃止された。
このV型6気筒エンジンはフィアット・グループ内の様々なブランドでも取り扱われ、「フィアット・ディーノ・クーペ/スパイダー」と、ラリー界を席巻した革命的なマシンである「ランチア・ストラトス」が生まれた。キャブレター、カム、ピストンに至るまでフェラーリ、フィアットともにまったく同じ仕様で排気レイアウトの関係上フィアットの方が有利なのにもかかわらず、マーケティング的配慮とチューンの関係から馬力が少ない仕様になっていた。
フィアット傘下へ

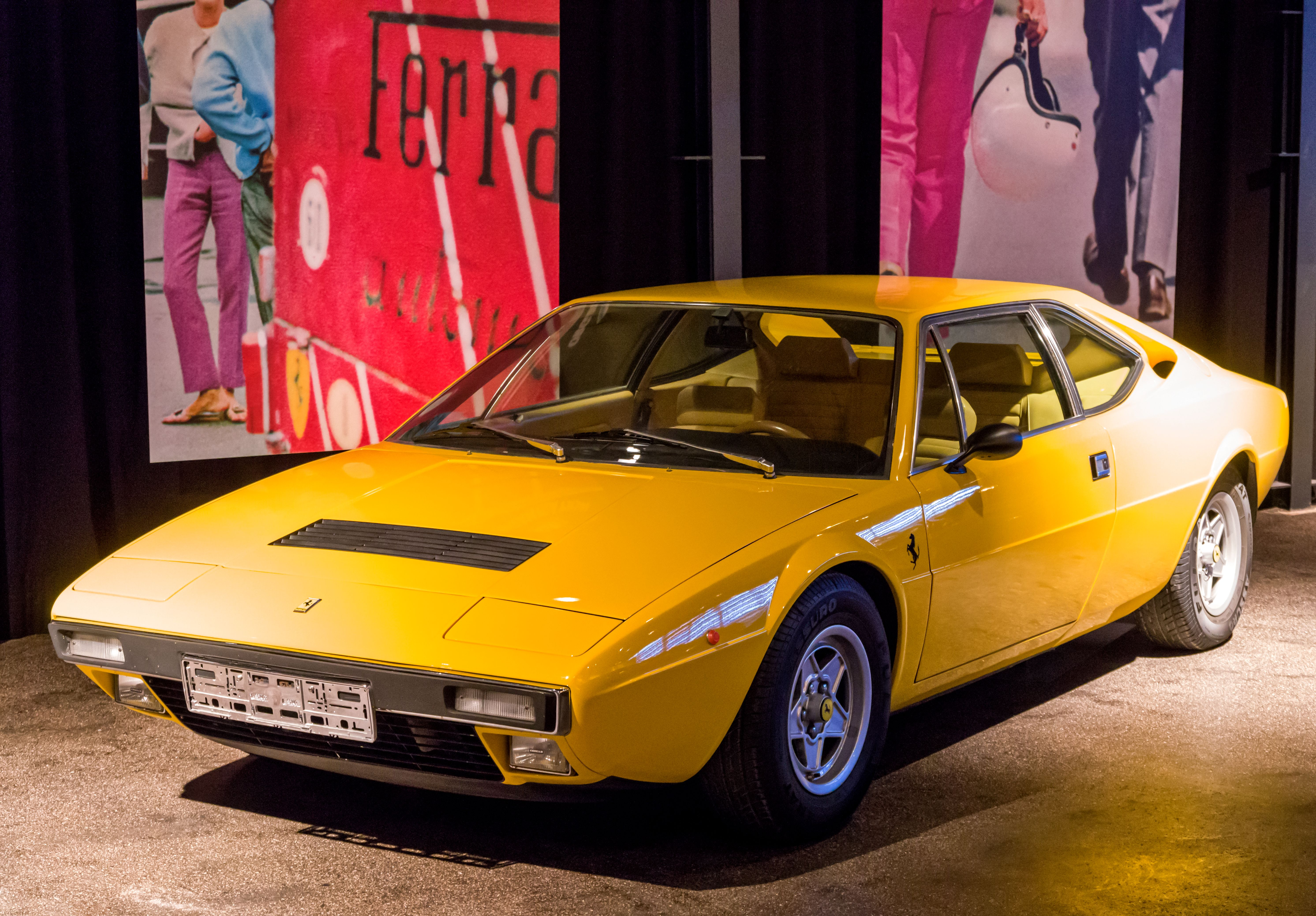
ディーノ・308GT4（1973年）

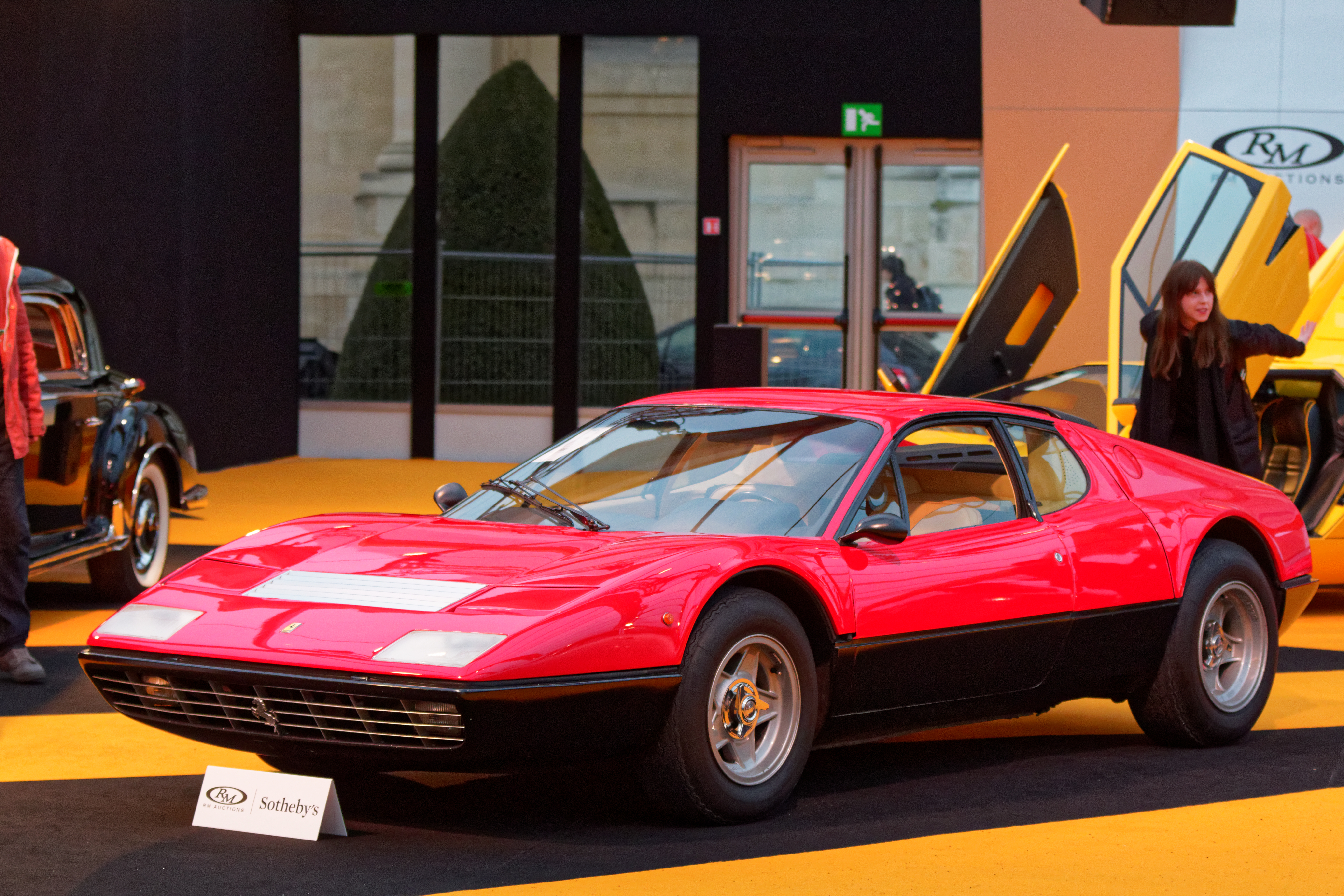
365GT4BB（1974年）

その後フィアットとの提携が進み、1968年にフェラーリは完全にフィアット・グループ傘下に入ることで経営の安定と、新技術の導入を図ることになる。その後エンツォは、元来興味の薄い市販車部門からは一切の手を引いて、モータースポーツ部門（スクーデリア・フェラーリ）の指揮に専念した。なおその後も、フェラーリの株の10パーセントはエンツォが引き続き所有するなど、名目上での資本関係は保ちつづけた。
その後、フィアットからの人員を開発から経理に至るまで様々な部門で受け入れる中で、1973年にスクーデリアのマネージャーに就任したのが、ルカ・ディ・モンテゼーモロであった。なおモンテゼーモロはジャンニ・アニェッリと似ていたので、「アニェッリと愛人の間に生まれた庶子」との噂が絶えなかった。
ディ・モンテゼーモロは、その後スポーツカーレースからのワークス参戦の撤退やマシンの開発撤退とF1への専念など、スクーデリア内の再編を行い、さらにスクーデリア内では1974年から加入したオーストリア人ドライバーのニキ・ラウダと共にチーム改革を行った。急激な改革には様々な社内外からの抵抗にあったものの、この年のスペインGPでF1通算50勝に到達した後、1975年にはラウダがドライバーズチャンピオンを獲得するなどチームを立て直し、1977年まで同職を務めた後、フィアットの役員に就任する。
なお1969年には、かねてから関係の深かったカロッツェリア・スカリエッティと資本関係を結んだ（その後1977年に同社を買収し、ボディ製造部門とする）ほか、1972年にはマラネッロの本社工場の西側にある果樹園を取得し、新たにF1をはじめとするレース専用車や市販車のテストコースとして使われる「フィオラノサーキット」が造られ、併せてサーキット内にエンツォの別宅やピットなども設けられるなど、フィアット・グループの傘下に入ったことで流れ込んだ資金と人材を、市販車とレース部門に積極的に活用し始める。
1973年には、名車と称された「365GTB/4」を引き継いでフェラーリのトップレンジを担う12気筒モデルとして「365GT4BB」が登場した。同車はフェラーリの市販車として初めて最高時速300キロを超えるモデルとなり（公称時速302キロ）、またV12気筒ミッドシップの車種は重心が高くモータースポーツに向いていない上、スクーデリア内の再編でモータースポーツ参戦こそなくなったものの、その後約20年に渡り生産され市販車としてのヒット車種となる。
V型8気筒エンジンの登場

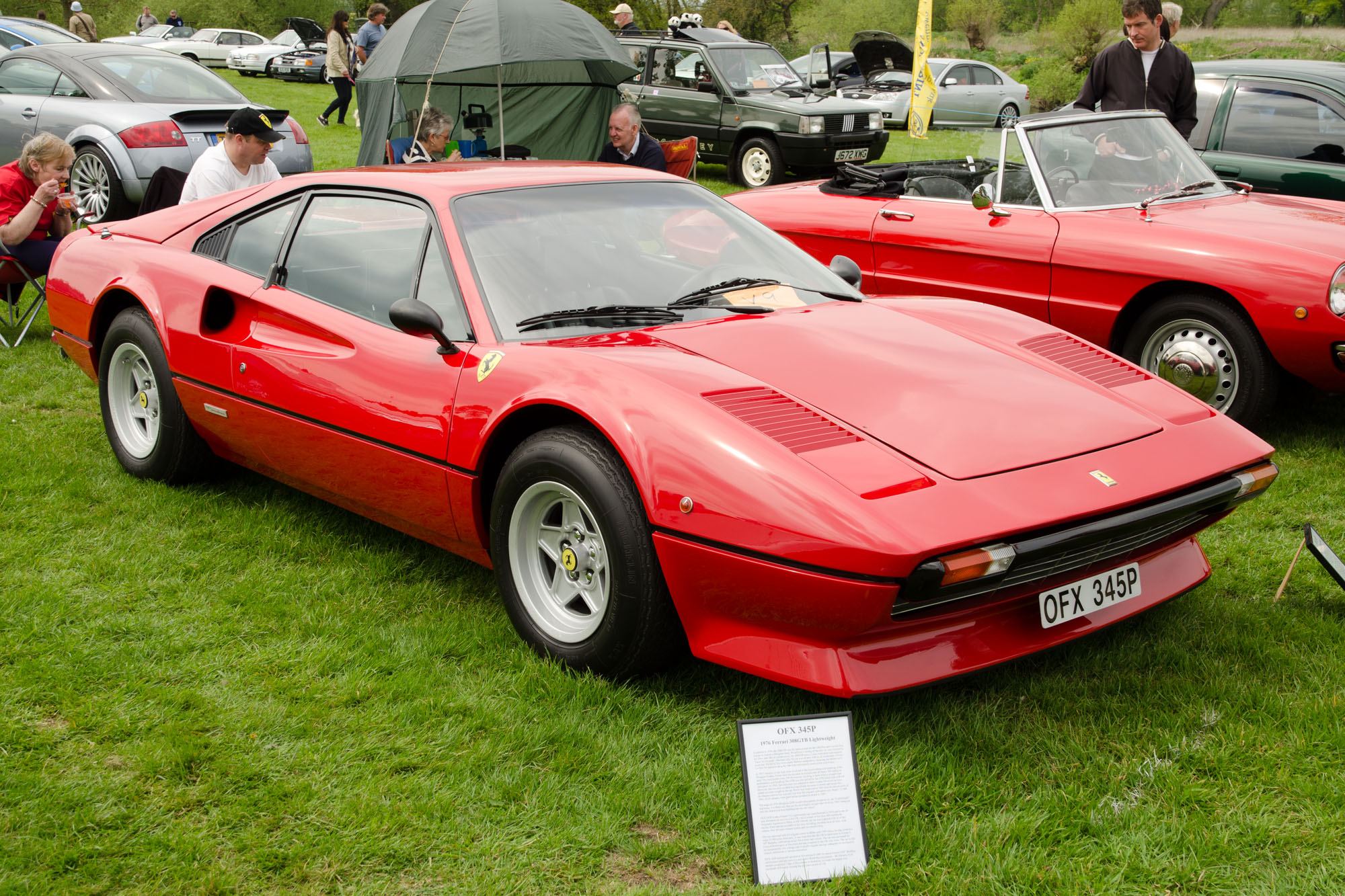
308GTB（1975年）

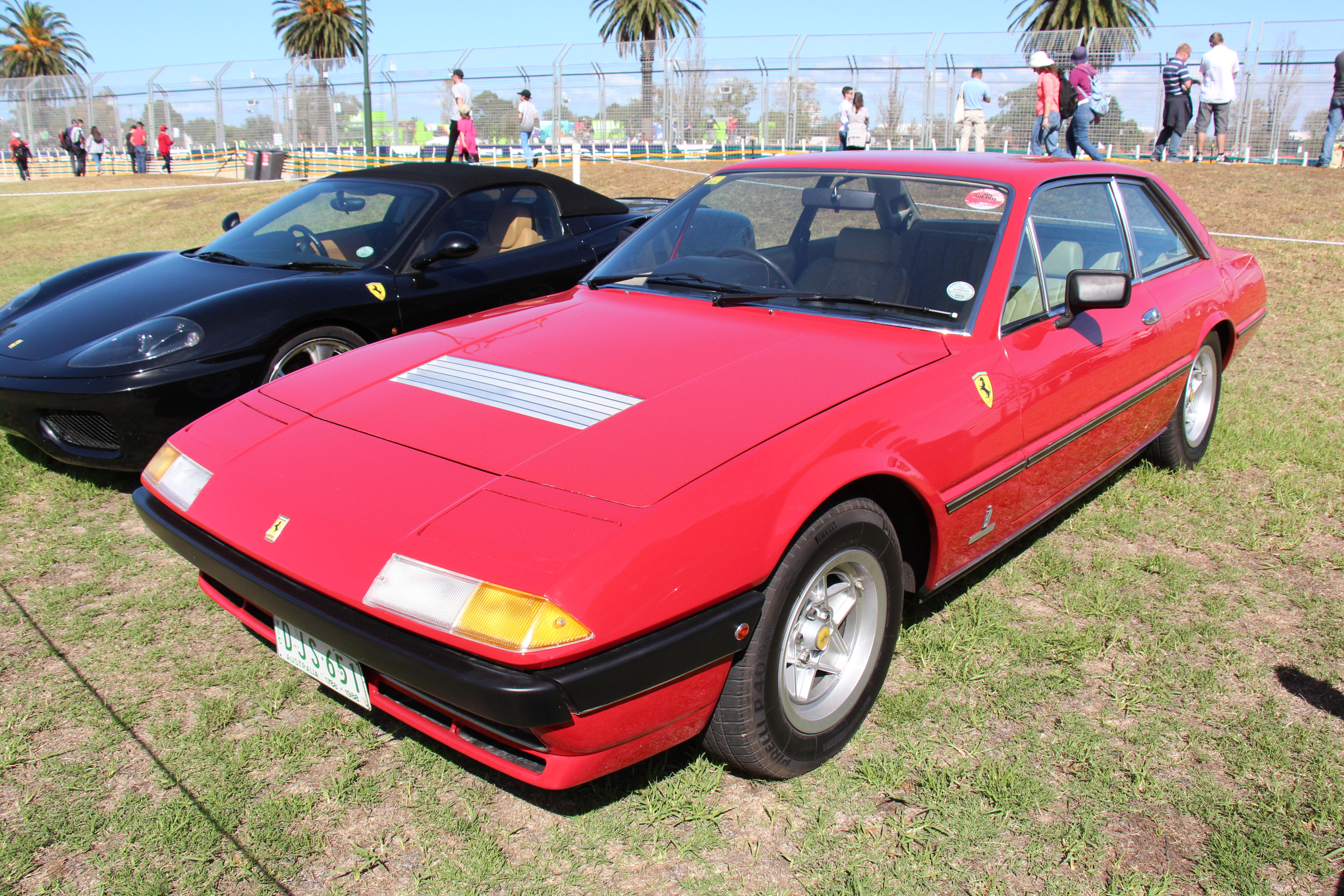
400（1976年）

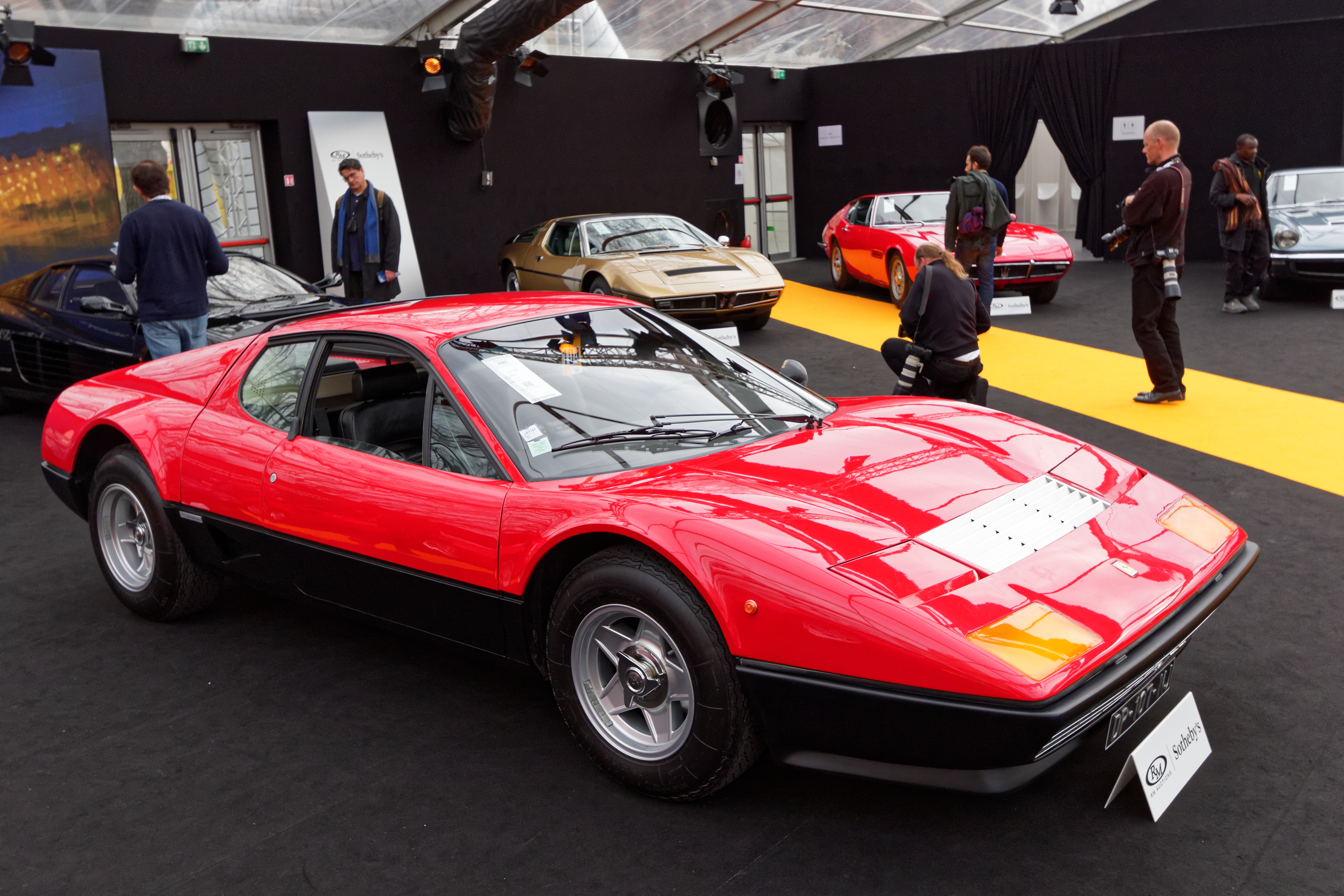
512BB（1976年）

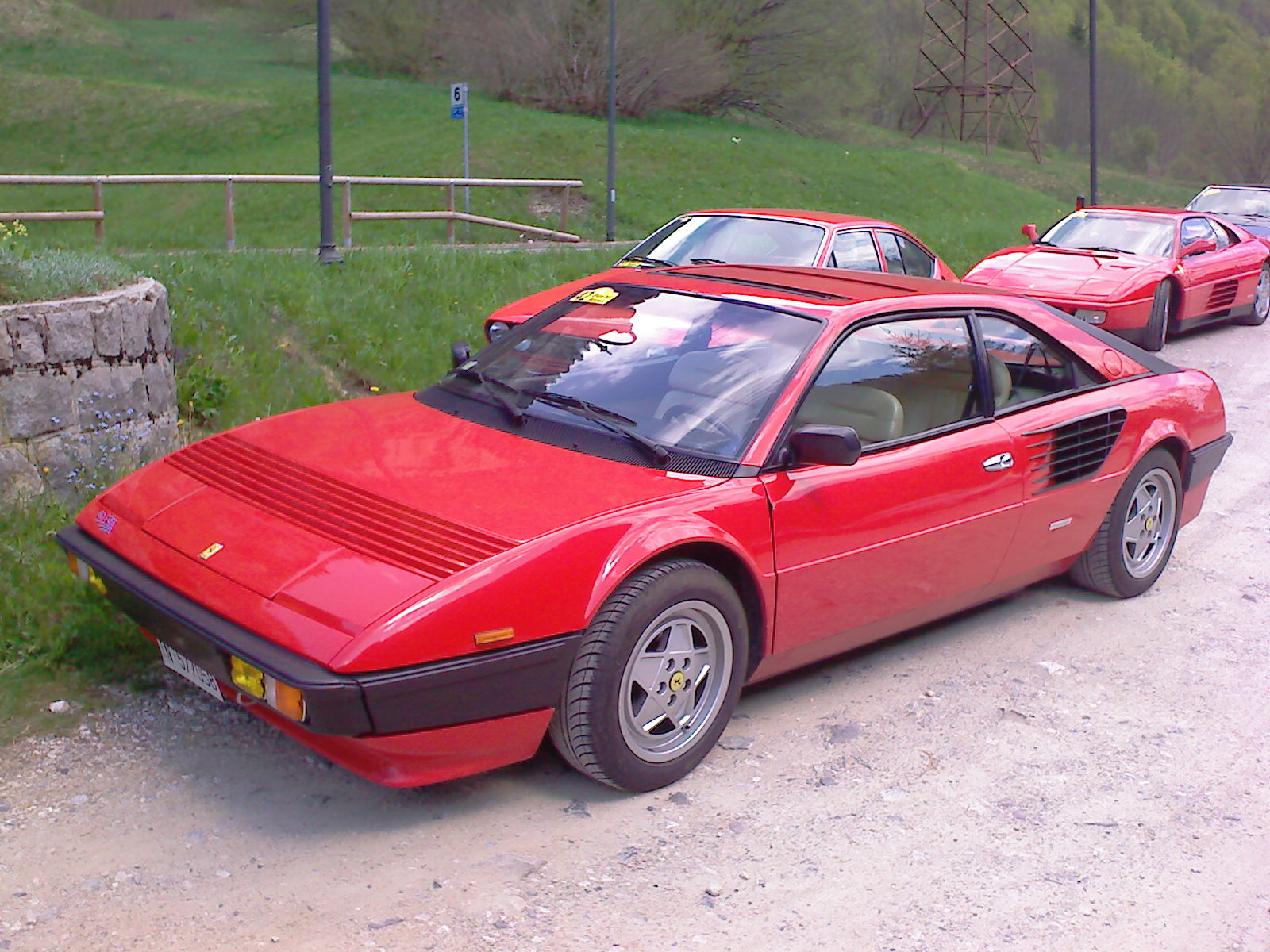
モンディアル8（1980年）

市販車部門を親会社のフィアットの意向が支配するようになった結果、6気筒エンジンを搭載した「206/246」に代わる最廉価モデルかつミッドシップの量産2シーターとして、1975年に「208/308」が生まれた。これらのモデルは新たに開発されたV型8気筒エンジンを、ピニンファリーナのレオナルド・フィオラヴァンティがデザインしたFRPボディ「ヴェトロレジーナ」に搭載した（これはストライキにより当初予定していたスチール製ボディの生産が間に合わなくなったためであり、1977年には通常のスチール製ボディに戻された）。
これらのV型8気筒エンジンを搭載したモデルは、6気筒エンジン搭載モデルとは違い最初からフェラーリブランドが与えられ「ピッコロ・フェラーリ（小型フェラーリ）」と称された。「ピッコロ・フェラーリ」シリーズは、「208/308」の後継モデルの「228/328」や、「208GT4/308GT4」の後継モデルの「モンディアル8」、その後の「モンディアルT」と併せて2万台以上が生産される、フェラーリ史上最大のヒット作となった。
さらに「208/308」と「モンディアル8」に搭載されたV型8気筒エンジンは、高い性能と汎用性を生かして、フィアットの意向を受けてフィアット・グループ内のランチアの世界耐久選手権（WEC）参戦用のレーシングマシン「LC2」にも使用されたほか、1980年台後半には同社の高級セダンである「テーマ8.32」に使用された。
この時に始まったフェラーリのV型8気筒路線はその後「348」、「F355」、「360」、「F430」や「カリフォルニア」、「458イタリア」、そして現在の「F8トリブート」と「ポルトフィーノ」、「ローマ」などへと発展し、自動車メーカーとしてのフェラーリの収益の屋台骨を支える系譜となった。
なお、同時期に12気筒エンジン搭載モデルの刷新も行われ、「365GTC/4」は「365GT 2+2」を経て1976年に発表された「400」に、その後「412i」に引き継がれ、また1973年に発表された「365GT4BB」は1976年に改良版である「512BB」、「512BBi」に引き継がれ、さらに1984年には新設計のミッドシップに12気筒エンジンを搭載し、1980年代初頭には年間の売り上げ台数が2000台後半に落ち込んだフェラーリの起死回生の大ヒットとなった「テスタロッサ」と、その後継の「512TR」へ引き継がれた。
その後のエンツォ

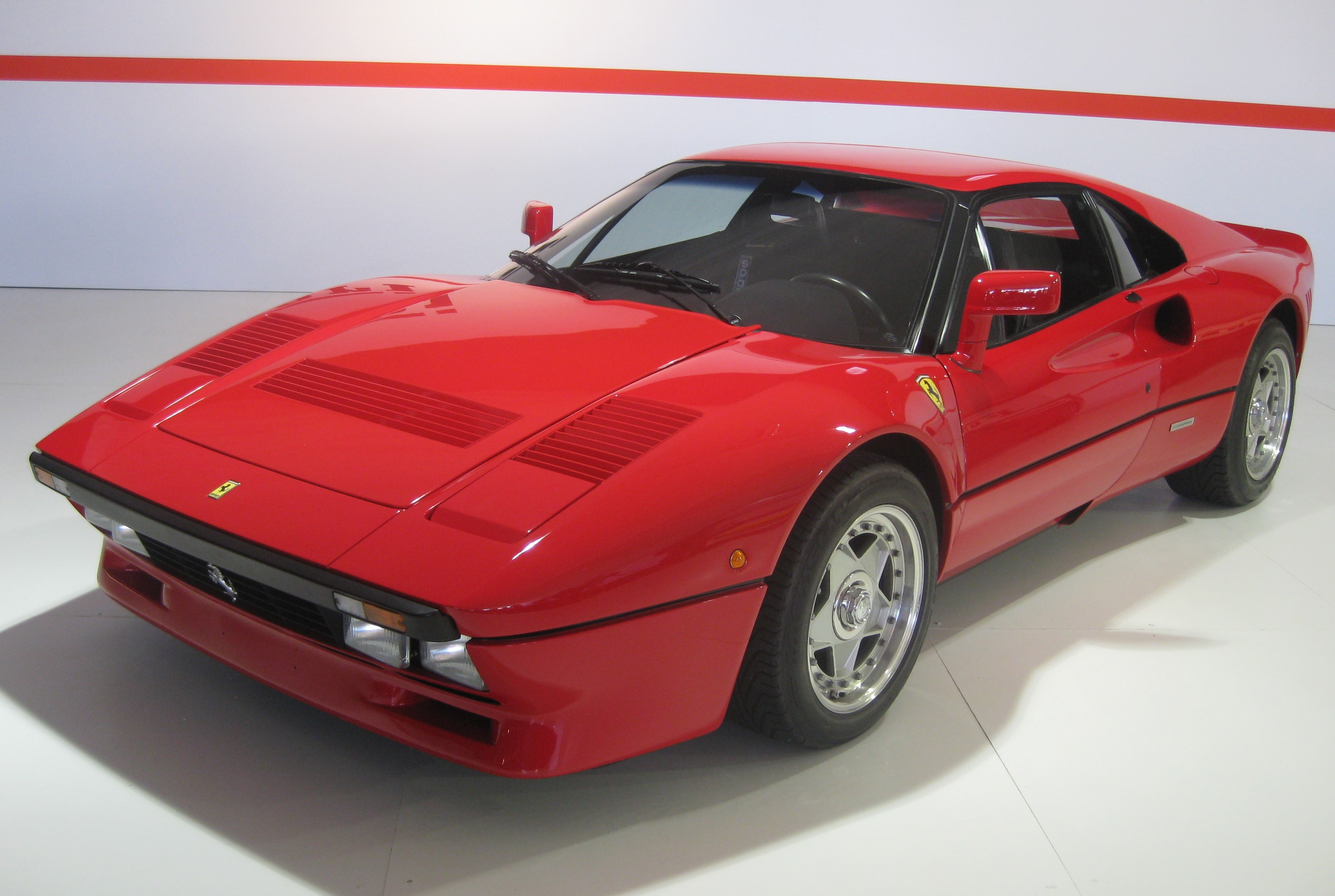
288GTO（1984年）

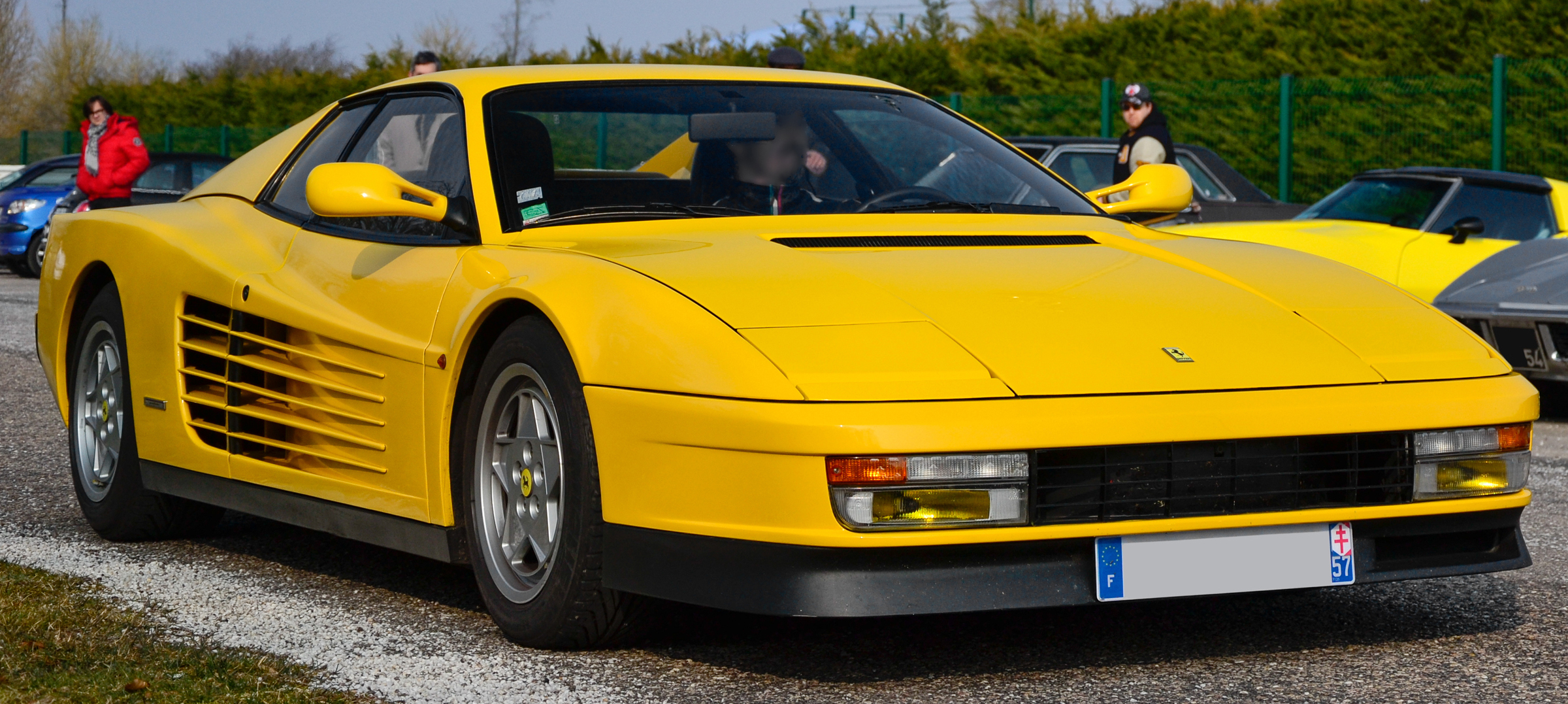
テスタロッサ（1984年）

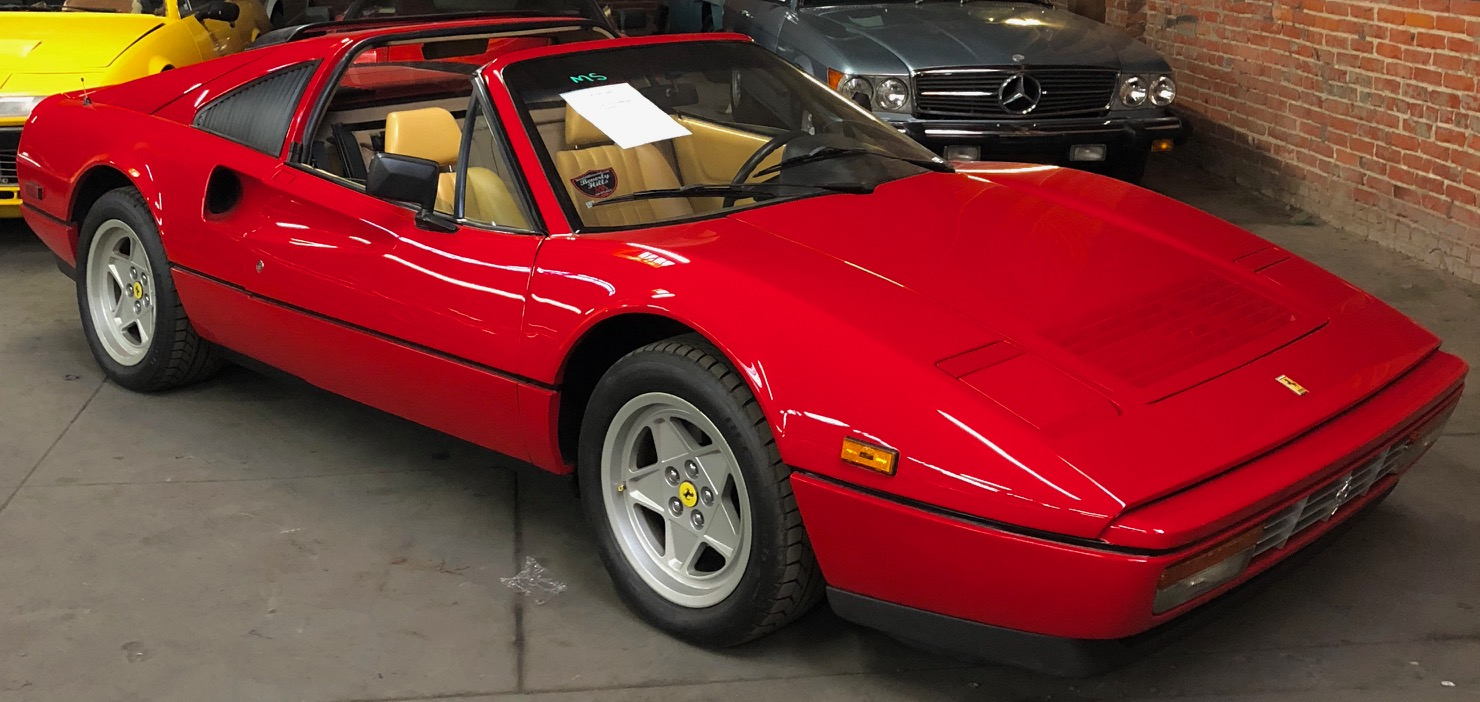
328GTS（1985年）

75歳を超えたエンツォは、1977年にはフェラーリの会長職を退くものの、その後もマラネッロに住居を構え続け、市販車の開発からスクーデリア・フェラーリの運営まで大きな影響力を保ち続けた。
さらに1981年3月にはスクーデリア・フェラーリの代表として、FISA（国際自動車スポーツ連盟）とFOCA（F1製造者協会）との間で締結された「コンコルド協定」締結の立会人となるなど、F1界で多大な存在感と発言力を有していた。また1987年には、これまでの功労が認められ、FIAゴールドメダルを受賞している。
その為もあり、イタリア国内では「北の教皇」（南の教皇とはバチカンに住居を持つヨハネ・パウロ2世）と呼ばれるほど、世界のモータースポーツや自動車業界への影響力は大きかった。
限定生産
1984年には、WRC（世界ラリー選手権）のトップカテゴリーであるグループBのホモロゲーション（参戦公認）を得ることを目的に「288GTO」を開発したものの、WRCで戦うマシンのトレンドが四輪駆動車に急激に移りつつあったために参戦を断念し、限られた台数が生産され販売された。
「288GTO」は、あくまでグループBの公認を取得するための規定生産台数をクリアするため限定生産となったものであり、わずか272台が生産されたに過ぎなかったが、その後「288GTOエボルツィオーネ」を経て、創業40周年記念モデルの「F40」が限定生産、販売され、生産開始直後のエンツォの死去と世界的な好景気を背景に人気を博し、更には「F40 コンペティツィオーネ」や「F40 LM」も生産されたことから、以降はこのような限定生産を節目の年に行うことになる。
創業50周年を迎えた1997年には「F50」、創業55周年には、当時ピニンファリーナに在籍していた日本人デザイナーの奥山清行がデザインした「エンツォ・フェラーリ」、そして2013年にはフェラーリとして初めてのハイブリッドである「ラ フェラーリ」や「ラ・フェラーリ・アペルタ」といった限定生産モデル（スペチアーレ）や、「550バルケッタ・ピニンファリーナ」や「599GTO」、「SA アペルタ」や「F12 TdF」などの既存車種を改良した限定生産モデルを発表し、フェラーリ自らとその公認ディーラーが選択した顧客に対して販売している。
エンツォの死

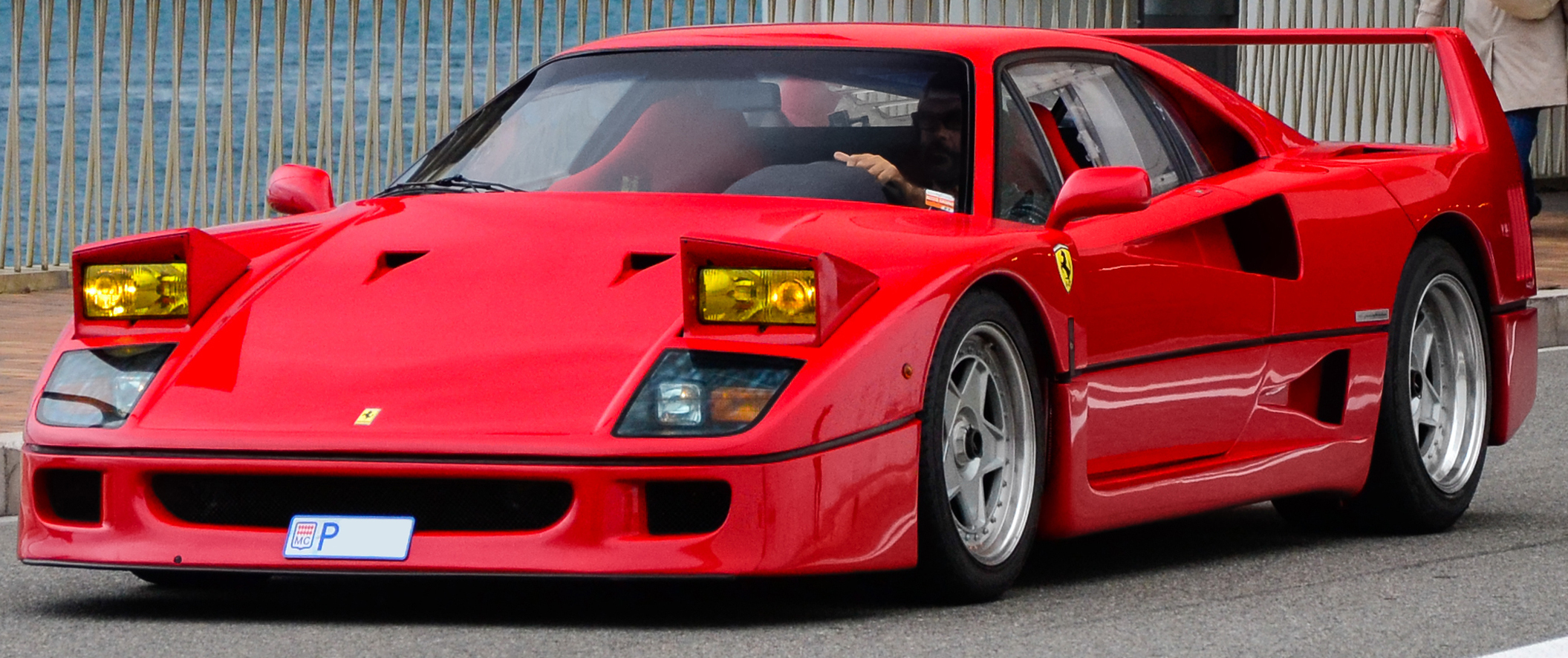
F40（1987年）

80歳を超えてもエンツォは多忙な公務にいそしんでいたものの、1988年2月1日にモデナ大学から物理学の名誉学位を授与された際の式典以降は社外に姿を現さなくなり、6月にヨハネ・パウロ2世がマラネッロの本社工場を訪問した際にもメッセージのみで姿を現さなかったことから、イタリアのマスコミからは「深刻な状態にあるのではないか」と噂された。
実際にエンツォはこの時腎不全に侵されており、その後も懸命な治療を続けたものの、回復することなく8月14日に没した。90歳であった。なお、夏の休暇を考慮され、発表は8月17日に行われた。イタリアが世界に誇る自動車会社の創始者かつ、F1世界選手権におけるイタリアの「ナショナルチーム」の創設者の死去に際して、イタリア全体が喪に服した。なおエンツォはモデナのサン・カタルド墓地に埋葬された。
生前に行われた取り決め通り、エンツォが所有していた株はかねてから資本関係にあったフィアット・グループによって買われ、フェラーリはレース部門も含めて完全にフィアット・グループの管理下に収まった。
しかしその後も、エンツォとリナ・ラルディとの間に生まれた次男のピエロ・ラルディ・フェラーリが、議決権のあるフェラーリの株を10パーセント所有し、フェラーリの副会長を永続的に務めるなど、「創業家」であるフェラーリ家との繋がりは保ち続けている。
エンツォ亡き後の混乱

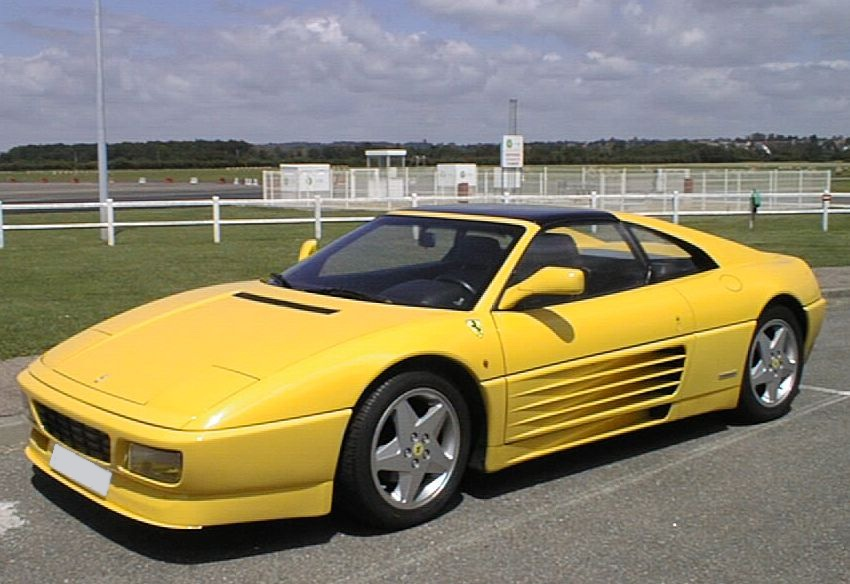
348ts（1989年）

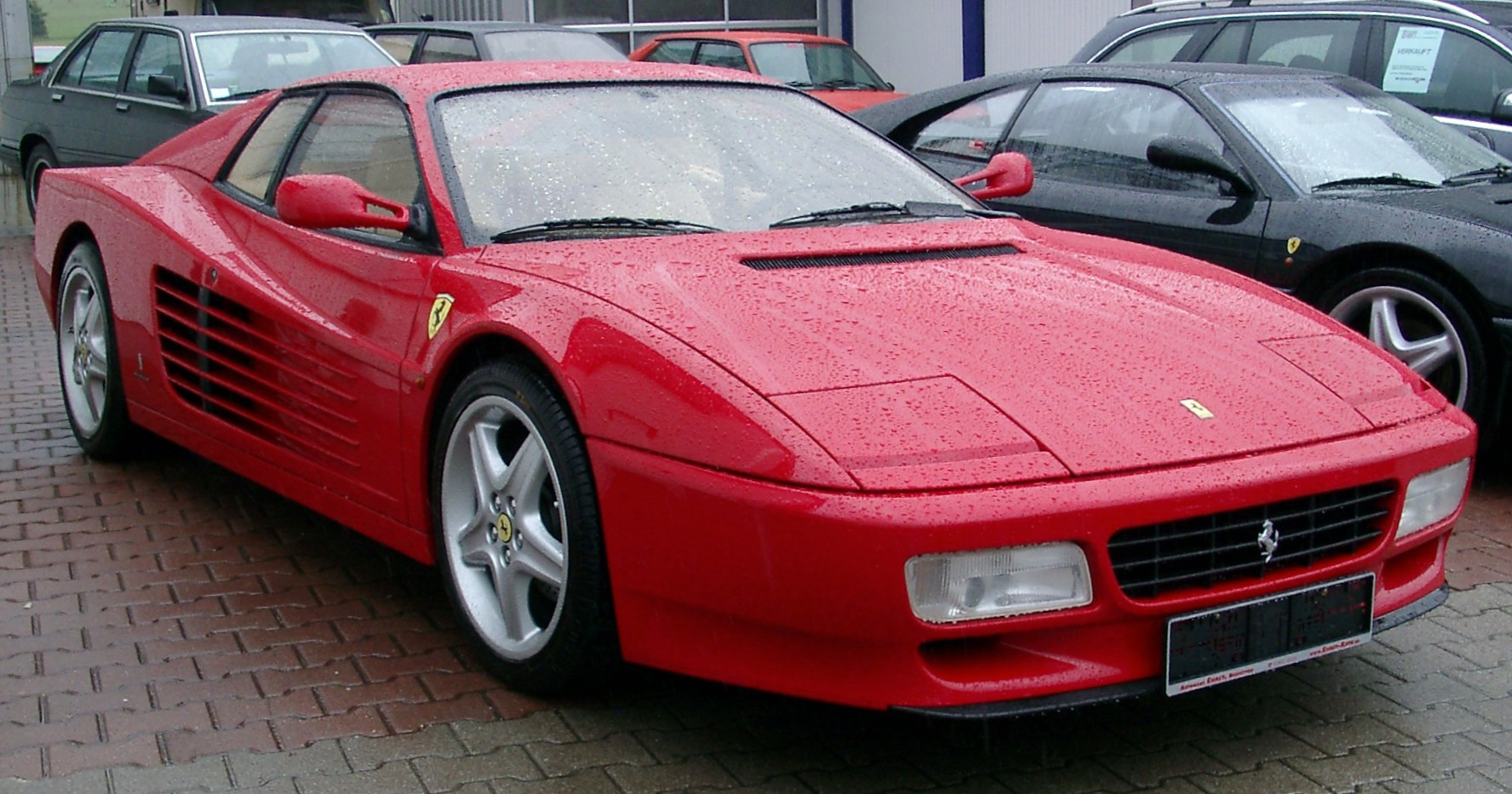
512TR（1991年）

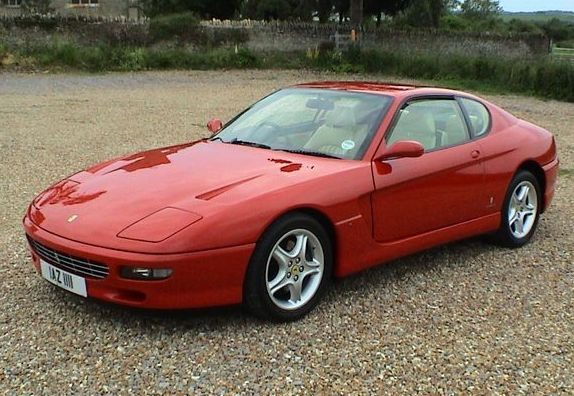
456GT（1992年）

さらにエンツォ亡き後、世界中の自動車ジャーナリストからは「エンツォのいないフェラーリはフェラーリ足り得るか」と言われるなど、その行き先が危惧された。
当時のフェラーリは、エンツォ時代から長年投資を怠っていた市販車部門の生産設備が旧態化し、品質管理と生産効率、収益性に大きな問題を抱えていた上に、「412i」や「モンディアル」などの中心モデルの旧態化がすすんでおり、さらにエンツォの死の翌年に出た「348tb/ts」の初期型の設計と品質管理にも大きな問題があった。しかし、このような経営上の問題を解決するべく強いリーダーシップを取り、さらに親会社のフィアットからの必要にして十分な投資を取り付け、必要な部署に配分することができる人材に欠いていた。
またスクーデリア・フェラーリも、長年チームを引っ張ってきたミケーレ・アルボレートが、1988年のイタリアGPで今年限りでチームを去ることを表明し、また、1989年に長年チームマネージャーを務めたマルコ・ピッチニーニに代わり、アルファロメオのスポーティングディレクターのチェザーレ・フィオリオがF1の指揮を取ることになる。
革新的なフェラーリ・640でこの年3勝、翌1990年はフェラーリ・641（および641/2）で6勝を挙げるが、1991年は開幕から不振に陥り、チームに内紛が発生。エースドライバーのアラン・プロストやナイジェル・マンセルがチームの管理能力を問うコメントを発し、第4戦モナコグランプリ後にフィオリオは更迭される（突然の解任劇の裏には、フィオリオとアイルトン・セナが進めていた移籍交渉がフェラーリの幹部を怒らせたことも関連していた）。後任はランチアのエンジン開発主任だったクラウディオ・ロンバルディとなった。
チーム内のお家騒動が災いして、デザイナーのジョン・バーナードやスティーブ・ニコルズが突然チームを脱退したほか、1991年の日本GPのレース終了後にアラン・プロストが放出されるなどごたごたは続き、完全にチームは悪循環に陥っていたが、このような混乱を収拾できるものはいないまま、エンツォ亡き後の3年シーズン目が過ぎようとしていた。
モンテゼーモロによる改革

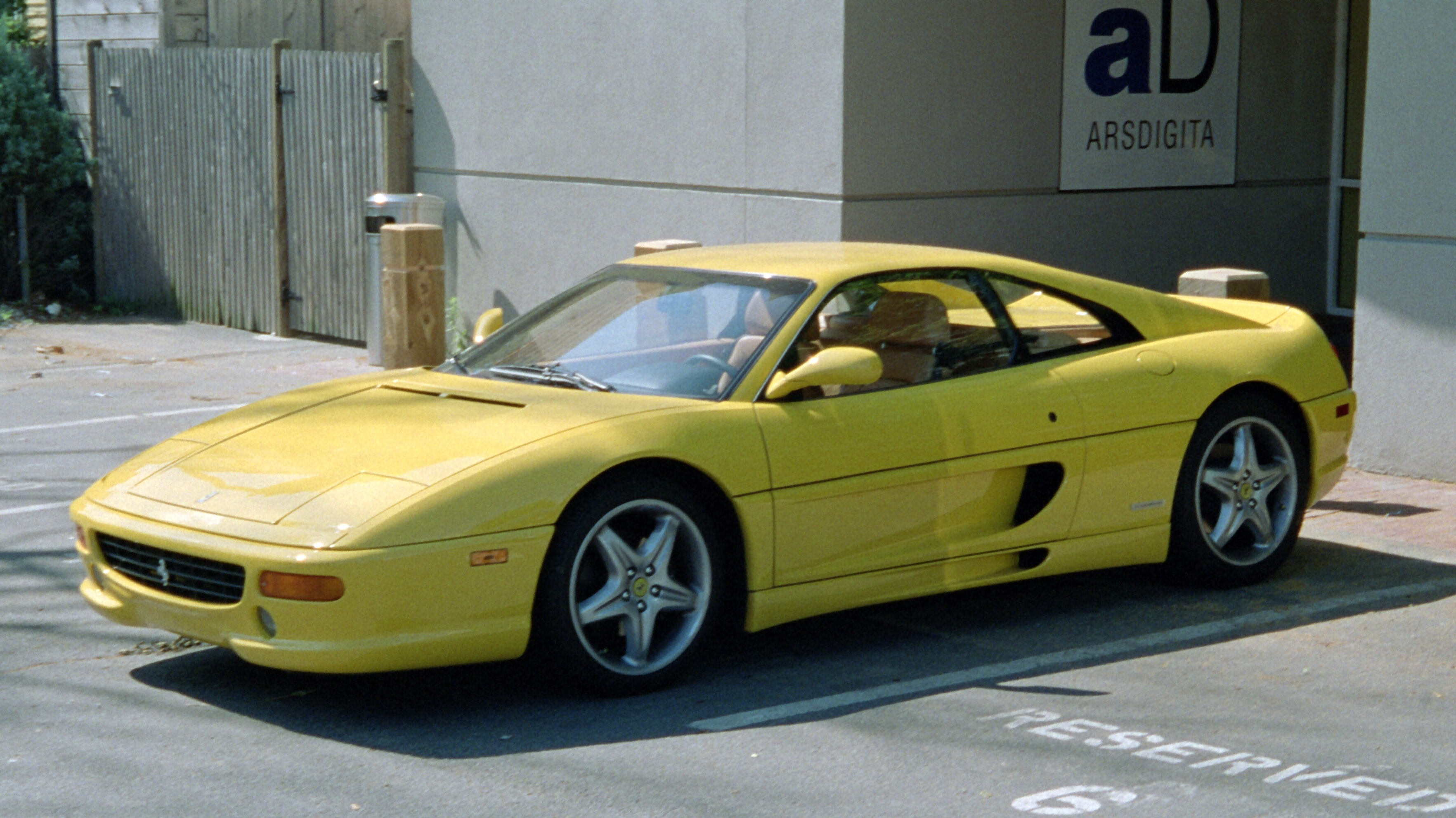
F355（1994年）

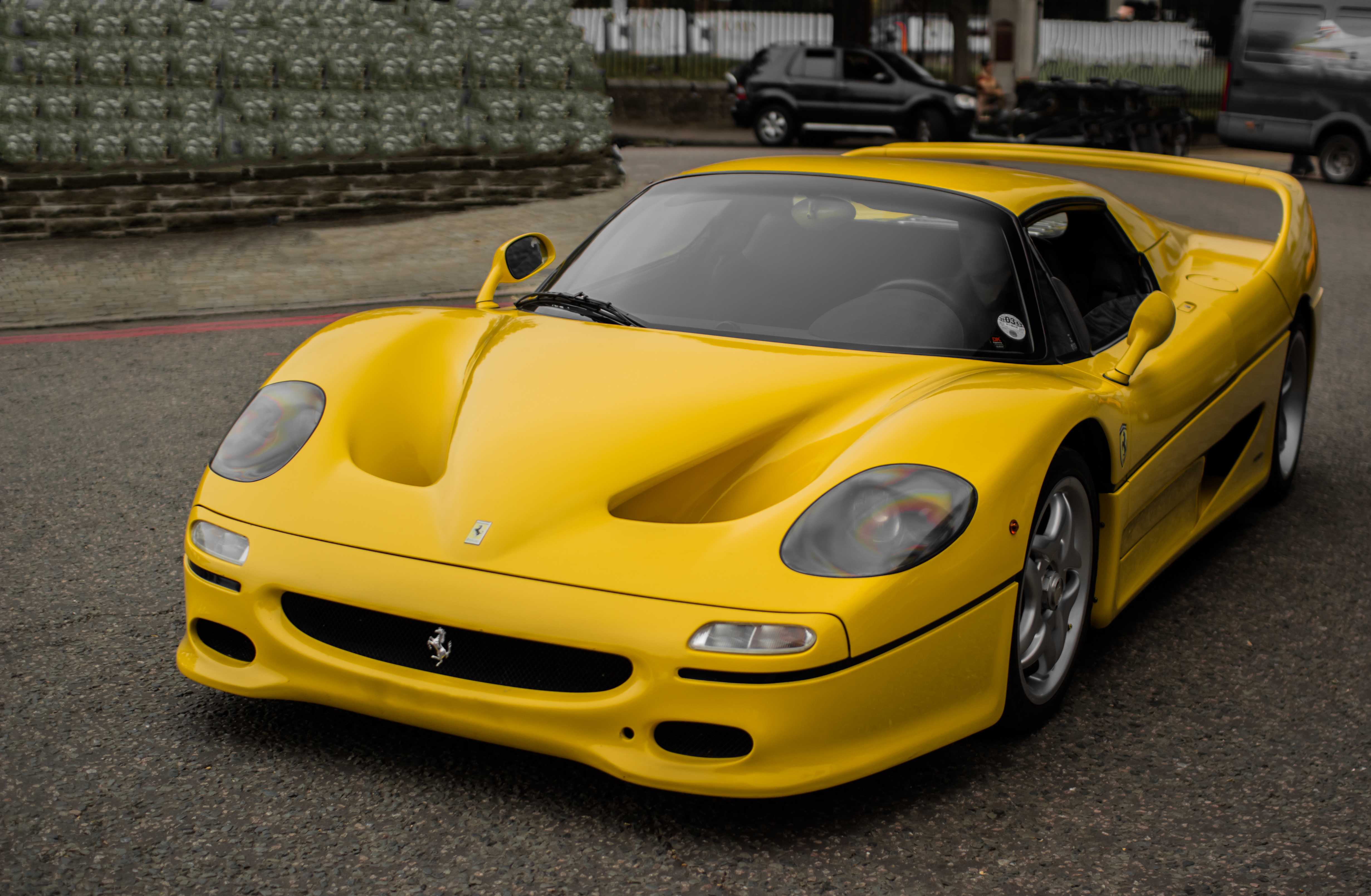
F50（1995年）

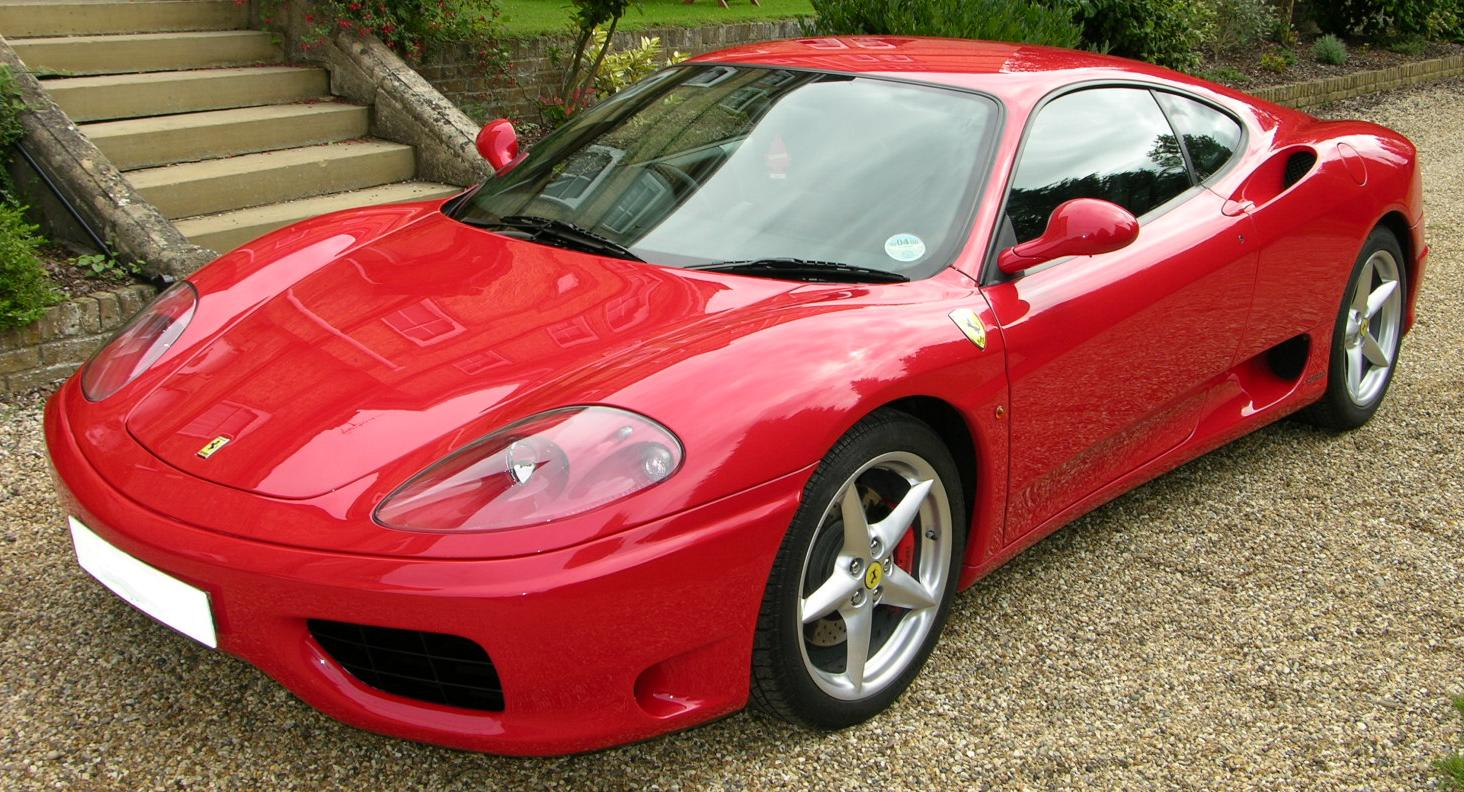
360モデナ（1999年）

この様な状況を解決すべく、エンツォの死後3年が経過した1991年11月にはジャンニ・アニエッリ会長の肝いりで、かつてエンツォの下でスクーデリア・フェラーリのマネージャーを務めたルカ・ディ・モンテゼーモロがフェラーリ社長に就任した。
モンテゼーモロは就任後ただちに市販車部門の品質と生産効率の向上に着手し、「412i」の生産中止以来途絶えていた2+2モデルの後継となる完全な新設計の「456GT」や、かねてからその品質の低さや剛性不足が指摘されていた「348tb/ts」の大幅改良版である「F355」。そして12気筒エンジンを搭載したフラッグシップモデルとして久々にフェラーリ伝統のフロントエンジンレイアウトに回帰した「550マラネロ」を、最初の5年間に次々と投入した。さらに1999年には空力を突き詰めたスタイリングやアルミを多用したボディなど、完全に新設計となった8気筒モデルの「360モデナ」を開発、市場に投入した。
これらの新型車は、劇的な品質の改善と新技術の導入による高性能化や故障の低減、内装の質感の向上、そして安全性の向上のみならず、セミAT「F1」やパワーステアリング、アンチロックブレーキやフルオートエアコンなどの安全装備や快適装備の積極的な投入、車内の手荷物スペースやトランクルームの容量の拡充などにより、運転初心者や女性、道路状況が劣悪な後進国など、これまでフェラーリに手を出すことのなかった新たなオーナー層の拡大に成功し、世界各国の市場においてこれまでにない好調な業績を上げた。
また1993年には、「348チャレンジ」によるワンメイクレース「フェラーリ・チャレンジ」が開始された。その後同シリーズは1994年から北アメリカ、2011年にはアジア太平洋、2019年にはイギリスで開催されるなど世界各国へと開催地を広げ、フェラーリのブランドイメージ向上と収益向上に貢献することになる。
新体制を率いて改革を成し遂げたモンテゼーモロはその手腕を買われ、ジャンニ・アニエッリ死後の2004年6月に、親会社のフィアット・グループの会長も兼任することになった。
モンテゼーモロは、フィアット・グループ会長就任後ただちにフェラーリの傘下にマセラティを加えて、マセラティにフェラーリのV型8気筒エンジンを搭載し、さらに製造工程においても一部の工程を統合させるなど、ブランドイメージの向上と生産における合理化を同時に行うことで、フィアット・グループに買収する以前から長年経営状況が安定しなかった同社を復活させ、さらにはゼネラルモーターズとの経営統合が破談になるなど苦境に陥ったフィアット・グループをも建てなおした。
スクーデリア・フェラーリの改革

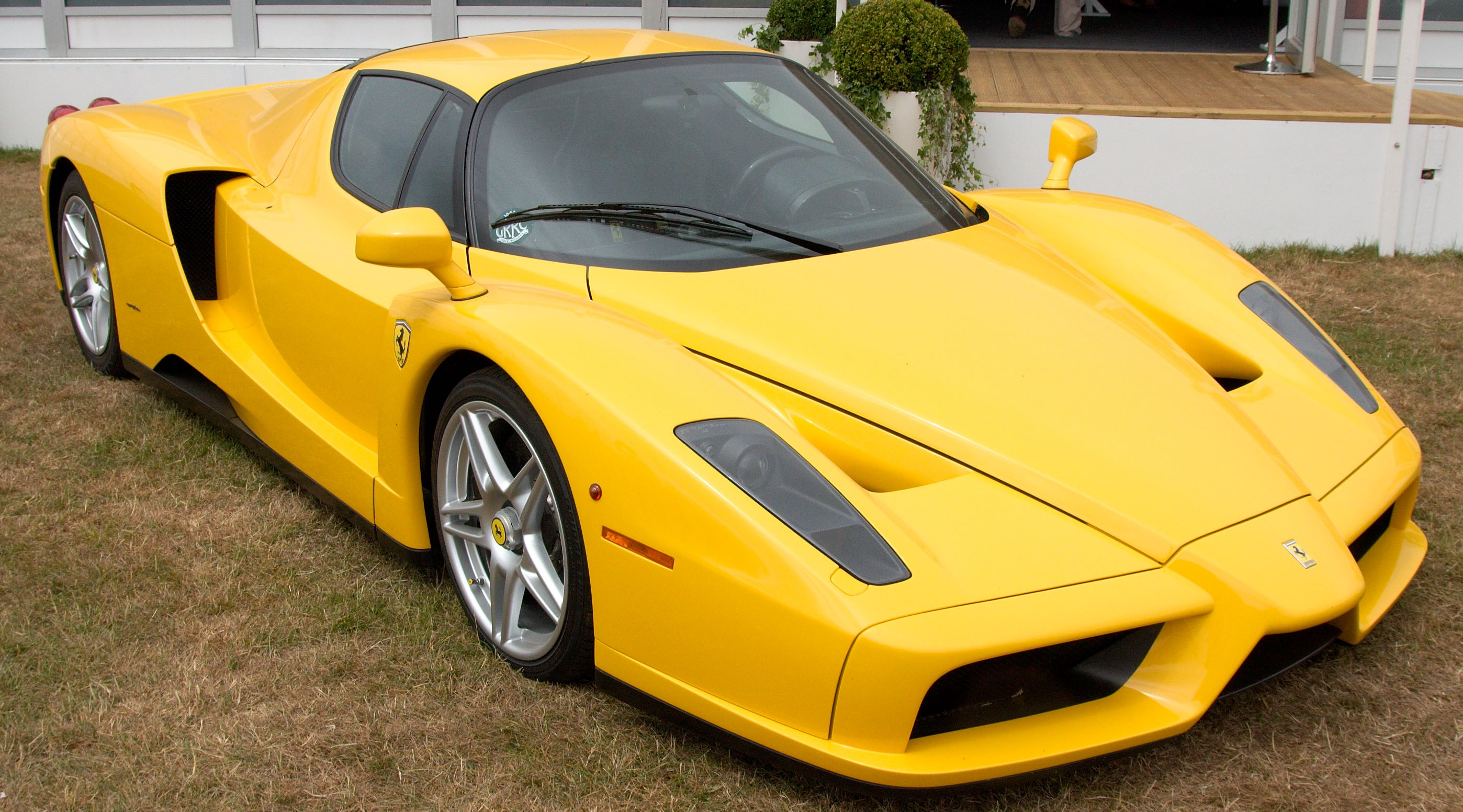
エンツォ（2004年）

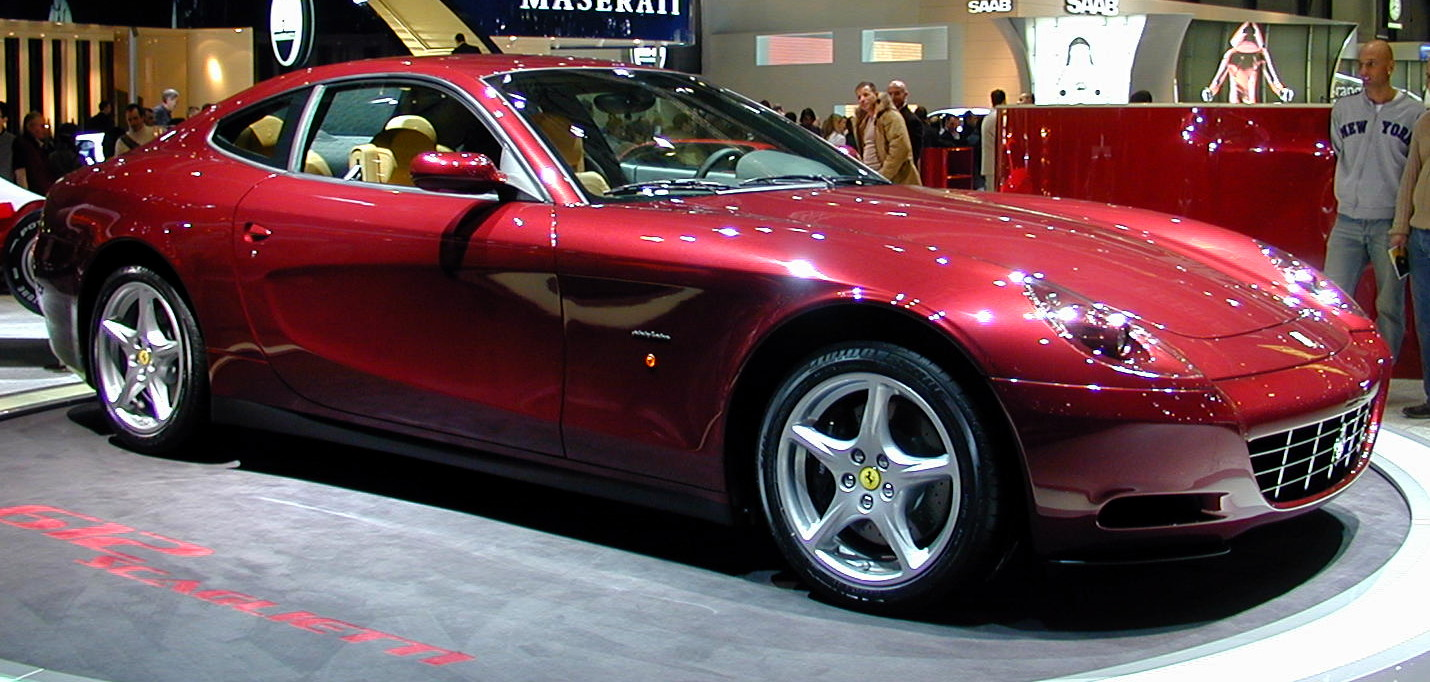
612スカリエッテイ（2004年）

さらにモンテゼーモロは、F1において長年チャンピオンの座から遠ざかっていた（コンストラクターズ選手権は1983年以降、ドライバーズ選手権はジョディー・シェクターが獲得した1979年以降）だけでなく、お家騒動が続き優勝すらおぼつかなくなっていたスクーデリア・フェラーリの改革も進めることになる。
新体制を敷いたスクーデリア・フェラーリは直ちに好成績を上げるには至らなかったものの、1992年からデザイナーのジョン・バーナードを呼び戻し、イギリスに新たなテクニカルオフィスであるフェラーリ・デザイン・アンド・デベロップメント（FDD）を設立した。またアドバイザーとしてニキ・ラウダを招聘するなど新たな試みを取り入れた。ラウダは1993年のインタビューで「F1に正しい方向性を与えるのはフェラーリ以外にありえない。だから平日でもマラネッロに行ったり、一生懸命やってるよ」「現役時代よりも今が一番フェラーリに深く関わってる。私は何か頼まれたら全力でそれを行う人間なんだよ」と話すなど、一丸となってチームの改革を進めた。
1994年以降にはマクラーレンから呼び戻したゲルハルト・ベルガーとジャン・アレジが勝利を挙げたほか、コンスタントに表彰台に立つなど成績が向上した。改革が進んだ1999年には16年ぶりのコンストラクターズ・チャンピオンを獲得し、2000年には、1996年からフェラーリに移籍したミハエル・シューマッハが21年ぶりのドライバーズ・チャンピオンを獲得し、それは2004年まで連続して続いた。
さらにエディ・アーバインやルーベンス・バリチェロ、ミカ・サロなどの経験豊富なドライバーと、クラウディオ・ロンバルディ監督の後任に就いたジャン・トッドやロリー・バーン、後藤治やロス・ブラウンなどの国籍にこだわらないメンバーが開発に関わった戦闘力の高いマシンを投入し、2000年代前半にはコンストラクターズ部門とドライバーズ部門の両方で複数年連続でタイトルを奪取するなど、再び絶頂期を迎えることとなった。
好調な収益

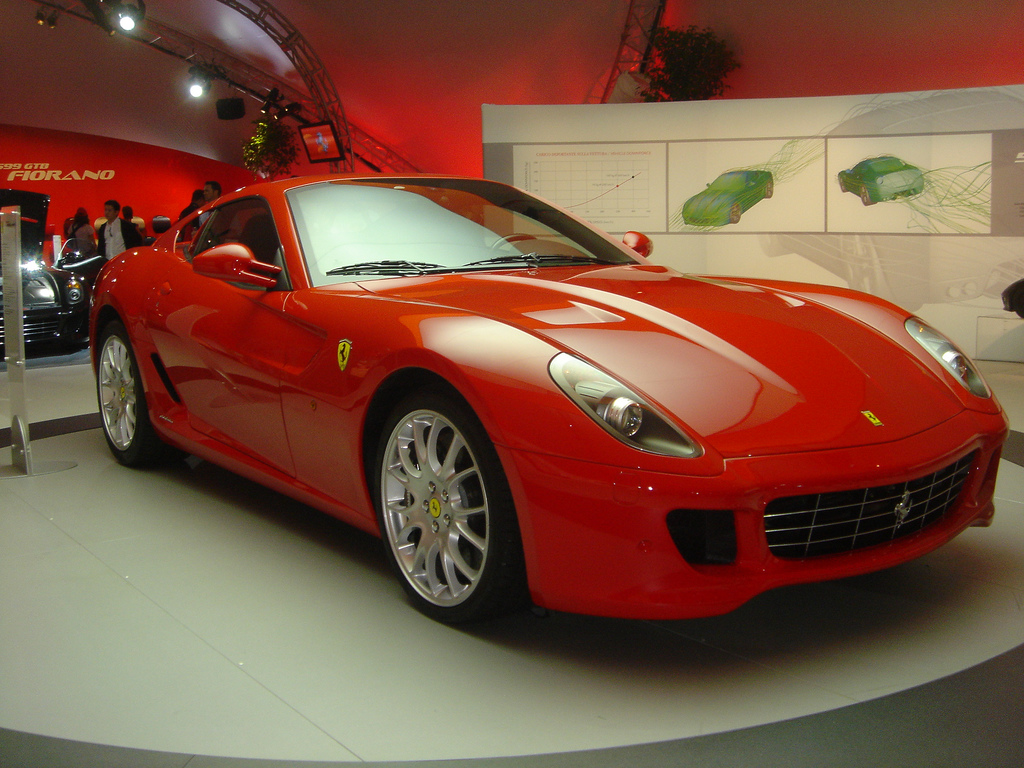
599GTB（2006年）

名作とされる「360モデナ」をリデザインし、エンジンもパワーアップした「F430」や、新たなデザインの「599フィオラノ」、そしてピニンファリーナのデザイナーの奥山清行がデザインした「612スカリエッテイ」や限定車「エンツォ」などが好評を博す中、2007年には設立60周年を迎えた。
同年のF1では、コンストラクターズ・チャンピオンを獲得するとともに、キミ・ライコネンがドライバーズ・チャンピオンを獲得した。2008年には初のクーペカブリオレで、2+2シートと実用的なトランクを装備した「カリフォルニア」を発売したほか、同年には、フェラーリにとって伝統的な主力市場である日本にスエズ運河より東で初の現地法人を立ち上げるなど、積極的な経営戦略を実施した。
その甲斐もあり、世界金融危機（リーマン・ショック）後に世界経済が低迷し、親会社のフィアットが他社（ゼネラルモーターズ）との資本提携を模索した他、いくつかの自動車メーカーが破産や事業停止を余儀なくされた中でも、ヨーロッパ諸国や日本、アメリカや中東などの主要市場で好調な販売実績を維持した上に、中華人民共和国やインド、ロシアなどの新興国において積極的な事業展開を進めた結果、好調な業績を維持し続けた。
ブランディング向上

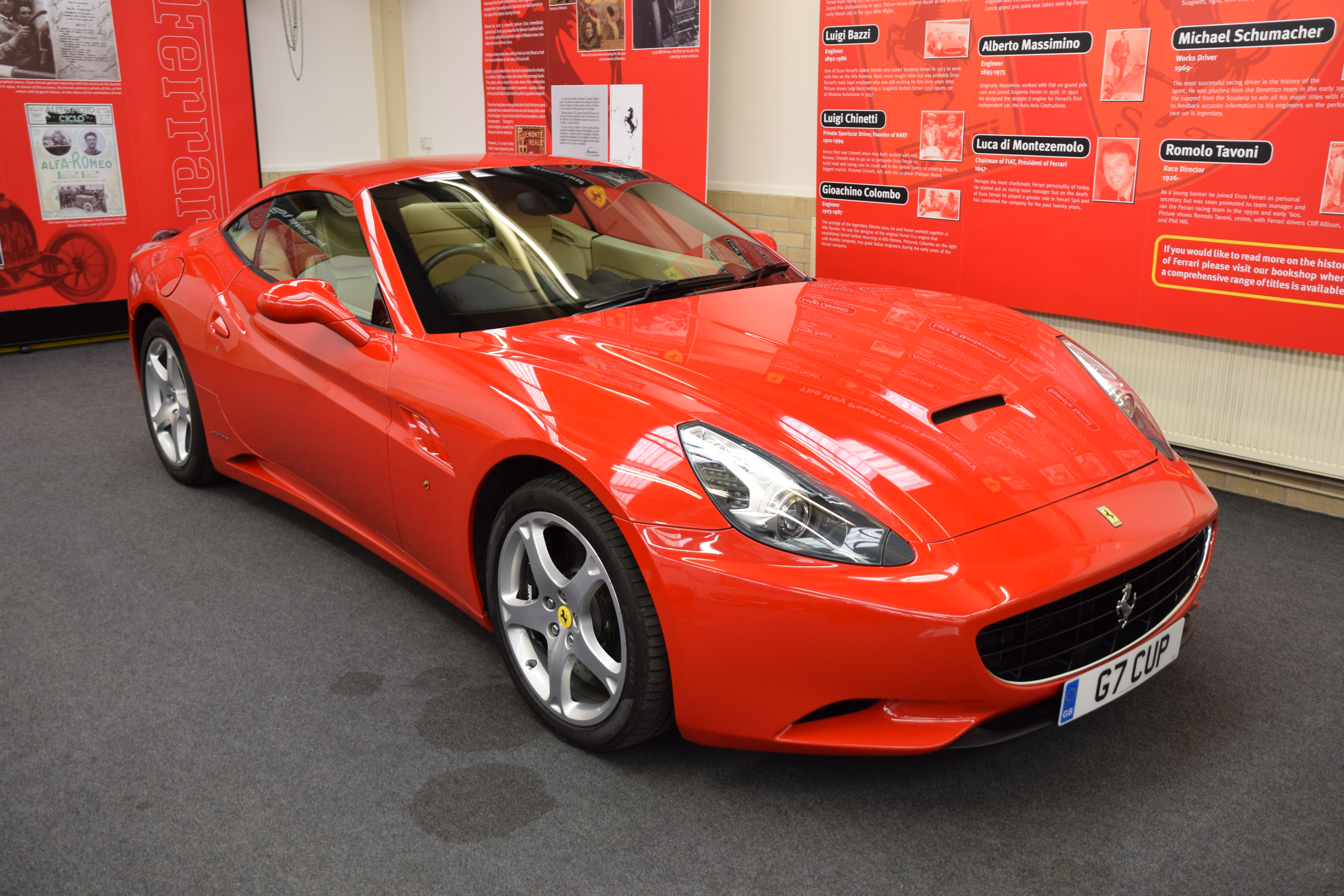
カリフォルニア（2008年）

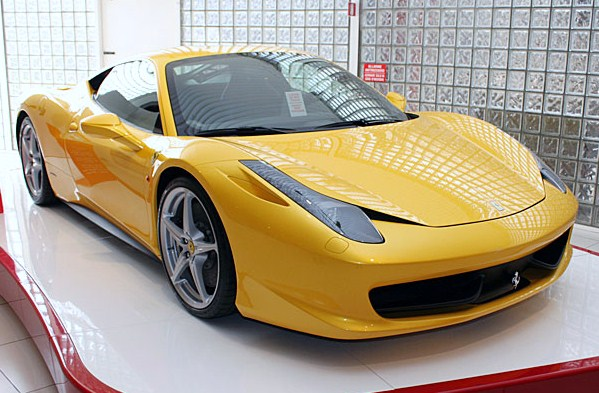
458イタリア（2009年）

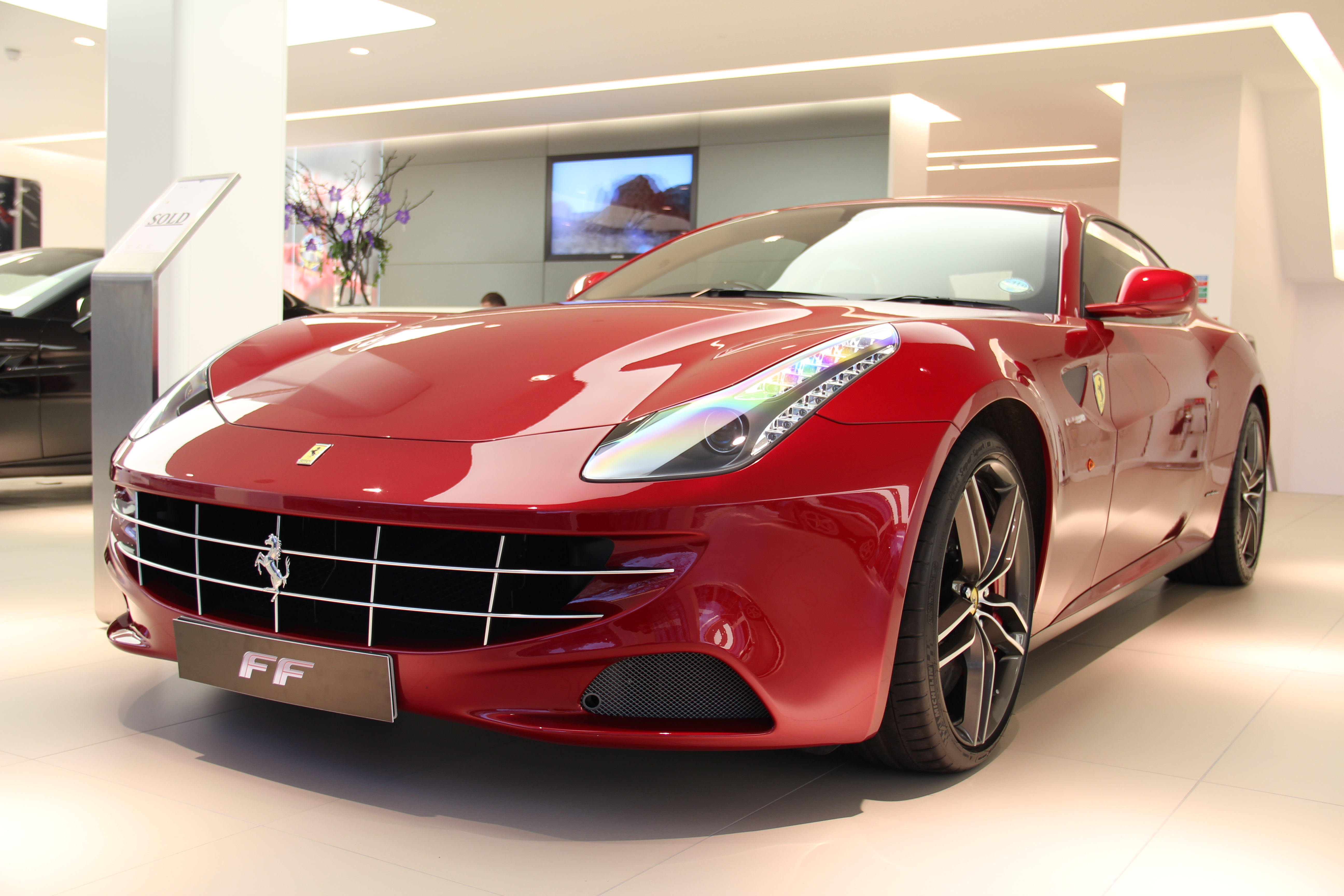
FF（2011年）

エンツォ同様、モンテゼーモロが顧客の間に飢餓感をあおり、希少性を維持するために年間生産台数を抑制する政策を取ったため、そのような中でも高収益を維持すべく、2000年代後半から2010年代にかけては、中古のF1マシンの販売とメンテナンスを行う「F1クリエンティ」や、「FXX」や「599XX」等の台数限定のサーキット走行専用モデルの開発と販売、メンテナンスを行う「XXプログラム」を開設した。
さらに注文主の求めに応じて世界に一台しかない特注車を製作する「ワンオフ/フオリセーリエ（Fuoriserie）」の製造再開、製造から20年以上経過したモデルのレストア及び承認プログラムである「フェラーリ・クラシケ」の設立など、高い技術とノウハウ、そして歴史と高い名声を生かして顧客の様々な要求に答える上に、高い収益性を持つ様々なプログラムを提供している。
同時期には、フェラーリの世界的に高い知名度と人気を生かしたブランド（ライセンス）ビジネスも好調に推移し、専門部署を設立するなど商標管理を徹底した上に、衣類やミニカーのみならず、携帯電話やノートブックPC、さらにはセグウェイに至るまで、様々なジャンルの企業と提携を進めた結果、2010年代には収益の3割を占めるほどに成長した。
環境対策

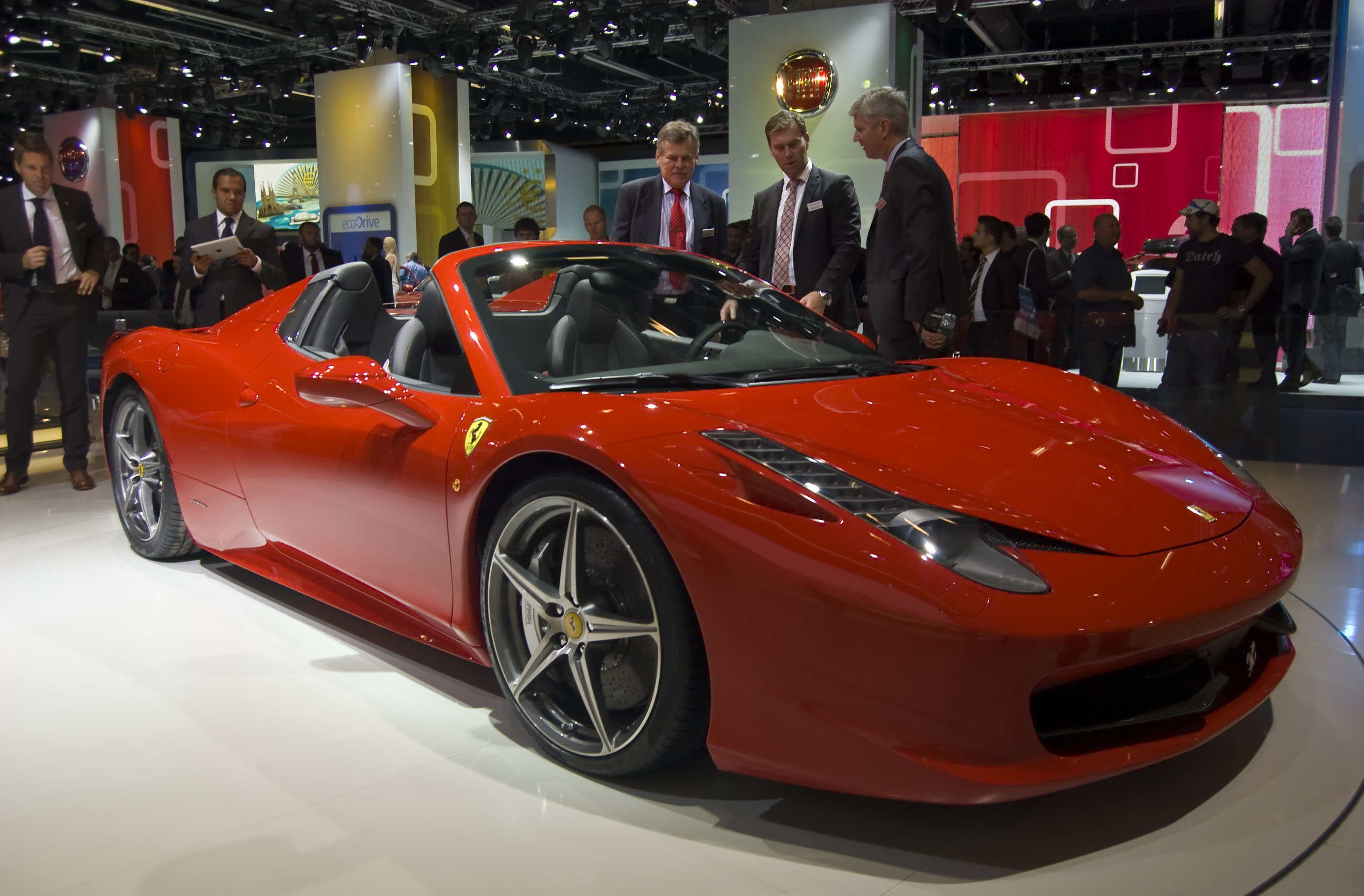
458スパイダー（2011年）

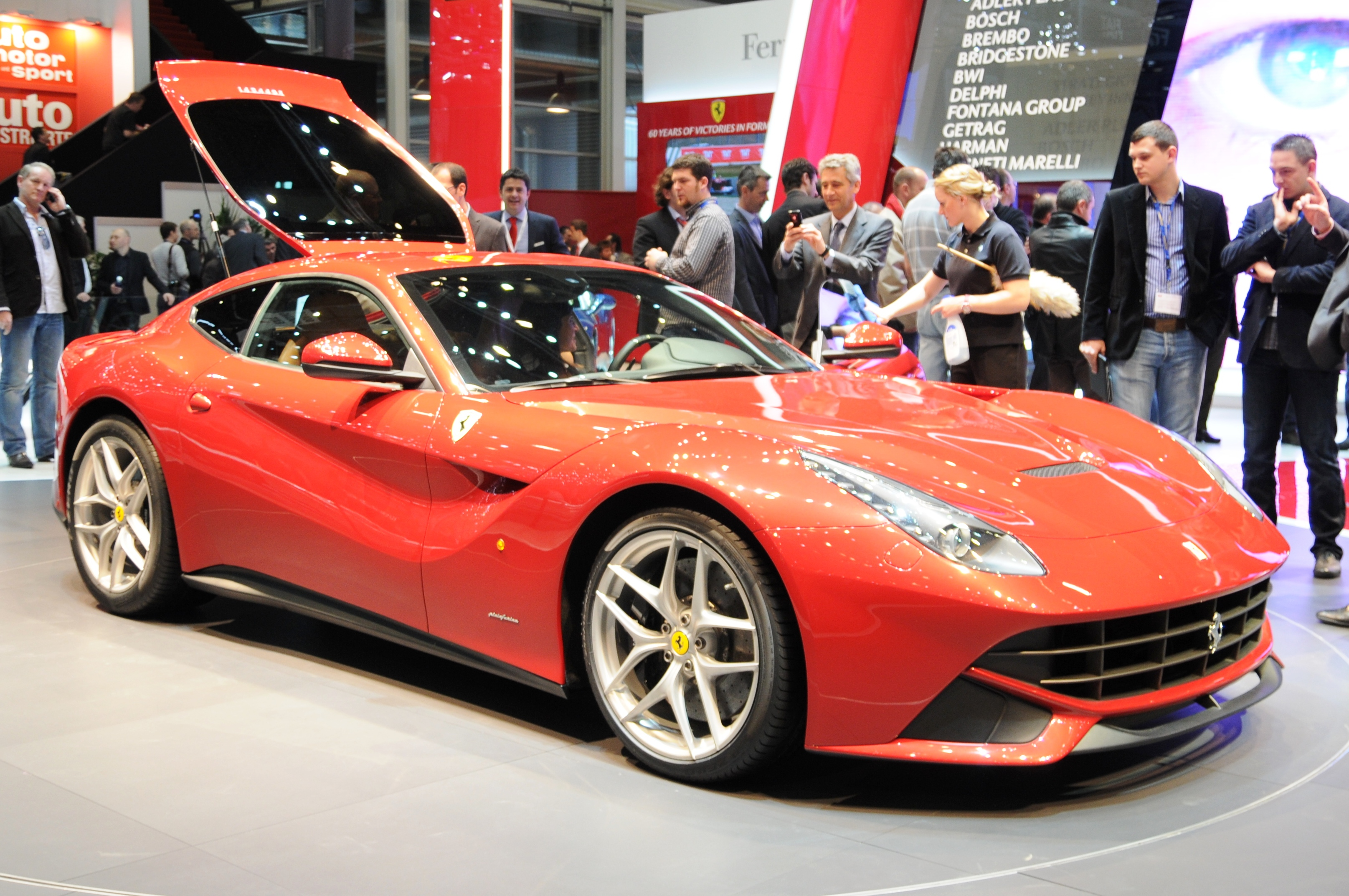
F12（2012年）

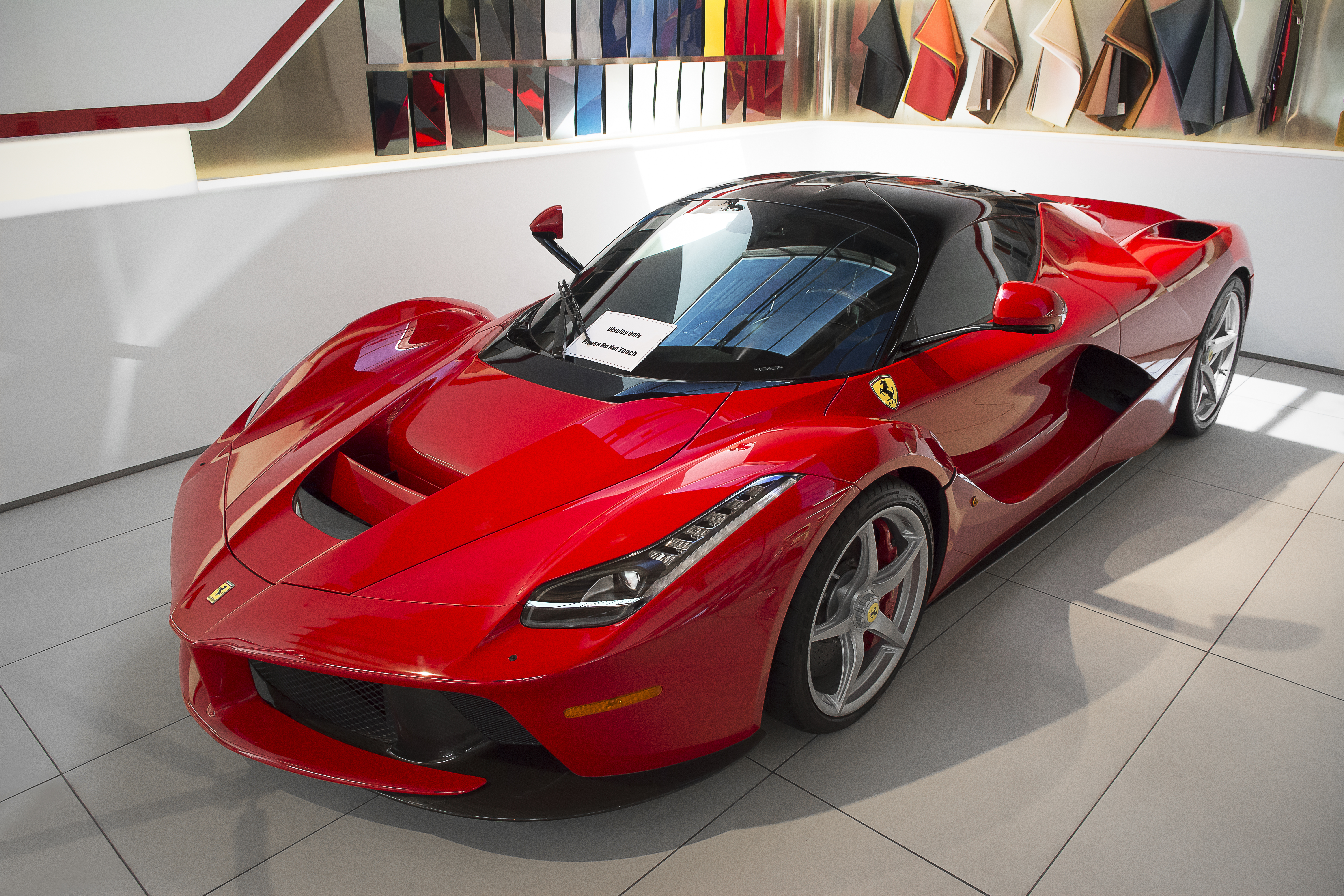
ラ・フェラーリ（2013年）

2000年代中盤以降は、ヨーロッパの自動車メーカーに与えられた市販車の二酸化炭素排出規制などに対する環境対策に本格的に力を入れ始めており、2009年にはフェラーリ初のV型8気筒直噴エンジンを搭載した「458イタリア」の販売を開始したほか、2010年1月にはマニエッティ・マレリと共同開発したフェラーリ初のハイブリッド機能「HY-KERSシステム」を搭載した試作車である「599 HY-KERS」を公開した。
同年には、フェラーリ初のアイドリングストップ機能や燃料ポンプ、電動エアコンの圧縮制御などのパフォーマンスを維持しつつ環境負荷を減らすシステム「HELE」を搭載した「カリフォルニアHELE」を発表した。高性能と低燃費の両立を目的にした「HELE」（ヘレ、「High Emotion Low Emission」の略である）システムは、「458イタリア」や、2011年に発表された、フェラーリ初の4輪駆動システムを持つ V型12気筒直噴エンジン搭載の4座シューティングブレーク「FF」（フェラーリ・フォー）や、2012年に発表された当時のトップモデルの「F12ベルリネッタ」にも搭載されている。さらにフェラーリ本社と日本法人とのやり取りの結果、環境対策に特に関心の高い日本市場においては、同システムは全ての市販車種に標準装備された。
2013年には、「HY-KERS」システムを搭載したフェラーリ初の市販ハイブリッドカーである「ラ フェラーリ」を、2014年にはヤス・マリーナ・サーキットで開催された「フィナーリ・モンディアーリ」において、「ラ フェラーリ」をベースにしたサーキット走行専用モデルの「FXX K」を発売した。なお「ラ フェラーリ」発売当時にモンテゼーモロ会長は、今後のハイブリッドモデルのラインナップ拡充に含みを持たせたが、「完全な電気自動車を発売する事は考えていない」とコメントした。
しかし、ヨーロッパにおける規制強化などから市販車の二酸化炭素排出規制などに対する対策は急務とされ、2014年に発表された「カリフォルニアT」と、2015年に発表された「488GTB」では、さらなる高性能と低燃費の両立を目的にしてV8エンジンのターボ化が行われた。なお、フェラーリにおいてターボエンジン搭載の市販車が発売されるのは、1990年代初頭にF40が生産中止になって以降20数年ぶりの事である。
また今後のモデルの登場についても、社内でモンテゼーモロによるアナウンスがあり、5年に1回のビッグマイナーチェンジと、10年に1回のモデルチェンジを基本に、限定モデルやスパイダーを投入することで、1年に2-3の新モデルを投入していくことを表明した。だがそのアナウンスも、例えば看板車種の「458イタリア」（2009年発売）が、「488GTB」（2015年発売）を経て「F8トリブート」（2019年発売）までベースモデルとして10年以上も経過しているなど、この発表は次の件により微妙となった。
モンテゼーモロ退任

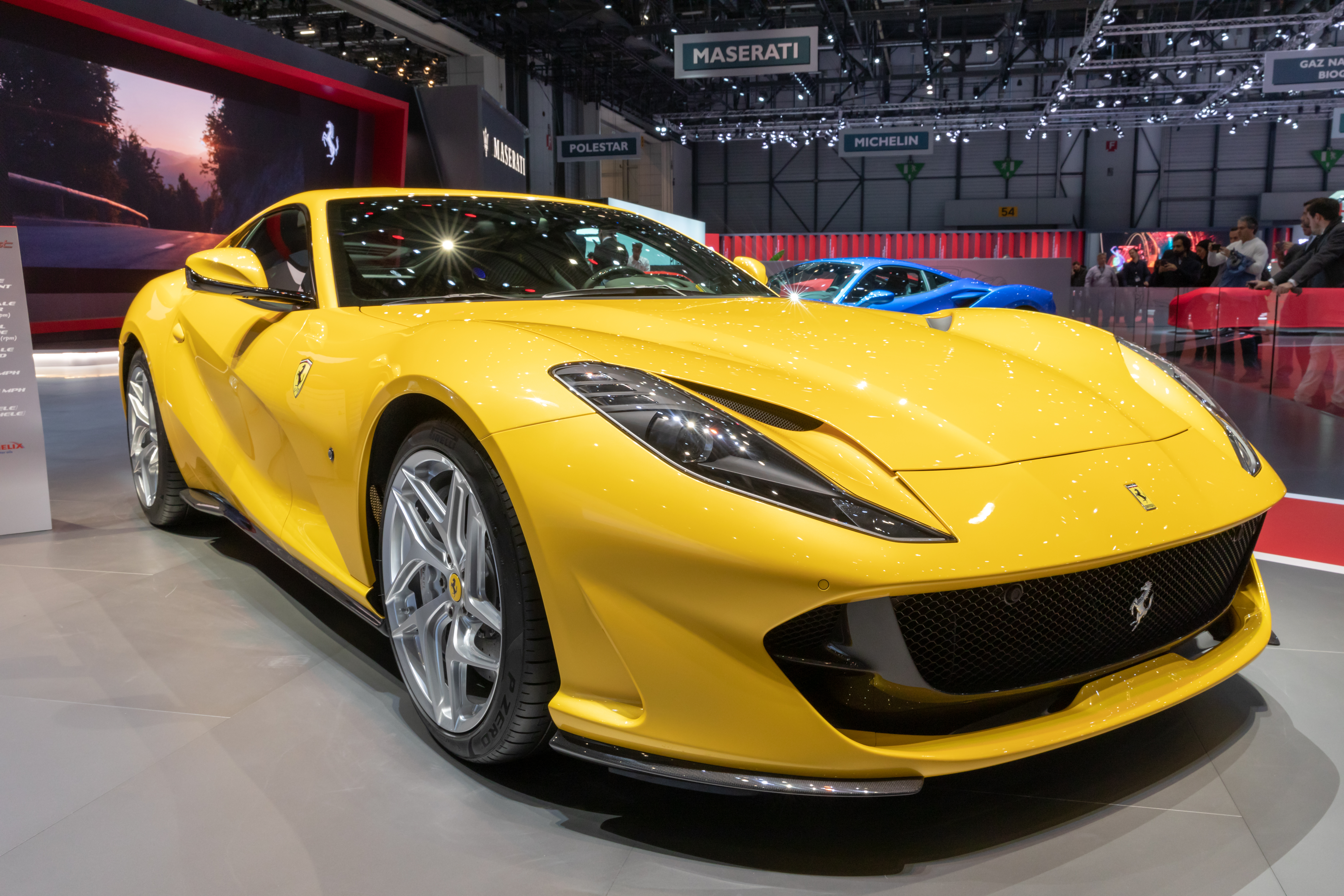
812スーパーファスト（2017年）

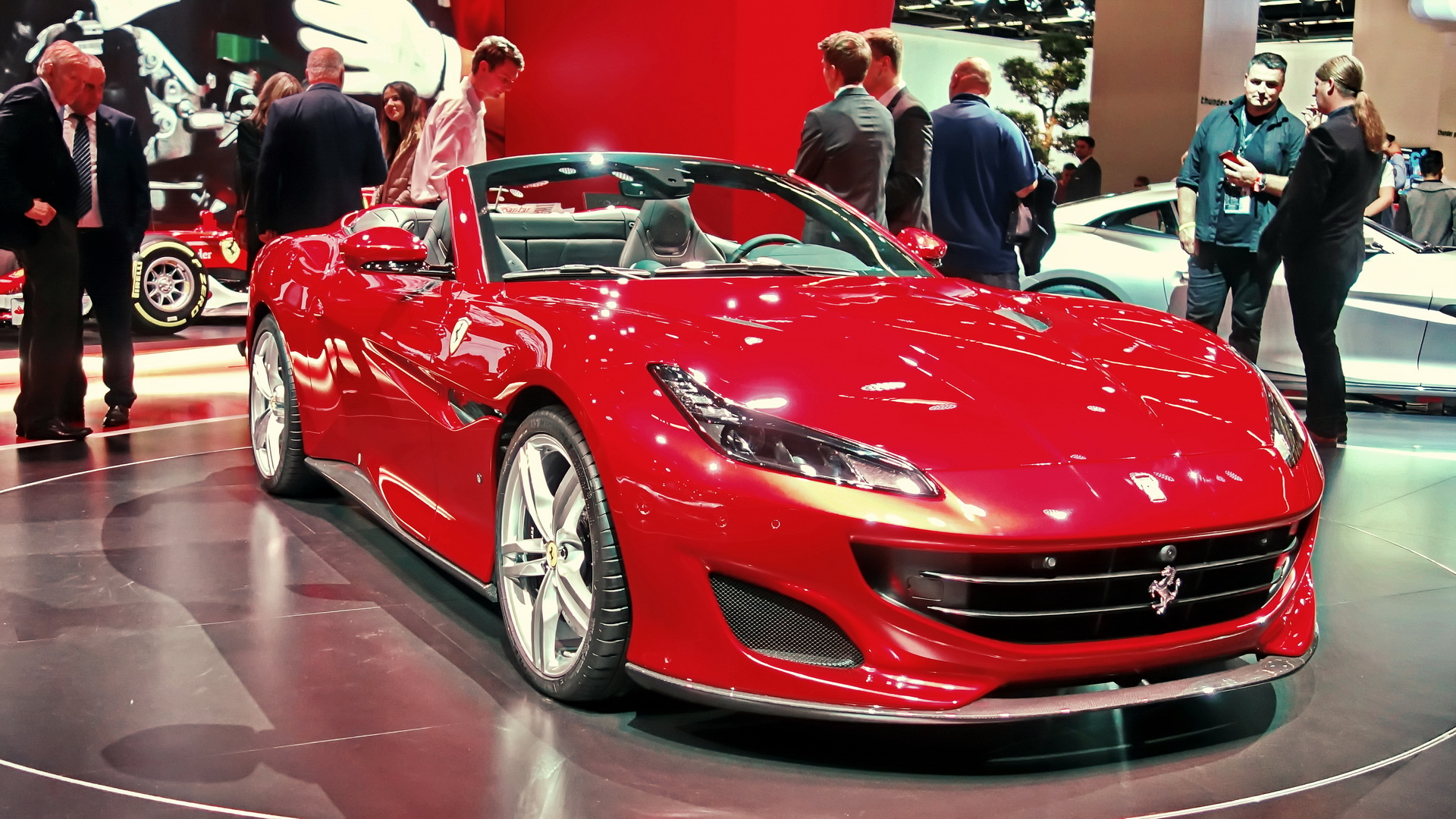
ポルトフィーノ（2017年）

金融危機終息後の世界的な好景気を背景に、全世界での販売が好調を続ける中でも2010年代に入って以降はF1では低迷が続き、コンストラーズ・チャンピオンを獲得できない年が続いたことで、1991年より長年フェラーリを率いてきたモンテゼーモロ会長の指導力を問う論調がイタリアのメディアを中心にささやかれた。
さらに、ニューヨーク証券取引所上場とその後の経営戦略、さらにフェラーリ会長を務めながら、トッズやポルトローナ・フラウなどのフェラーリとの取引がある複数の企業、さらにはフェラーリの本業とは全く関係のない、むしろ利益が相反するともいえるヌオーヴォ・トラスポルト・ヴィアッジャトーリに投資し、経営陣に名を連ねていることなどを巡って、モンテゼーモロ会長と、エンツォの息子でフェラーリの副会長のピエロ・フェラーリや、フィアット・クライスラー・オートモービルズ (FCA) の最高経営責任者となったセルジオ・マルキオンネとの間の確執が、2013年頃からイタリアのメディアを中心に伝えられた。
2014年9月には、F1イタリアグランプリの開幕直前にイタリアのメディアを中心にモンテゼーモロの退任が噂されたものの、F1の現地を訪れた本人はこれを否定した。しかし同月に、モンテゼーモロの退任が発表された。11月に退任した後はマルキオンネがフェラーリ会長を兼務することとなった。
上場と再独立
2015年10月21日にはマルキオンネやピエロ・フェラーリ、ジョン・エルカーンやアメデオ・フェリーザら経営陣の立会いの下でニューヨーク証券取引所に上場した。取引の際に使われる証券コードは「RACE」を採用している。
なお、上場により収益の継続的向上を迫られたことから、デザインを1950年代以来委託してきたピニンファリーナから社内のデザインセンターに一本化するなど内製率を向上させるほか、売り上げの現金回収の速さが世界的に早まったほか、これまではあえて抑制していた生産台数の増加を検討し、併せて納車待ちリストの短縮を図るなど、これまでは手を付けなかった新たな経営戦略を検討、導入することになった。
2016年1月3日に、FCAはフェラーリの同グループからの離脱独立の手続きが完了したと発表するとともに、登記上の本社をイタリアからオランダのアムステルダムに移した。
これでフェラーリは再び独立した会社となったが、その後もエクソールが大株主でアニェッリ家が経営に影響力を持ち続けることには変わりはなく、FCAから送り込まれた者がフェラーリ会長を兼務することや、マセラティやアルファロメオのエンジンの委託生産が本社工場で引き続き行われるなど、FCAの影響を大きく受ける子会社的存在であることは変わらないとされた。
創立70周年
2017年に会社創立70周年を迎え、マラネッロ本社とフィオラノや主力市場の日本、イギリス、アメリカ、そしてオーストラリアやシンガポール、香港をはじめとする各国で70周年記念イベントが開催されたほか、現行生産車種の創立70周年記念バージョンが350台の台数限定で発売された。なおモンテゼーモロ時代から15年以上フェラーリエンジンを搭載していたマセラティが、次のモデルよりフェラーリエンジンの搭載を中止することを発表した。
2018年7月にマルキオンネ会長が肩の手術を受けたものの、その後容態が急転し死去した。これを受けてジョン・エルカンが会長に、ルイス・キャリー・カミレッリがCEOに就くことが急遽発表された。しかしそのカミレッリは、2020年11月に世界的に大流行した新型コロナウイルスにかかり（それが理由ではないとされるが）、12月にはわずか2年でCEOを退任することになった。
同年には限定生産車「モンツァSP1/SP2」の発表に際して「Icona（イコーナ）」と呼ばれる、「ヘリテージ」「時を超えたエレガンス」などをテーマとした新たなデザインコンセプトを発表、翌年2019年には「ローマ」を発表、こちらはGTモデルの系譜であり、新規顧客層の獲得を視野に入れた。これらはいずれも、「伝統」「品格」「優雅」という明確なコンセプトの提示、1950年代から1960年代のフェラーリ・グランツーリスモを彷彿とさせ、且つ現代的意匠も取り入れられたクラシカルでシンプルなデザイン、控えめなコンセプトカラーなど、今後の新たな路線への開拓（ある意味では原点回帰とも言える）を示唆した。
2021年には、「ディーノ」ブランド以外の市販フェラーリとして初のV型6気筒エンジン（ハイブリッド）搭載の「296GTB」が発売された。なお、「296」はフェラーリ・チャレンジとGT選手権のベースモデルとなる予定である。2022年には、同じく市販フェラーリとしては初となるSUV「プロサングエ」を発表した。ただし、フェラーリは「SUVは作らない」と明言していることから、SUVとは呼称せずに「4ドアスポーツカー」として位置付けた。プロサングエのデザインは「ローマ」にインスパイアされた新しいデザインコンセプトに基づいている。
現在
市販車部門やモータースポーツ部門、ブランドライセンスによる収益は好調である。一方、2020年にもダブルチャンピオン獲得が期待されたスクーデリア・フェラーリは、セバスチャン・ベッテルという経験豊富な元チャンピオンと、ドライバーアカデミー生え抜きのシャルル・ルクレールを抱えているものの、モンテゼーモロ時代の2008年以降、10年以上コンストラクターズチャンピオンが獲得できない状態が続いている。

## 市販車

### 現行車種一覧
| エクステリア | シリーズ名                      | ボディ形状                      | バリエーション                                                                                  | エンジン | 概要                                                                                            |
| ------------ | ------------------------------- | ------------------------------- | ----------------------------------------------------------------------------------------------- | -------- | ----------------------------------------------------------------------------------------------- |
|              | SF90 ストラダーレ SF90 Stradale | 2ドア クーペ                    | SF90ストラダーレ SF90ストラダーレ スパイダー SF90 XXストラダーレ SF90 XXストラダーレ スパイダー | 4.0L V8  | フェラーリ初の市販PHEVロードカー。2019年発表。                                                  |
|              | 296 GTB / 296 GTS               | 2ドア クーペ 2ドア オープンカー | 296 GTB 296 GTS                                                                                 | 3.0L V6  | プラグインハイブリッドモデル。2021年発表。                                                      |
|              | 12チリンドリ 12Cilindri         | 2ドア クーペ 2ドア オープンカー | 12チリンドリ                                                                                    | 6.5L V12 | フェラーリにおける旗艦モデル。現行モデルは2022年10月に発表された2代目。                         |
|              | プロサングエ Purosangue         | 5ドア SUV                       | プロサングエ                                                                                    | 6.5L V12 | フェラーリ初のSUV。2022年発表。フェラーリではSUVとは呼称せずに「4ドアスポーツカー」としている。 |
|              | アマルフィ Amalfi               | 2ドア クーペ                    |                                                                                                 |          | ローマの後継車種。                                                                              |
|              | ローマ スパイダー Roma Spider   | 2ドア オープンカー              | ローマ スパイダー                                                                               | 3.9L V8  | ローマのオープントップバージョン。2023年発表。                                                  |

### 純正オプション
フェラーリ・アトリエ・プログラム
全車種ともにフェラーリ純正パーツやアクセサリーを選択できるのみならず、「フェラーリ・アトリエ・プログラム（旧・カロッツェリア・ スカリエッティ・プログラム）」と呼ばれるオプション・プログラムにより用意された数多くの内装色や外装色、内装の素材などを、好みの通りに組み合わせることができる（追加料金が必要）。
なお、「フェラーリ・アトリエ・プログラム」に対応した専用施設として、マラネッロの本社や正規販売代理店のショールーム内に「フェラーリ・アトリエ」が設置されている。
テーラーメイド・プログラム

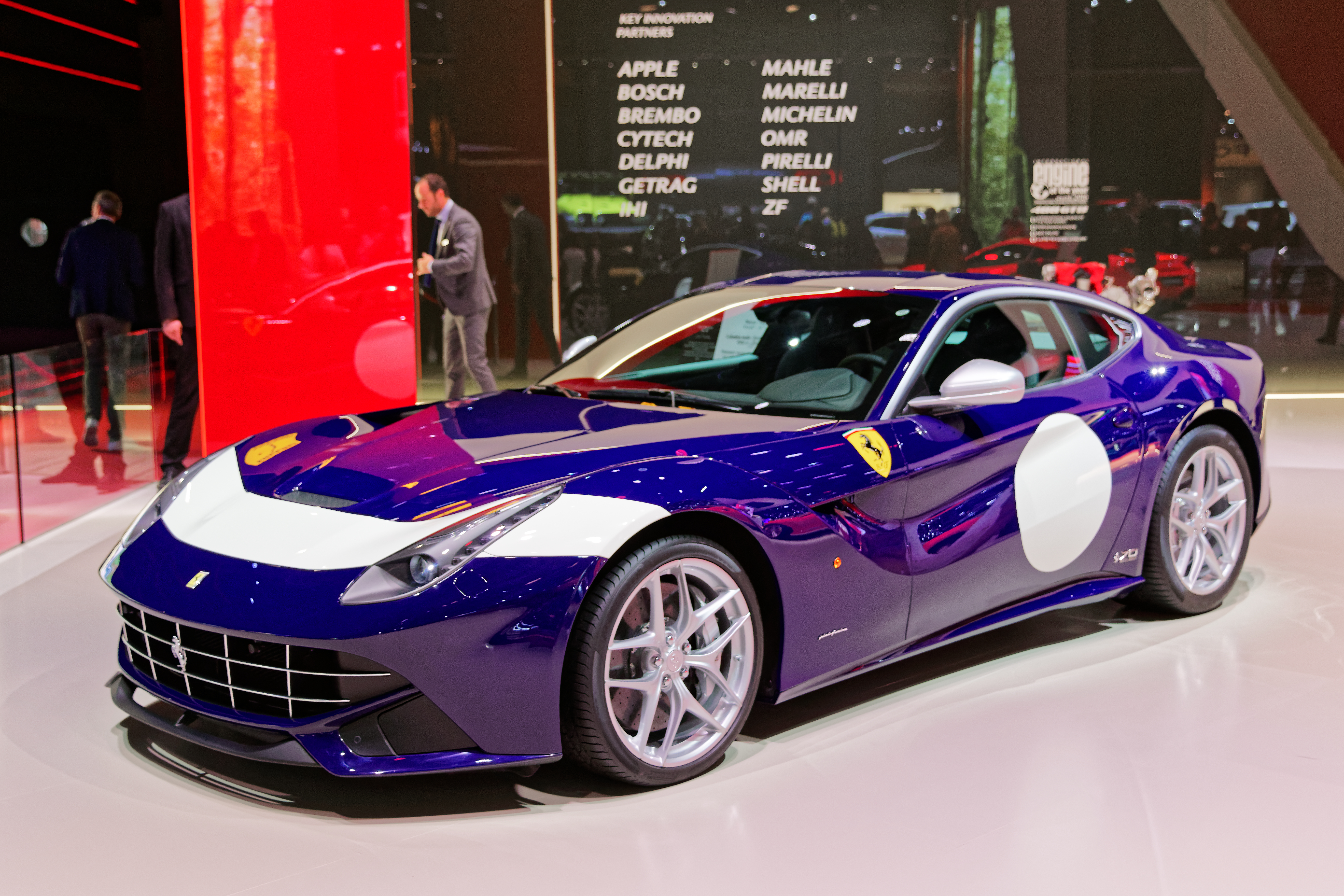
「テーラーメイド」プログラムで仕上げられた70年記念仕様のF12ベルリネッタ

さらに「スクーデリア」、「クラシカ」、「インエディタ」の3つのスタイルを基本とし、「カロッツェリア・ スカリエッティ・プログラム」によって用意された内外装の仕様以外の好みのものを自由に選ぶことができる「テーラーメイド・プログラム」が2012年より導入された。なおこのプログラムは、ジャンニ・アニェッリの孫で元フィアットの国際マーケティング部長のラポ・エルカンが主導し導入された。
通常のオプションでは用意されていないようなデニム織りやカシミア織りの生地にした内装や、ニキ・ラウダ時代のスクーデリア・フェラーリのF1マシンや「250GTO」からインスピレーションを受けた内外装など、まさに自分の意のままの内外装に仕立て上げることができる。
なお導入以降人気が高いため、1ディーラー当たり年間3件以内の扱いしか出来ない上、顧客は原則的にイタリア本社のテーラーメイド・プログラムの本拠地を訪問しないといけないという規定がある。

### 限定生産モデル

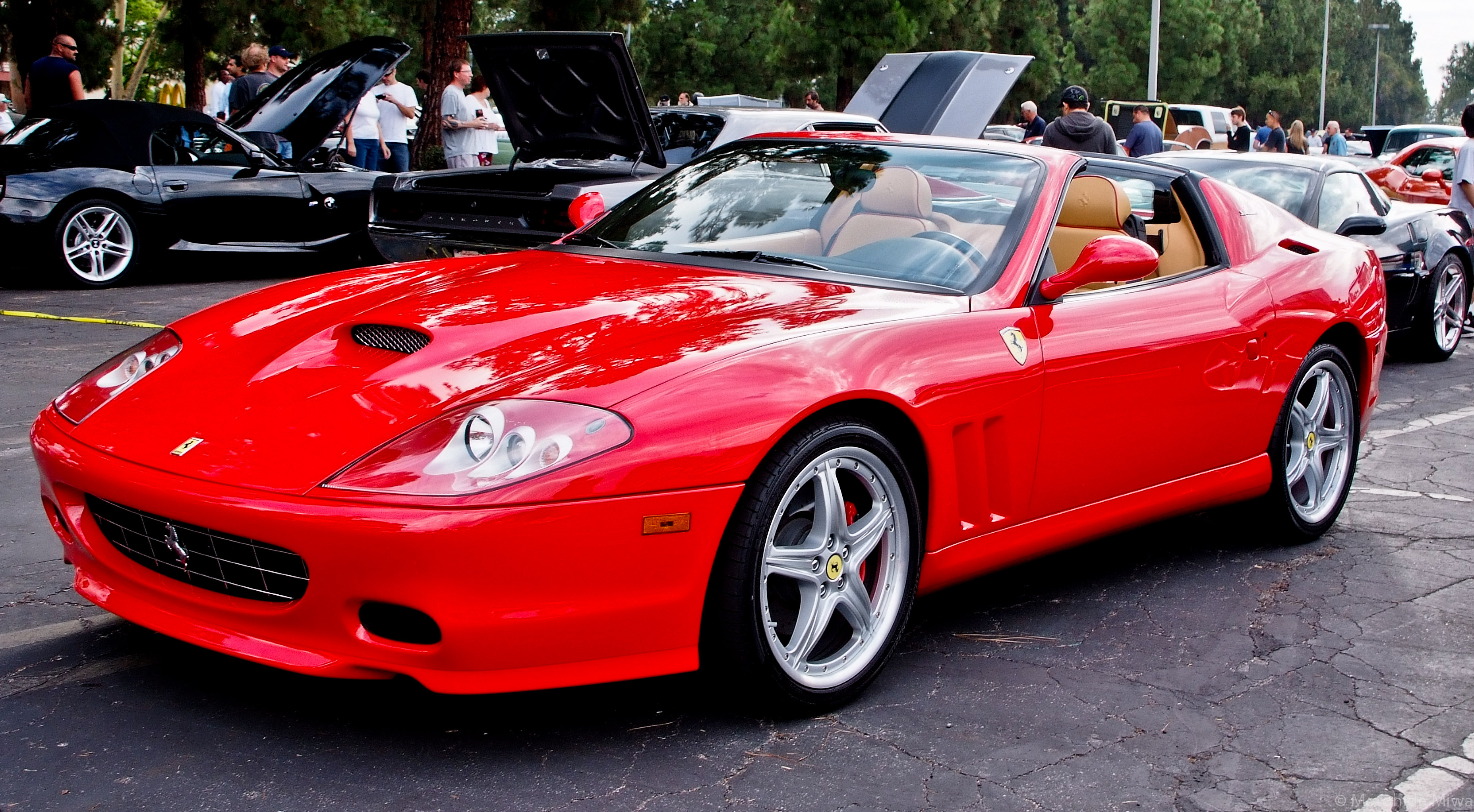
575スーパーアメリカ（2004年）

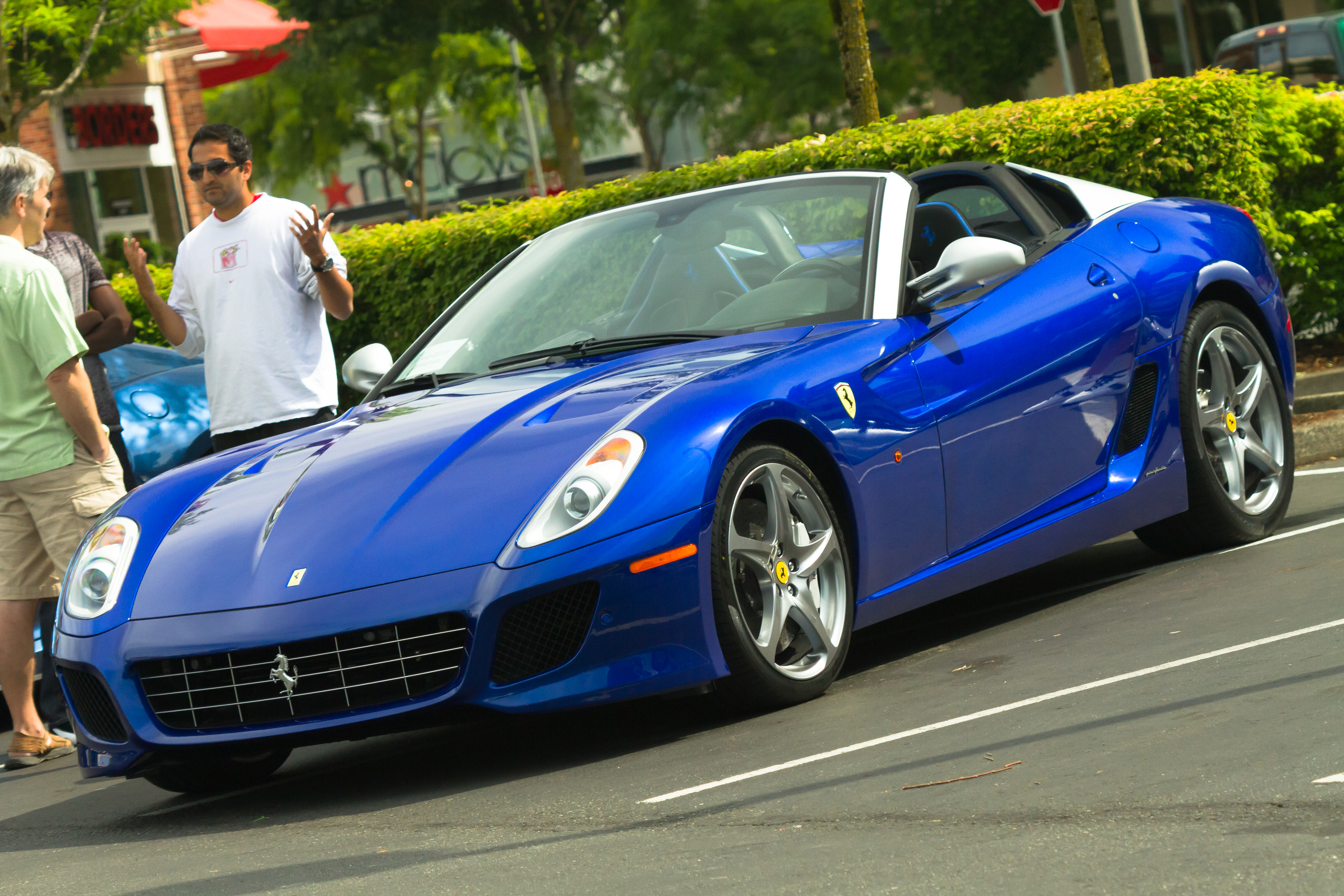
SAアペルタ（2010年）

2000年代以降に生産台数が年間数千台になってからも、「550バルケッタ・ピニンファリーナ」（2000年）や「575スーパーアメリカ」（2004年）、「スクーデリア・スパイダー16M」（2010年）、「599GTO」（2010年）や「SAアペルタ」（2010年）、「458スペチアーレ・アペルタ」（2014年）や「F12TdF」（2015年）、「488ピスタ・スパイダー」（2019年）など、既存のモデルを元に製作された限定生産モデルを生産している。
これらの限定生産モデルの多くが、既存のモデルの高性能版であったり（「599GTO」や「F12TdF」）、オープンモデル（「550バルケッタ・ピニンファリーナ」や「SAアペルタ」、「488ピスタ・スパイダー」）である。また「GTO」や「スーパーアメリカ」、「TdF」などの、過去に「名車」と称されたモデルで使用された名称がつけられることが多い。
これらの多くは、発表時に生産台数がアナウンスされた上で、フェラーリ本社と各国の現地法人、もしくは正規ディーラーが選択した、F1クリエンティやXXプログラム、フェラーリ・チャレンジに参加しているオーナーやワンオフモデルのオーナー、または過去に正規ディーラーから限定生産モデルを含む複数台数を購入したことがあるような、身元がはっきり（そして支払い履歴のはっきりした顧客）に対してのみ生産開始前に案内、販売される。
さらに、過去には日本やアメリカなどの重要市場のみで十数台から数十台のみと限られた台数が販売される限定モデル（「J50」（2016年）、や「F60アメリカ」（2014年））や、「セルジオ」（2014年）や「モンツァSP1/SP2」（2019年）など、世界での限定台数が極端に限られたモデルもある。
これらの限定モデルは上記のように生産台数がさらに限られていることもあり、多くの場合、コルセ・クリエンティや現地法人、正規ディーラーから推薦される優良顧客への案内と同時にほぼ完売し、一般の顧客に新車の状態で販売されることはない。なお優良顧客への案内時には、スペックや価格、納期などの詳細のみならず、デザイン画すら提示されないケースも多い。

### スペチアーレ

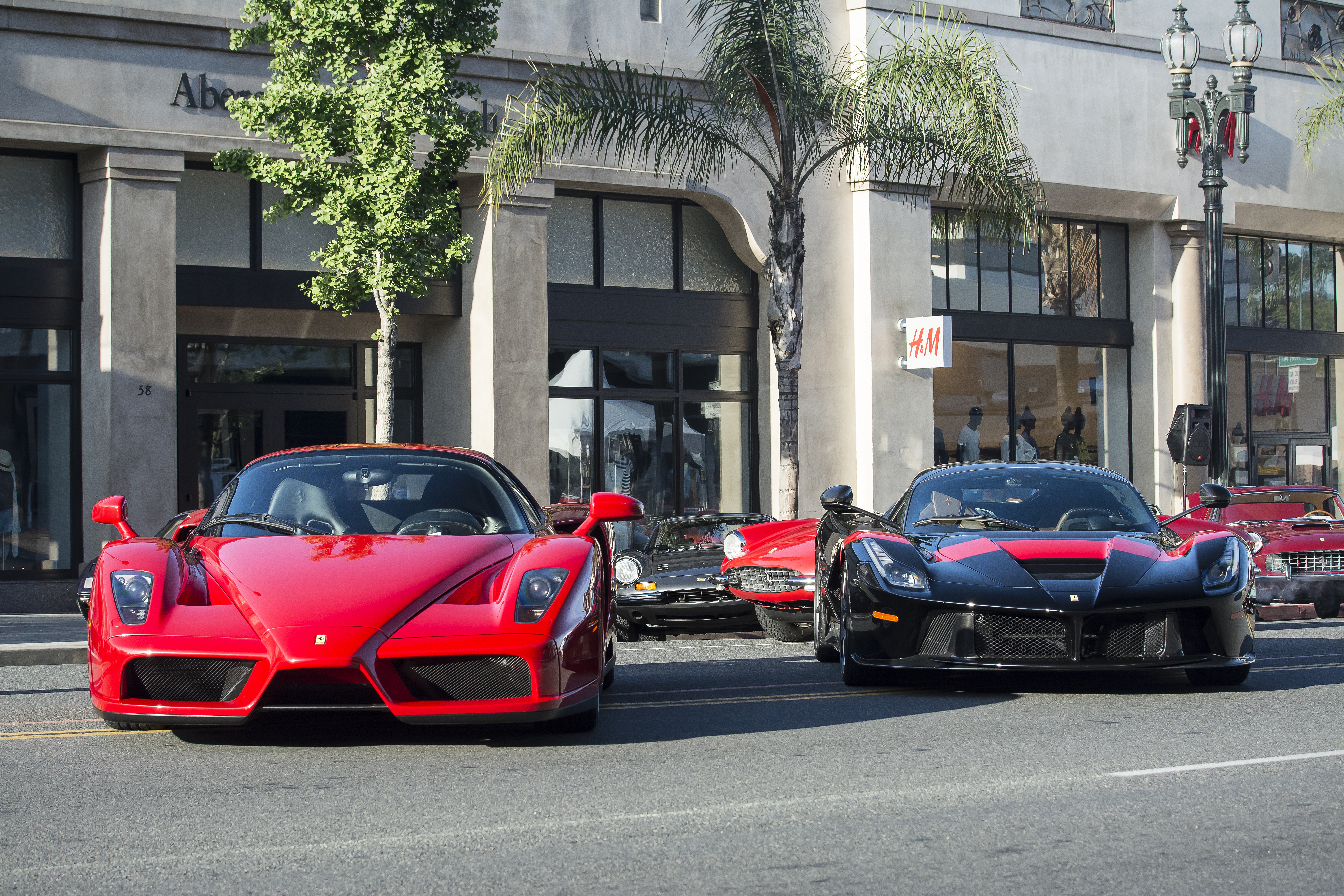
「エンツォ」（左）と「ラ フェラーリ」

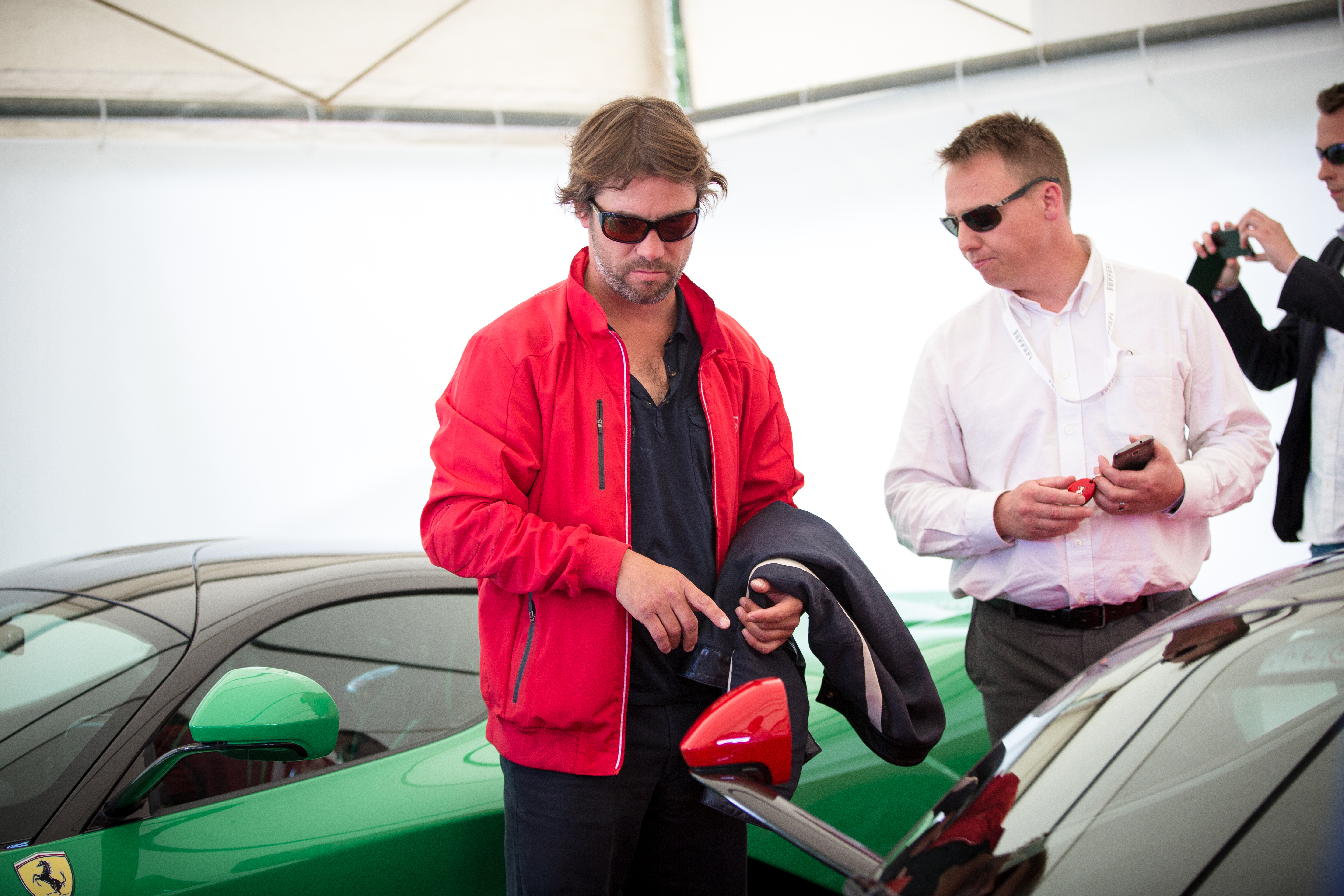
愛車の「ラ フェラーリ」を見るジェイ・ケイ

フェラーリはかねてからFIAのホモロゲーション取得を目的に、一から設計された限定生産台数モデルを生産、販売してきたが、1984年にグループB参戦のためのホモロゲーション取得を目的として、「308シリーズ」を元にほぼ一から設計された「288GTO」を開発し、限られた台数を生産し販売した。その後1987年に創業40周年を記念したモデルとして「F40」が限定生産、販売されたが、翌年のエンツォの死去と世界的な好景気を背景に人気を博したことから、初期に設定していた限定生産数を大幅に超える1,300台を超える台数を生産した。
以降フェラーリはこのような「スペチアーレ」と呼ばれることになる、一から設計された限定生産モデルを節目の年に出すことになり、創業50周年の1997年には「F50」を、創業55周年の2002年には「エンツォ」を、2013年には「ラ フェラーリ」と、それぞれ数年の間をおいて限定生産モデルを発表している。
これらの車種は、限定生産モデルと同様に、「F40」のオーナーとして著名であった世界的テノール歌手のルチアーノ・パヴァロッティや、フェラーリマニアとして知られる「ピンクフロイド」のニック・メイスンや「ジャミロクワイ」のジェイ・ケイなどの、過去に「スペチアーレ」を正規ディーラーを通じて新車で購入したオーナー（並行輸入や中古での購入者は対象外）やワンオフモデルのオーナー、F1クリエンティやXXプログラムのオーナー、フェラーリ・チャレンジに年間参戦したオーナーをはじめとする、フェラーリ本社と各国の現地法人が特に選択した顧客に対して、1号車の完成より前の段階で案内される。
場合によっては、案内時にスペックやデザイン、価格などの仕様詳細が決定していない上に、限定生産モデルよりも高価にも関わらず、多くの場合、これらの顧客への案内と同時にほぼ完売し、一般の顧客に新車の状態で販売されることはない。
これらの「スペチアーレ」には、その後の生産モデルに採用される新機軸やテクノロジー、デザインモチーフが先取りして用いられることも多く、フェラーリの最新テクノロジーのショーケースとなるのみならず、上記のように世界でも数百人しかいない優良顧客の囲い込みと、それに憧れる数万人の優良顧客候補育成のツールとなっている。なお日本市場では、「ラ フェラーリ」はフェラーリ・ジャパン（その前の「エンツォ」時代は正規輸入代理・販売店であったコーンズ）が優良顧客の選択と絞り込みを行っていた。

### ICONA
2018年9月、フェラーリは新たなシリーズとして「ICONA」（イコナもしくはイーコナ、英語でアイコンの意）を発表した。過去にフェラーリが開発したモデルをデザインモチーフとしつつ、現代の感覚や技術によって大胆に再解釈したモデル群である。2018年に第1弾・第2弾として「モンツァSP1/SP2」が発表され、2021年には第3弾として「デイトナSP3」が発表された。

### ワンオフモデル/フオリセーリエ

#### 創業-1950年代末

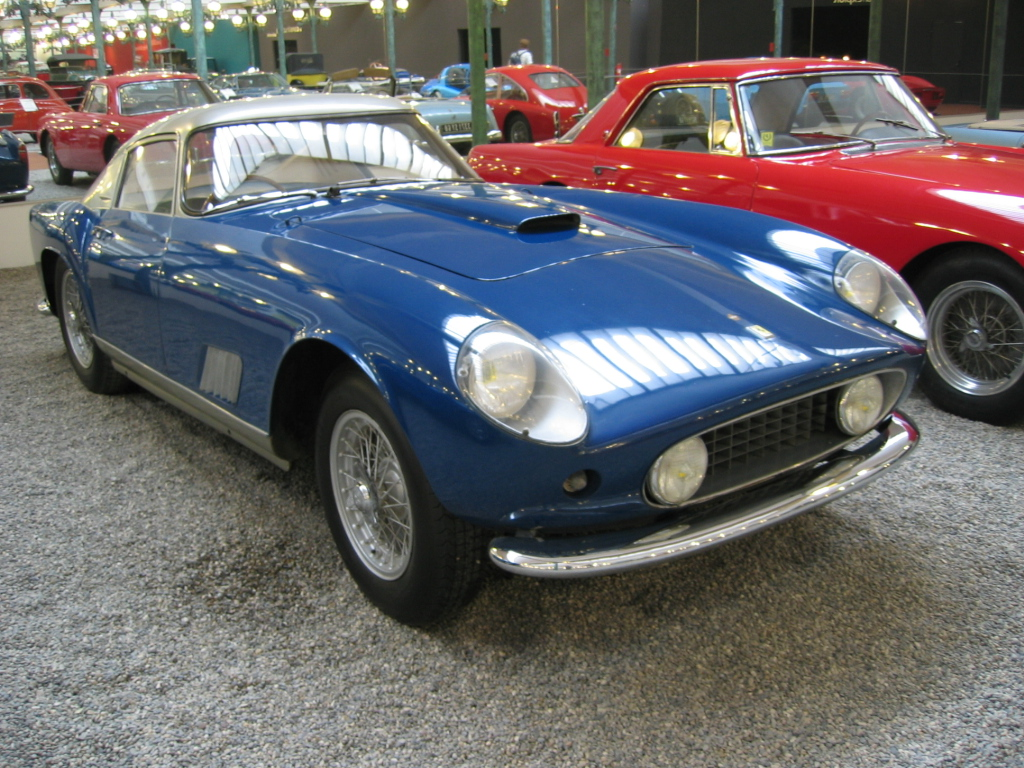
375MM 「バオ・ダイ」TdF（1954年）

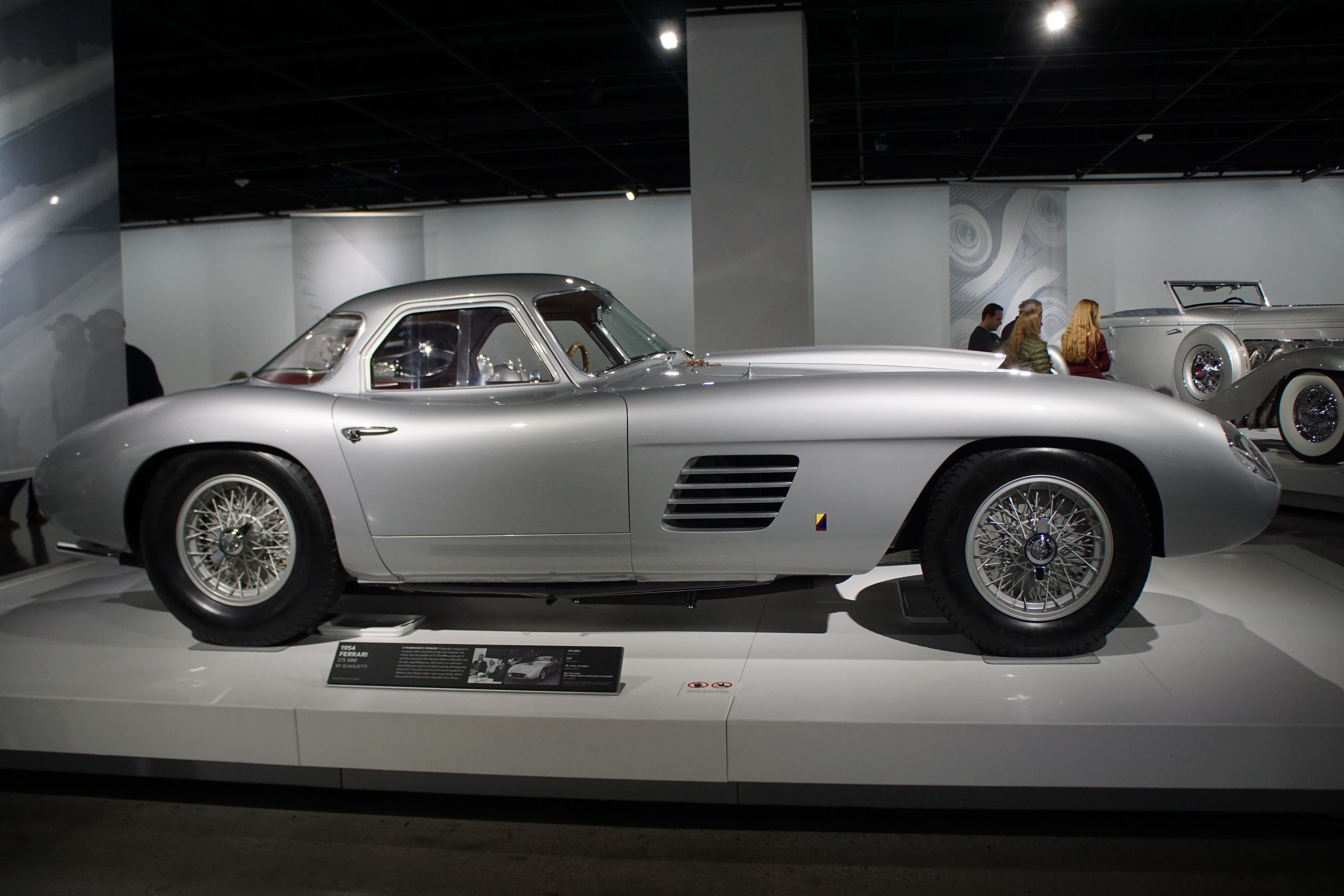
375 MM ピニンファリーナ・ベルリネッタ・スペチアーレ（1954年）

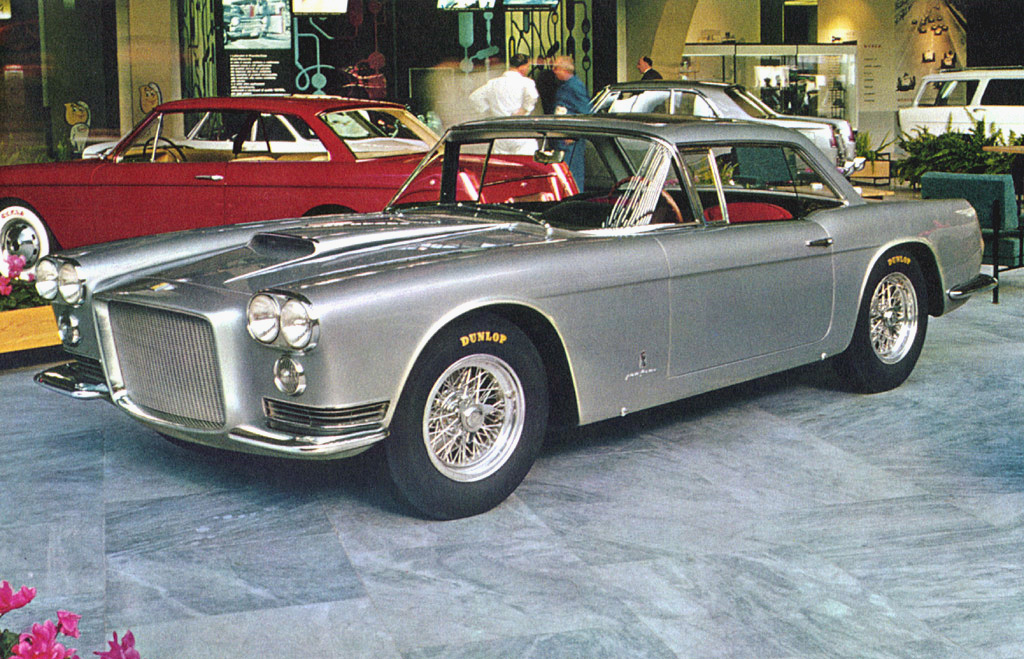
400 スーパーアメリカ・ピニンファリーナ（1959年）

創業以来1950年代末ころまでフェラーリは、大富豪や王族、貴族などの特別な要求に答えるべく、市販モデルやレーシングモデルを元に製作した世界に1台の特注車両「ワンオフモデル/フオリセーリエ（Fuoriserie）」を製作、販売していた。
この中でも特に著名なのが、イタリアの有名な映画監督のロベルト・ロッセリーニが、妻で女優のイングリッド・バーグマンとともに乗るためにオーダーしたとされる、「375 MM」を元に1954年に注文した「375 MM ピニンファリーナ・ベルリネッタ・スペチアーレ」や、 同じ年にベトナム国のバオ・ダイ帝がオーダーした「375MM『バオ・ダイ』TdF」、1959年にフィアットのジャンニ・アニエッリが注文した「400 スーパーアメリカ・ピニンファリーナ」、などである。
その他にもレオポルド3世、アーガー・ハーン4世やファン・ペロンなどのそうそうたる王族や独裁者、大富豪がワンオフを発注し、フェラーリの下でピニンファリーナやトウーリング、ヴィニャーレやボアノなどのボディが載せられ、それぞれが現在でも高い評価を受けている。
しかしフェラーリは、様々な理由からその後ワンオフモデルの受注を受け付けなくなり、このようなモデルの製造はピニンファリーナやザガート、ベルトーネやミケロッティなどのカロッツェリアが独自に行うようになった（なおその後も、1980年代にフィアットのアニエッリ会長向けに「テスタロッサ」のスパイダー仕様が製作された他、2000年にはアニエッリからモンテゼーモロに向けたプレゼント用に「360スパイダー・バルケッタ」が製作されるなど、経営陣向けにごく少数のワンオフモデルが生産されることはあった）。

#### 2008年以降

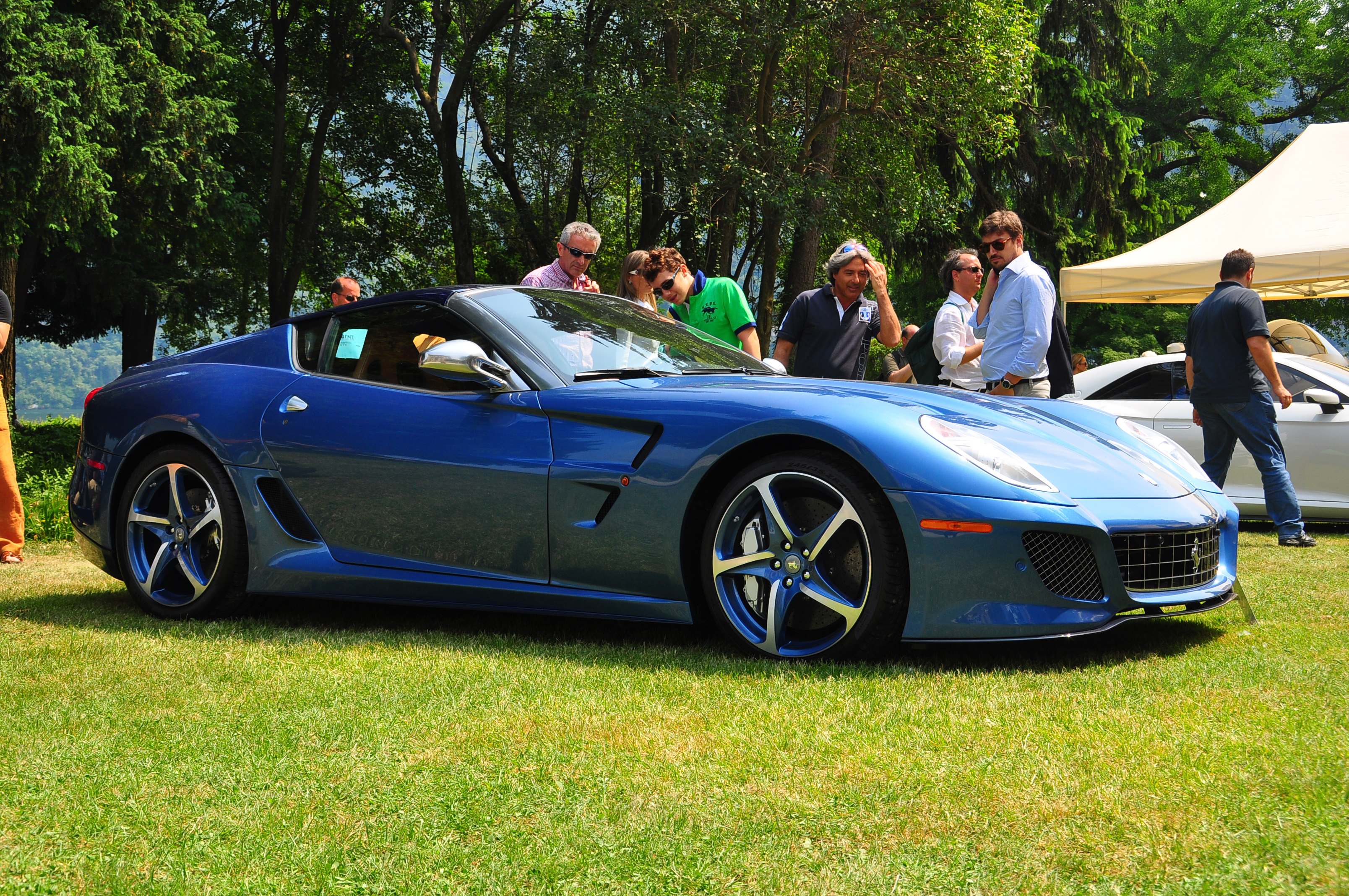
スーパーアメリカ 45（2011年）

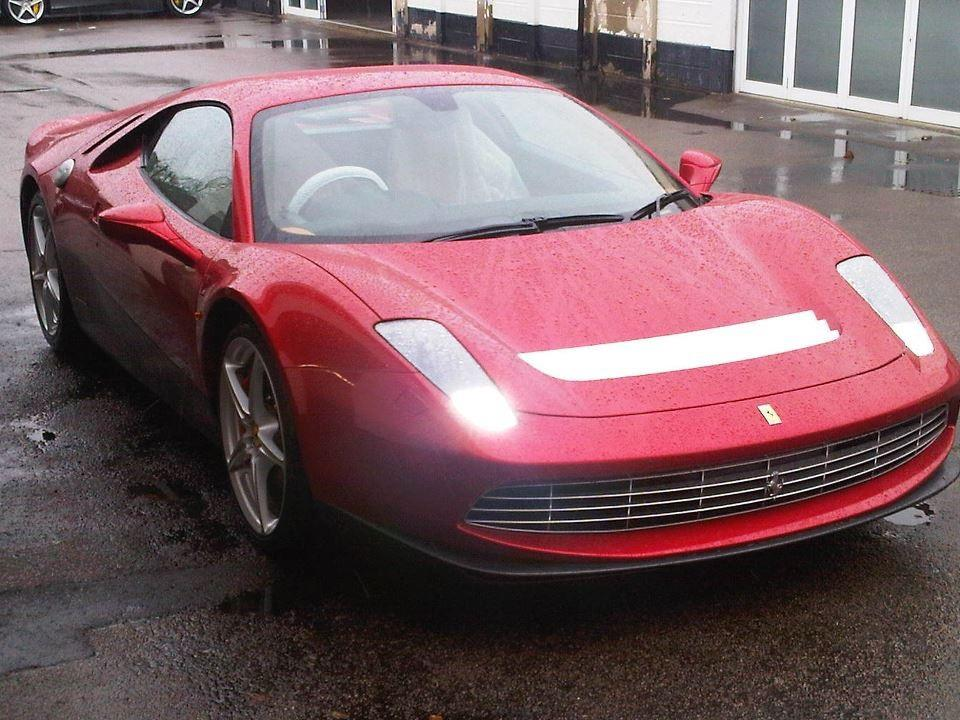
SP12EC（2012年）

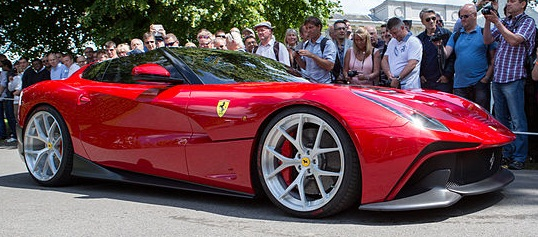
F12 TRS（2014年）

しかしその後約50年を経て、世界的に著名な日本のフェラーリのコレクターで、フェラーリ・クラブ・オブ・ジャパンの元会長（かつフェラーリ・オーナーズ・クラブ・ジャパンの発起人）平松潤一郎の依頼を受けて、モンテゼーモロがワンオフモデルの製作を了承した。
その後制作を開始し、2008年にピニンファリーナのデザイナーであったレオナルド・フィオラヴァンティがデザインしたワンオフモデル「SP1」が完成した。これが高い評価を受けたため、これ以降フェラーリは、数十年ぶりに自社の手によるワンオフモデルの受注、製作を再開した。
2008年に平松が「SP1」の製作を依頼して以降、2018年までに10台（うち1台は未完成）のワンオフモデルの存在がフェラーリより正式に発表されている。なおそのうちの2台が日本人オーナーによる依頼である。
これらのワンオフモデルは、製造の依頼と着手金の支払いを受けてから、フェラーリ本社の担当部署と現地法人の担当者、正規ディーラーの担当者と発注主との間で多くのやり取りがなされるため、完成までに数年がかかる。価格は非公開で、オーナーの依頼により複数台が製造されることもある（実際に「SP1」も2台が製造されている）。
なお、これらのモデルは完成しオーナーに引き渡される時点で「フェラーリ・クラシケ」の証明書が発行される。また、転売による価格高騰や、転売先のオーナーによるフェラーリの手を経ない改造を防ぐため、全てのワンオフモデルはフェラーリが買い戻す権利を持つ。

#### ワンオフモデル一覧（2008年以降）
- SP1（2008年/オーナー：平松潤一郎[120]）基礎となったモデル：F430
- P540 スーパーファスト・アペルタ（2009年/オーナー：エドワード・ウォルソン）基礎となったモデル：612スカリエッティ
- スーパーアメリカ 45（2011年/オーナー：ピーター・カリコウ）基礎となったモデル：SAアペルタ
- SP Arya（2012年/オーナー：チェラグ・アルヤ。デザイン発表後に基礎となったモデルが変更された上に、最終的に完成しないままとなった）基礎となったモデル：599GTO>F12ベルリネッタ
- SP12 EC（2012年/オーナー：エリック・クラプトン）基礎となったモデル：458イタリア
- SP FFX（2014年/オーナー：名前非公開の日本人[121]）基礎となったモデル：FF
- F12 SP アメリカ（2014年/オーナー：ダニー・ウェグマン）基礎となったモデル：F12ベルリネッタ
- F12 TRS（2014年/オーナー：名前非公開）基礎となったモデル：F12ベルリネッタ
- 458 MMスペチアーレ（2016年/オーナー：名前非公開のイギリス人）基礎となったモデル：458イタリア
- SP275 RW コンペティツォーネ（2016年/オーナー：名前非公開）基礎となったモデル：F12tdf
- SP38（2018年/オーナー：デボラ・マイヤー）基礎となったモデル：488GTB
- SP48 Unica（2022年/オーナー：名前非公開）基礎となったモデル：F8トリブート

#### 非公認ワンオフモデル

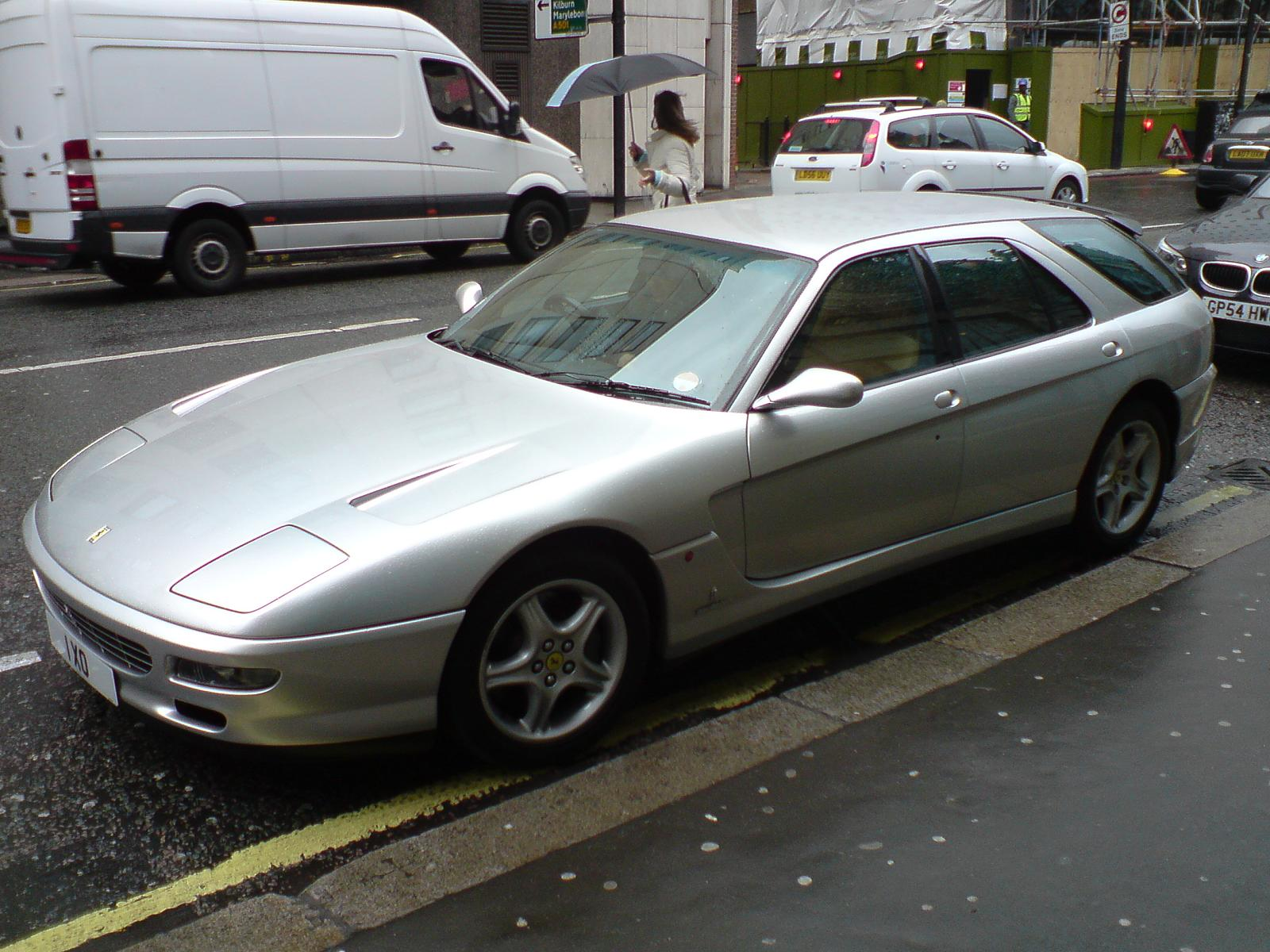
456ヴェニスワゴン

上記のようなフェラーリ公認のワンオフモデル以外にも、ザガート（2000年代にガレーヂ伊太利屋代表の林良至のオーダーによって製作された「575GTZ」など）やミケロッティ（サウジアラビアの王子のために1980年代に内田盾男によりデザインされた「メーラS」など）、ピニンファリーナ（ブルネイのハサナル・ボルキア国王向けに、1990年代に複数台が製作された「456」のステーションワゴンモデル「456ヴェニスワゴン」など）などの、フェラーリと縁の深いイタリアのカロッツェリアの手で、市販フェラーリを改造した世界に1台もしくは数台しか存在しないワンオフモデルが製作された過去がある。
これらのモデルは、フェラーリが自らの手で製作、発表したモデルではないため、フェラーリ公認のワンオフモデルとは厳密に区別されている。
しかし2010年代以降、その多くが歴史的価値から「フェラーリ・クラシケ」のファクトリーで整備することが許され、「フェラーリ・クラシケ」の証明書が発行される対象になっている。

### コンセプトモデル/ムロティーポ

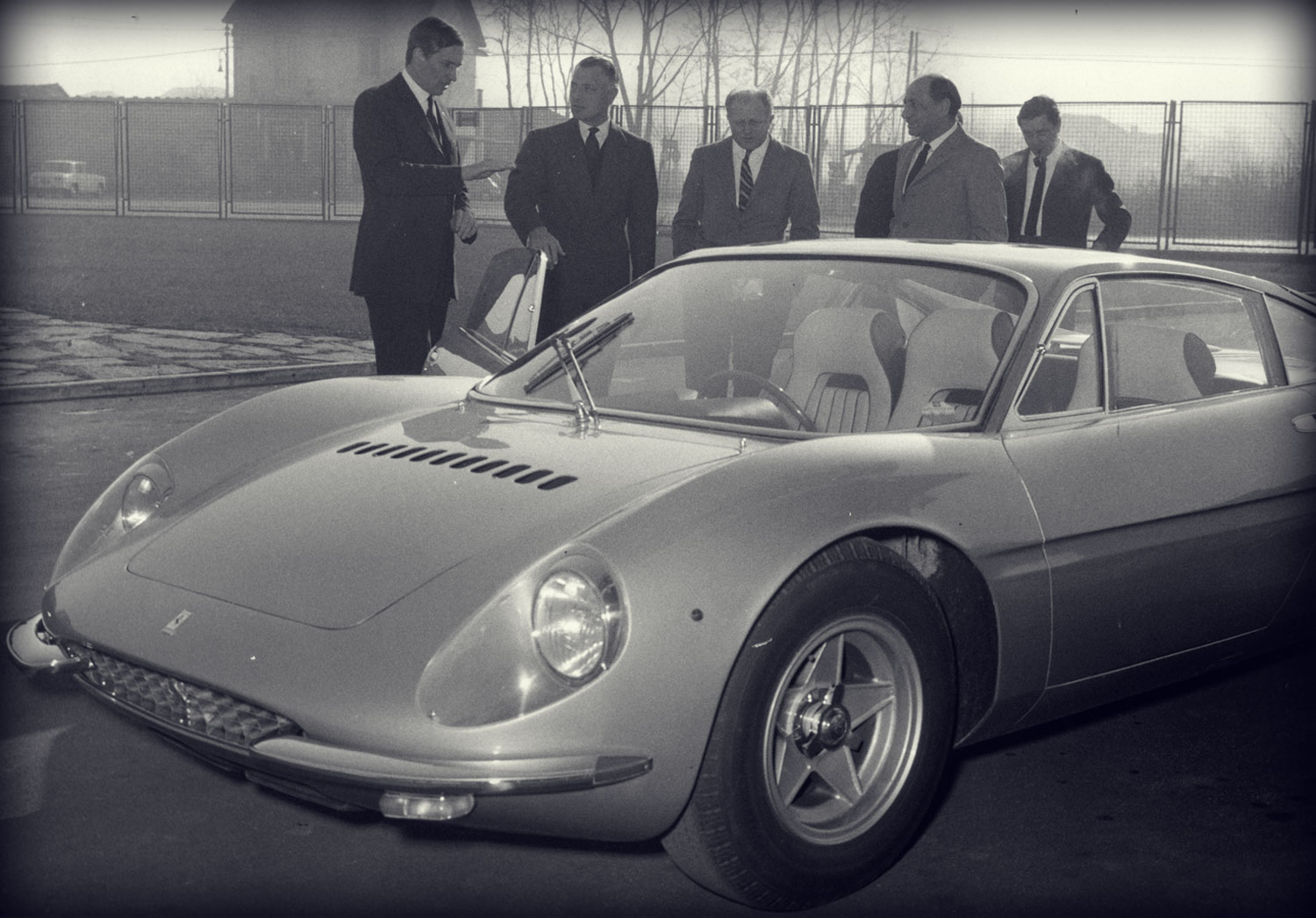
「365Pグイダチェントラーレ」を見るジャンニ・アニェッリ（左から2人目）やセルジオ・ピニンファリーナ（右端）（1966年）

下記にはフェラーリ自らが新技術やデザインテーマを試すことを目的に製作し、「コンセプトカー/ムロティーポ（Mulotipo）」として発表したモデルのみを明記する。なおこれ以外にも、フェラーリ自らの手で製作されたものの、外部に対して正式に発表されなかった試作車的モデル「ムロティーポ」が多数存在する。
また、ピニンファリーナやザガート、ベルトーネやミケロッティなどの外部カロッツェリアが、量産モデルを元に「コンセプトカー」として製作、発表したものは除く。
- 365Pグイダチェントラーレ（1966年）
- P5（1968年）
- レインボー（1976年）
- 408 4RM（1987年）[124]
- モンディアルPPGペースカー（1989年）
- エンツォ・プロトタイプ・M3（2000年）[125]
- ミレキリ（2007年）
- フェラーリ・F430バイオ・フューエル（2008年）
- 599HY-KERS（2010年）[126]

### フェラーリ・アプルーブド

#### 導入

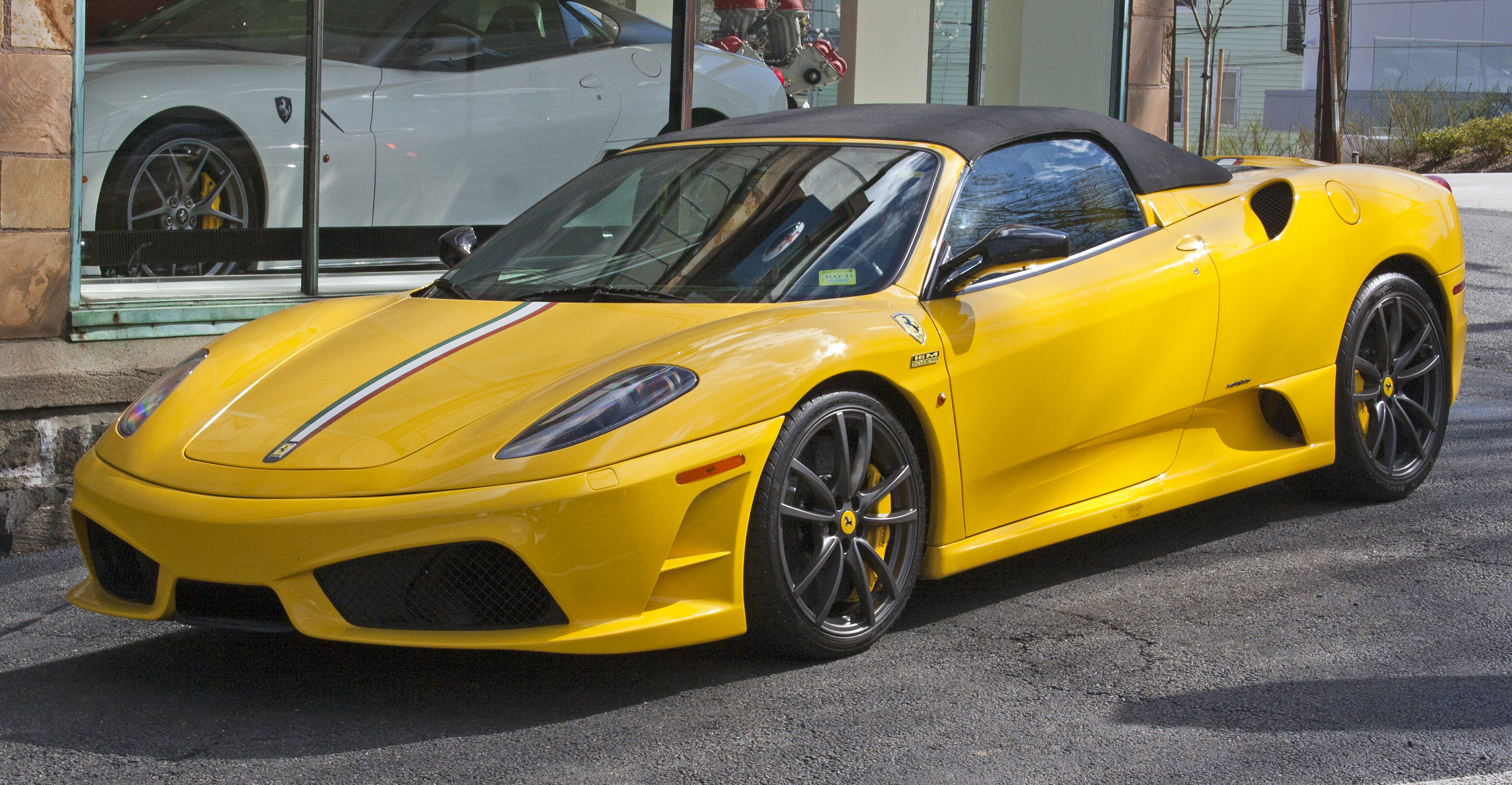
「スクーデリア・スパイダー16M」。フェラーリ・アプルーブドの対象となるのは生産から14年以内の車種のみである

2000年代後半に、正規販売代理店と正規サービスセンターのみで発売される、新規登録より14年以内でかつフェラーリ・テクニシャンによる所定の検査と、車輌の履歴とメンテナンス履歴の確認をパスした中古のフェラーリのみが対象となる認定中古車制度「フェラーリ・アプルーブド」が導入された。

#### 付帯サービス
正規販売代理店と正規サービスセンターのみで扱われる対象車には、全てのフェラーリに義務付けられた納車前の190項目におよぶ点検や、必要な場合の認定パーツへの交換が行われるほかに、車歴に応じてエンジンやトランスミッション、サスペンションなどへの12カ月間および走行距離無制限の補償と証明書が与えられる他、24時間/365日対応のロードサイドアシスタンスなどの「フェラーリ・パワー補償」が12カ月間付帯される。また購入より1年間「フェラーリ・マガジン」が無償で送付される。

### フェラーリ・クラシケ

#### レストア

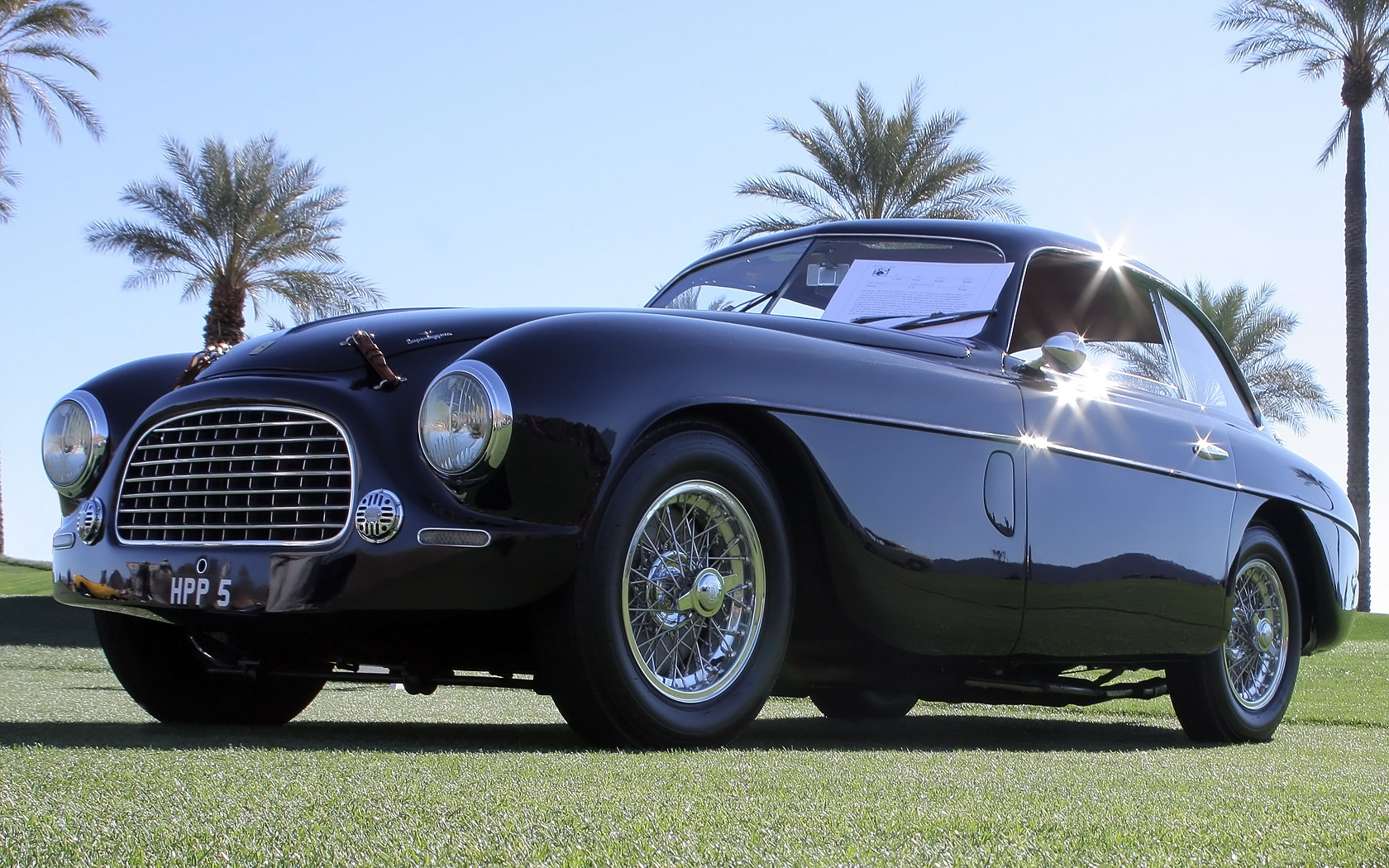
「フェラーリ・クラシケ」の認証を受けてコンクール・デレガンスに出展された「166インテル・ツーリング・ベルリネッタ」

1980年代後半以降にクラシックカーの取引価格が高騰し、コレクターや投資家を騙す目的で製作された贋作がオークションなどを通じて市場に出回ったことや、コレクターによるレストアサービスに対する需要が高まったことから、2006年に「フェラーリ・クラシケ（Ferrari Classiche）」と呼ばれる、生産開始から20年以上経ったクラシック・フェラーリに対するレストアやメンテナンスサービス、技術的なアシストを行う部署が置かれることになった。
現在は、マラネッロの本社内におかれた本部において、レストアやメンテナンスサービス、技術的なアシストを行う専用のファクトリーが置かれているほか、これまでに生産されたフェラーリについての膨大な資料とその取引履歴が保管されている。

#### 認証委員会
またこれらの資料を基に、ピエロ・フェラーリ副会長率いる認証委員会（「Comitato di Certificazione/ COCER」）が、生産開始から20年以上経ったクラシック・フェラーリやワンオフや限定車種のみならず、一般オーナーに向けて販売されたF1マシンをはじめとするレーシングカー、そして販売後「ザガート」や「ピエトロ・フルア」、「ベルトーネ」や「ケーニッヒ」など社外カロッツェリアによって手を加えられたものの、世界的なレースでの実績やコンクール・デレガンス出展などの経歴があり、特にフェラーリが認めた車輌などの特別なフェラーリに対する鑑定を行い、パスした車体に対して真贋鑑定書も発行する。
なおその桁外れたチューニングのセンスにより、当時エンツォにフェラーリのロゴを使用しないよう訴えられた「ケーニッヒ・テスタロッサ」も、チューニング後30年間を経てエンツォの息子のピエロ率いる認証委員会より認められている。

#### 鑑定書
生産開始から20年以上経ったクラシック・フェラーリは、オリジナルの状態が保たれたもの、もしくは純正でない部品を使用していた場合は、純正のものに戻し認証委員会が認証した場合のみフェラーリ・クラシケの鑑定書が発行される。なお、一般オーナーに向けて販売された中古のF1マシンやXXプログラムのマシンと、「458MMスペチアーレ」などのワンオフや「ラ・フェラーリ」などのスペチアーレ、「セルジオ」をはじめとする一部の限定市販車は、オーナーへ引き渡される時点でフェラーリ・クラシケの鑑定書が発行される。
しかし、市販車はフェラーリの手を経ない改造がされた場合に鑑定書が無効に、F1マシンやXXプログラムのマシンは、コルセ・クリエンティ部門を通じたメンテナンスを行なわずに純正でない部品を使用した場合は同じく鑑定書が無効となる。
また、マラネッロに車輌を持ち込めない地域にある場合、正規販売代理店と正規サービスセンターが鑑定の申し込み代理を行う。日本においても全ての正規販売代理店と正規サービスセンターが鑑定の申し込み代理を行えるほか、東京都江東区の「コーンズ東雲サービスセンター」と大阪府大阪市の「コーンズ大阪サービスセンター」に、メンテナンス、修理、及び鑑定書の発行を専門に行うためのトレーニングを受け資格を有したサービス・テクニシャンが駐在する「オフィチーナ・フェラーリ・クラシケ」が設けられている。

## モータースポーツ

### イタリアのナショナルチーム

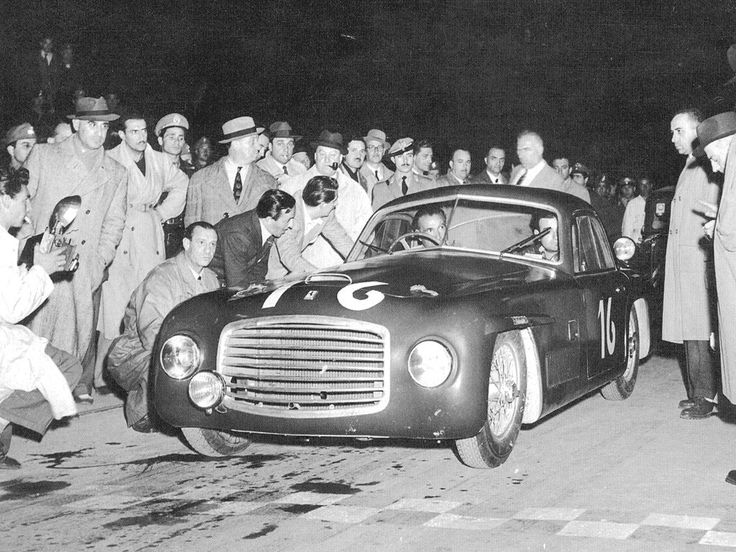
166S（1948年ミッレミリア優勝）

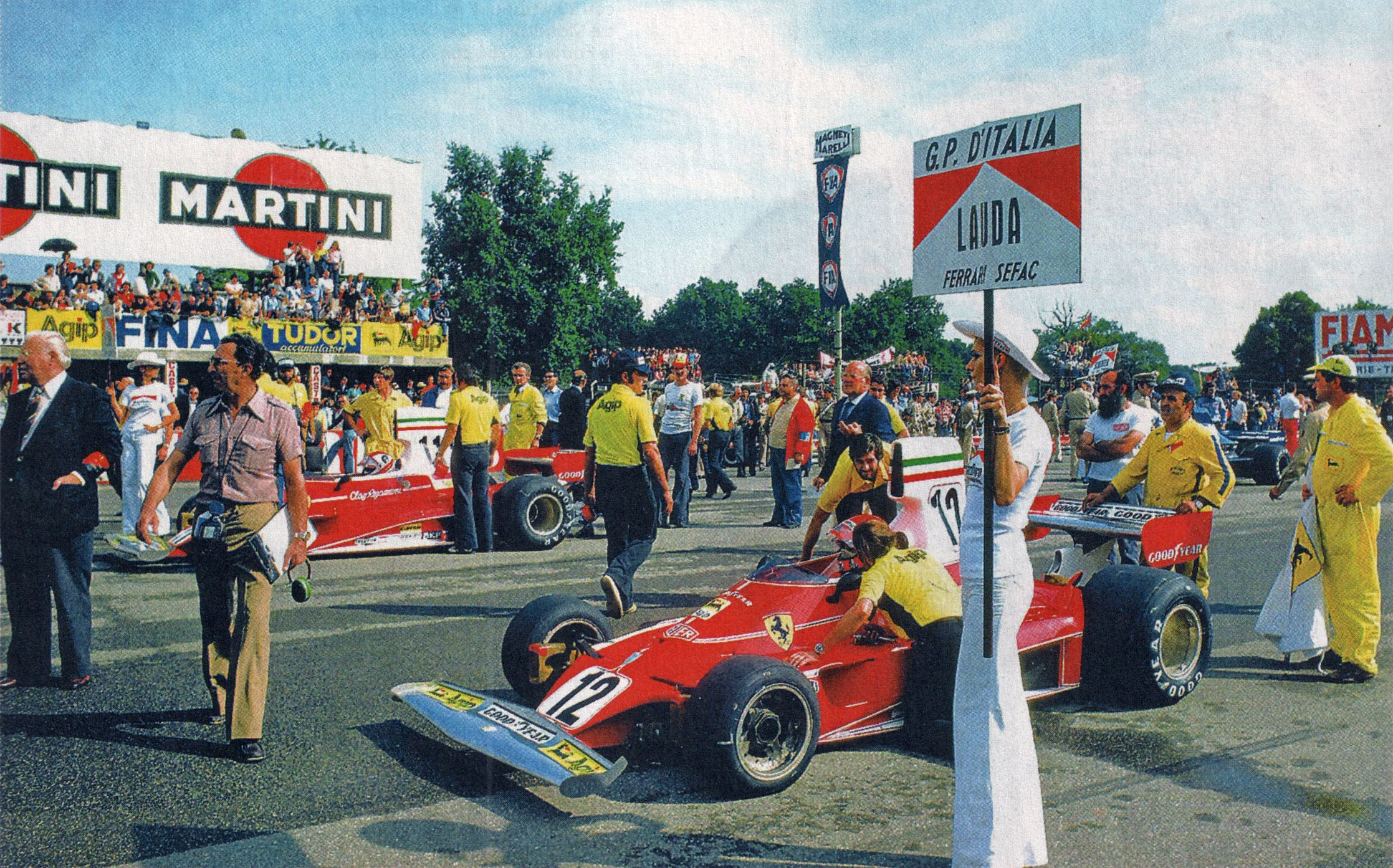
312T（1975年F1ワールドチャンピオン）

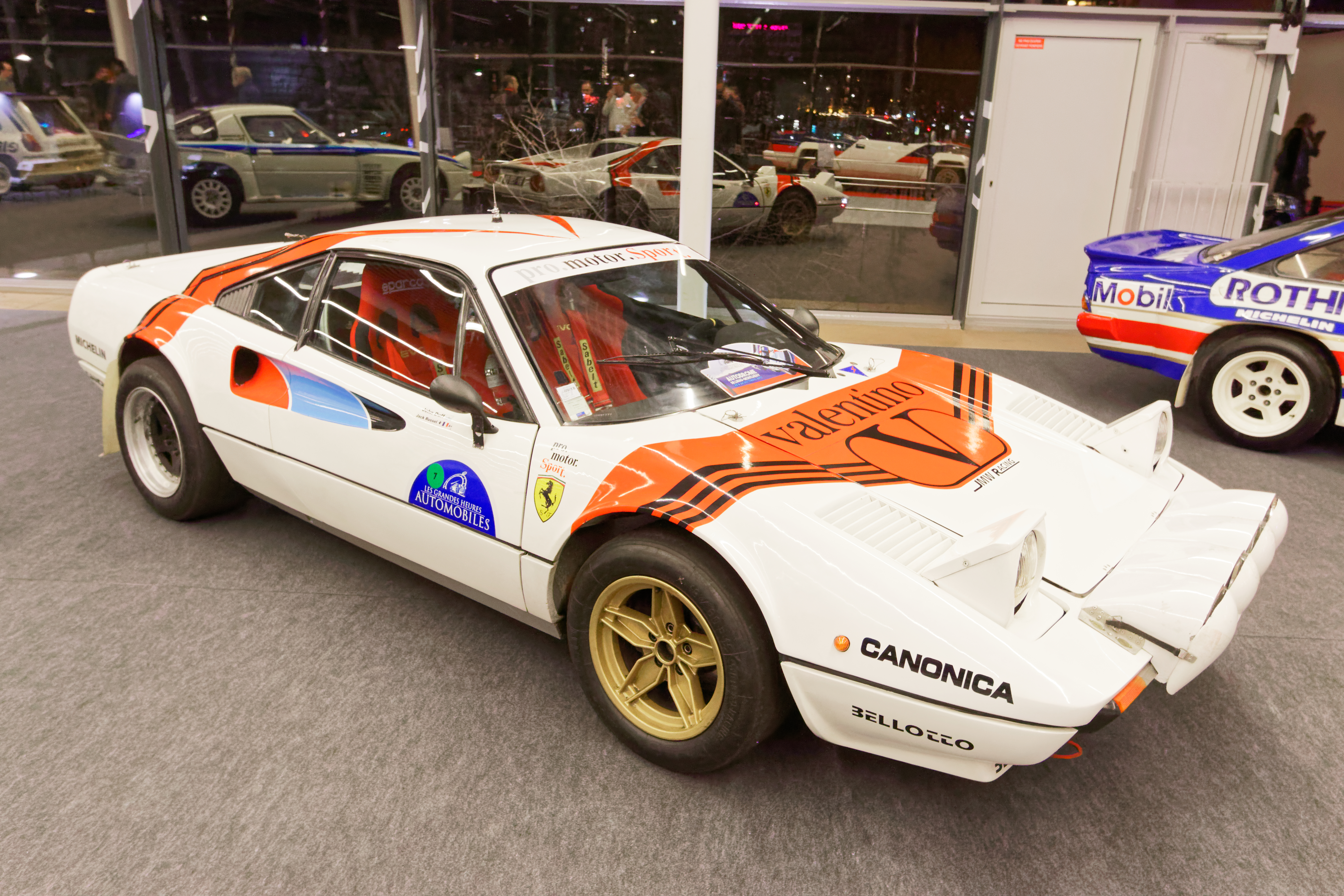
308グループ4

1947年の創業以来、フォーミュラカーレース（F1・F2）、スポーツカーレース（プロトタイプ・GT）など様々なカテゴリーに幅広く参戦しており、数多くの勝利を獲得している。イタリアのナショナルカラーの赤がチームカラーとなっているなど、イタリアのナショナルチーム的存在である。
特に、F1世界選手権では1950年の選手権初年度から唯一参戦を続けているチームであり、これまでに史上最多となる16度のコンストラクターズチャンピオンを獲得している。かつ数少ないエンジンとシャシー両方を製作するコンストラクターであることから、強い発言力を持つとされる。
スポーツカー世界選手権では1950年代から1960年代にかけて一時代を築き、ジャガーやフォード、ポルシェやマセラティと覇権を争ったほか、「ミッレミリア」や「タルガ・フローリオ」、「ル・マン24時間レース」や「カレラ・パナメリカーナ・メヒコ」などのレースで数多くの優勝を飾っている。
また、ワークス参戦するだけではなく、創業当時からマルゾット兄弟率いる「スクーデリア・マルゾット」やアルフォンソ・デ・ポルターゴ侯爵、ブルーノ・ステルツィ伯爵やポルフィリオ・ルビロサのようなプライベートでレースに参戦する貴族や大富豪、また「ノースアメリカン・レーシングチーム（N.A.R.T.）」や「シャルル・ポッツィ」、「エキュリー・フランコルシャン」や「クレパルディ」、「ベランカアウト」などのディーラーチームにマシンを供給していた。

### 一本化
なお、フィアットによるフェラーリ買収後の1974年以降は、ワークス（スクーデリア・フェラーリ）の活動をF1世界耐久選手権に一本化し、それ以外に参戦しているカテゴリー（2020年現在はGTのみ）は「コルセ・クリエンティ」に絞られ、マシンの開発は「ミケロット」やセミワークスチームの「AFコルセ」などの社外パートナーの協力を受けて行っている。
また、FIA 世界耐久選手権やGTワールドチャレンジへの参戦も「AFコルセ」を通じて行わられ、イタリアGT選手権やスーパーGT、スーパー耐久などの各選手権も「RACING WITH FERRARI」のロゴの使用を許可された、プライベートチームへのマシン供給を通じて行われている。
その中にはラリーも含まれ、1981年には「ミケロッティ」と「シャルル・ポッツィ」によりグループ4仕様に改造された「308GTB」が「ツール・ド・フランス・アウトモビル」で優勝し、1982年の「ツール・ド・コルス」では世界ラリー選手権（WRC）最高位の2位を獲得している。

### F1

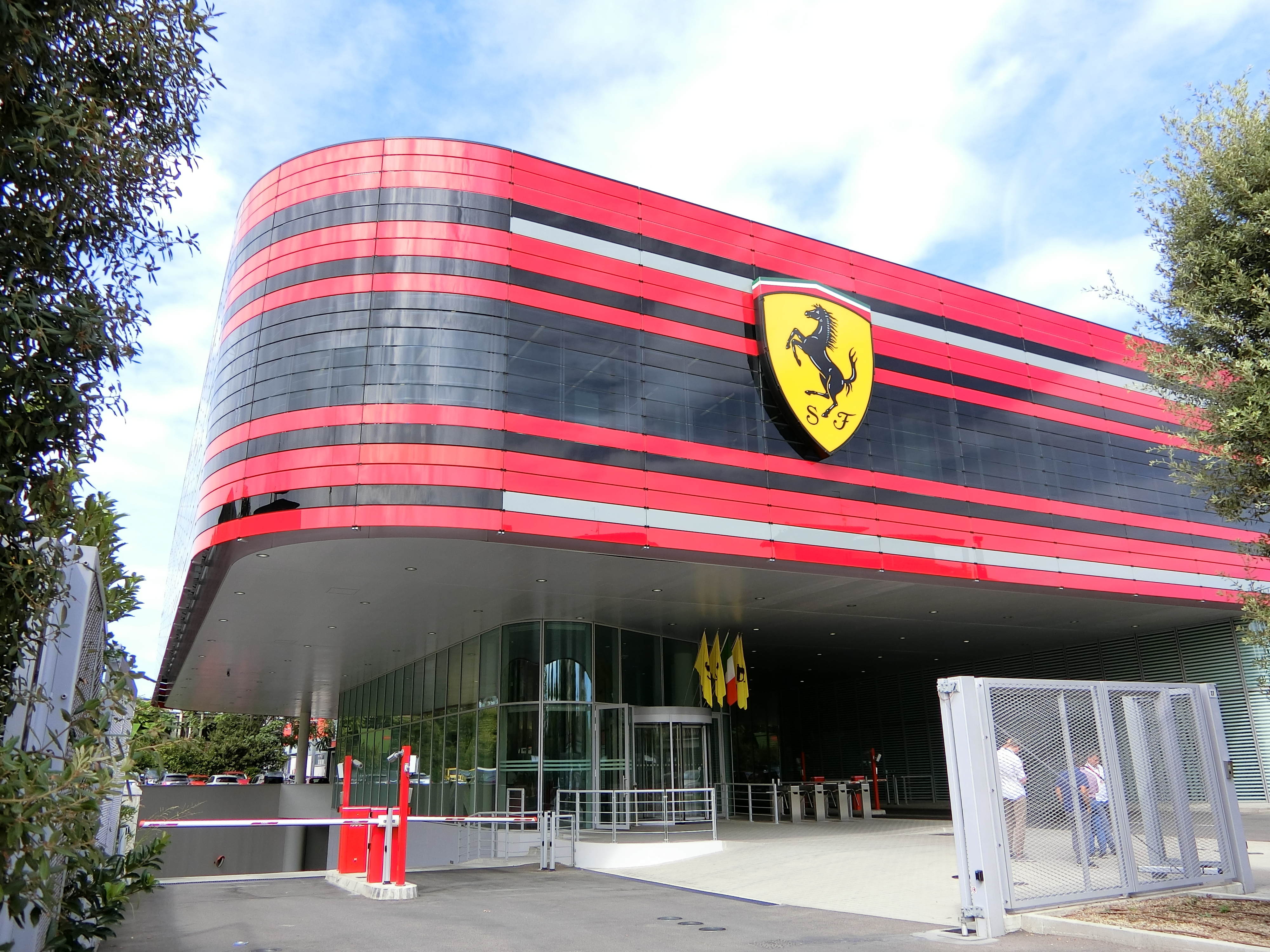
ジェスティオーネ・スポルティーバ本部

上記のように、1950年にF1世界選手権が始まって以来、現在も継続して参戦している唯一のコンストラクターである。現在もエンジンとシャシーの両方を開発、製造する数少ないコンストラクターの1つで、過去16回チャンピオンを獲得しているF1の象徴的存在である。
イタリアのナショナルチーム的存在にも拘らず、エンツォの生前からイタリア人にこだわらずにファン・マヌエル・ファンジオ/フィル・ヒル/ニキ・ラウダ/ミハエル・シューマッハ/キミ・ライコネン、そして2021年現在ドライバーを務めるシャルル・ルクレールとカルロス・サインツなどの才能豊かな外国人ドライバーや、ジャン・トッド/ハーベイ・ポスルスウェイト/後藤治/ジョン・バーナード/浜島裕英/ニコラス・トンバジスなどの外国の経験豊かな監督や技術者を積極的に選択することでも知られている。
また1990年代より、ミナルディ/スクーデリア・イタリア/ザウバー→アルファロメオ/プロスト/ハースなど、他のチームへのエンジン供給も行っている。なお現在、F1は本社内の「ジェスティオーネ・スポルティーバ（Gestione Sportiva/ フェラーリ社内では「GES」とも呼ばれている）」部門内で、開発から製造、参戦まですべてを手掛けている。

### コルセ・クリエンティ
現在、F1世界選手権以外のモータースポーツは、「コルセ・クリエンティ（Corse Clienti/顧客レース部門）」と呼ばれる部門内の、「コンペティツオーニGT」、「クラブ・コンペティツオーニGT」、「フェラーリ・チャレンジ」、「XXプログラム」。そしてジェントルマンドライバーが中古のF1マシンを所有し走らせる「F1クリエンティ」の各部署を統括している。

#### フェラーリ・チャレンジ

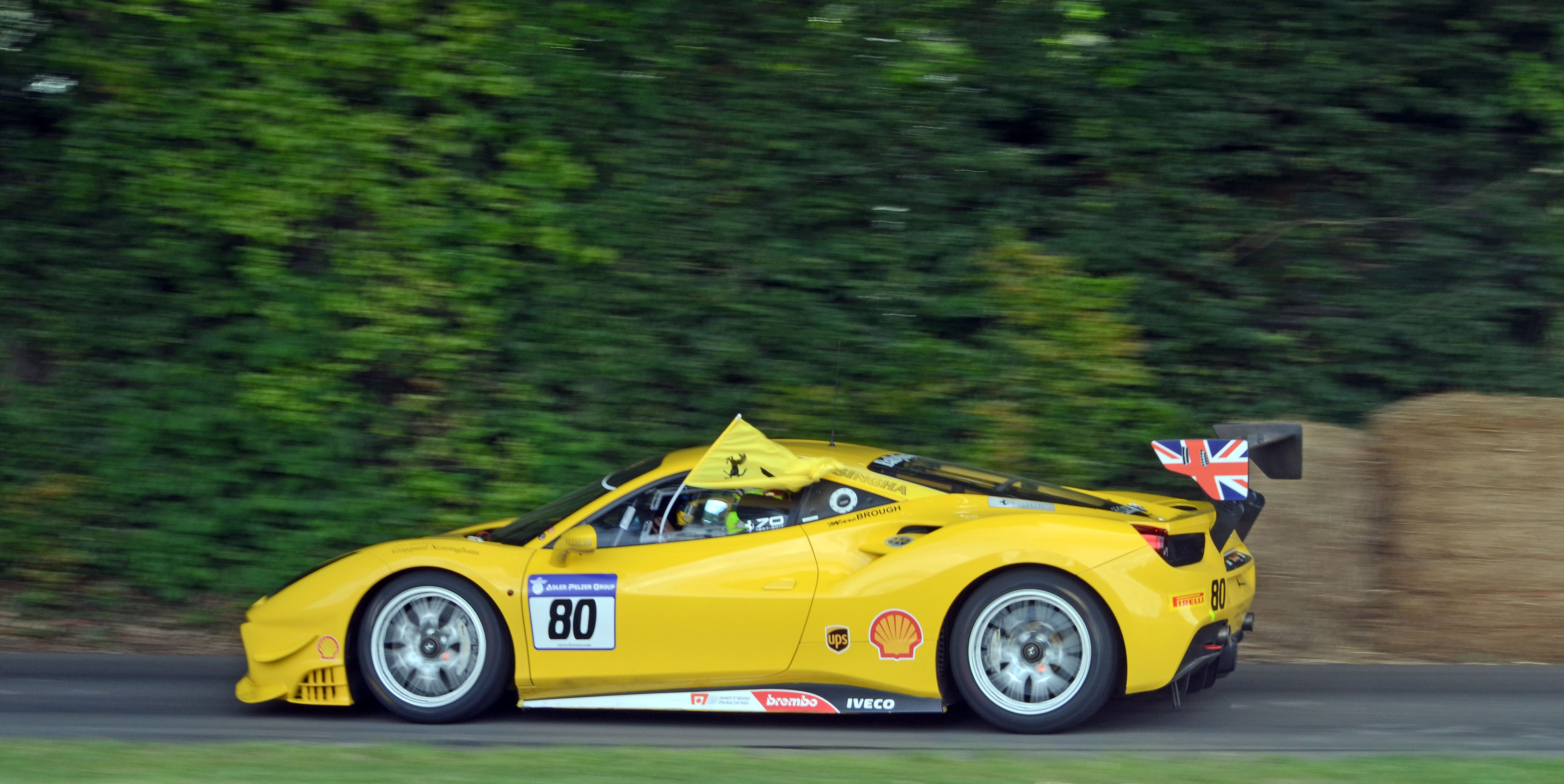
488チャレンジ

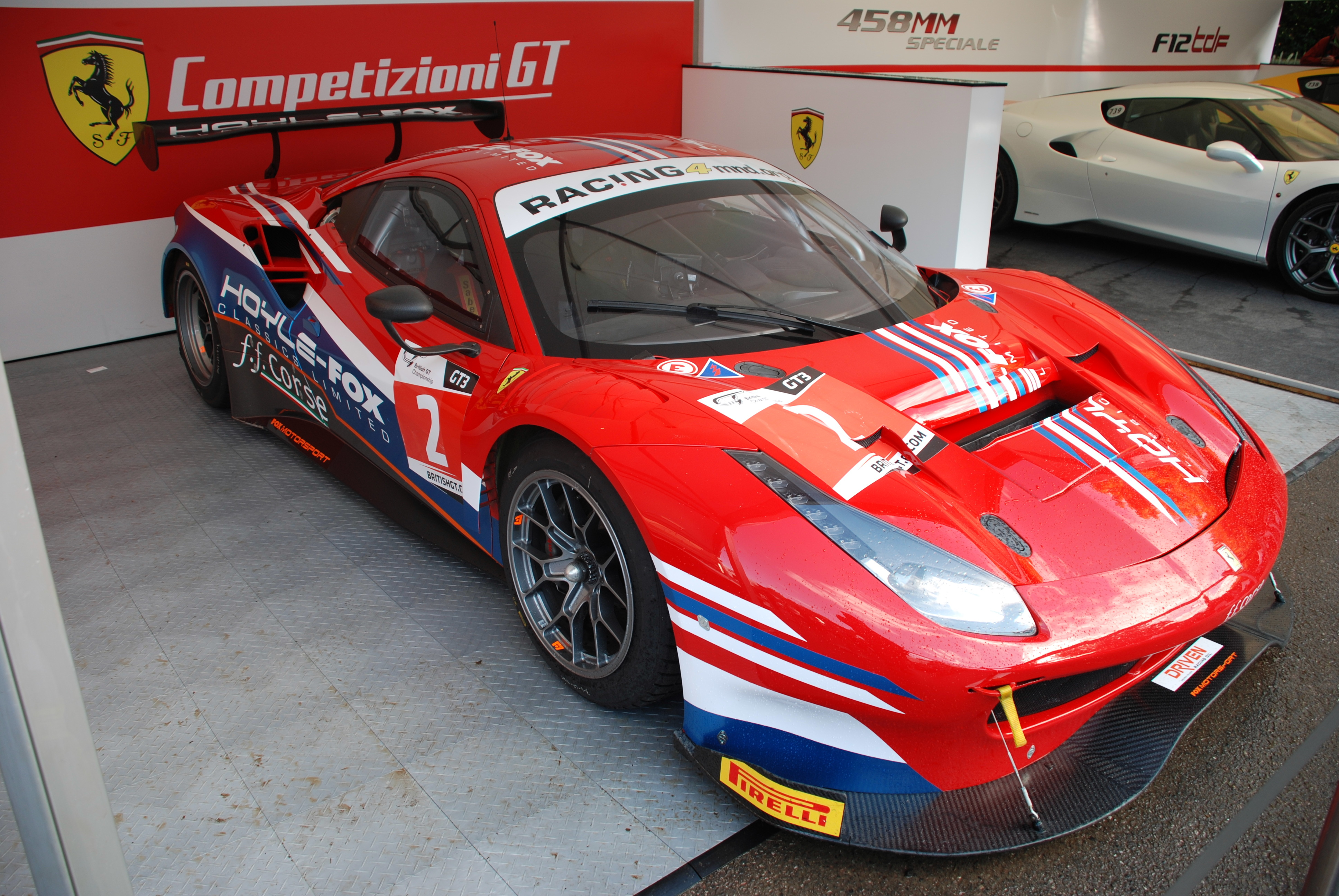
488GT3

ジェントルマンドライバーによるワンメイクレース「フェラーリ・チャレンジ」を、ヨーロッパと日本を含むアジア太平洋、北アメリカとイギリスの各地域で開催している。
2021年は「488チャレンジEVO」で開催されており、同選手権のマシンの開発と製造については「ミケロット」に、メカニックのサポートは「AFコルセ」に社外委託している。

#### コンペティツオーニGT
FIA 世界耐久選手権やブランパンGT、SUPER GTなどで「AFコルセ」などのセミワークスや「Racing with Ferrari」のロゴの使用が許可されたプライベートチームは「コンペティツオーニGT」がサポートしている。
現在は「488GT3」や「488GTE」などのマシンで戦われており、これらのマシンの開発と製造については「ミケロット」に社外委託している。なお、現在は最新型のGTマシンは個人顧客への販売は認められておらず、実績のあるガレージを持つレーシングチーム以外への販売以外は認められていない。

#### クラブ・コンペティツオーニGT
また「クラブ・コンペティツオーニGT」は、「348GT」以降のフェラーリのGTマシン（「F50GT」を含む）を持つジェントルマンドライバー向けに、ムジェッロや富士スピードウェイ、鈴鹿サーキットやスパ・フランコルシャン、ワトキンス・グレンなど、世界各国で公認の走行会イベントを開いている。マシンのメンテナンスはコルセ・クリエンティの他、各国のメンテナンスファクトリーで行う。

#### XXプログラム

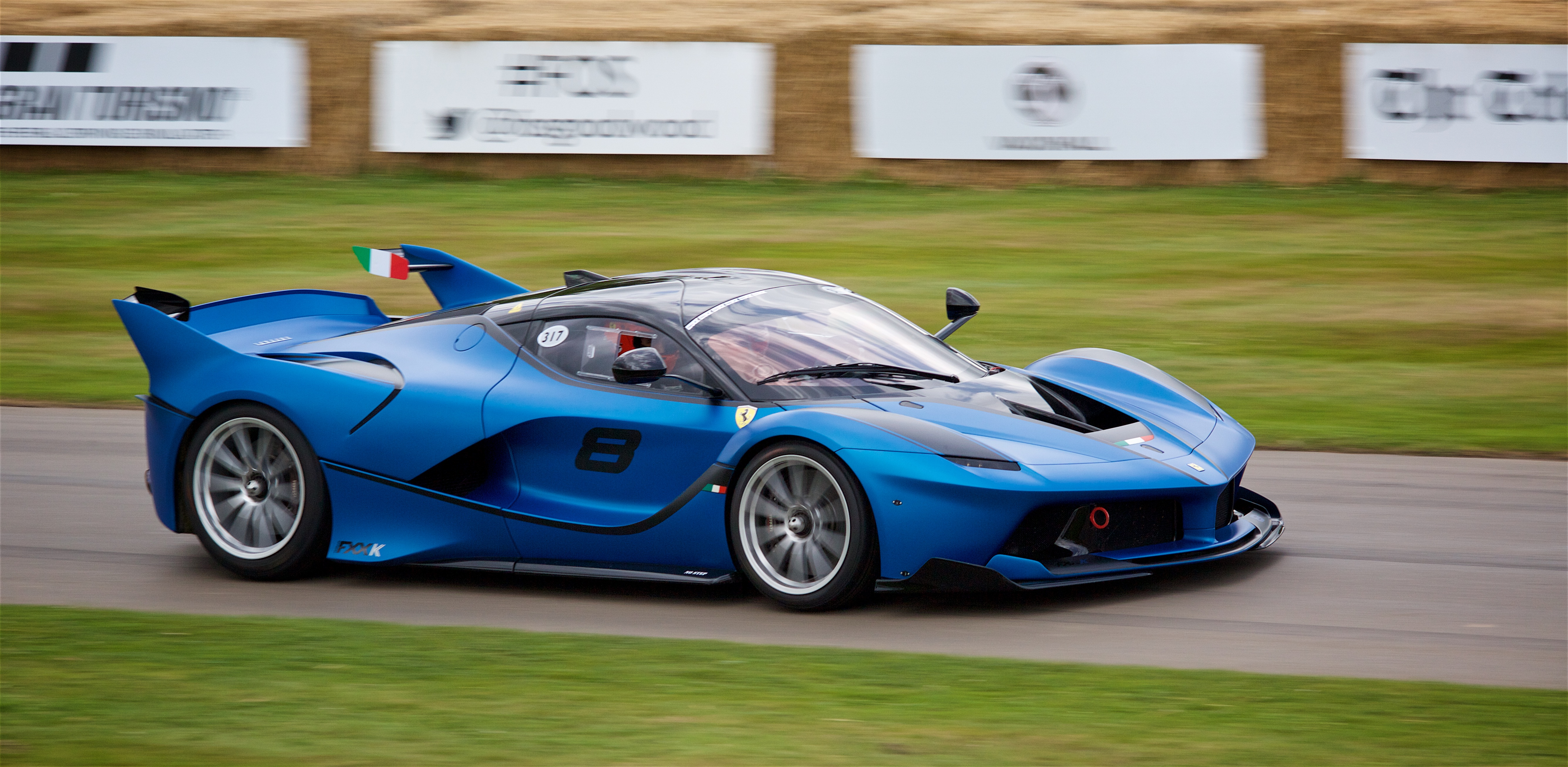
FXX K

「599XX」や「FXX」「FXX K」、「FXX K Evo」などの、最新技術が搭載されたサーキット専用車で個人オーナーがサーキットを走行することで、今後の車輌開発に役立てるデータ収集を行っている。
なお、各マシン30台程度が限られたオーナーに販売されており、マネージメント及びオーナーへのサポート、マシンの販売及び管理は全て「XXプログラム」が行っている。なおマシンの管理・保安上、すべてのマシンの譲渡には全て「XXプログラム」が関わることになっている。

#### F1クリエンティ

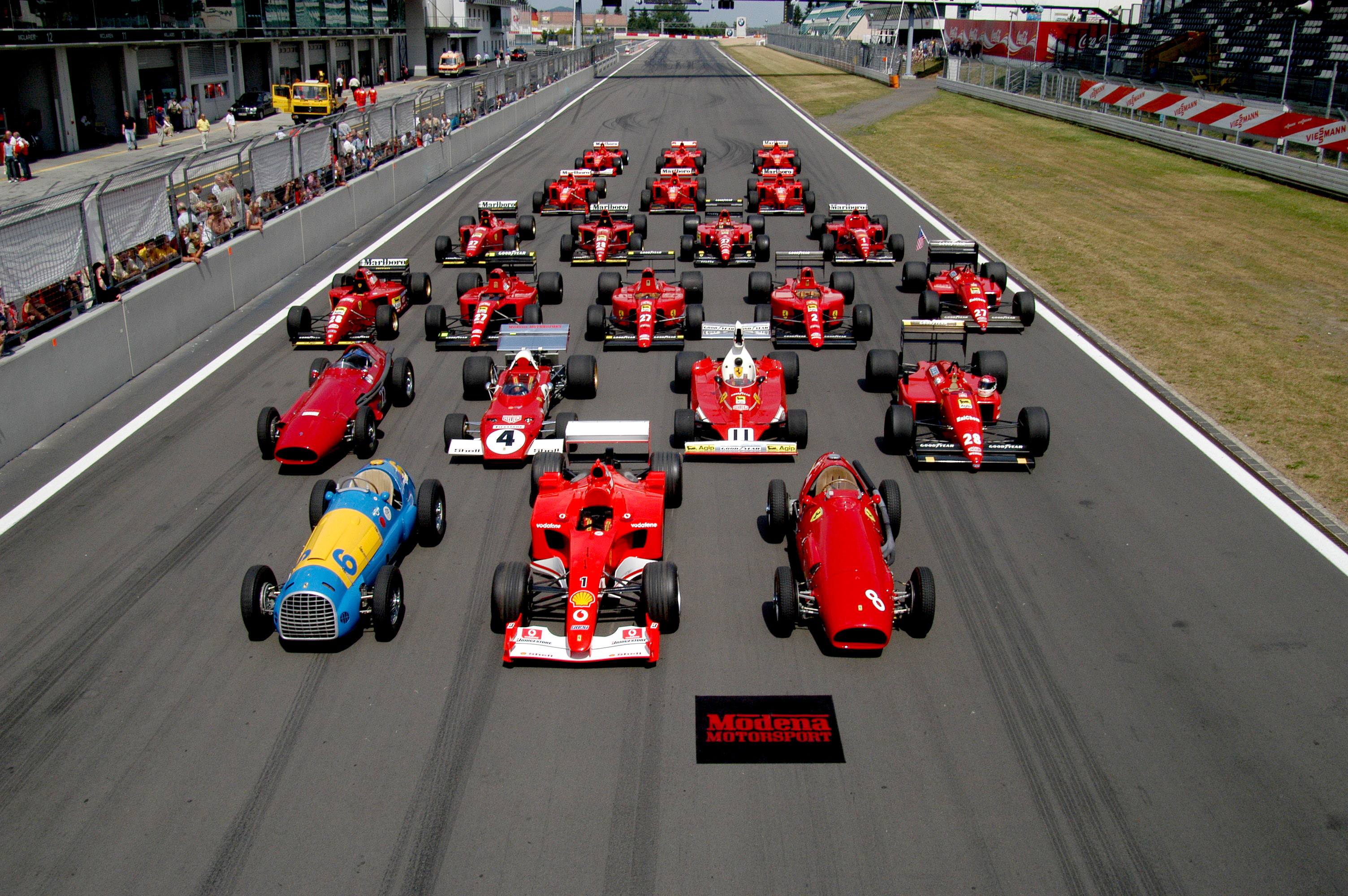
個人オーナーが所有するF1マシン

中古のスクーデリア・フェラーリのF1マシンと「333SP」を所有する個人オーナーへのマネージメント及びオーナーへのサポート、マシンの販売及び管理を、GES部門と協力して行う「F1クリエンティ」がある。
なお、各国の正規販売代理店で販売された市販車のオーナーで、かつフェラーリと正規販売代理店に運転技術や金銭面で承認された顧客に限り、フェラーリまたは各国の拠点を通じて中古のF1マシンを購入することが可能である（ほかにもオークションなどで購入は可能である）。なお、2014年シーズン以降のF1マシンについては、「KERS」システムの管理上の問題により販売を中止している。

### 主な成績

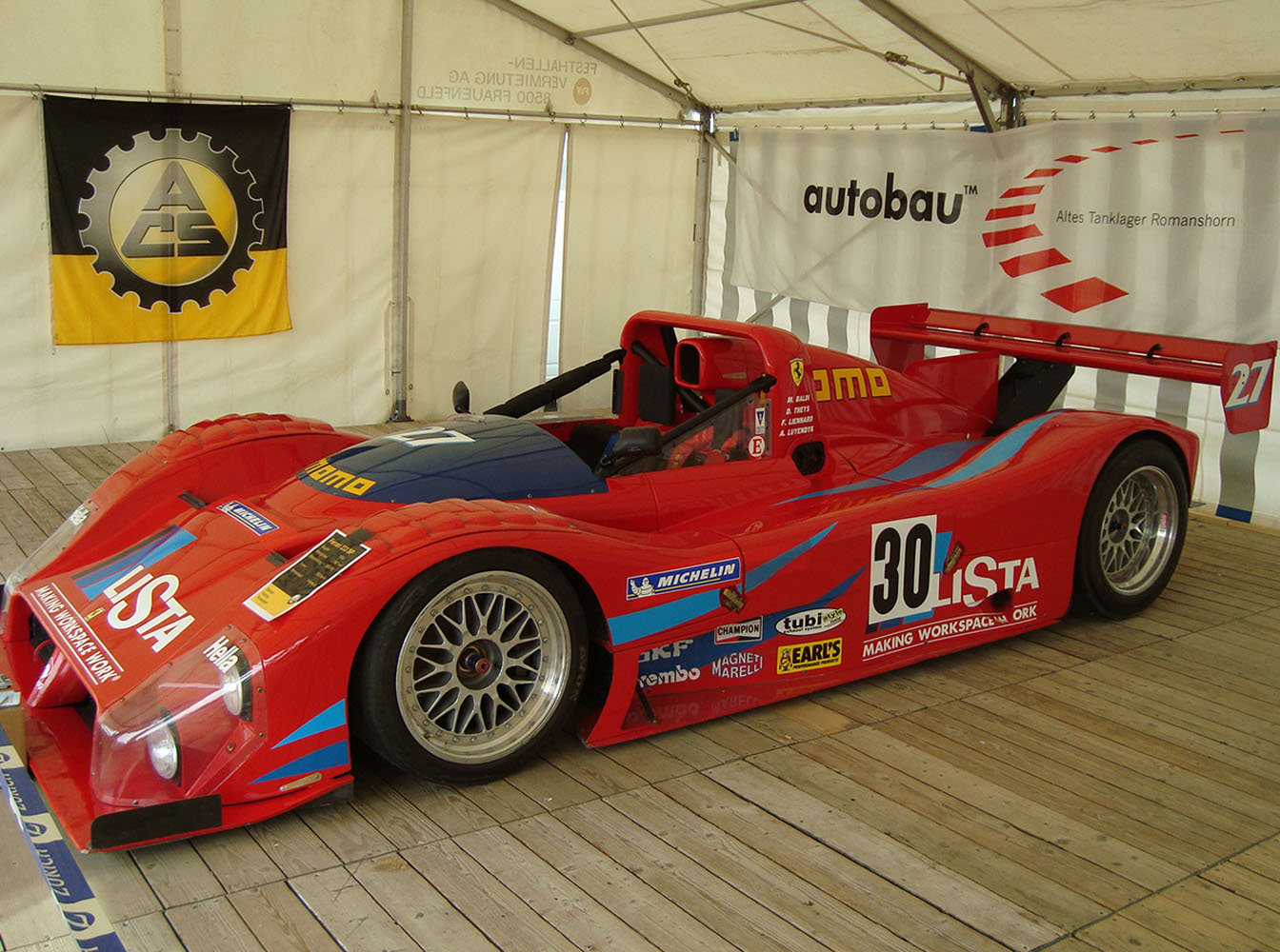
333SP（1998年デイトナ24時間、1995年/1997年/1998年セブリング12時間レース優勝）

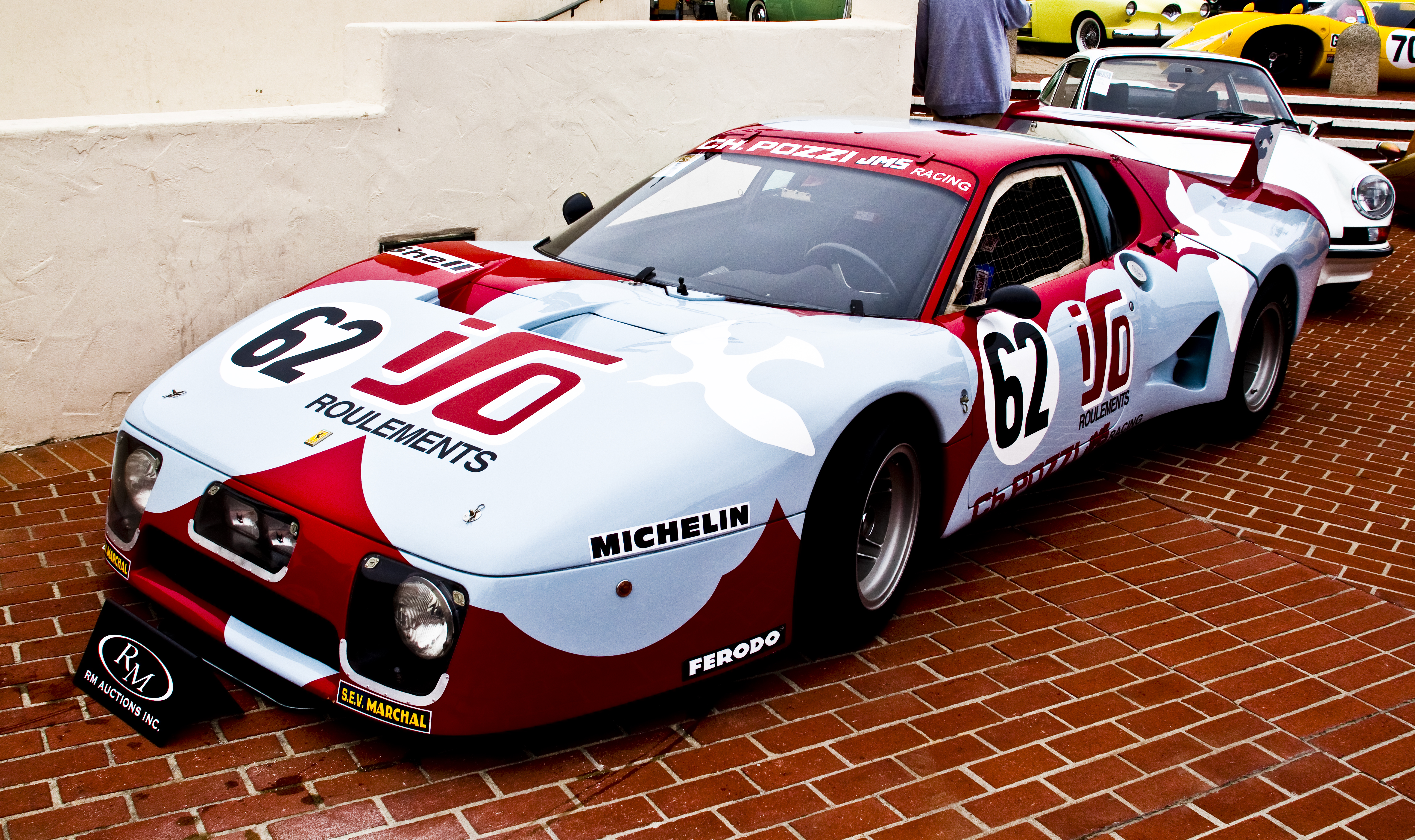
512BB LM（シャルル・ポッツィから1979年のル・マン24時間に参戦）

主な選手権・イベントにおける製造者部門（マニュファクチャラー/メーカー）の成績を以下に記す。なお、世界三大レースに数えられるインディ500へは、1952年に1度挑戦したのみで優勝はない。
- F1世界選手権：16回（1961年、1964年、1975年、1976年、1977年、1979年、1982年、1983年、1999年、2000年、2001年、2002年、2003年、2004年、2007年、2008年[73]）
- スポーツカー世界選手権
  - 総合優勝：7回（1953年、1954年、1956年、1957年、1958年、1961年、1972年）
  - GTクラス：3回（1962年、1963年、1964年）
  - プロトタイプクラス：4回（1963年、1964年、1965年、1967年）
- FIA スポーツカー選手権：1回（2001年）
- FIA 世界耐久選手権
  - GTクラス：1回（2012年）
- IMSA WSC：2回（1995年、1998年）
- スーパー耐久：1回（2017年[135]）
- ル・マン24時間レース：12勝（1949年、1954年、1958年、1960年、1961年、1962年、1963年、1964年、1965年[23]、2023年、2024年、2025年）
- デイトナ24時間レース：5勝（1963年、1964年、1967年、1972年、1998年）
- セブリング12時間レース：12勝（1956年、1958年、1959年、1961年、1962年、1963年、1964年、1970年、1972年、1995年、1997年、1998年）
- ミッレミリア：8勝（1948年、1949年、1950年、1951年、1952年、1953年、1956年、1957年[136]）
- タルガ・フローリオ：7勝（1948年、1949年、1958年、1961年、1962年、1965年、1972年）
- カレラ・パナメリカーナ・メヒコ：2勝（1951年、1954年）
- ヨーロッパヒルクライム選手権：3回（1962年、1965年、1969年）

## オーナー向けサービス/イベント

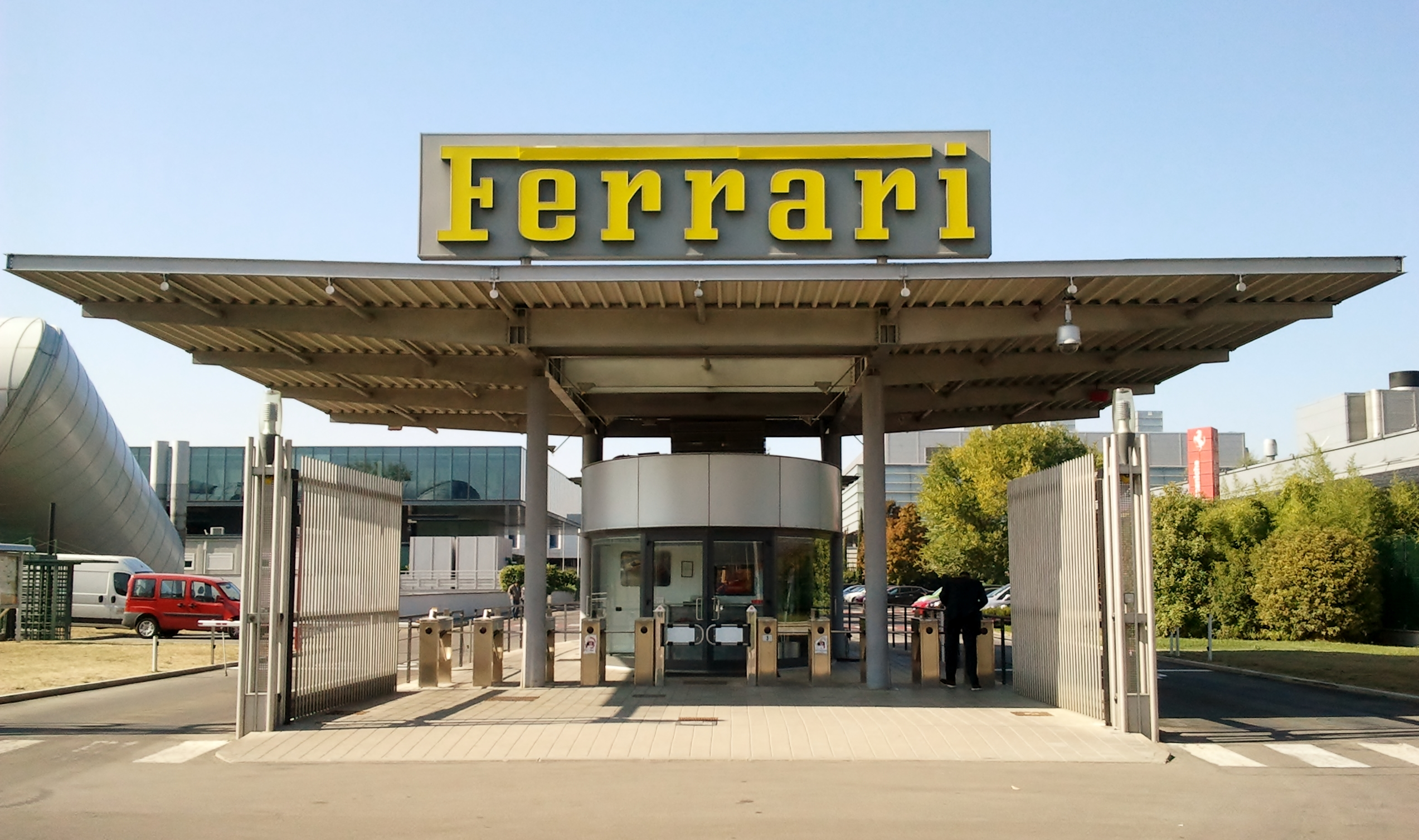
マラネッロの本社工場（従業員専用門）

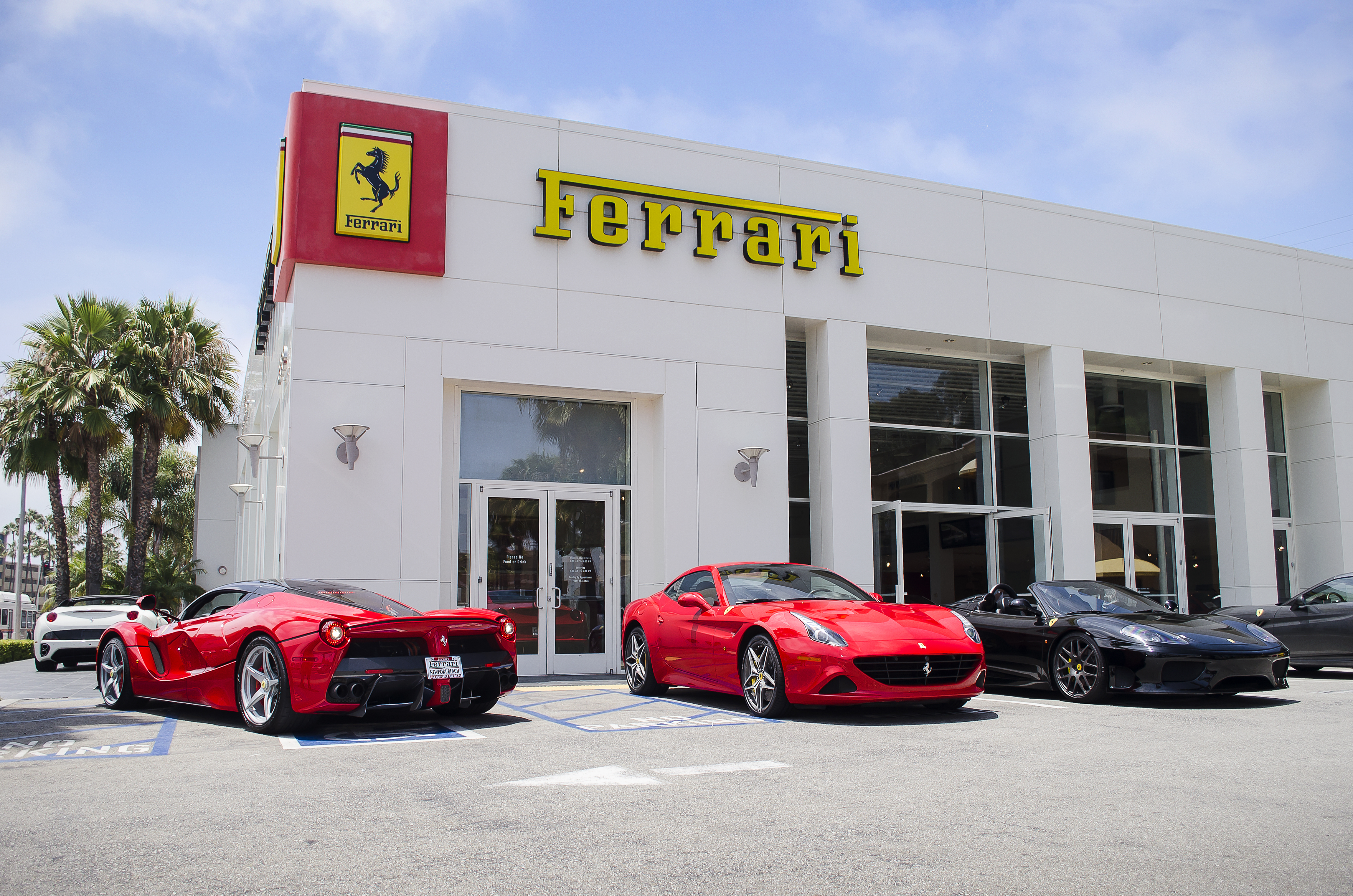
正規販売代理店と正規サービスセンター（ニューポートビーチ）

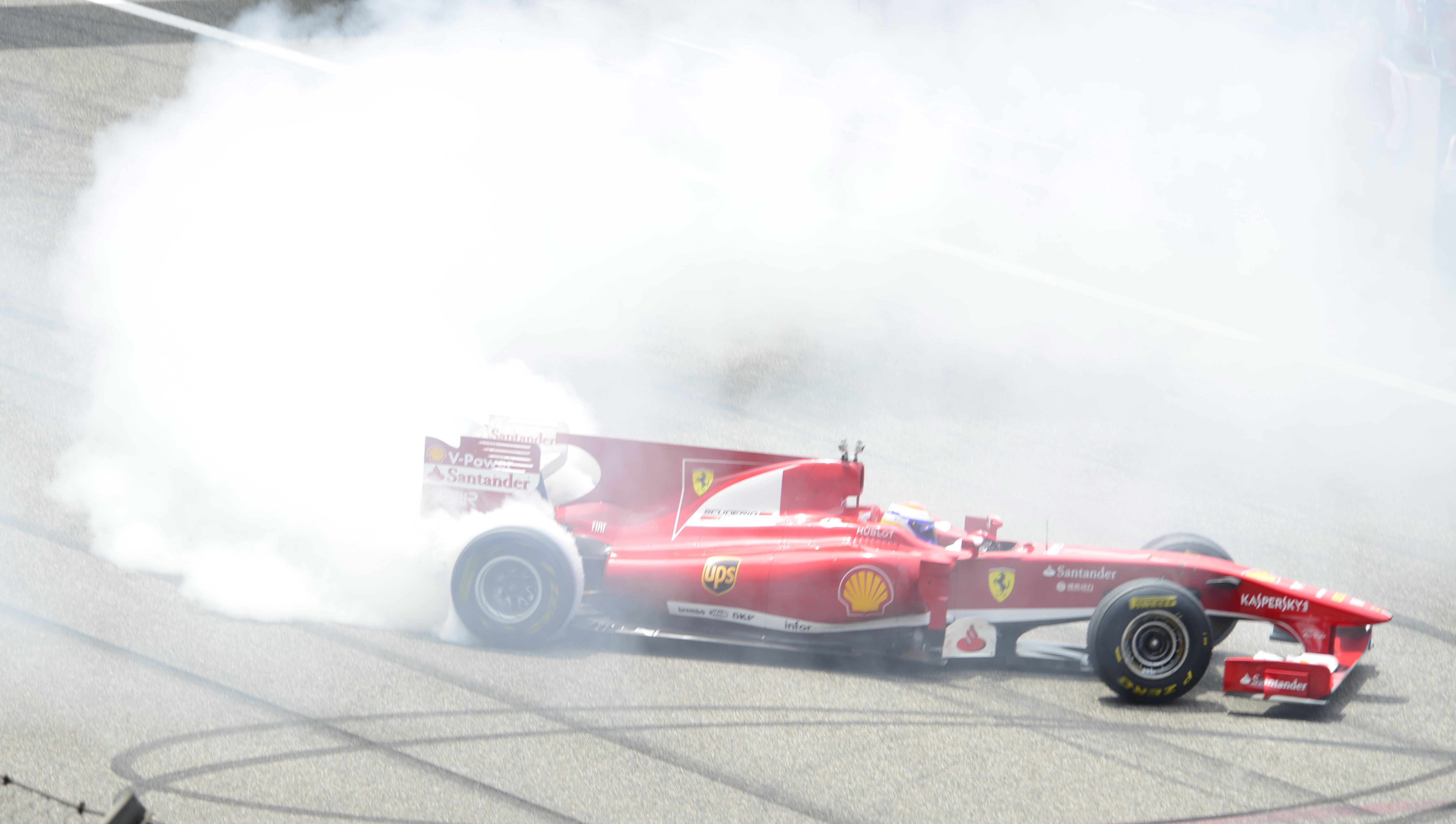
「フェラーリ・レーシング・デイズ」のF1ショー（2013年）

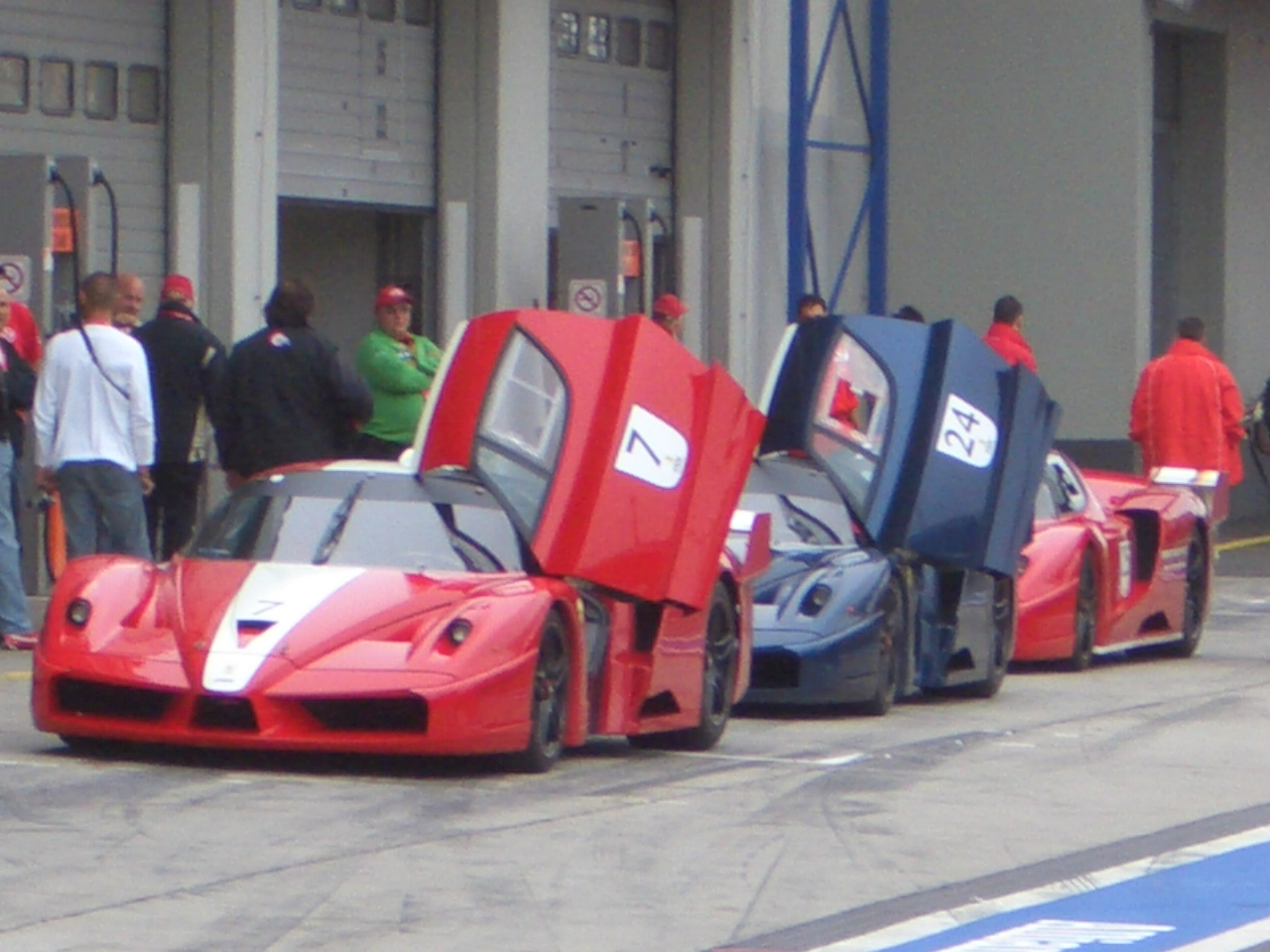
FXXプログラム

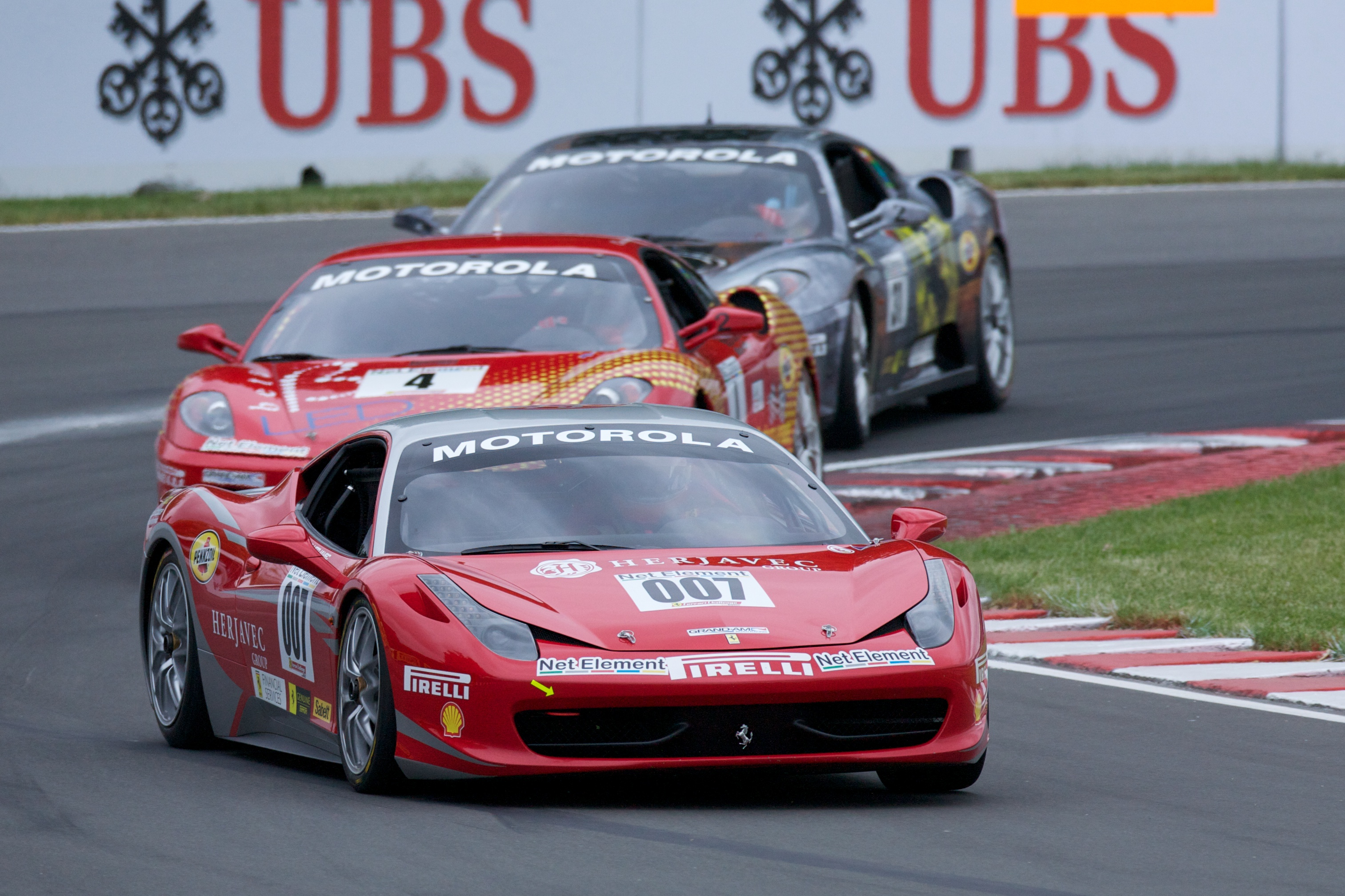
フェラーリ・チャレンジ

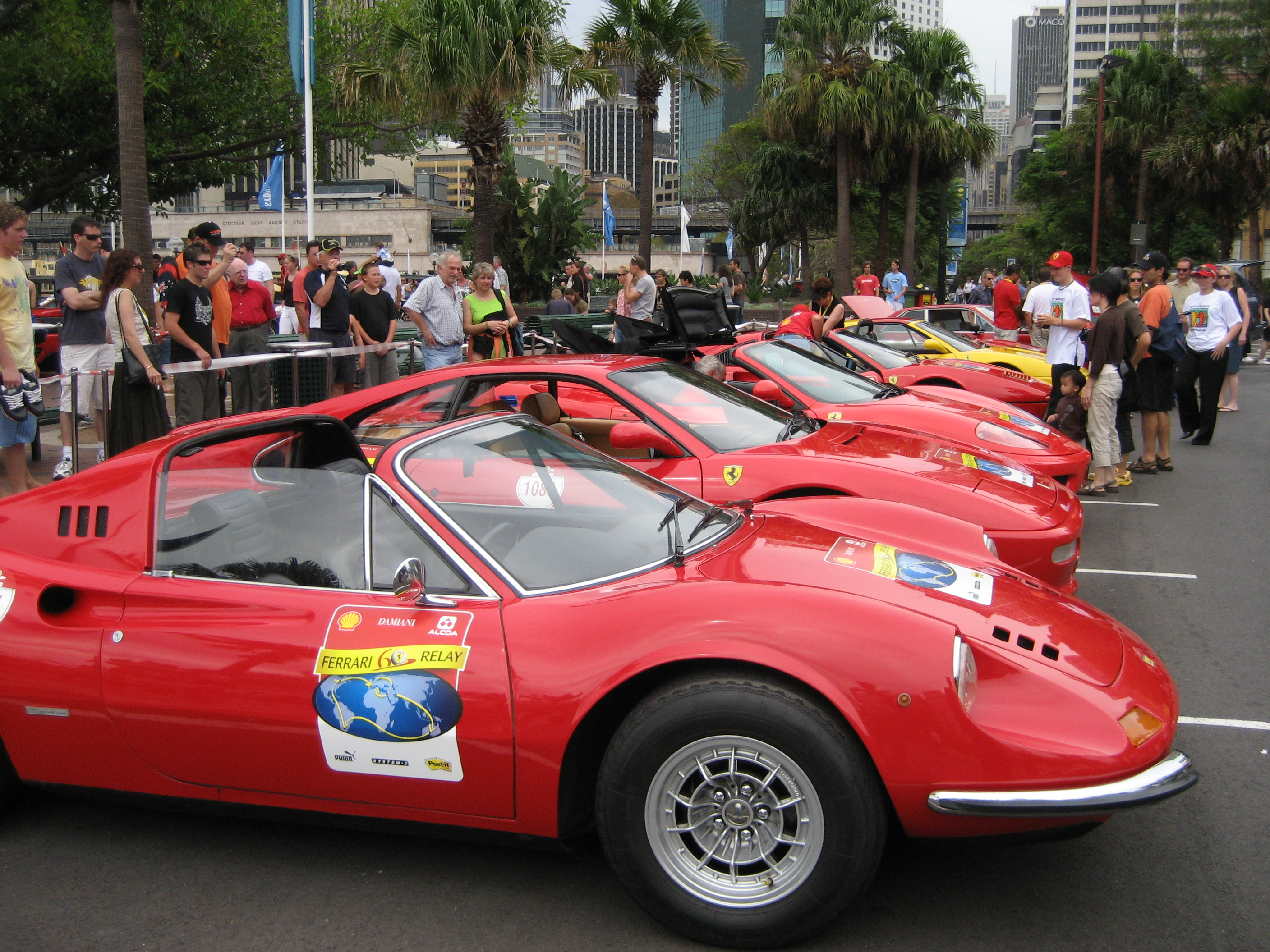
フェラーリ・カヴァルケイド

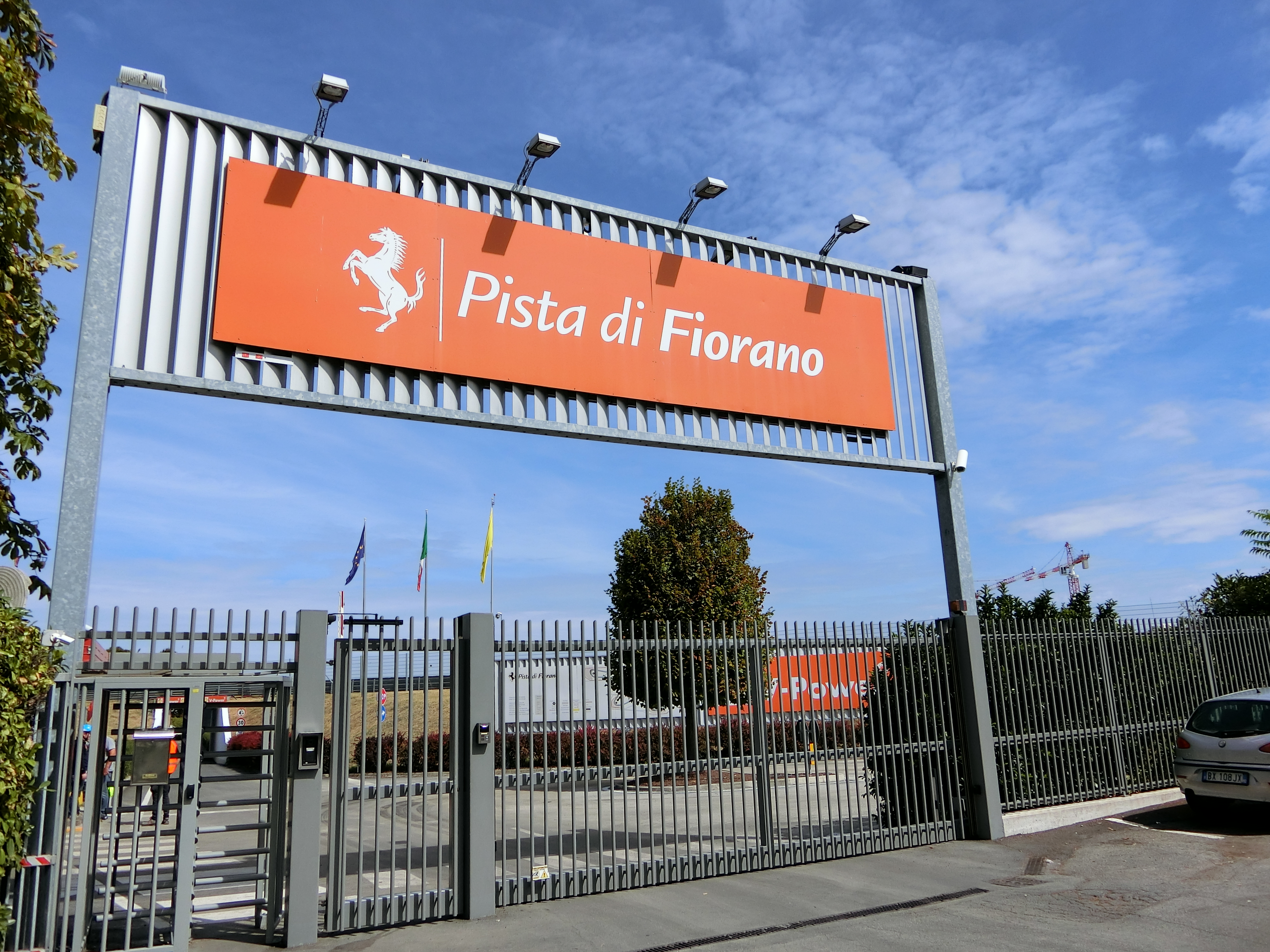
フィオラノ・サーキット

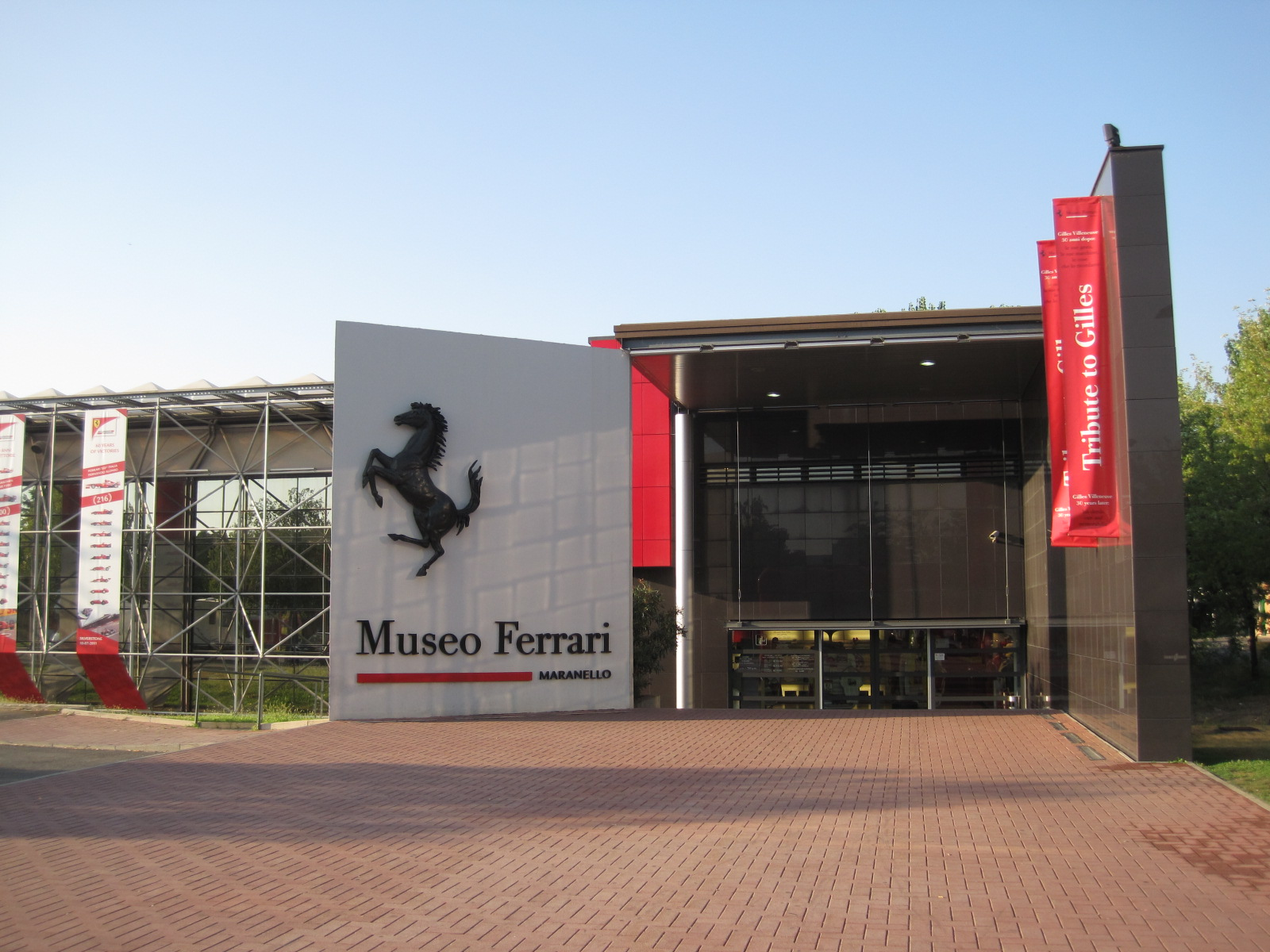
ムゼオ・フェラーリ

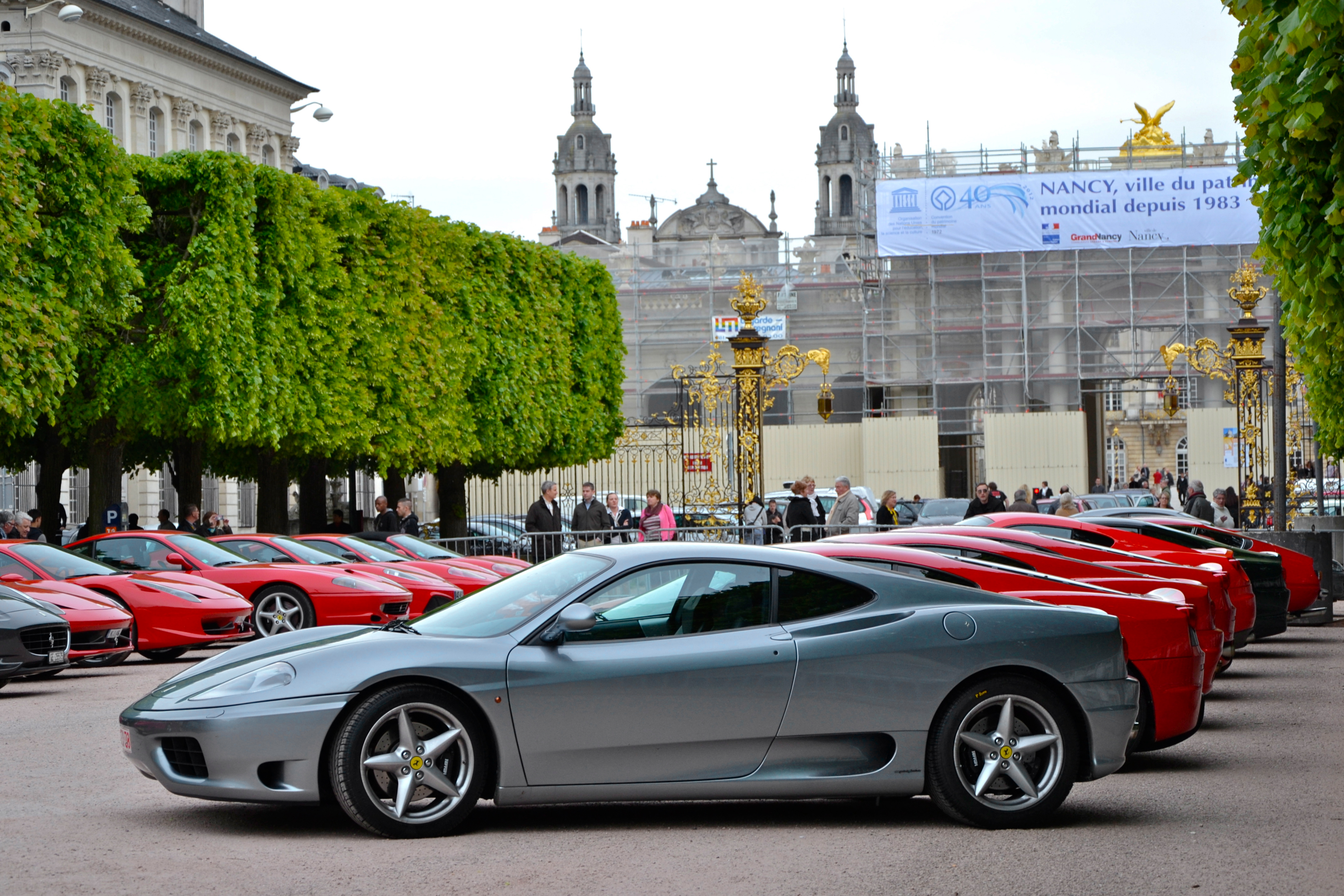
フェラーリ・クラブ・フランスのイベント

フェラーリや各国の現地法人によるオーナー向けの有償や無償の様々なサービスやイベント、特典が用意されている。世界規模で活動する裕福なオーナーが多いことから、これらはオーナーが購入または在住している国だけでなく、世界各国で享受、体験できるものが多いことが特徴である。
さらに、「フェラーリレーシングデイズ」などのサーキットイベントやツーリングイベント、パーティーなどの、正規販売代理店と正規サービスセンターが開催しているオーナーを対象としたイベントも多数ある。なお、基本的に正規販売代理店と正規サービスセンターで販売された新車と認定中古車やそのオーナーが対象だが、「フェラーリ・コンシェルジュ」や「フェラーリ純正パーツ/アクセサリー」、「ファクトリー・ツアー」や「公認オーナーズクラブ」など、それ以外の並行車両やそのオーナーも対象となっているものも多い。
フェラーリ・コンシェルジュ
日本やイタリア、イギリスやアメリカなどの主要市場に設置しているオーナー向けのサービス窓口。オーナーに提供する下記の各種サービスの利用や問い合わせ、イベントへの参加や問い合わせを無料で受け付ける。
他にも、オーナー限定のマラネッロの本社工場見学ツアー「ファクトリー・ツアー」や、本社に隣接した博物館「ムゼオ・フェラーリ」見学、「フェラーリF1クラブ」のパドックパスや「フェラーリ・ワールド」のオーナー向け入場券の手配も行っている。また、オーナー以外による各種問い合わせの窓口ともなっている。
フェラーリ・ロードサイド・アシスタンス
日本を含む主要市場に設置している24時間対応のフェラーリ専用のロードサイド・アシスタンス・サービス。路上や自宅などにおけるバッテリー上がりや故障などの対応を行う。正規販売代理店で販売された新車と認定中古車のみがこのサービスを受けることが出来る。
フェラーリ純正パーツ/アクセサリー
「Ferrari Genuine」と呼ばれる、正規販売代理店と正規サービスセンターのみを通じて販売する、フェラーリの社内品質基準と各国の車検基準に適合した純正パーツ及び純正アクセサリー。新車保証を受けたり「フェラーリ・クラシケ」の鑑定をパスするためには純正パーツ/アクセサリーのみが使用されていることが必要である。
フェラーリ・ファイナンシャル・サービス
正規販売代理店で発売される新車及び認定中古車、フェラーリ純正パーツやアクセサリーを購入する際に、リースやローンサービス、クレジットカードなどを提供している。各国でサービス内容は異なる。
フェラーリ・レーシング・デイズ
フェラーリの主催により世界各国のサーキットで開催されるオーナー向けの祭典。フェラーリ・チャレンジやF1クリエンティ、XXプログラムの走行、スクーデリア・フェラーリのドライバーや元ドライバーによるF1マシンの走行、市販車のオーナーによるサーキット走行体験などのイベントが行われる。
日本でも隔年に1回国内のサーキットで開催される。参加はフェラーリ各車種とそのオーナーに限られるが、オーナー以外による観覧も可能である。これらのイベントを総括するものとして、年末に「フィナーリ・モンディアーリ」が開催される。
フィナーリ・モンディアーリ
毎年末にイタリアやスペインなどのサーキットで開催されるフェラーリ最大のモータースポーツイベント。
フェラーリ・カヴァルケイド
イタリアやヨーロッパ各地、日本やアメリカなどの名所やフェラーリにまつわる場所を、自分のフェラーリを世界各国から持ち込んだ数十人から百数十人の重要顧客たちが数日をかけて走るイベント。
年間数回世界各地で開催され、遠方から訪れたオーナーは現地に用意された車輌を使用しての参加も可能である。なお、参加台数が限られていることもあり、参加者はフェラーリおよび現地法人、正規ディーラーにより招待を受けた者のうち、参加を承諾したもののみとなっている。
フェラーリ・トリビュート・ミッレミリア
毎年イタリアで開催される「復刻版ミッレミリア」のサポートイベントとして開催され、「カヴァルケイド」と同様に自分のフェラーリを世界各国から持ち込んだ数十人の重要顧客たちが、復刻版ミッレミリアと同じコース（とフェラーリにまつわる名所）を走るイベント。
日本などの遠方から訪れたオーナーは、現地に用意された車輌を使用しての参加も可能である。なお、参加台数が限られていることもあり、参加者はフェラーリおよび現地法人により招待を受けた者のうち、参加を承諾したもののみとなっている。
ピロタ・フェラーリ
フェラーリのオーナー向けに、プロのレーシングドライバーを講師として招いて開催されるドライビングスクール。初級者向けからフェラーリ・チャレンジ経験者向けまで4つのクラスが用意されており、年数回イタリア（フィオラノ・サーキットなど）や日本、アメリカや中華人民共和国のサーキットで開催され、フェラーリ・コンシェルジュや正規販売代理店、正規サービスセンターを通じて申し込むことができる。
ファクトリー・ツアー
オーナーとその同伴者限定で提供されているマラネッロの本社工場見学ツアー（有償）。本社工場のラインやコルセ・クリエンティ、フェラーリ・クラシケの本部などをガイド付きで見ることができる。イタリア語と英語のほか、日本語のガイドも用意されている。
フェラーリ・コンシェルジュや正規販売代理店、正規サービスセンターを通じて申し込むことができる。なお、工場内に入ることから、16歳以下は安全上の観点から参加できない。
フェラーリF1クラブ
日本グランプリやモナコグランプリ、シンガポール・グランプリをはじめとするF1世界選手権各戦における「Formula One Paddock Club」のフェラーリ・シャレーや各スポンサーのシャレーでの観戦パスをオーナー限定で提供しており、フェラーリ・コンシェルジュを通じて申し込むことができる。なお、購入者には特製のお土産も用意される。
フェラーリ・マガジン
フェラーリが発行しているオーナー向け雑誌。新車を正規販売代理店で購入したオーナーへの「コンタクト・プラン」の特典の一部として、注文後2年間、認定中古車を購入したオーナーに1年間無償で送付される。また、それ以降も有償で定期購読が可能な他、オーナー以外でも有償で定期購読が可能である。
「コンデナスト・パブリケーションズ」により編集されており、イタリア語と英語の併記版のみが用意されているが、2016年のリニューアル以降は日本語のオンライン版も用意されている。
公認オーナーズクラブ
イタリアや日本、イギリスやフランスなどの主要市場のみならず、香港やメキシコ、チリやオーストリア、大韓民国やレバノン、サウジアラビアなど、世界各国にフェラーリが正式に公認しているオーナーズクラブが設けられている。
これらの公認オーナーズクラブは1国1クラブが原則であり、フェラーリからは独立して運営されているが、フェラーリのエンブレムの使用の権利が与えられ、さらにイベントやパーティー、サーキット走行などの様々な活動にはフェラーリ及び現地法人、正規ディーラーが全面的に協力しており、また1年に1回フェラーリの協力を受け、全クラブの総会が開かれている。また、各国の公認オーナーズクラブ同士の交流も活発に行っている。
日本のオーナーズクラブは30年以上の歴史があるが、2014年以降は「フェラーリ・オーナーズ・クラブ・ジャパン（Ferrari Owners' Club Japan）」と「フェラーリ・クラブ・オブ・ジャパン（Ferrari Club of Japan）」の2つの公認オーナーズクラブに分裂し、それぞれ数百人の会員がいた。しかしながら、2019年より再び両クラブが統合することが発表された。

## ブランド

### カヴァッリーノ・ランパンテ

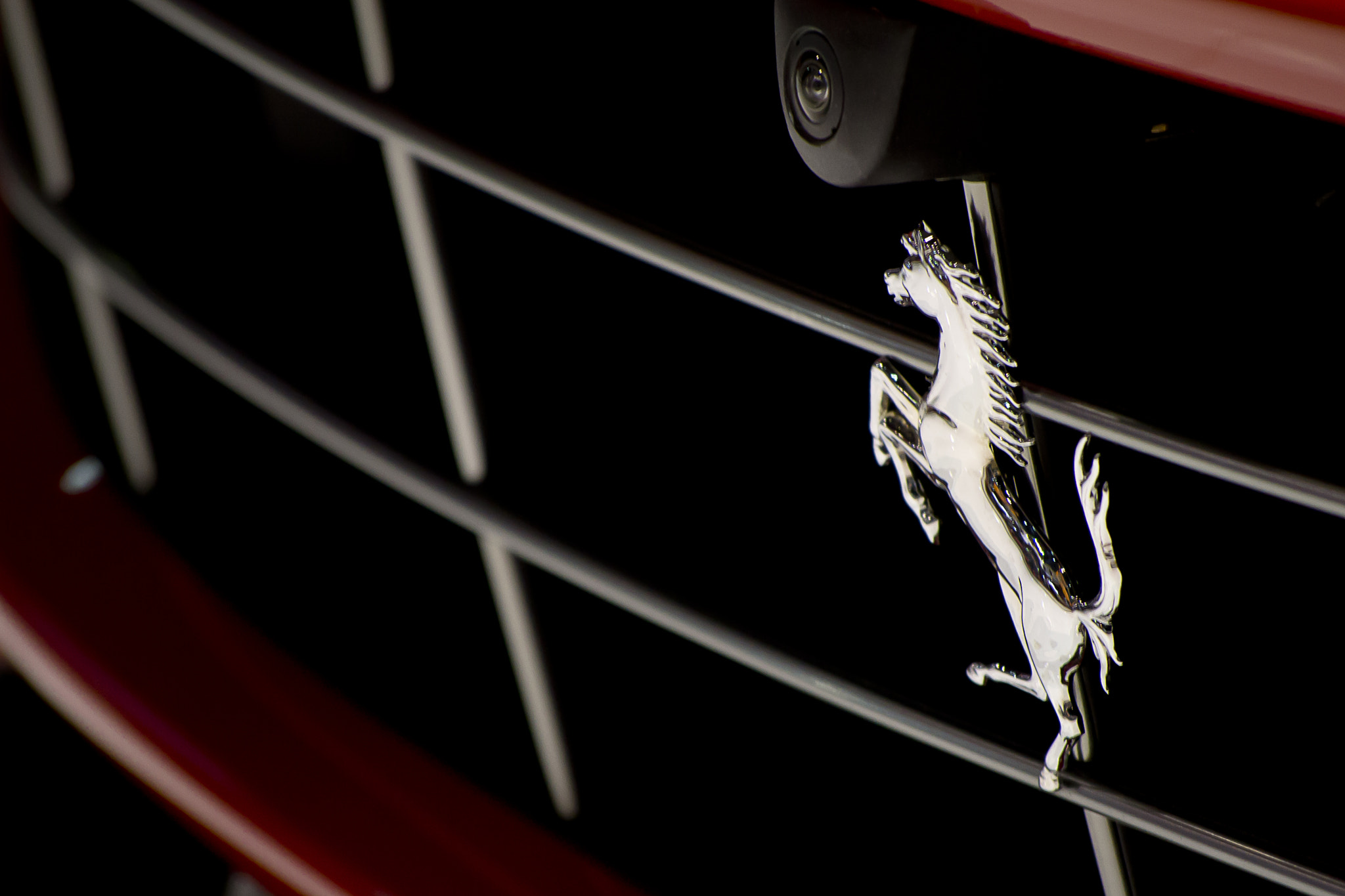
F12ベルリネッタのフロントラジエータ部分につけられた「跳ね馬」

後足で立ち上がった馬の図柄を使用するため「跳ね馬」の愛称を持つ。この紋章はイタリア語で「カヴァッリーノ・ランパンテ」（Cavallino Rampante ）といい、「Rampante」は紋章用語で「気負い立ち」を意味するため、直訳では「気負い立ち馬」であるが、英訳では「（後肢で前へと）跳ねる馬」（Prancing Horse ）となっている。
通常は「跳ね馬」のみの紋章はGTレース、フェラーリ・チャレンジとXXプログラムに参加しているマシンと支援車輌、そして市販車のフロントラジエータ部分につけられている。
また「跳ね馬」があしらわれた紋章は「長方形」と「盾形」の2種類があり、この2種類は下記の様に（本来は）用途によって明確に使い分けられている。いずれも上部にはイタリアの国旗と同じ三色（緑白赤）のラインが入っている。なお3種類ともに各国で商標として登録されており、フェラーリおよび正規ディーラーと正規サービスセンター、フェラーリとライセンス契約を結んだ商品のみで使用できる。

#### 長方形

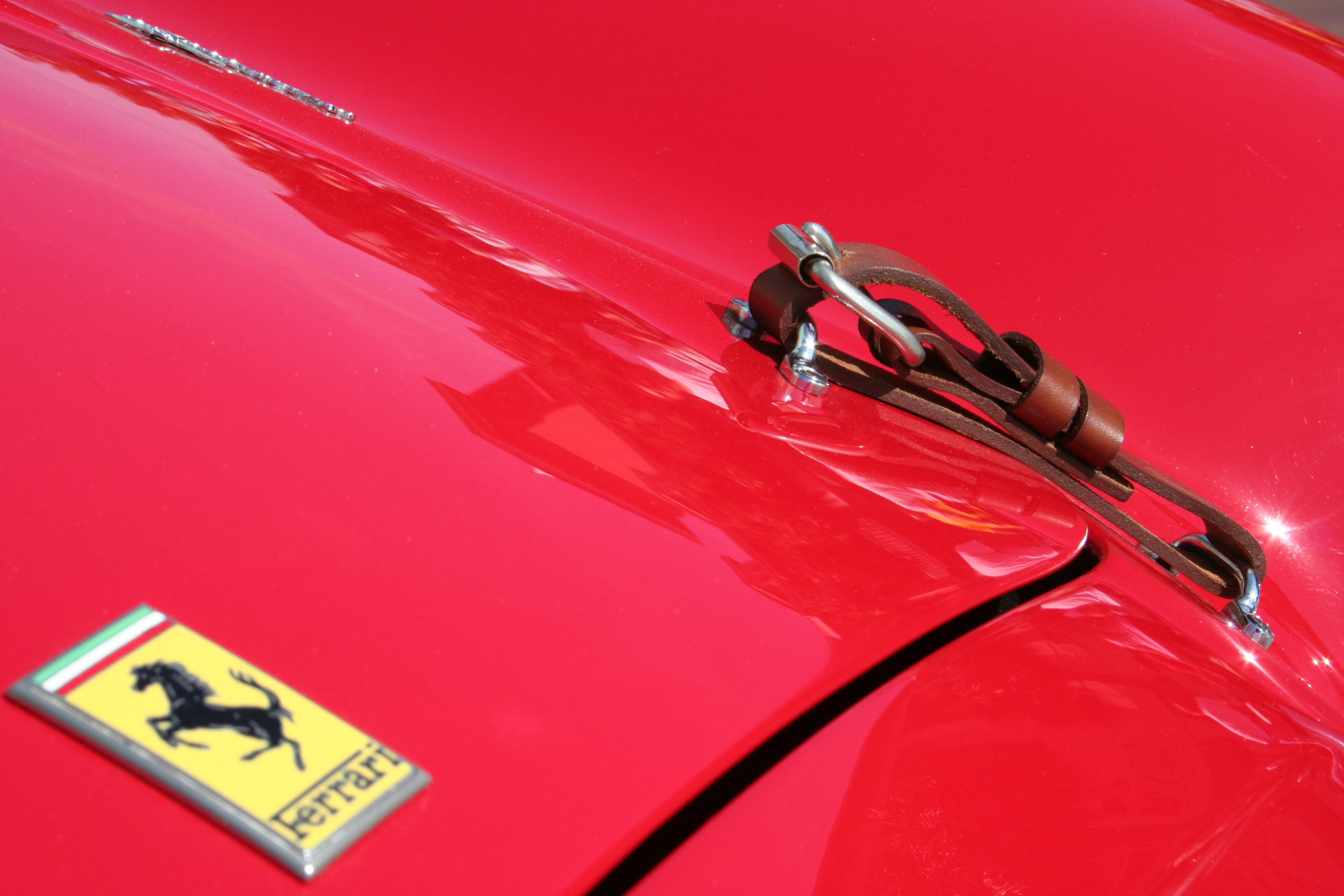
166の正面部につけられた長方形の紋章

長方形のものは、フェラーリの公式な社章として社員の名刺や社用便箋、公式文書や工場で働く工員の作業着、社用車などで使用されているほか、モータースポーツ車両の前面部や市販車、「フェラーリ・ストア」、正規ディーラーや正規サービスセンターなどでも使用されている。

#### 盾形

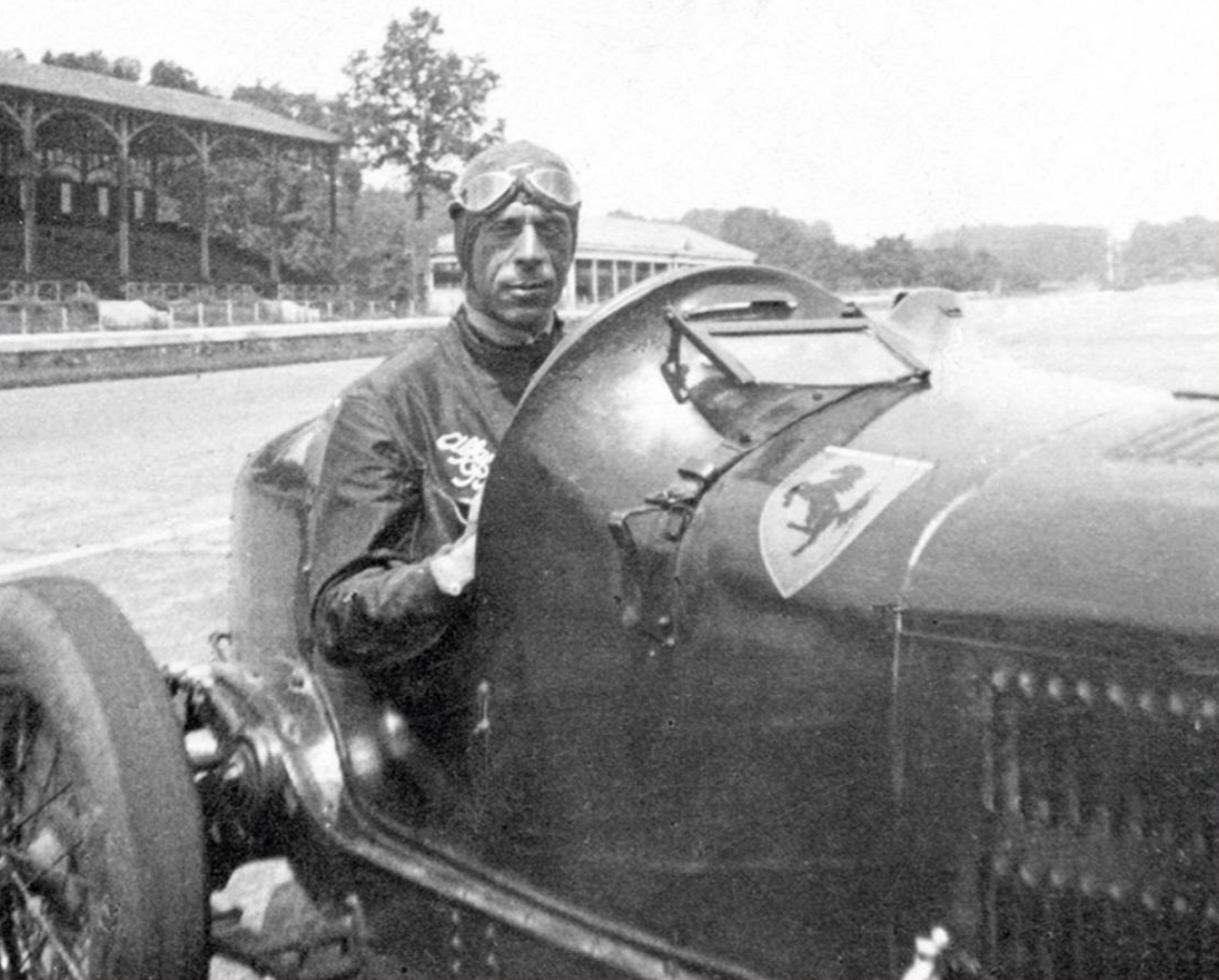
1933年のイタリアグランプリにて、アルファロメオ・8C 2300につけられた盾形の紋章

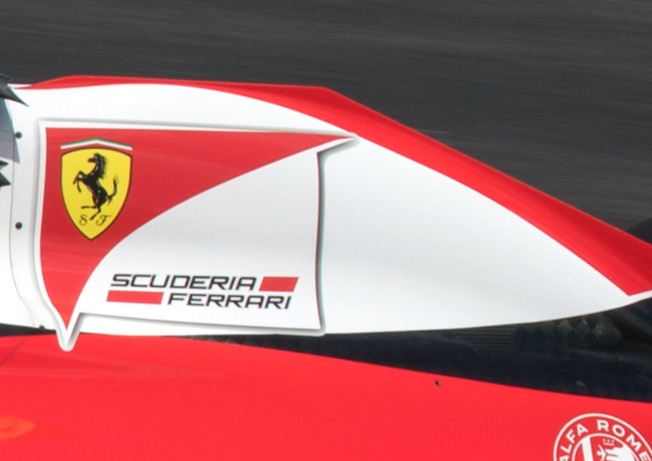
F1マシンのフェンダーにつけられた盾形の紋章

盾形（スクデット）のものは、元々は1920年代から1930年代にかけてスクーデリア・フェラーリがアルファロメオで参戦していた際に使用されたもので、下部に「スクーデリア・フェラーリ」のイニシャルである「S」と「F」が入っている。その後スクーデリア・フェラーリとアルファロメオが袂を別ってから使用されていなかったが、フェラーリ設立後の1952年に、モータースポーツに参戦するために製造された車輌と、増え続ける市販車を明確に区別するために再び導入された。
この様に、盾形は本来は「フェラーリの名の元でモータースポーツに関わっている」ことを示すもので、F1とGTレース、クラブ・コンペティツオーニGT、フェラーリ・チャレンジ、クリエンティとXXプログラムに参加しているマシンと支援車輌、そしてモータースポーツに携わるジェスティオーネ・スポルティーバ部門とコルセ・クリエンティ部門の両部門に関連した業務に携わる各部門のフェラーリ社員と、承認を受けたGTなどのプライベートチームや正規ディーラー、正規サービスセンターのエンジニアやメカニックなどの外部スタッフ、そしてこれらに参戦するドライバーや関係者に対して配布されたアイテムのみで使用できるものである。
しかし現在は、市販モデルのオーナーやファンのみならず、マスコミなどが長方形の紋章と混同して使用しているケースが多いだけでなく、フェラーリの市販モデルのフェンダー部に盾形の紋章が正規オプションとして用意されている他、一般向けに販売されているレプリカウェアや各種グッズにも盾形の紋章が使われているなど、本来の用途とは異なるかたちで使われることも多い。

#### 由来

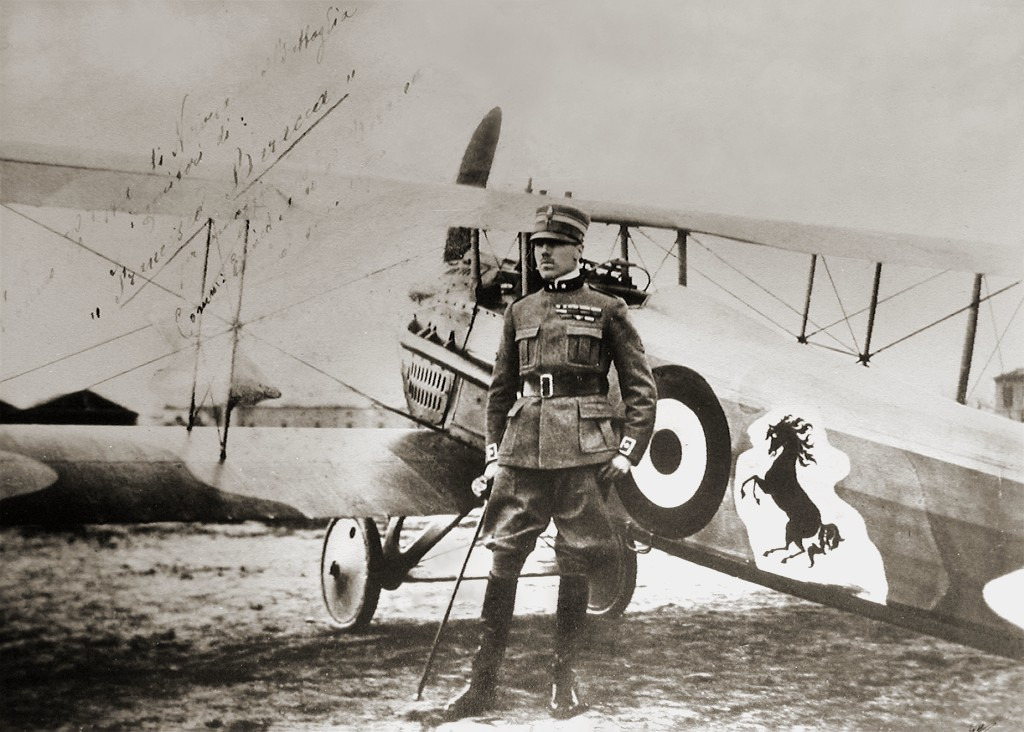
スパッドXIIIの前に立つバラッカ（1916年）

本来この紋章は、第一次世界大戦時にイタリア空軍のエースだったフランチェスコ・バラッカが、自身の搭乗する戦闘機に付けていた。その由来には複数の説がある。
- 元々はバラッカが空軍に移る前に所属していた、イタリア陸軍第11山岳騎兵連隊の紋章であった。その後バラッカは空軍に移り、第91a飛行隊に所属。それに伴い、この紋章も部隊のエンブレムとなっていた。
- バラッカがドイツ空軍機を撃墜した際、その機体にはパイロットの出身地シュトゥットガルト市の紋章である跳ね馬が描かれており、バラッカと彼が所属する第91a飛行隊はそのアイデアを頂戴した[157]。

1923年、アルファロメオのワークスドライバーだったエンツォ・フェラーリは、ラヴェンナで行われたチルキット・デル・サヴィオで優勝した。このレースを観戦していたパオリーナ夫人（バラッカの母親）はエンツォに亡き息子のシンボルであった跳ね馬の紋章を使うよう勧めた。第91a飛行隊にエンツォの兄アルフレードが所属していた縁もあり、エンツォもこの申し出を受け入れた。ただし、研究家によっては「英雄の母親とはいえ息子の部隊章の使用許可を与える権限はなく、この話はエンツォの創作ではないか」と考察している。1932年、スパ24時間レースに出場したスクーデリア・フェラーリのマシン（アルファロメオ製）に初めて跳ね馬の紋章が付けられた。
フェラーリと共にスポーツカーの代名詞とされるポルシェの社章にも跳ね馬があしらわれているが、これはポルシェの本社があるシュトゥットガルト市とそれを含むバーデン＝ヴュルテンベルク州の紋章を組み合わせたものであり、偶然ではあるが両社はエンブレムの由来でつながりを持つ。

### コーポレートカラー

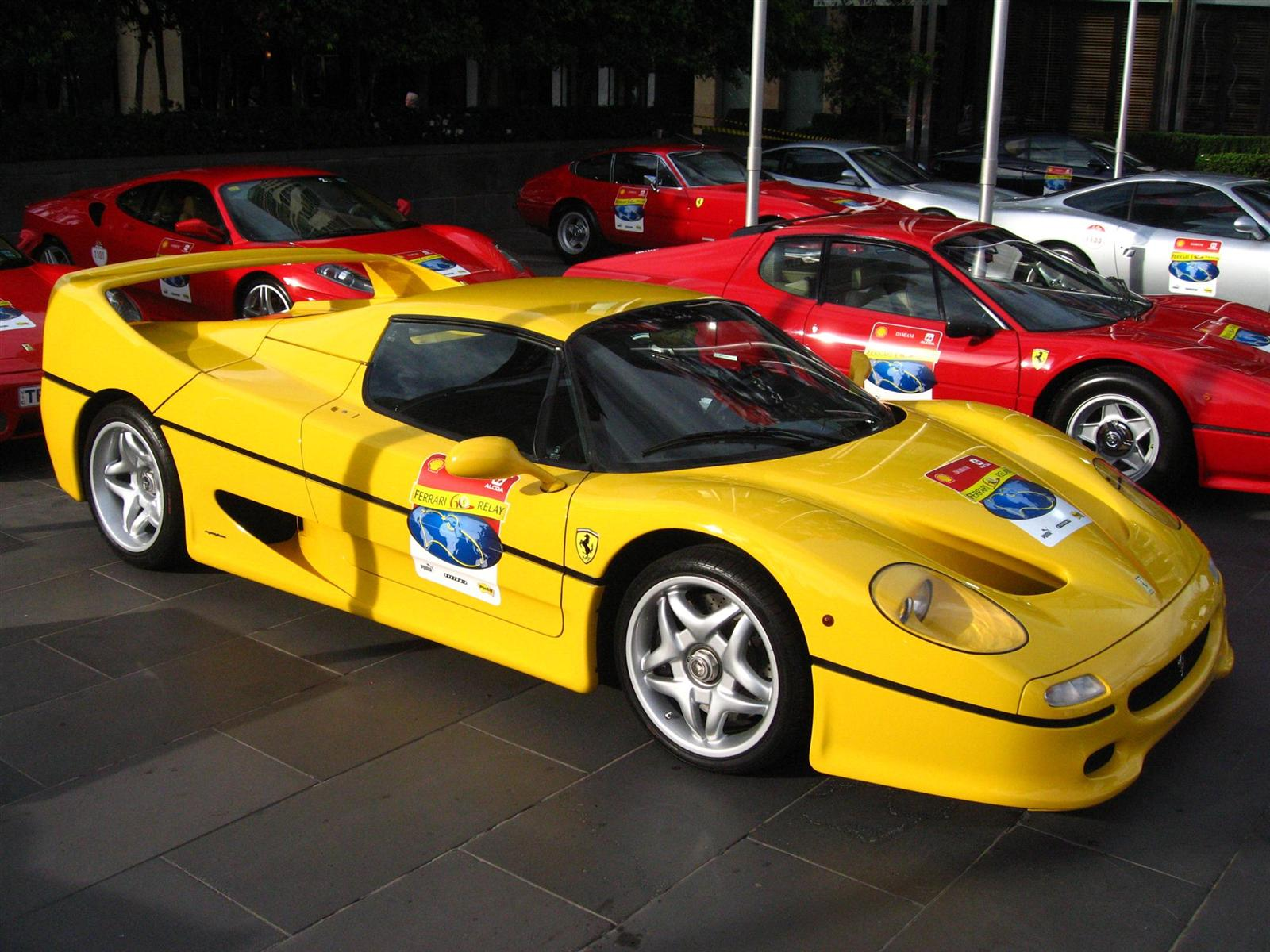
「ジャッロ・モデーナ」塗装が施されたF50

フェラーリの「イメージカラー」としては赤（ロッソ）が非常に有名であり、「赤がコーポレートカラーである」というイメージが一般やオーナーに浸透しているが、この色はそれ以前にモータースポーツにおけるイタリアのナショナルカラーであり、アルファロメオやチシタリア、スクーデリア・イタリアなど他のイタリアの自動車会社やレーシングチームでも多数使用されている。また現在では、「ロッソ・スクーデリア」や「ロッソ・コルサ」、「ロッソ・フィオラノ」や「ロッソ・フオッコ」など数パターンの赤系の色が有料オプションとして用意されている。
本来のフェラーリの「コーポレートカラー」は会社があるモデナ県のカラー「黄色（ジャッロ）」であり、実際黄色はフェラーリの内部で使用される多くの文具などに使われている。またフェラーリの黄色い外板色の名前は「ジャッロ・モデーナ」とされている。「跳ね馬」の社章の背後にもコーポレートカラーがあしらわれているが、これはシュトゥットガルト市の紋章の背景が黄色だったため（ただしポルシェのエンブレムは金色）。
また赤色と黄色は暗黙のうちにコーポレートカラーに含まれているので、コルセ・クリエンティの新車発表時のみならず、量産車の新車発表時には車種によっては赤色と黄色の車両も用意するように配慮されている。

### ブランド展開

#### ブランド維持への取り組み
イギリスのブランド価値調査機関である「ブランド・ファイナンス」がまとめた報告では、「コカ・コーラ」や「Apple」などを抑えて2013年の「世界で最もパワーのあるブランド」に選ばれた。
なお、F1やWECなどのモータースポーツに直結した高性能スポーツカー専業メーカーとしてのブランドイメージを重視しており、SUVやエンジン不要の電気自動車（EV）には長年参入しない方針を示していた（SUVについては2022年に「4ドアスポーツカー」の呼称で「プロサングエ」を発表、EVは2025年に初のモデルを発表する予定）。
2012年には同社にとって過去最高の営業利益と販売台数を記録したが、エンツォ・フェラーリ時代よりモンテゼーモロ時代に至るまで伝統的に維持してきた、オーナーに対する「飢餓感」を維持するために恣意的に生産台数を抑えており、2013年にはあえて生産台数を7000台以下に抑えると発表した。モンテゼーモロ時代が終わった2020年に至っても、生産台数が1万台を超えるのみに抑えられている。

#### ブランドビジネス

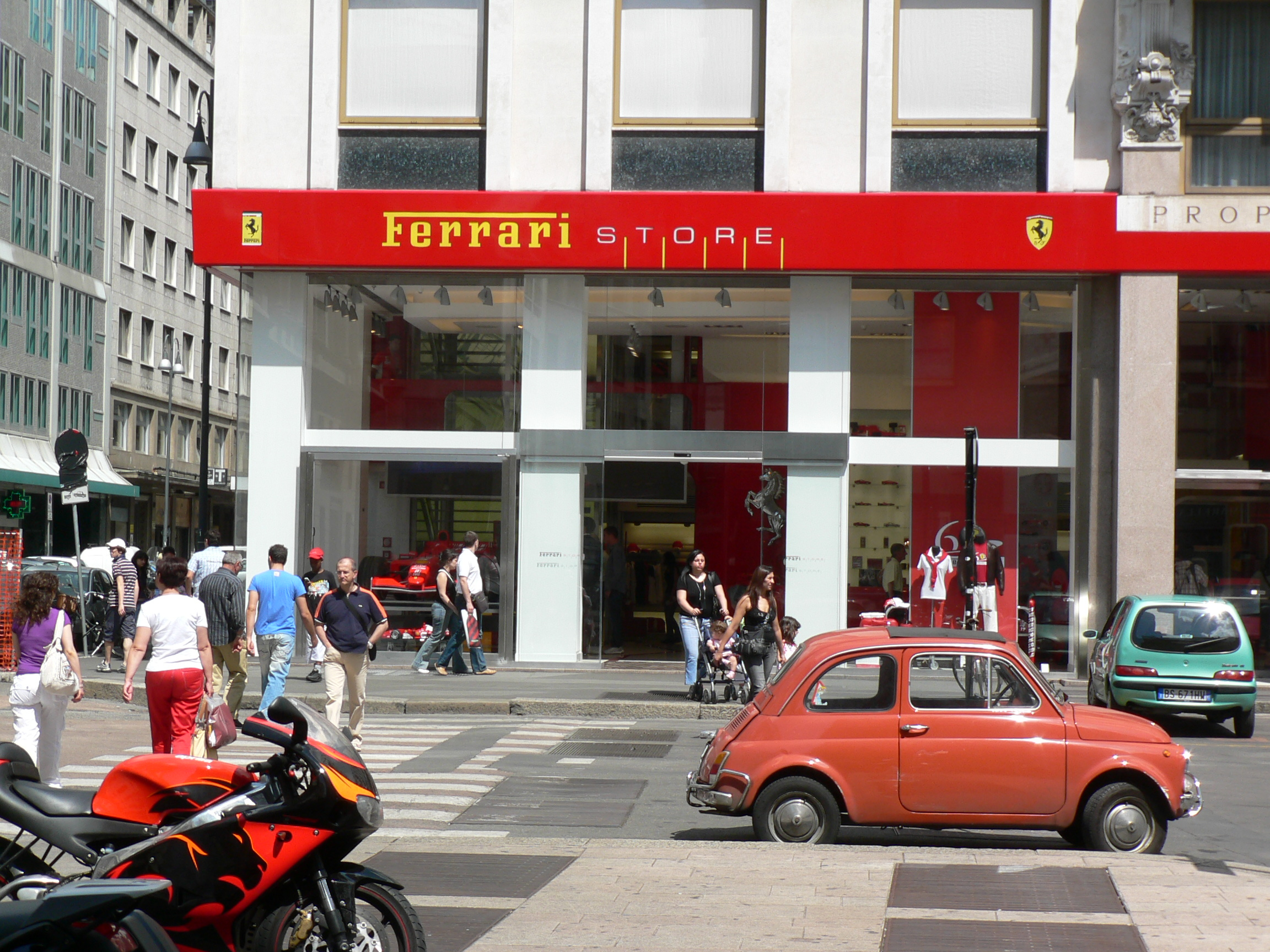
「フェラーリ・ストア」ミラノ店

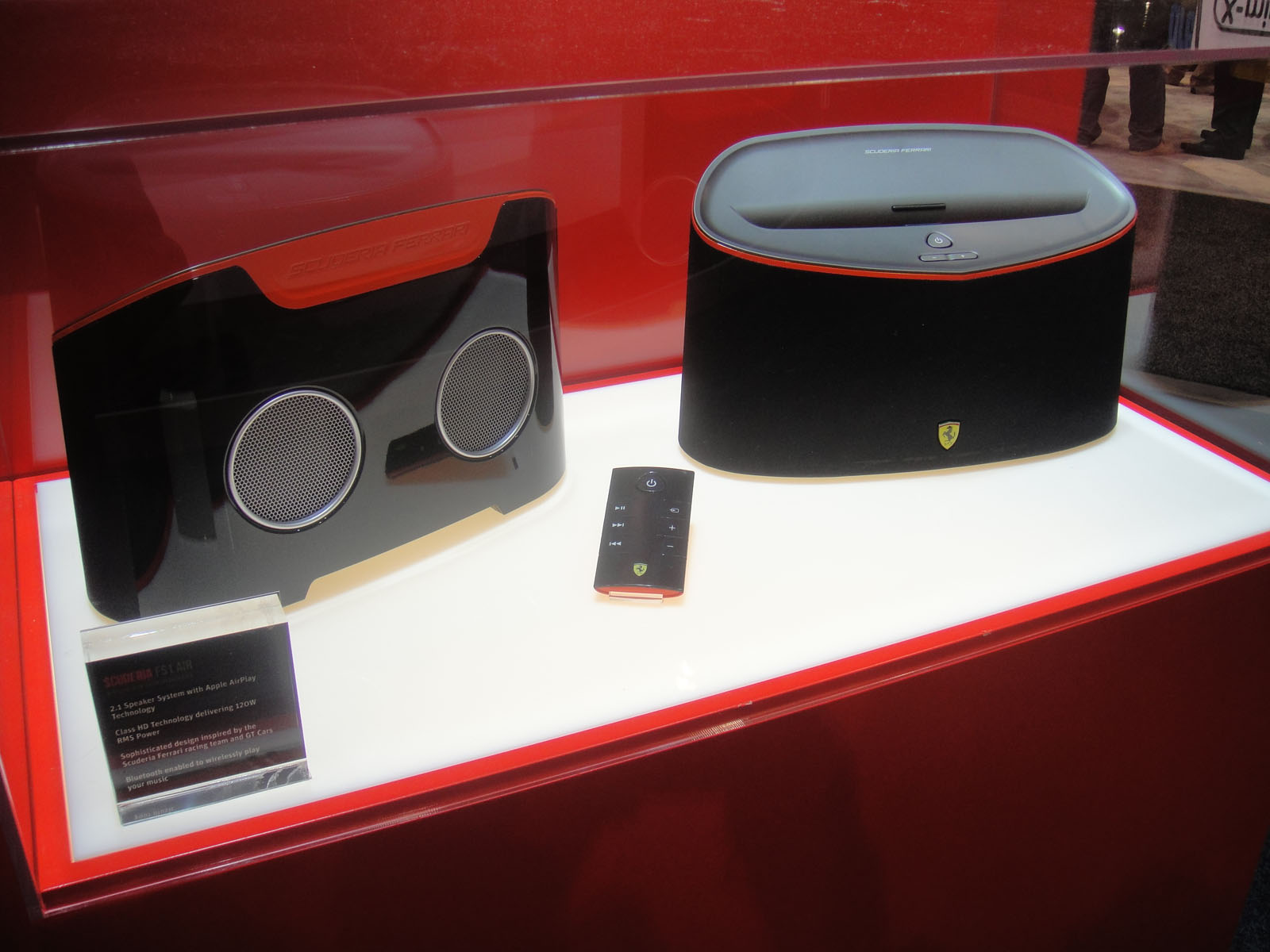
フェラーリ公式のワイヤレススピーカー

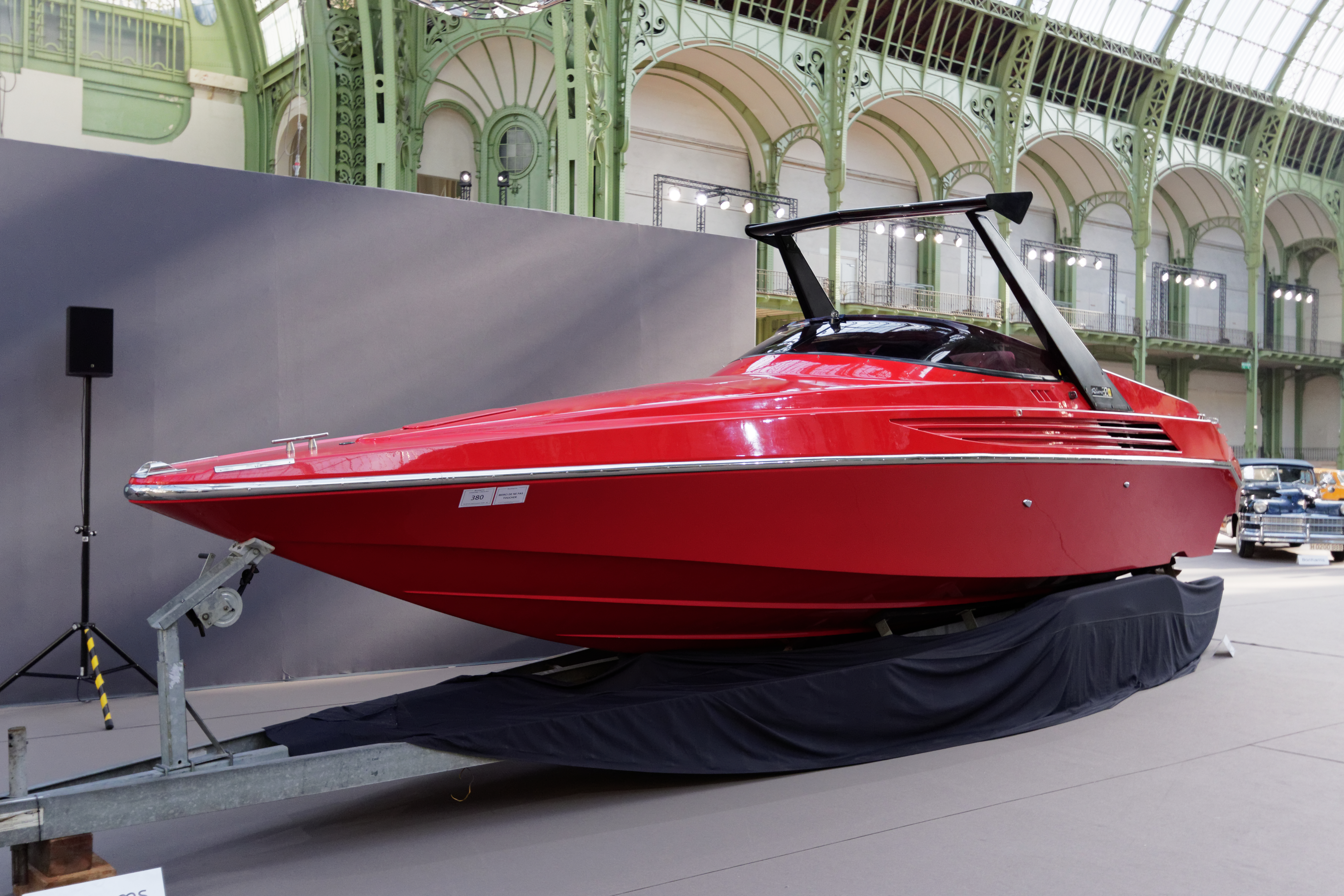
リーヴァ・フェラーリ32

世界的に高い知名度とブランドイメージを活かして、各種企業とライセンス契約を結び、自動車関連製品から装飾品、衣類、コンピュータ、玩具、自転車、セグウェイ、インテリア、さらには携帯電話に至るまで様々なフェラーリ公式グッズの販売が行われている。
また、ローマやミラノ、アブダビやドバイ、シンガポールやニューヨークなどにある「フェラーリ・ストア（Ferrari Store）」の店舗や公式ウェブサイト内で、フェラーリの公式グッズやミニチュアカー、衣類や純正パーツなどを利用した装飾品の販売を行っている。2021年6月にはアパレル部門がファッションショーを初めて開いた。また、2022年10月には中国のネットモール天猫に出店し、中国でのアパレル事業に参入した。
自動車メーカーでは知的財産権の取り組みが早く、1999年にマテルがフェラーリと商品化権を独占的に使用する締結を結び、これ以降他社はフェラーリのミニカーを基本的に生産、販売できなくなった。なお、2015年以降はマテルに代わり「ブラーゴ」や「マイスト」ブランドを傘下に持つ香港のメイ・チョングループと契約を締結しており、メイ・チョングループのライセンスの元、他ブランドでの発売も再開されるようになった。
これらのライセンス契約金は本業以外の大きな収入源となり、フェラーリの全収益の約30%を占めている。現在は海賊品の取り締まりのみならず、並行輸入業者などによるエンブレムやブランドロゴの不正使用の取り締まり、また登録商標の不正な使用を、日本を含む世界各地の担当者による調査を通じて日常的に行っている。
1980年代後半から1990年代前半にかけては、イタリア高級ボートメーカー「リーヴァ」とのコラボレーションで、高性能エンジンを搭載し深紅に塗装されたボート「リーヴァ・フェラーリ32」が製造された。その後このようなコラボレーションは行われていないが、「フェレッティ・グループ」傘下となった「リーヴァ」は、2015年以降スクーデリア・フェラーリの公式スポンサーとなっている。

#### テーマパーク

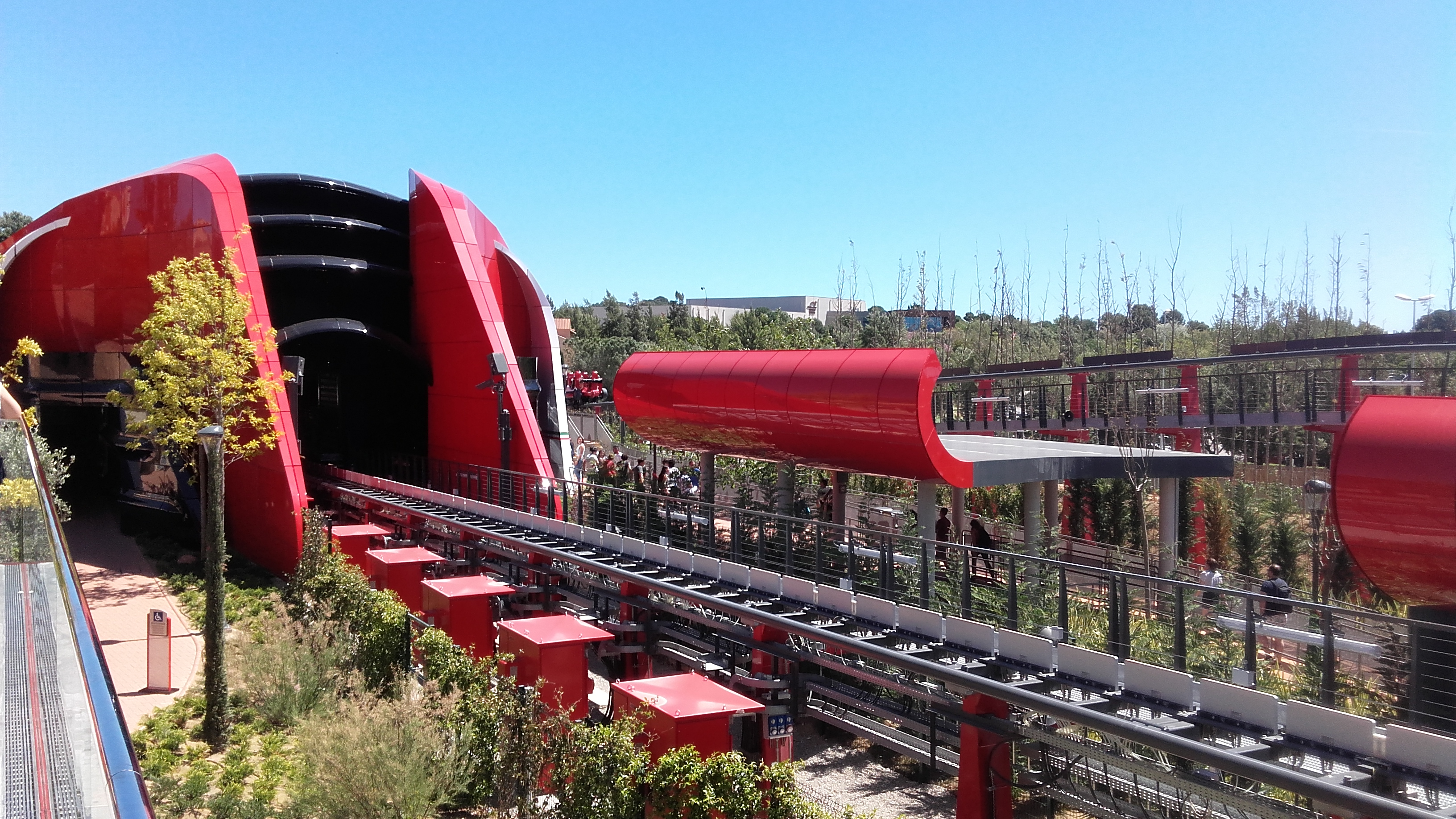
「フェラーリ・ランド」

2009年11月には、アラブ首長国連邦のアブダビヤス島にフェラーリのテーマパーク「フェラーリ・ワールド」が開園した。同パーク内には、世界最高速を誇るジェットコースターやドライビングシミュレーター、フェラーリ本社前にあるレストラン「カヴァリーノ」の初の支店などがある。また2017年には、スペインのバルセロナ近郊タラゴナにも「フェラーリ・ランド」がオープンした。なお、フェラーリのオーナー向けの割引入場券も用意されており、フェラーリ・コンシェルジュを通じて申し込むことができる。

### コレクター

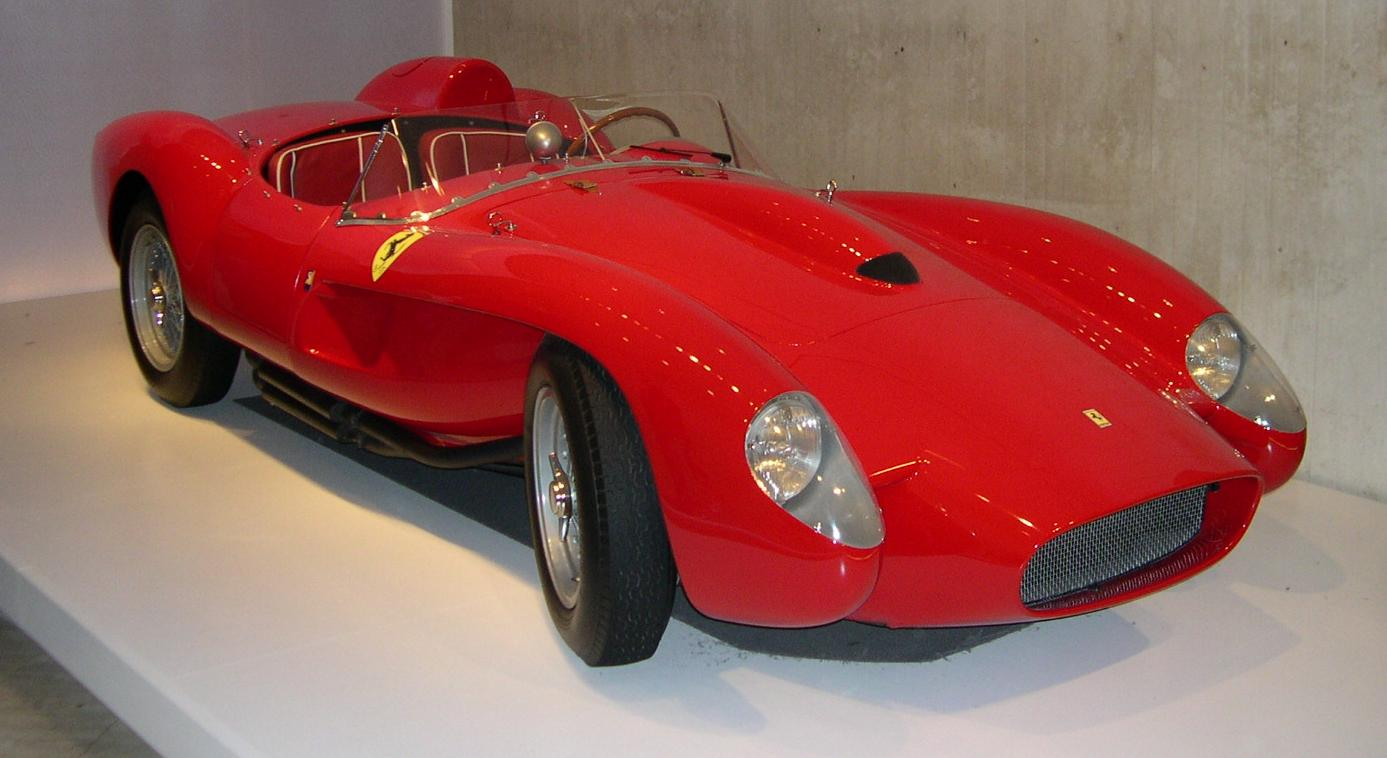
ボストン美術館に出展されたラルフ・ローレン所有の「250テスタロッサ」

自動車コレクターの中でも、コレクションの大半あるいは全てをフェラーリに捧げている「フェラーリ・コレクター」が世界中に少なからず存在する。著名な人物としては、エリック・クラプトン、ニック・メイスン、ピーター・カリコフ、日本では平松潤一郎（「オリエンタルビル」代表取締役）や松田芳穂などがおり、松田は自身のコレクション（Matsuda Collection）を展示する施設「フェラーリ美術館」（静岡県御殿場市所在、2008年に閉館）を創設した人物として知られる。また、ラルフ・ローレンやハサナル・ボルキアといった大富豪が所有する桁違いの膨大な自動車コレクションにおいても、フェラーリは重要な位置を占めている。

### オークション

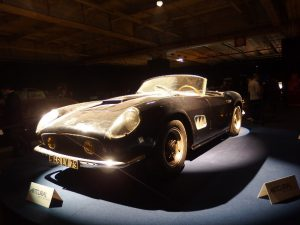
2015年に約21億円で落札された「250GT SWB」

その絶大なブランド力により、フェラーリはオークション関係でも数々の記録を打ち立てている。
- 毎年フランスで行われているクラシックカーイベント「サロン・レトロモービル 2015」で、フランスの俳優のアラン・ドロンが1963年から1965年まで所有していた「250GT SWB カリフォルニア・スパイダー」が、レトロモービル史上最高値の約21億円で落札された[175]。なおこの車は、長年整備を受けないままに、フランス国内の大富豪の屋根付きの駐車場に放置されていたものであった。
- 2017年9月9日に、マラネッロで行われた創立70周年記念イベントにおいて「RM サザビーズ」が開催したオークションにおいて、1971年に日本に輸入され、1970年代後半から岐阜県に長年整備を受けずに保管されていた「365GTB/4」のアルミボディ版が出品され、同モデルの過去最高額となる約2億3300万円で落札された[176]。
- 2018年8月27日、「フェラーリ 250 GTO」が約54億円で落札され、オークション史上最高額を更新した[177]。

## 日本におけるフェラーリ

### 世界6大市場の一角
設立からわずか10年足らずの1950年代後半に、裕福な自動車マニアの手で初めて輸入されるなど、欧米以外では中東と並び比較的歴史が長い上に、2021年には販売台数が世界2位、台数が1,200台を超えるなどアメリカに次ぎ販売台数が多く、またワンオフやフェラーリ・クラシケ、F1やXXプログラム、クラブ・コンペティツォーニGTやフェラーリ・チャレンジなどのコルセ・クリエンティの重要顧客が多く、フェラーリの車づくりにも多大な影響を与えてきた日本は、母国のイタリアや、伝統的に販売台数が多いイギリスやアメリカ、ドイツと並び、フェラーリの「世界6大市場」の1つとされている。
また、世界でも数少ない現地法人と北東アジア本部（「フェラーリ・ジャパン&コリア」として日本と大韓民国の2国を統括）も置かれている他、2010年以降は「フェラーリ・レーシング・デイズ」が1年に1回（2014年以降は2年に1回）開催されている上に、F1やXXプログラム、GTコンペティッォーネは1年に1回、「フェラーリ・チャレンジ・アジア・パシフィック」も1シーズンに2回開催されている。
さらにサービスのレベルも高い評価を受けており、正規ディーラーの「ロッソ・スクーデリア」が、2018年1月にマラネッロのフェラーリ本社内で行われた世界のフェラーリディーラーの年次総会で、2016年度のセールス、アフターサービス、マーケティング、コルセ・クリエンティの活動を総合的に評価され、全世界186のフェラーリ正規ディーラーの頂点である「グローバル・トップ・ディーラー・オブ・ザ・イヤー」を獲得したほか、東京都や愛知県、大阪府に拠点を置く、2008年まで長年のフェラーリ正規輸入会社としての実績を持つ「コーンズ・モーター」や、中四国地域の「エムオート・イタリア」などが高い評価を受けている。

### 沿革
設立-1965年
創立から1965年までは、日本国内にフェラーリと契約を結んだ正規輸入及び販売代理店は存在しておらず、また日本国内での知名度もほとんど無かった事もあり、日本への輸入台数も裕福な自動車マニアや在日外国人による個人輸入という形でごく少量に留まっていた。
モータースポーツへの参戦は1963年で、鈴鹿サーキットで開催された「第1回日本グランプリ」に、ピエール・デュメイが「250GT・パッソ・コルト」で参戦している。
なお、日本での歴史についてはフェラーリ自らの見解が混乱しており、2011年7月には、在日イタリア大使館で行われた、東日本大震災のチャリティーパーティーのために来日したモンテゼーモロ会長とフェラーリ・ジャパン社長のハーバート・アプルロスが、1976年の「コーンズ・アンド・カンパニー・リミテッド」による正規輸入販売権取得から逆算して「日本での販売開始35周年」であったと発表しているが、これより5年しか経っていない2016年には、1966年の「新東洋企業」による正規輸入販売の1台目から逆算して「日本での販売開始50周年」としており、これは「さすがフェラーリ、5年間で15歳年を取った」と揶揄されている。
1965年-2008年

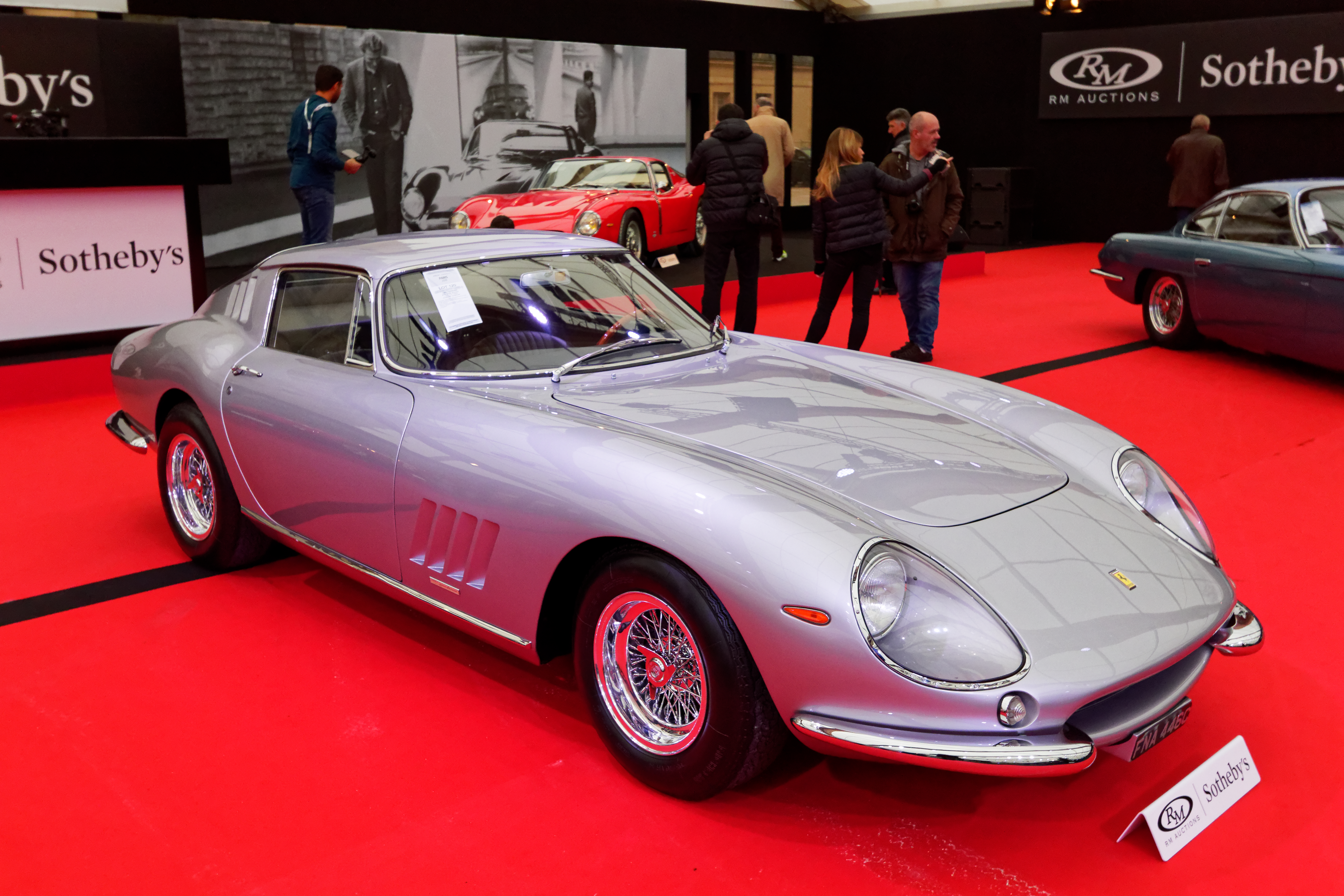
フェラーリ・275GTB

1965年に「新東洋企業」がフェラーリ本社との契約を結び、初の正規輸入及び販売代理店となった。なお、日本で初めて正規輸入車として登録されたフェラーリは、同社により1966年に登録された「275GTB」である。当時フェラーリは、式場壮吉やムッシュかまやつをはじめとする車好きの富裕層しか知らない、また年間数台しか売れないきわめて高価なものであった。
その後1968年から1972年までは「西欧自動車」、1971年から1974年までは「西武自動車販売」、1975年から1978年までは「ロイヤル・モータース」、1976年から2008年（1976年から1978年までは、ロナルド・ホーア大佐率いるイギリスの「マラネロ・コンセッショネアーズ」の香港支店を経由した並行輸入扱い）までは「コーンズ・アンド・カンパニー・リミテッド」が、フェラーリの正規輸入及び販売代理店として、輸入と販売、整備とマーケティング業務を担当してフェラーリの拡販を進めていた。またF1の日本GPにおいて、コーンズのロゴがF1マシンに貼られていたこともあ った。
しかしこれらの企業は、資金力や販売戦略の観点からショールームやサービスセンターを全国に展開することができない上に、あくまで一輸入販売代理店でしかないために、フェラーリ本社への発言権や影響力が少ないことなどから割り当て台数も少ない（その上に日本での販売台数が急増した1980年代後半のバブル景気時期には、「テスタロッサ」や「F40」などの売れ筋のモデルや限定モデルに、「モンディアル」や「412i」などの売れ行きが悪いモデルを抱き合わせられる始末であった）ため、並行輸入車が年間輸入量の半数以上を占めることも多数あった。

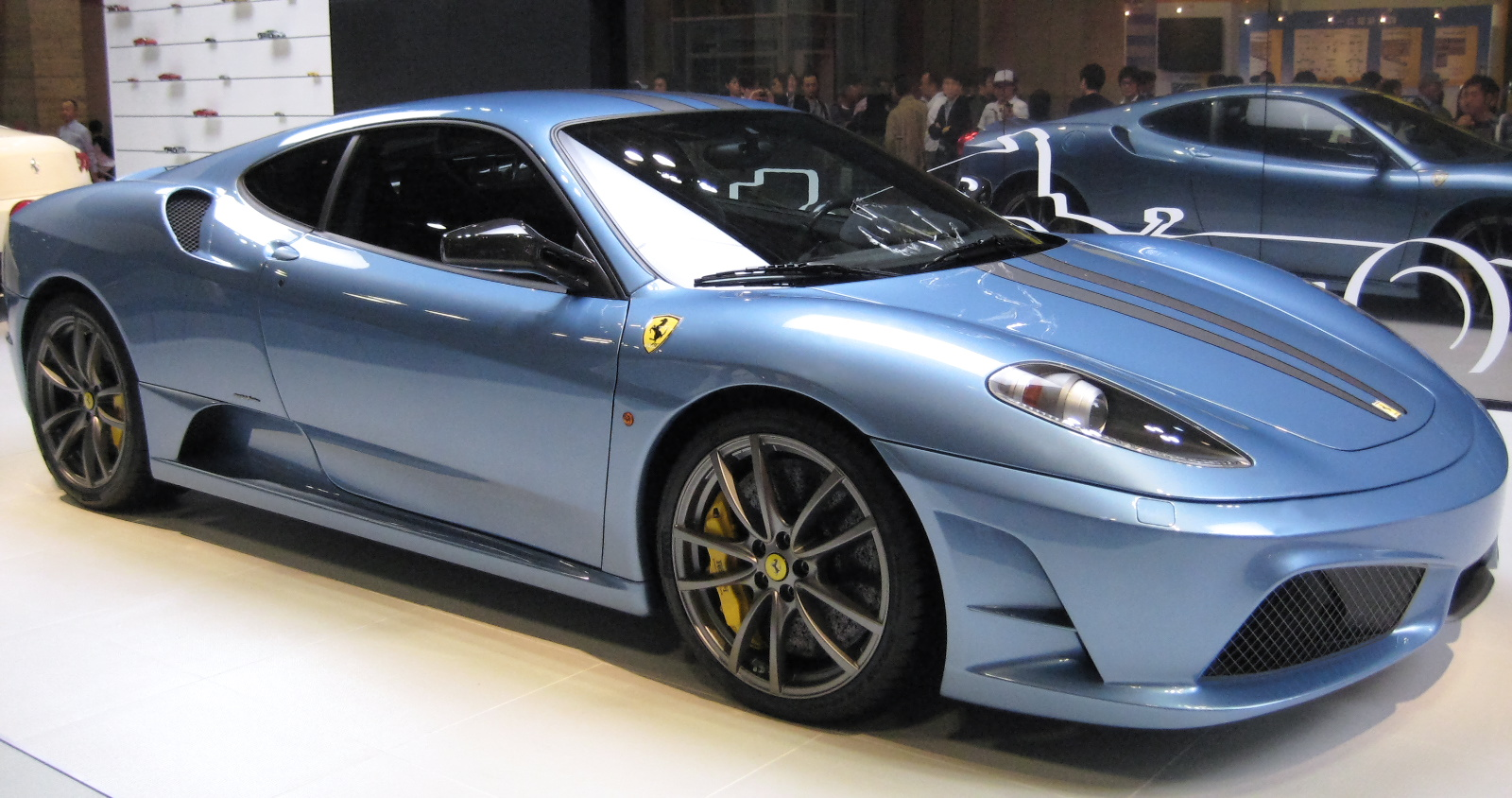
東京モーターショーにコーンズより展示されたフェラーリ・F430スクーデリア(2007年)

さらに、1976年から2008年にかけて輸入販売を行っていた「コーンズ・アンド・カンパニー・リミテッド」は、受入態勢不足などの理由で当時日本へ輸入されたフェラーリの多くを占めていた並行輸入車の整備を受け付けていなかったことから、1991年11月のモンテゼーモロの社長就任以降、全世界規模で正規販売代理店の展開を拡大すると同時に、正規サービスセンターの展開を拡大することで、既存オーナーへのアフターサービスの充実を図っていたフェラーリの最重要市場戦略と齟齬をきたすようになっていた。
また1980年代のバブル景気以降、日本市場が販売台数的にもフェラーリにとってイタリアやアメリカ合衆国、ドイツ、イギリスと並ぶ主要市場として重要な存在となったこともあり、フェラーリの最重要市場戦略を直接反映できる本社直轄法人の設立が急務とされ、2000年代に入ると本格的な検討が始まった。
初の日本法人-フェラーリ・ジャパン設立
その後2008年2月には、フェラーリ本社直轄の日本法人の設立を発表するとともに設立準備室が設けられ、同年7月1日からフェラーリ本社直轄の日本法人である「フェラーリ・ジャパン」が設立された。なお、フェラーリが直系の子会社を置くのは、イギリスとアメリカなどに次いで稀なことであった。
設立以降は、フェラーリの全世界戦略の元に、同社が日本国内における車両に関するマーケティングやセールス、テクニカルなフィードバック、車輌の輸入及び型式証明の取得、正規販売代理店や正規サービスセンターに対する車輌やパーツの卸販売、アフターサポートのほかにも、F1や「フェラーリ・チャレンジ」、「XXプログラム」などのモータースポーツ活動に関する支援や販売活動、イベントの主催やパートナー企業との提携などのマーケティング及び広報業務、公式フェイスブックやツイッターの運営など幅広い業務を行っている。2011年11月には、フェラーリ・ジャパンが日本では当時シティグループが展開していた「ダイナースクラブ」との提携を開始している（現在はフェラーリ・オーナーズ・クラブ・ジャパン会員のみ）。また現在は、フェラーリ・ジャパンが「北東アジア地域本部」として日本と、新興市場である韓国市場を統括している。
なお2012年頃までは、日本独自の顧客関係管理（CRM）システムの運営や並行輸入業者などによるブランドの不正使用の調査、登録商標の調査と登録、日本語ウェブサイトの管理等も行っていたが、担当する社員が退職したことをきっかけに現在は本社が行っている。
PDIとフェラーリ・アカデミー
千葉県富里市に、輸入後の車検取得と納車前整備を行うPDIセンターを設けたほか、アフターサービスの充実の一環として、正規サービスセンターのメカニックの技術教育を目的とした施設「フェラーリ・アカデミー」も設けている。なおフェラーリ・ジャパン設立以降、アプルロス社長とセールス、マーケティング、テクニカルの各チームの努力により、2010年から2014年ころまで一時的に新型モデルの日本市場への導入が飛躍的に速くなった。

### チャリティ

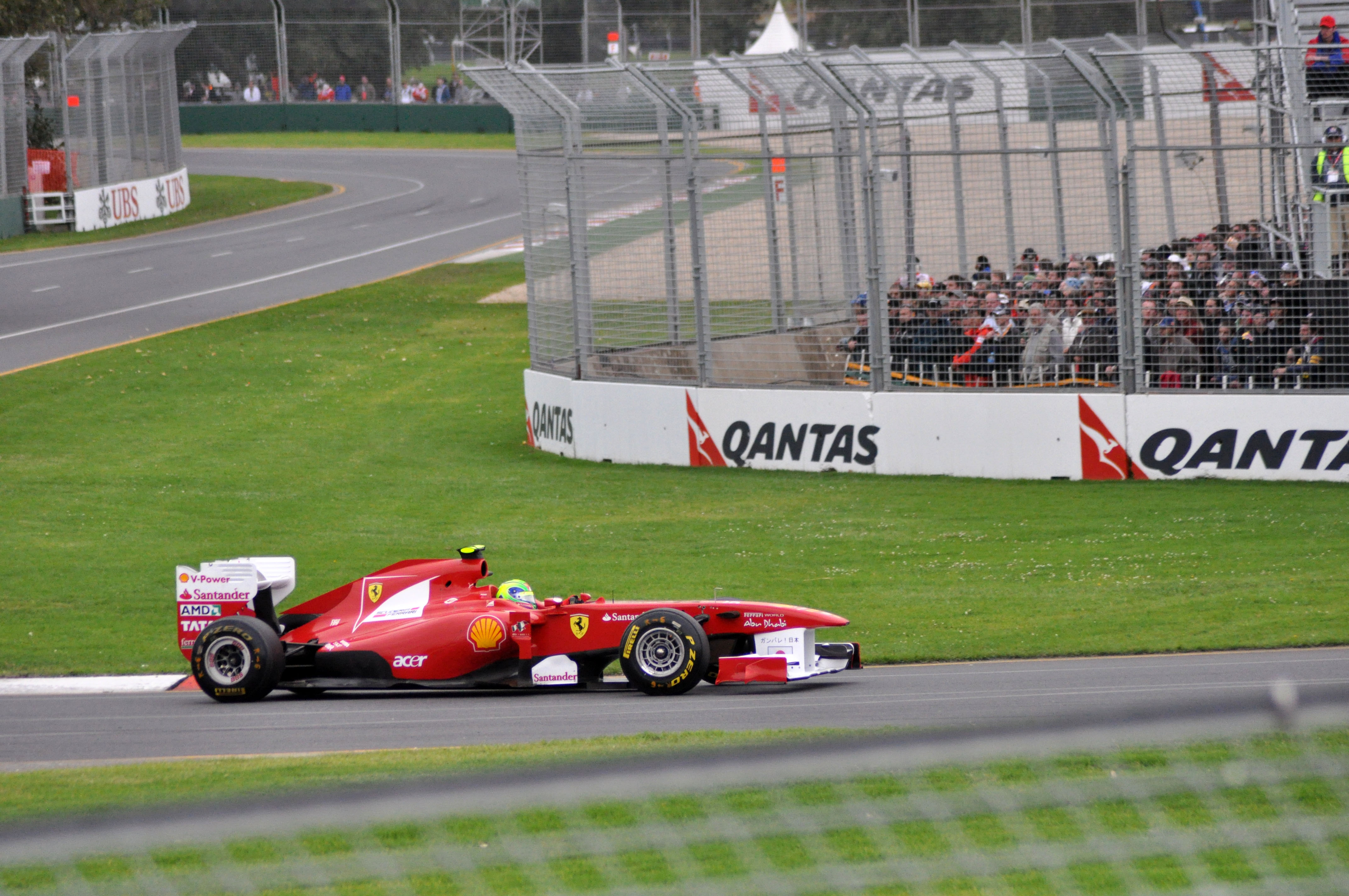
東日本大震災被災者支援のためにフェラーリ・ジャパンの協力で作られ、「フェラーリ・150°イタリア」のフロントウィングにつけられた「ガンバレ!日本」のメッセージ

2011年3月におきた東北地方太平洋沖地震の被災者を支援するために、直後に開催されたオーストラリアGPでは、日本人社員達により急きょ作られた日本国旗と「ガンバレ!日本」というメッセージが「フェラーリ・150°イタリア」に記されたほか、フェルナンド・アロンソとフェリペ・マッサから被災者とその家族に対して応援のメッセージも送られた。
後に駐日イタリア大使館と増上寺で開催されたチャリティオークションにおいて、フェラーリ・FFの日本1号車と、F1ドライバー2人のサインの入ったポロシャツやグローブ、「150°イタリア」のフロントウィングのパーツやグッズがオークションにかけられ、5,000万円を超える落札代金は全てチビタベッキア市と姉妹都市関係にある、宮城県石巻市内の2か所の地震による津波で流された放課後児童クラブ再建のために送られた。なお、この年に行われるはずであったサーキットイベント「フェラーリ・レーシング・デイズ」は、東北地方太平洋沖地震の影響のため中止になった。

### 正規ディーラーとサービスセンター

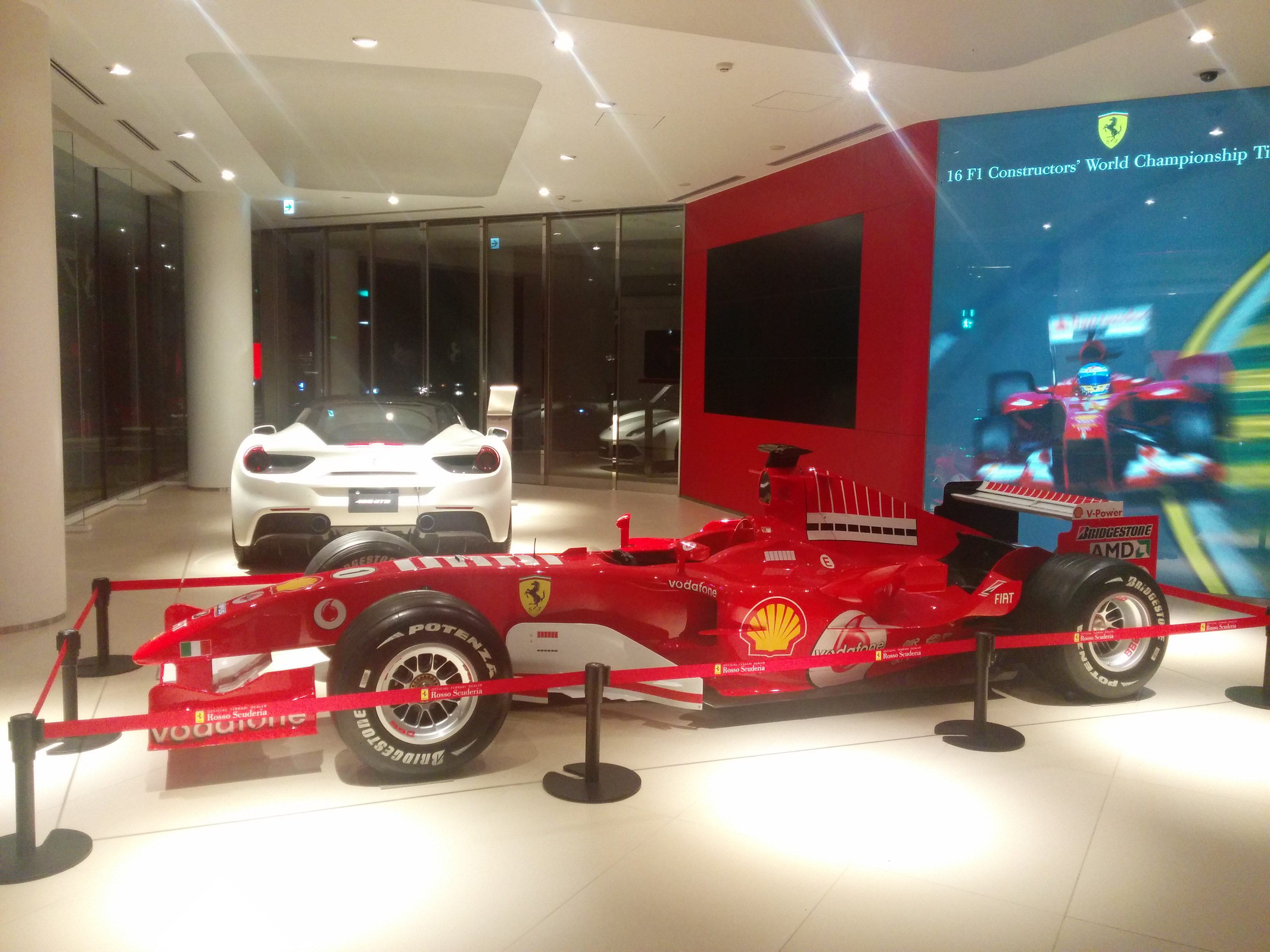
ロッソ・スクーデリアのショールーム（東京都港区）

2010年代に入ると、さらなる拡販とアフターサービスの充実を積極的に行い、これまでフェラーリと直接契約を結ぶ正規販売代理店がなかった中四国地方や九州地方に正規販売代理店を開設、北海道や東北地方、北陸地方に整備と正規パーツの販売と認定中古車の販売を行う正規サービスセンターを開設するほか、これまでは1か所しか正規販売代理店や正規サービスセンターが存在していなかった東京都や神奈川県、兵庫県や静岡県内にも新たな正規販売代理店や正規サービスセンターを開設するなど、ネ
ットワークを全国に広げている。
2025年現在では、元正規輸入代理店の「コーンズ・モーター」（東京都、大阪府、愛知県）をはじめ、日本初のフェラーリ専売デイーラーの「ロッソ・スクーデリア」（東京都）、「Nicole Competizione」（神奈川県）、「オート・カヴァリーノ」（兵庫県）、「エムオート・イタリア」（広島県）、「ヨーロピアン・バージョン」（福岡県）、「エムアイディ・サッポロ」（北海道）、「グランテスタ長野」（長野県）、2024年4月よりヤナセが加わって9社11拠点が正規販売代理店となっており、新車の販売や認定中古車の販売、整備や正規パーツの販売、「フェラーリ・クラシケ」の承認受付、「フェラーリ・チャレンジ」への参加受付や各種サポートなどを行なっている。
また、これらの正規販売代理店に併せて、「イデアル」（宮城県）と「グランテスタ金沢」（石川県）、「オート・スペチアーレ」 （静岡県）が正規サービスセンターの指定を受けており、認定中古車の販売や整備と正規パーツの販売、「フェラーリ・クラシケ」の受付や「フェラーリ・チャレンジ」などのモータースポーツへの参加受付や各種サポートも行っている。
これらの正規販売代理店と正規サービスセンターにおいては、フェラーリの正式認証を受けたもとで、これまでに正規輸入されたフェラーリのみならず、並行輸入された全てのフェラーリへの修理や整備（不法改造車や対応不可の改造、フェラーリ・チャレンジを一般道走行対応にした車輛などの不正改造は除く）、正規パーツの販売も受け付けている。

### 日本における正規ディーラー
- エムアイデイ・サッポロ/株式会社MID ALFA（札幌）
- コーンズ・モータース株式会社（東京・名古屋・大阪）
- ロッソ・スクーデリア株式会社（東京）
- ヤナセフィオラーノモトーリ株式会社（東京）
- Nicole Competizione合同会社（横浜）
- グランテスタ長野 / 株式会社エスクリエート（長野）
- 株式会社オートカヴァリーノ（神戸）
- 株式会社エム・オート イタリア（広島）
- ヨーロピアンバージョン/株式会社バージョングループ（福岡）

### 鈴鹿サーキット
2024年７月、週刊文春によると鈴鹿サーキットは「今後、フェラーリ日本法人のイベントは開催させない」と通告していたことを報じた

## メディア

### 映画
1966年公開の『グラン・プリ』、1971年公開の『栄光のル・マン』、2013年公開の『ラッシュ/プライドと友情』、 2019年公開の『フォードvsフェラーリ』『エンツォ レーサーになりたかった犬とある家族の物語』など、モータースポーツを舞台にした作品を中心に、フェラーリは多くの映画で頻繁に登場する。なかでもフェラーリに限局した作品としては、1996年に公開されたドラマ映画『ラ・パッショーネ』、2017年に公開されたドキュメンタリー映画『フェラーリ 不滅の栄光』などがある。2023年には、マイケル・マン監督、アダム・ドライバー、ペネロペ・クルスら出演による創業者エンツォ・フェラーリの伝記映画『フェラーリ』が公開された。

### テレビ
1980年代のアメリカのテレビドラマ『特捜刑事マイアミ・バイス』では、主人公の愛車としてフェラーリが登場したが、実際の撮影ではレプリカを使用しており、このレプリカモデルがドラマのヒットによって許可なく量産され市場に流れたため、フェラーリ社とレプリカビルダーとの間で訴訟問題が発生した（フェラーリ側が勝訴）。詳細はマイアミ・バイスのフェラーリを参照。
自動車雑誌『カーグラフィック』が監修する日本の自動車番組『カーグラフィックTV』では、フェラーリが多く特集されており、出演者の松任谷正隆曰く、同番組のアイコン的存在である。
日本のコマーシャルでは、1980年代から1990年代前半にかけて放送されたブリヂストンのタイヤブランド「REGNO」やパイオニアのAV機器ブランド「カロッツェリア」、昭和シェル石油の宣伝などに、歴代のフェラーリが多く登場した。また、2007年には、シェルがフェラーリのモータースポーツ60周年を記念して、歴代のレーシング・フェラーリが次々と登場し世界中の都市を駆け巡る映像のTVCMを製作し、話題となった（世界各国で放送）。

### 音楽
フェラーリがミュージック・ビデオや歌詞に登場する音楽作品は数多いが、なかでも前述のドラマ映画『ラ・パッショーネ』では、フェラーリ愛好家としても知られるミュージシャンのクリス・レアが脚本・監修および音楽制作を務めており、劇中歌の『Girl in a Sports Car』や『Shirley Do You Own a Ferrari?』は、フェラーリへの憧れを描いた楽曲となっている。特に後者の『Shirley Do You Own a Ferrari?』（和訳：シャーリー、君はフェラーリを持ってるかい？）は、フェラーリをいつか手に入れるという夢を持っていた主人公の少年が、大人になるにつれてその夢を失いかけていたときに、空想の中に人気歌手のシャーリー・バッシーが登場し、「夢がない人生なんて...」と主人公を励ますミュージカル風の楽曲で、「誰もが一度は夢見た憧れのクルマ、フェラーリ」を具現化した珍しい音楽作品となっている。

### その他
Youtubeにはフェラーリ公式チャンネルがあり、登録者数は100万人を突破している。日本唯一のフェラーリ専門誌として、ネコ・パブリッシングが発行する1995年創刊の季刊誌『SCUDERIA』（スクーデリア）がある。